# Linie M1 (Metró Budapest)
Die Linie M1 ist die älteste und kürzeste Linie der Metró in der ungarischen Hauptstadt Budapest. Sie verkehrt ausschließlich auf der Pester Stadtseite, ihre Kennfarbe ist Gelb, alle elf Stationen sind unterirdisch, nur das Depot ist oberirdisch. Statt mit seitlicher Stromschiene wird sie als einzige mit einer Deckenstromschiene im Tunnel beziehungsweise mit einer Einfachfahrleitung an der Oberfläche betrieben. Die Fahrleitungsspannung entspricht mit 600 Volt der des Straßenbahnnetzes statt den bei anderen Metró-Linien üblichen 825 Volt, zusätzlich weist sie als Unterpflasterbahn ein deutlich kleineres Lichtraumprofil auf. Die Bahnsteige der M1 sind kürzer und mit einer Höhe zwischen 31 und 42 Zentimetern niedriger als bei den anderen drei Linien. Die Fahrzeuge sind somit ebenfalls kürzer und niederflurig. Ein Betrieb mit Doppeleinheiten ist nicht möglich. Die Wagen sind mit manuell zu kuppelnden Trompetenkupplungen mit Kuppeleisen mit rundem Querschnitt, die auch im Straßenbahnnetz verwendet werden, ausgerüstet. Außerdem ist, neben der niedrigeren Höchstgeschwindigkeit, der Stationsabstand mit durchschnittlich 419 Metern wesentlich geringer und es besteht nur eine direkte Gleisverbindung zum Budapester Straßenbahnnetz, nicht aber zum Eisenbahnnetz. Ebenso sind die Fahrzeuge der M1 gelb statt, wie sonst bei der Metró üblich, weiß-schwarz lackiert, sie besitzen Klingeln statt Makrofone sowie Quersitze statt Längssitze.
Bei ihrer Eröffnung am 2. Mai 1896 war die heutige M1 zudem die erste U-Bahn Kontinentaleuropas. Seit dem 26. Juni 2002 zählt sie zusammen mit der über ihr verlaufenden Prachtstraße Andrássy út zum UNESCO-Welterbe, als das bereits seit 1987 bestehende Ensemble Budapest mit Donau-Ufern, Burgviertel Buda und Andrássy-Straße entsprechend erweitert wurde. Nach der Semmeringbahn und der Darjeeling Himalayan Railway war sie dabei die weltweit dritte Bahn überhaupt, die einen solchen Status erhielt.

## Alternative Bezeichnungen

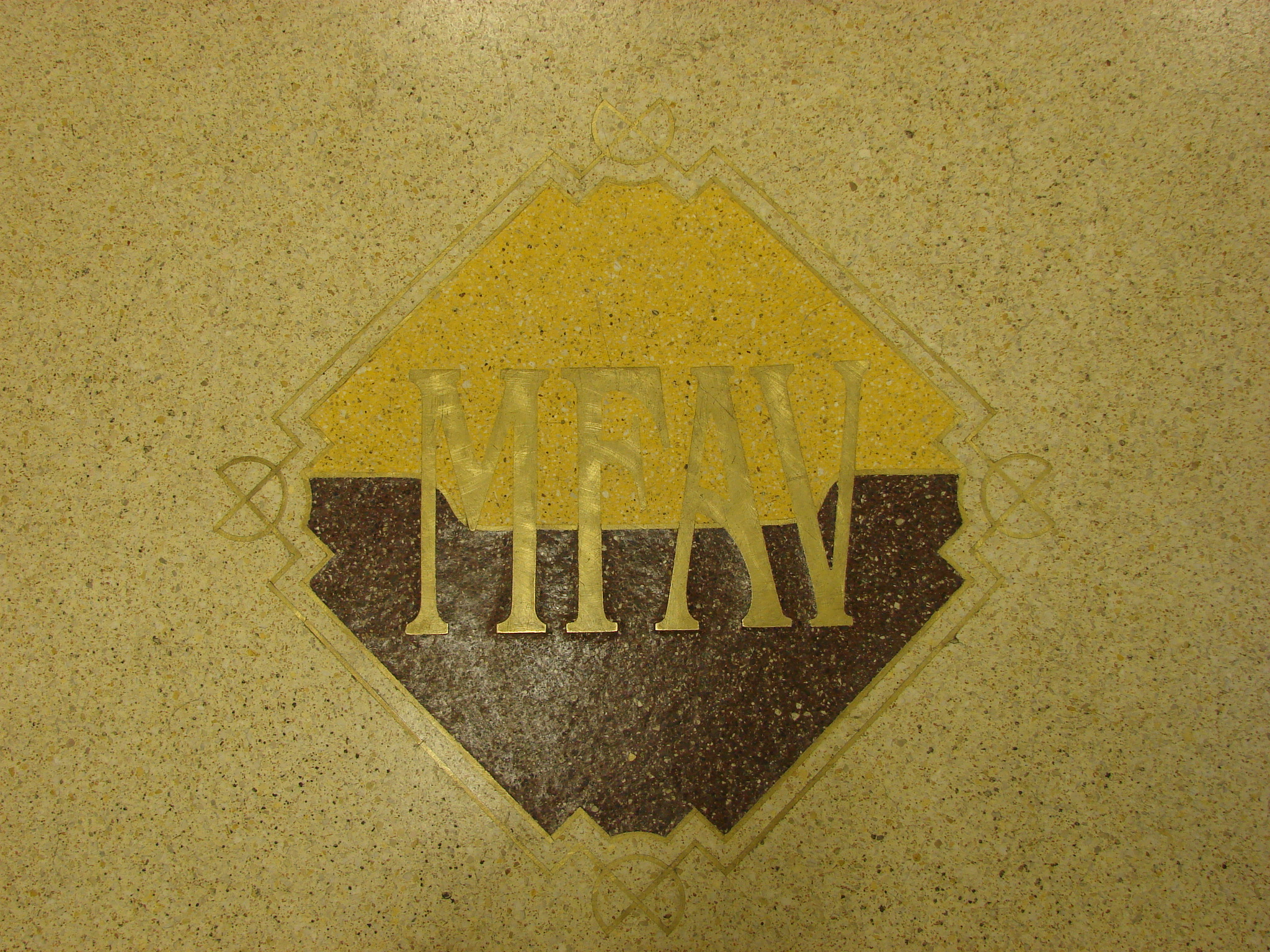
Museal erhaltenes MFAV-Signet aus der Eröffnungszeit, wobei Gelb die Kennfarbe der Muttergesellschaft BVVV und Braun die der Muttergesellschaft BKVT war

Während der Planungs-, Bau- und Eröffnungsphase wurde die heutige M1 meist als Millenniumi Földalatti Villamos Vasút (dt. elektrische Millenniums-Untergrundbahn) oder Millenniumi Földalatti Vasút (dt. Millenniums-Untergrundbahn) bezeichnet, die entsprechende Abkürzung lautete Millenniumi FAV, Mill. FAV oder MFAV. Namensgebend war hierbei die Millenniumsausstellung des Jahres 1896, die ein wesentlicher Baugrund war. Unabhängig davon nannte sich das erste U-Bahn-Verkehrsunternehmen Budapesti Földalatti Közúti Villamos Vasút (dt. Budapester unterirdische elektrische Straßenbahn), auch die Wagen waren anfangs entsprechend mit BFKVV gekennzeichnet. In Folge der königlichen Besichtigung kurz nach Eröffnung firmierte die Gesellschaft schließlich als Ferencz József Földalatti Villamos Vasút (dt. elektrische Untergrundbahn Franz Joseph), auch auf den Wagen stand fortan FJFVV. Das Verkehrsmittel selbst wurde nach Ende der Millenniumsausstellung meist nur noch kurz Földalatti Villamos Vasút (dt. elektrische Untergrundbahn), Földalatti Villamos (dt. elektrische Unterirdische), Földalatti Vasút (dt. Untergrundbahn) oder Földalatti (dt. Unterirdische, zusammengesetzt aus föld für Erde und alatt für unter) genannt. Als Abkürzung bürgerte sich FAV ein. Letzteres Kürzel setzte sich spätestens ab 1910, in Abgrenzung zu den seit jenem Jahr durchnummerierten Straßenbahnlinien, auch als Linienbezeichnung der U-Bahn durch.
Mit Eröffnung der Kelet-Nyugati Vonal (dt. Ost-West-Linie) im Jahr 1970, anfangs nur als Metró bezeichnet, bürgerte sich für die bestehende Anlage von 1896 die umgangssprachliche Bezeichnung Kisföldalatti (dt. kleine Unterirdische) ein. Erst 1978, als aus der Kelet-Nyugati Vonal die M2 und aus der 1976 eröffneten Észak-Déli Vonal (dt. Nord-Süd-Linie) die M3 wurde, erhielt die M1 ihre heutige Bezeichnung. In Anlehnung an die seit 1973 vollständig Gelb lackierten Wagen erhielt sie damals außerdem ihre heutige Kennfarbe zugeteilt. Alternativ war auch die Linienbezeichnung M FAV anzutreffen, etwa auf einem Stadtplan des Jahres 1980.
Weitere Bezeichnungen in deutschsprachigen Publikationen sind Millenniumslinie oder Millenniums-U-Bahn.

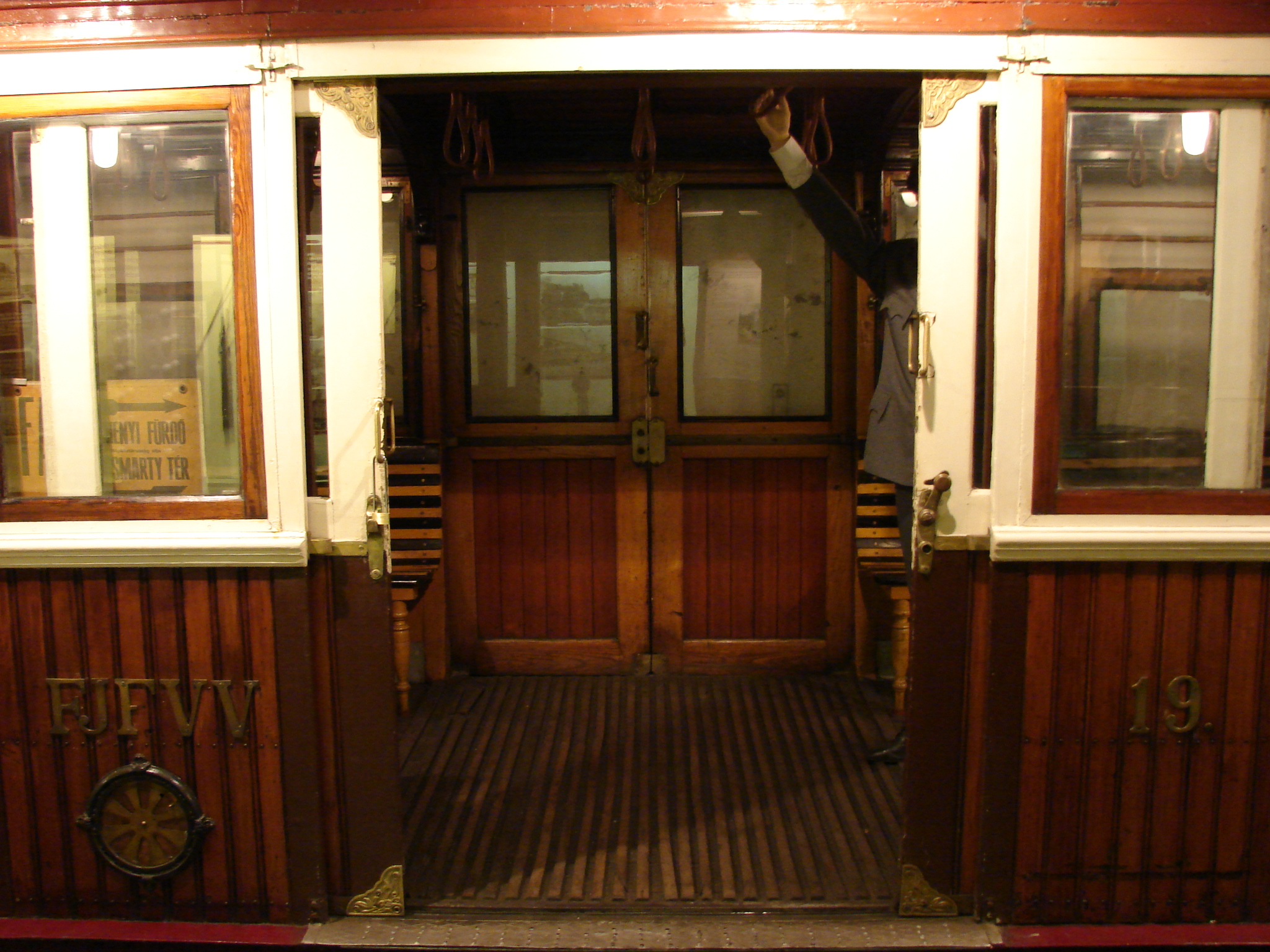
Historischer Wagen mit dem Kürzel FJFVV, das bis 1947 an den Wagen angeschrieben war
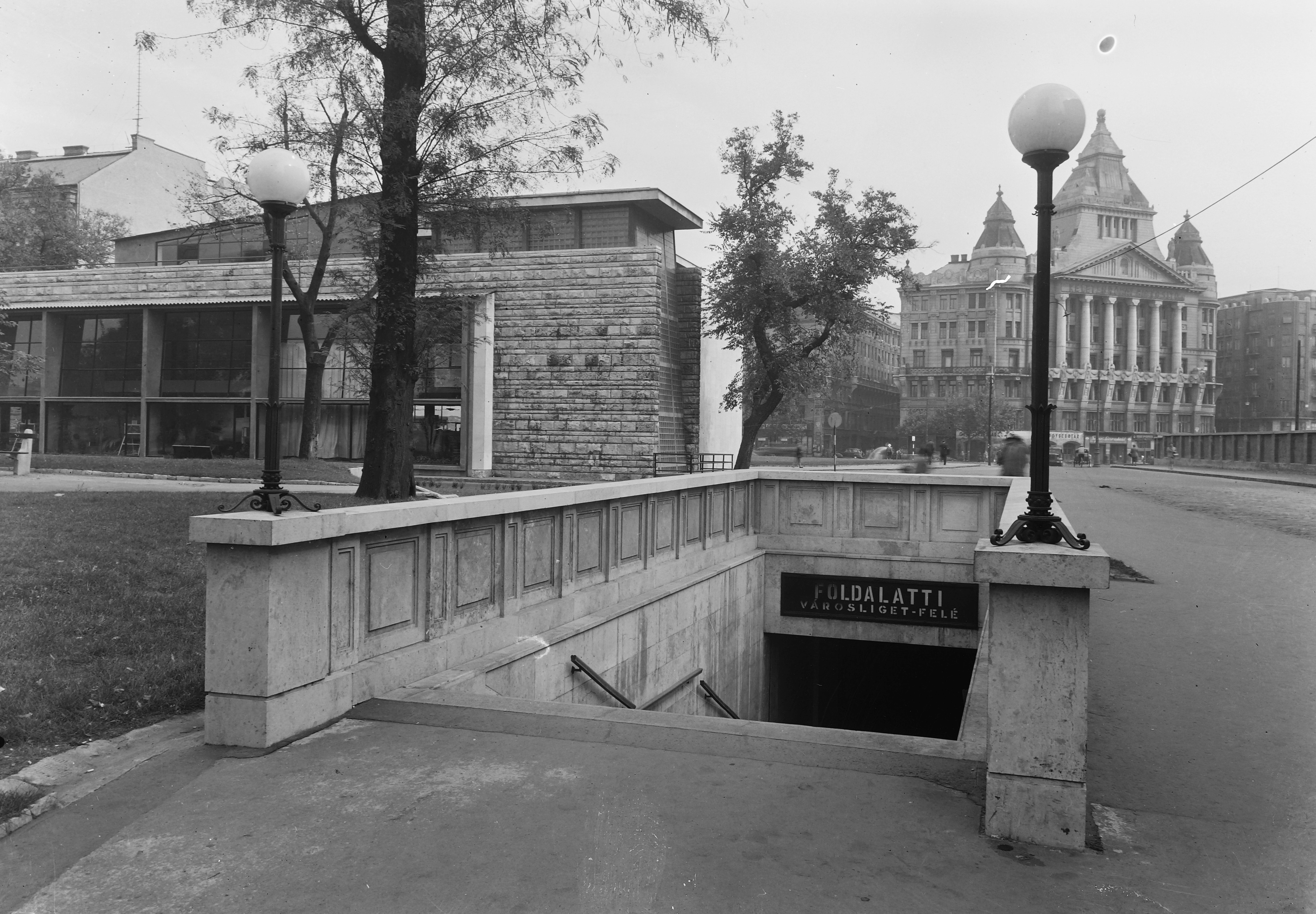
1956: Zugang zur neu eröffneten Haltestelle Deák Ferenc tér mit offizieller Bezeichnung Földalatti
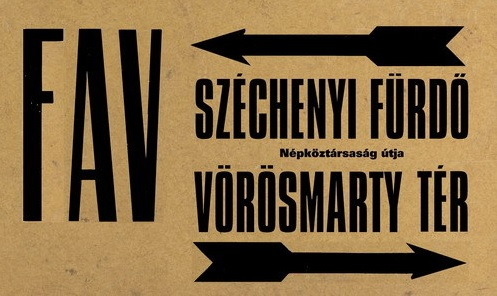
Bis 1973 verwendete Routentafel mit dem, vor Einführung der Bezeichnung M1 gültigen, Linienkürzel FAV
Das 1978 eingeführte M1-Logo in gelber Linienkennfarbe
Vereinfachtes Logo aus den 1980er Jahren, verwendet bis 2005
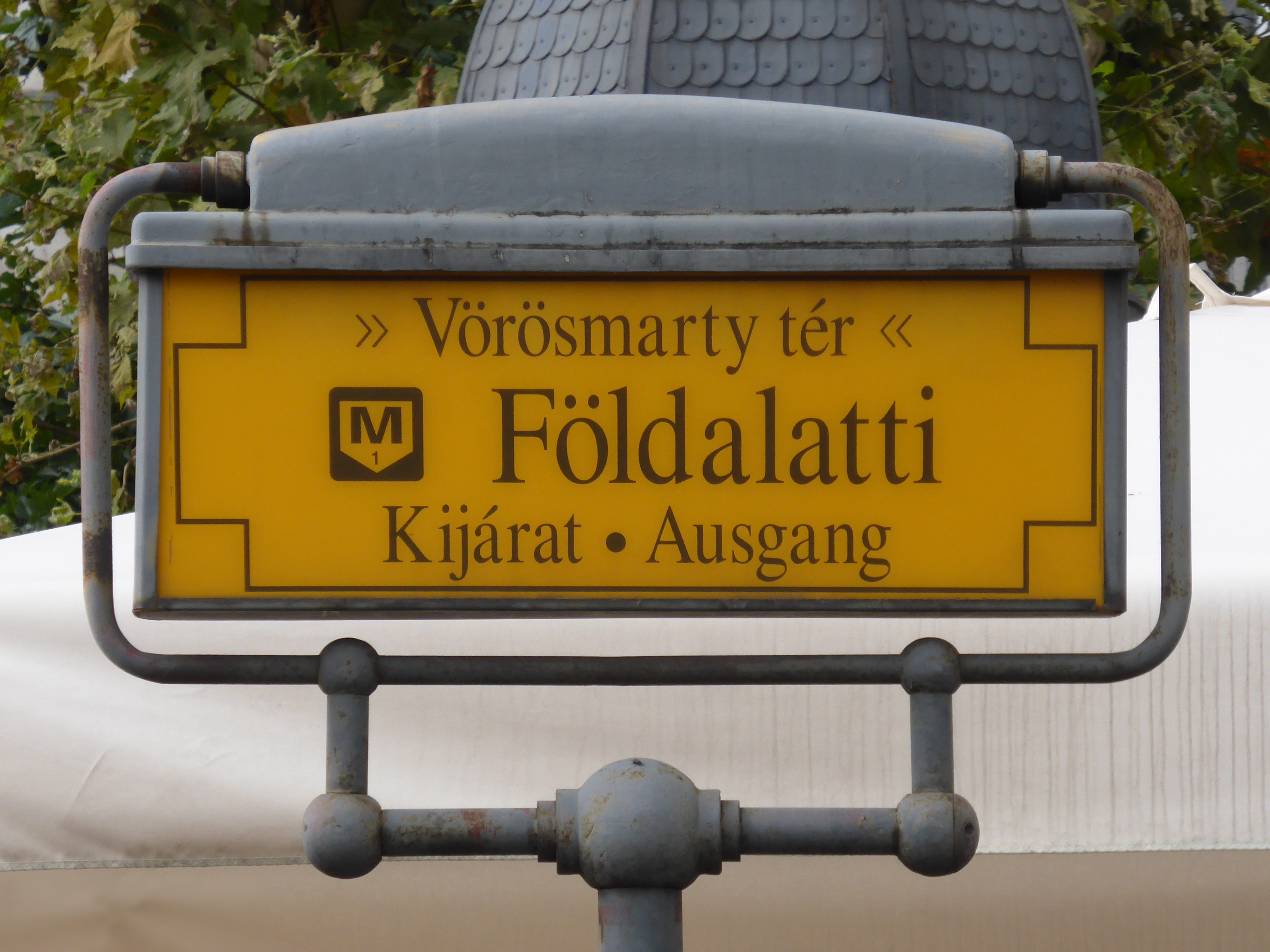
Oberirdisches Stationsschild mit der Zusatzbezeichnung Földalatti
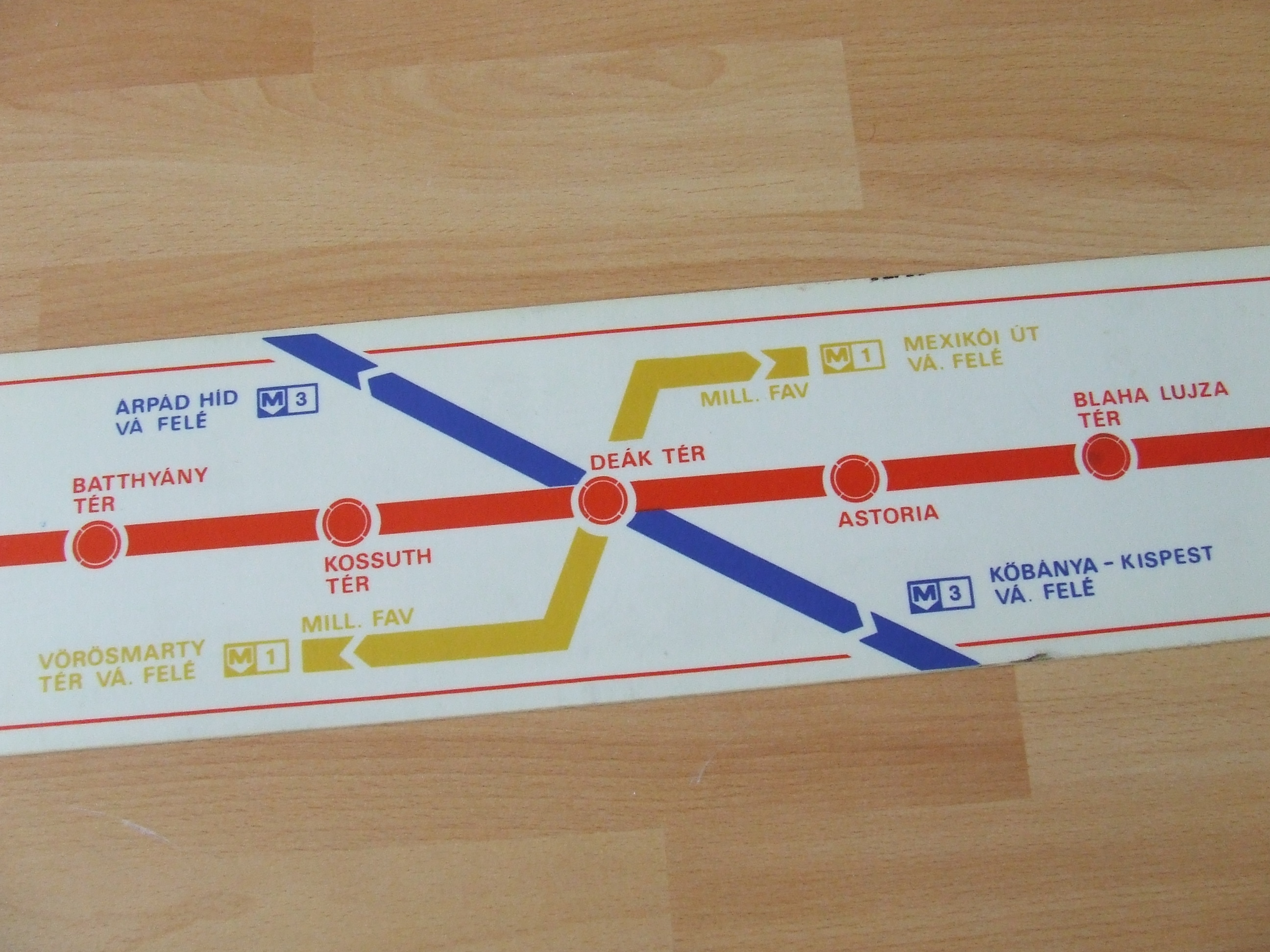
Umsteigehinweis auf einer von 1984 bis 1990 verwendeten Stationsübersicht der M2, die M1 trägt zusätzlich den Hinweis „MILL. FAV“

## Geschichte

### Gescheiterter Pferdebahnplan vor Fertigstellung der Andrássy út
Die Erweiterung der seit 1866 bestehenden Budapester Pferdebahn von der Inneren Stadt über die Radialstraße Andrássy út zum Stadtwäldchen wurde schon vor Fertigstellung des Boulevards, der am 20. August 1876 eröffnet wurde, erstmals erörtert. So schlug bereits 1875 eine Gruppe von Unternehmern die Ausdehnung des Netzes der Budapesti Közúti Vaspálya Társaság (BKVT) zum Stadtwäldchen vor. Dies wurde zunächst von einem Gremium, bestehend aus Vertretern der Hauptstadtbehörden und des Fővárosi Közmunkák Tanácsa (FKT), deutsch Hauptstädtischer Rat für öffentliche Arbeiten, kurz Hauptstädtischer Baurat, erörtert – die Umsetzung des Plans aber nicht empfohlen. Der Antrag wurde daraufhin vom Bauausschuss des Hauptstädtischen Baurats beraten, aber ebenso abgelehnt. Trotzdem stimmte der Gemeinderat am 24. März 1875 mit 52 zu 43 Stimmen für die neue Pferdebahnstrecke. Der FKT wiederum lehnte das Vorhaben in seiner Sitzung vom 16. September 1875 erneut ab, mit der Begründung die Bahn würde „die Schönheit der Straße völlig verderben und diese ihren Promenadencharakter vollständig verlieren“. Im Übrigen seien das Stadtzentrum sowie der größte Teil der Stadtbezirke Ferencváros, Józsefváros und Terézváros bereits an das Pferdebahnnetz angeschlossen und auf der Sugár út, wie die Andrássy út damals noch hieß, möchte das Publikum nicht fahren, sondern zu Fuß gehen. Ferner sollte die Schönheit der Prachtstraße nach damaliger Auffassung weder „entstellt“ noch durch Schienen und Geklapper „verunstaltet“ werden.
Der Hauptstädtische Baurat begründete die Ablehnung der Pferdebahn außerdem damit, dass die auf Staatskosten gebaute Straße bereits weitgehend fertig war. Wegen der Bahn hätten aber die Gehwege wieder abgebaut sowie die Wasser- und Gasleitungen verlegt werden müssen. Damit wäre aber wiederum die Gewährleistungspflicht des Bauunternehmers erloschen. Er verwies weiterhin darauf, dass sich seit Planungsbeginn für die Straße, also in fünf Jahren, niemand für die Pferdebahn ausgesprochen hatte und sogar der Pester Gemeinderat am 11. Juni 1873 gegen den Plan votierte.
Unter Beibehaltung seiner Position akzeptierte der Hauptstädtische Baurat die Entscheidung des Gemeinderats, delegierte die endgültige Entscheidung aber an den Innenminister und ergänzte auf dessen Wunsch hin die bisherige Ablehnung um neue Gründe. Der FKT betonte zudem nachdrücklich, dass er zwar, als für den Straßenbau verantwortliche Behörde, die Entscheidungskompetenz habe, der Ministerpräsident aber endgültig entscheiden müsse. Der Hauptstädtische Baurat verwies erneut auf die finanziellen und logistischen Schwierigkeiten im Zusammenhang mit dem Rückbau der Gehwege und die, im Falle des Pferdebahnbaus, um mindestens ein Jahr spätere Fertigstellung der Straße. Außerdem würde die Pferdebahn in jedem Fall den Straßenverkehr zum Stadtwäldchen und zur Oper behindern. Falls der Innenminister dem Bahnbau dennoch zustimmen sollte, bat der FKT ihn, dies an folgende Bedingungen zu knüpfen: die BKVT verlegt ihre Gleise sofort auf dem Straßenabschnitt, auf dem der Bürgersteig noch nicht fertig ist und erstattet zudem alle Kosten, die durch die Entfernung des Pflasters beziehungsweise die Verlegung respektive Verschiebung der Kanäle und Leitungen entstehen. Ferner solle die Straße beim Stadtwäldchen nicht von Schienen gekreuzt werden.
Der Innenminister wiederum entschied sich per Beschluss vom 17. Mai 1876 für die Pferdebahn, knüpfte die Genehmigung aber an die oben genannten Auflagen des Hauptstädtischen Baurats. Daraufhin diskutierte ein Ausschuss, bestehend aus Vertretern des Hauptstädtischen Baurats, des Gemeinderats und der BKVT, weiter über das Projekt, konnte sich aber wieder nicht einigen. Somit wurde die Pferdebahn auf der Andrássy út nach langen Diskussionen vorerst von der Tagesordnung genommen. FKT-Sprecher Sándor Országh erklärte später, dass auch der Innenminister letztlich dem Hauptstädtischen Baurat folgte und die Pferdebahn noch einmal und endgültig für aufgegeben erklärte.

### Gescheiterte Pferdebahnpläne nach Fertigstellung der Andrássy út

Karikatur der Verkehrsverhältnisse auf der Andrássy út, 1890

Letztlich durfte die Andrássy út anfangs nur von Landauern und Pferdeomnibussen befahren werden. Letztere waren aber dem Verkehr von Beginn an nicht gewachsen und deshalb oft überfüllt. So blieb eine mögliche Pferdebahn auf der Andrássy út über Jahre Gegenstand amtlicher Verhandlungen. 1880 wurden erneut zwei Pläne für den Bau einer solchen eingereicht, einer von der BKVT und der andere von einem privaten Bauunternehmer. Die Pläne wurden sowohl vom Gemeinderat als auch vom Hauptstädtischen Baurat diskutiert, doch bestand diesmal Einigkeit, dass keiner von ihnen geeignet war.
1881 diskutierten die Behörden wiederholt über Pläne für zwei Pferdebahnen auf der Prachtstraße. Vor Erörterung der konkreten Pläne wurde eine grundsätzliche Entscheidung in der Frage für notwendig erachtet. Die Stadtverwaltung war dafür, der Hauptstädtische Baurat dagegen. Damals unterstützte auch der Innenminister die Position des FKT und beschloss 1882, die Pferdebahnfrage endgültig ad acta zu legen.
1882 verabschiedete der Hauptstädtische Baurat seinerseits einen neuen Plan für eine Pferdebahn, den wiederum der Innenminister am 3. März gleichen Jahres ablehnte. Die Behörden wollten die Personenbeförderung auf der Prachtstraße weiterhin nur mit öffentlichen Verkehrsmitteln abwickeln, was jedoch immer mehr Probleme verursachte. In Vorbereitung auf die Budapester allgemeine Landesausstellung 1885 gab der Hauptstädtische Baurat zwar zu, dass nur die vollständige Erneuerung des Omnibusverkehrs Abhilfe schaffen könne. Er bestand jedoch weiterhin darauf, dass es keine Notwendigkeit für eine Pferdebahn gebe. Erst daraufhin kehrte ein Jahrzehnt lang Ruhe in der Straßenbahnfrage ein.

### Gescheiterter Plan einer elektrischen Straßenbahn
Nach dem Erfolg der vom deutschen Unternehmen Siemens & Halske ab 1887 in Budapest betriebenen elektrischen Straßenbahn mit Unterleitung plante die Budapesti Villamos Városi Vasút (BVVV) ab 1891, diese Lösung auch auf der Andrássy út anzuwenden. Schließlich sollte auf dieser, dem Wunsch der Stadtverwaltung gemäß, auch keine Oberleitung das Stadtbild beeinträchtigen. Um die Chancen für das Vorhaben zu erhöhen, schloss sich die BVVV mit der, eigentlich konkurrierenden, BKVT zusammen. Per Petition vom 18. Februar 1893 bemühten sie sich um eine gemeinsame Konzession für Bau und Betrieb der neuen Unterleitungs-Strecke. Die Eingabe wurde auch von Siemens & Halske unterzeichnet und umfasste, inklusive der Einzelheiten zur Einkommensverteilung, 30 Punkte. Insgesamt sollte das Projekt höchstens 880.000 Forint kosten, wobei ein Forint zwei Kronen entsprach. Auch die Vertreter der Stadtbezirke Erzsébetváros und Terézváros und unterstützten in ihrem Schreiben an den Bürgermeister den Bau der elektrischen Straßenbahn, da auf der Andrássy út „ein den bürgerlichen Bedürfnissen entsprechendes Transportmittel fehlte, dass billig und relativ schnell und bequem genutzt werden könne“. Sie wiesen darauf hin, dass in Terézváros alle Gesellschaftsschichten vertreten seien, darunter viele Kaufleute, Industrielle und Beamte, die in die Innenstadt fahren müssten.
Auf der Generalversammlung des fővárosi tanács törvényhatósági bizottságának am 22. Februar 1893 schlug der Bürgermeister daraufhin vor, die Diskussion über die neue Omnibuslinie auf der Andrássy út von der Tagesordnung zu nehmen, und stattdessen den Entwurf einer Straßenbahn vom Gizella tér zum Stadtwäldchen zu prüfen. Dem Angebot war auch eine technische Beschreibung beigefügt, nach dieser sollte die Straßenbahn auf dem inneren Abschnitt der Andrássy út 4,5 Meter vom Bürgersteig entfernt und im äußeren Abschnitt auf den seitlichen Reitwegen trassiert werden. Auch der für den Schienenverkehr zuständige Unterausschuss des Gemeinderates kam am 21. April 1893 zu dem Schluss, dass kein Omnibusunternehmen Sicherheit, Geschwindigkeit und Komfort einer Straßenbahn erreichen kann.
Obwohl der Gemeinderat und der Magistrat den Entwurf in ihren Sitzungen vom 17. und 18. Mai 1893 günstig aufnahmen, lehnte der Hauptstädtische Baurat am 8. Juni 1893 weiterhin jede Straßenbahn auf der Andrássy út grundsätzlich ab. Die deshalb wiederholte Verhandlung bei der Stadt führte dazu, dass sich nun auch der Magistrat dem Hauptstädtischen Baurat anschloss, während der Gemeinderat in den Sitzungen vom 30. Juni und 1. Juli 1893 am zuvor gefassten Beschluss festhielt und die Angelegenheit dem Innenminister zur Entscheidung unterbreitete. Dieser wiederum lehnte das Projekt per Erlass vom 28. Juli 1893 endgültig ab. Und zwar aus dem Grund, dass die Andrássy út schon ursprünglich derart geplant sei, dass die Herstellung einer Straßenbahn in derselben als ausgeschlossen betrachtet werden müsse. Wenn trotzdem auf der Andrássy út eine Straßenbahn geführt werden sollte, so müsste ein wichtiges allgemeines Interesse vorliegen, welches aber derzeit nicht bestehe. Der angeführte Zweck, die Beförderung des Publikums in das Stadtwäldchen, könne keine Berücksichtigung beanspruchen, weil der Bevölkerung bereits mehrere andere, nach dem Stadtwäldchen führende Straßen zur Verfügung ständen. Sollte der Verkehr nach dem Stadtwäldchen die Herstellung einer neueren Straßenbahn dennoch erfordern, so sei es nicht begründet, die Bahn auf der Andrássy út auszuführen. Das allgemeine Interesse schließe die Anlage einer Bahn auf der Andrássy út aus, da die Sicherheit der lustwandelnden Bevölkerung durch eine Straßenbahn gefährdet werde. Die Andrássy út habe sich, den Absichten ihres Gründers entsprechend, zu einer Lieblingspromenade des Publikums entwickelt, nicht nur der Wagenverkehr, sondern auch der Fußgängerverkehr nehme zeitweise solche stets wachsende Ausdehnung an, dass die Abwicklung des Verkehrs schon derzeit besonders bei den Endpunkten der Straße und vor der Oper Schwierigkeiten verursache, welche in unerträglicher Weise gesteigert werden würden, wenn noch ein Straßenbahnverkehr hinzukäme. Darüber hinaus war auch der parallel verlaufende Straßenzug Király utca – Városligeti fasor, der vor dem Bau der Andrássy út als Hauptverbindung zum Stadtwäldchen galt, zu eng für einen leistungsfähigen Straßenbahnverkehr.

### Planung der U-Bahn

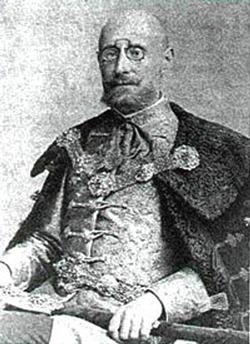
Mór Balázs, Gründervater der Budapester U-Bahn

Die beiden Antragsteller gingen bereits im Vorfeld von einer Ablehnung einer elektrischen Straßenbahn aus und hatten daher in ihrem Kooperationsvertrag eine geheime Zusatz-Klausel vereinbart: wird der Straßenbahnplan abgelehnt, wird eine Konzession für den Bau einer U-Bahn angestrebt. Diese Idee ging auf Mór Balázs, den Generaldirektor der BVVV, zurück, dessen Unternehmen allein jedoch nicht kapitalkräftig genug war. Balázs hatte zuvor bereits die London Underground inspiziert; bezüglich der Umsetzung des Budapester Projekts wandte er sich an Siemens & Halske. Das Unternehmen wollte damals auch eine U-Bahn in Berlin errichten und versprach die ideale Lösung: Mit einer Unterpflasterbahn würde das Stadtbild unangetastet bleiben, die Verkehrsprobleme gelöst werden, und Budapest bekäme zudem den Rang als erste Stadt Kontinentaleuropas mit U-Bahn, was ihr einen mondäneren Charakter geben und den kosmopolitischen Charakter steigern würde. Letztlich konnte beim Bau der Berliner Anlage dann auch auf die Budapester Erfahrungen aufgebaut werden, das heißt, sie diente Siemens & Halske als Referenzprojekt. Konstruktion und Gestaltung der Földalatti beeinflussten außerdem die Tremont Street Subway in Boston (1897), die Métro Paris (1900), die New York City Subway (1904), die Market–Frankford Subway-Elevated Line in Philadelphia (1907), die Subterráneos de Buenos Aires (1913) und weitere Projekte weltweit.

### Genehmigungsverfahren

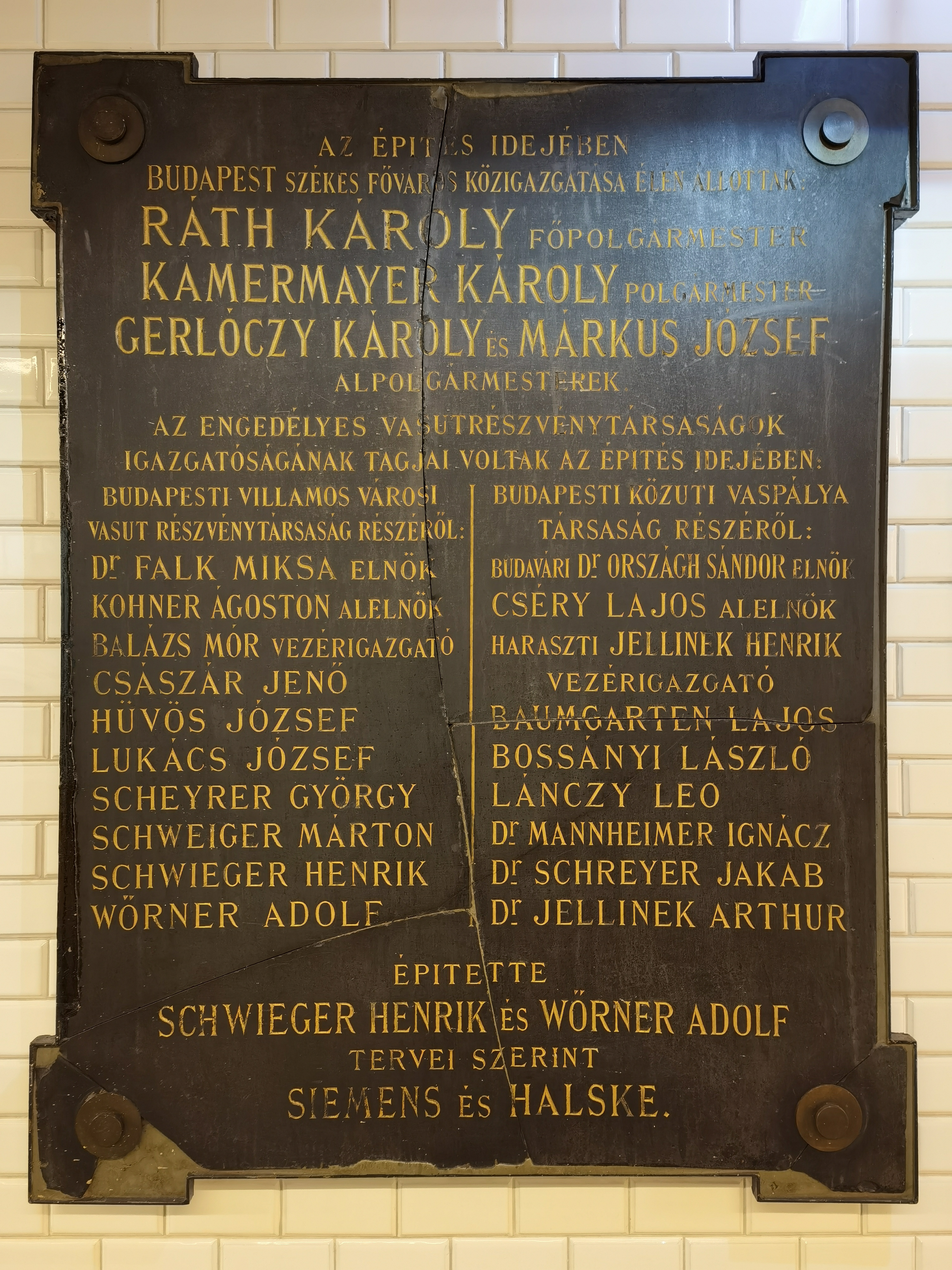
Gedenktafel für die Wegbereiter der Földalatti im U-Bahn-Museum

Am 17. Januar 1894 schlossen BKVT und BVVV einen neuen Vertrag über die künftige U-Bahn. Dieser bildete später auch die Grundlage des, am 17. April gleichen Jahres unterzeichneten, zehnjährigen Betriebsvertrags zwischen den beiden Gesellschaften. Daraufhin reichten Mór Balázs, Henrik Jellinek, Geschäftsführer der BKVT sowie József Hűvös, Vorsteher des Stadtbezirks Józsefváros und treibende Kraft des U-Bahn-Baus, am 22. Januar 1894 der zuständigen Behörde den Entwurf für das neue Verkehrsmittel zur Genehmigung ein. Ursprünglich hätte die Radiallinie dabei 3,75 Kilometer lang sein sollen. Ausgearbeitet wurde der Plan, im Auftrag von Siemens & Halske, von Chef-Ingenieur Heinrich Schwieger und Ingenieur Adolf Wörner unter Beteiligung von BVVV-Ingenieuren. Begünstigt wurde das Vorhaben durch die anstehende Tausendjahrfeier der Staatsgründung Ungarns im Jahr 896, weshalb nach einer neuen Lösung gesucht wurde, den erwarteten Besucherandrang von und zum Ausstellungsgelände im Stadtwäldchen zu bewältigen. Da die U-Bahn im Falle ihrer Genehmigung unter allen Umständen bis zur Ausstellung fertig werden musste, war eine Beschleunigung der Verhandlungen und eine rasche Erledigung aller Eingaben dringend notwendig. Das Vorhaben wurde bei der Stadtgemeinde, am 12. April 1894 in der Eisenbahn-Kommission, am 18. April 1894 in der Finanz-Kommission und am 25. April 1894 im Gemeinderat selbst verhandelt und genehmigt. Anschließend wurde die U-Bahn am 2. Mai 1894 im Hauptstädtischen Baurat beraten. Schließlich fand am 15. Mai 1894 auf Grundlage der eingereichten Pläne die administrative Begehung der Strecke und am 30. Mai 1894 im königlich ungarischen Handelsministerium die Konzessionsverhandlung statt. Mit einer Dauer von weniger als fünf Monaten ging das Verfahren als das schnellste aller Zeiten für eine U-Bahn in die Geschichte ein.

### Ständige gemischte Kommission
Zwecks raschester Erledigung aller den Bau der U-Bahn betreffenden Angelegenheiten wurde mit Erlass des Handelsministers vom 30. Juli 1894 eine ständige gemischte Kommission unter dem Vorsitz des Ministerialrats László Vörös, seinerzeit Staatssekretär im Handelsministerium, eingesetzt. In diese entsandten das Handelsministerium, das Innenministerium, der Hauptstädtische Baurat und die Haupt- und Residenzstadt Budapest ihre Vertreter. Der Wirkungskreis der Kommission berührte die Rechte der Regierungs- und Lokalbehörden nicht, da alle förmlichen Bewilligungen und Genehmigungen auch während des Bestandes der Kommission durch die zuständigen Behörden zu erteilen waren. Ihre Aufgabe bestand vielmehr darin, alle Angelegenheiten der U-Bahn in gemeinschaftlicher Beratung zur beschleunigten Herausgabe der behördlichen Genehmigungen vorzubereiten und diese zu beantragen. Die Kommission hatte ferner die Bauausführung, sowie die Einhaltung der festgesetzten Baufristen, zu überwachen. Sofort nach Einsetzung der Kommission wurden von dieser die Baupläne für den zuerst in Angriff zu nehmenden Abschnitt vom Oktogon bis zur Dózsa György út geprüft.

### Konzessionserteilung und Gründung der Betreibergesellschaft
Die U-Bahn-Konzession über 90 Jahre ab dem Tag der Inbetriebnahme erteilte Handels- und Verkehrsminister Béla Lukács schließlich am 9. August 1894 der, hierzu am 10. August neugegründeten, Aktiengesellschaft Budapesti Földalatti Közúti Villamos Vasút, kurz BFKVV. Ihren offiziellen Geschäftsbetrieb nahm diese allerdings erst am 1. Januar 1895 auf. Das Unternehmen gehörte je zur Hälfte der BKVT und der BVVV, erster Geschäftsführer war Mór Balázs. Die späteren Baukosten wurden von den beiden genannten Gesellschaften zu gleichen Teilen gedeckt, als Gewährleistungsbürgschaft für den Bau mussten sie im Vorfeld zusammen 180.000 Forint hinterlegen. Die Stadt Budapest behielt sich das Recht vor, im Jahr 1940 – bei Erlöschen der Konzession der betriebsführenden BVVV – die U-Bahn gegen vorherige zweijährige Kündigung einzulösen. Sie setzte zudem durch, schon zuvor die Bilanzen stichprobenhaft prüfen zu dürfen. Die ursprünglich geforderte Rechenschaftspflicht bezüglich der Vorlage der Jahresabschlüsse erzielte die Stadt hingegen nicht.
Durch den gesetzgebenden Körper wurde der BFKVV die Stempel-, Steuer- und Gebührenfreiheit auf die Dauer von 15 Jahren gewährt. Exakt so lange durfte auf der Andrássy út auch kein paralleler Omnibusverkehr stattfinden. Die in Ungarn eingeführte Fahrkartensteuer in Höhe von 0,25 Kreuzern pro Fahrkarte wurde in eine mäßige Pauschalabgabe umgewandelt. Die Stadtgemeinde erhielt mit Beginn des 21. Jahres ab dem Tag der Inbetriebnahme jährlich eine Abgabe von der Bruttoeinnahme. Diese betrug zunächst ein Prozent, ab dem 31. Jahr zwei Prozent, ab dem 41. Jahr drei Prozent, ab dem 51. Jahr vier Prozent und vom 61. Jahr bis zum Ablauf der Konzession fünf Prozent. Während der ersten 25 Jahre der Konzessionsdauer durfte zudem keine Straßenbahnstrecke von der Inneren Stadt zum Stadtwäldchen bewilligt werden.

### Kurzfristige Planänderungen
Mit der Konzessionserteilung begann ein Wettlauf gegen die Zeit, denn bis zur Eröffnung der Millenniumsausstellung standen nur noch 20 Monate zur Verfügung. Weil für längere Diskussionen keine Zeit mehr blieb, gab es kaum Planänderungen. Größte Modifikation war dabei die oberirdische Trassierung im Stadtwäldchen. Nachdem die Endhaltestelle ursprünglich beim Zoo liegen sollte, setzte der Hauptstädtische Baurat alternativ eine Endhaltestelle beim Artesischen Bad, damals noch ein einfaches Badehaus, durch. In diesem Zusammenhang war zunächst geplant, die Bahn oberirdisch über die neue Zielinski-Brücke zu führen. Hierbei wäre an der, gleichfalls zur Millenniumsfeier gebauten, Kunsthalle die Haltestelle Stefánia út entstanden. Je eine weitere Station war auf der Südseite der Brücke sowie auf deren Nordseite vorgesehen.
Letztlich verhinderte die Anlage des Heldenplatzes samt Errichtung des Millenniumsdenkmals diesen Plan. Es kam somit zur kürzeren Trassierung am Zoo vorbei, das heißt mit insgesamt nur elf statt zwölf Haltestellen. Statt der Station Stefánia út bei der Kunsthalle entstand alternativ die Station Aréna út. Weil diese aber zu nah an der ursprünglich geplanten Station an der Epreskert utcá, der heutigen Munkácsy Mihály utca, gewesen wäre, entschieden sich die Planer alternativ für die – weiter stadteinwärts gelegene – Station Bajza utca.
Parallel zur Trassenänderung im Stadtwäldchen entschieden sich die Ingenieure kurzfristig für die Verwendung einer Oberleitung statt der zunächst geplanten, mit Winkeleisen an der Tunnelwand befestigten, seitlichen Stromschiene samt Strom-Rückleitung durch die Schienen. Trotzdem nie zur Anwendung kam die ursprüngliche Planung als U-Straßenbahn, nach diesem Konzept hätten die U-Bahn-Wagen bei Bedarf auf, bestehende oder noch zu bauende, Straßenbahnstrecken übergehen können.

### Bau

#### Aushub

Aushubarbeiten mit Pferdefuhrwerken im Jahr 1894

Mit der Bauausführung wurde das Wiener Werk von Siemens & Halske als Generalunternehmer beauftragt, wobei es das Ziel war, möglichst viele einheimische Unternehmer einzubinden. Oberbauleiter war Ingenieur Ödön Vojtek, der ab dem 6. August 1894 auch das Bautagebuch führte und die Baustelle jeden Freitag Nachmittag inspizierte. Ab dem 7. August 1894, das heißt noch zwei Tage vor der offiziellen Konzessionserteilung, begannen 13 Personen auf dem äußeren Teil der Andrássy út das dortige Holzpflaster über die ganze Fahrbahnbreite von 13,35 Metern zu entfernen. Die Erteilung der offiziellen Baugenehmigung, die eigentlich einen Baubeginn in der Inneren Stadt vorsah, folgte am 12. August 1894. Die eigentlichen Bauarbeiten begannen am 13. August 1894 an zwei Stellen, zum einen zwischen der Eötvös utca und der Csengery utca und zum anderen zwischen der Epreskert utca und der Bulyovszky utca. Nach Entfernung des Straßenbelags wurde das Erdreich ausgehoben und abtransportiert. An den Kreuzungen wurden provisorische Holzbrücken errichtet, um den Verkehr in den Querstraßen sicherzustellen.
Weil die Aushubarbeiten nicht im erforderlichen Tempo vorankamen, wurden die Subunternehmer immer wieder aufgefordert, diese zu beschleunigen. Wegen des Zeitdrucks fand Zweischichtbetrieb statt, nach Einbruch der Dunkelheit wurden die Arbeiten im Licht von Bogenlampen fortgesetzt. Die Aushubtiefe reichte stellenweise bis fast an den ersten Grundwasserspiegel heran und betrug zwischen 4,25 und 4,45 Metern.
Der Tunnelbau wurde von beiden Enden aus gleichzeitig in Angriff genommen. Nach ursprünglichen Plänen sollten die Arbeiter dabei auf beiden Seiten jeweils 87 Meter täglich vorstoßen, jedoch konnte dieses Tempo letztlich nicht eingehalten werden. Der Aushub erfolgte weitgehend manuell, es wurde in diesem frühen Stadium auch noch keine Feldbahn angelegt. Vielmehr nahmen die hierfür eingesetzten Pferdefuhrwerke die Erde unmittelbar am Lösungsort auf, um später am Ende der Baustelle, auf einer in der Längsrichtung des Tunnels stehen gebliebenen Rampe, auf Straßenhöhe hinaufzufahren. Zwischen dem Oktogon und dem Stadtwäldchen war der Erdaushub dabei sehr unterschiedlich. Abgesehen von stellenweise starken Aufschüttungen mit altem Grundmauerwerk fand sich eine relativ dicke Humusschicht und darunter lehmiger Sand. Dieser ging in seinen tieferen Lagen, besonders dort, wo der höhere Grundwasserspiegel auftrat, in bläuliche, sandige Lette über. Es wurde jedoch auch ein großes Nest von ganz reinem Bausand vorgefunden. Die Erdwände standen fast überall beinahe ohne Böschung, so dass im Regelfall keine Pölzungen der Baugrube erforderlich waren.
Die Bauarbeiten mussten gemäß Absprachen mit den Behörden so durchgeführt werden, dass der Straßenverkehr möglichst wenig gestört und die zu den Häusern führenden Straßen nicht blockiert werden durften. Auch waren die betroffenen Anwohner vor jeglichem Lärm und Belästigungen zu schützen. Die Seitenwände des Tunnels wurden während des Baus abgedeckt, um Schäden an den Häusern zu vermeiden.
Beschleunigt wurde der Aushub durch den Akkordlohn von einer Krone für jede ausgehobene Schubkarre. Damit konnten beim U-Bahn-Bau zehn bis fünfzehn Kronen pro Tag verdient werden. Dies war vergleichsweise viel, damals lag der durchschnittliche Verdienst eines Tagelöhners bei ein bis zwei Kronen. Je nach Quelle waren gleichzeitig 1.000 bis 1.200, täglich bis zu 1.200 beziehungsweise 2.000 Menschen auf der Baustelle beschäftigt. Um die Frist einzuhalten, ließ der Innenminister sogar Sonntagsarbeit zu. Diese wurde allerdings, infolge zunehmenden Zeitdrucks, erst ab dem 26. August 1894 eingeführt. Am Wochenende fanden aber meist nur diverse Vorarbeiten mit reduziertem Personalbestand statt.
Einige hundert Frauen sorgten allein für die Verpflegung der Arbeiter. Mit Beendigung der Aushubarbeiten am 29. Dezember 1894, zugleich Abschluss des Bautagebuchs, war die erste Bauphase vorbei. Abgesehen von starken Regenfällen in der Nacht auf den 7. September 1894, nach denen die Grube zehn Zentimeter hoch überflutet war und das Wasser mit Handpumpen abgeschöpft werden musste, verlief der Aushub weitgehend reibungslos.

#### Absicherung gegen das Grundwasser
Nur auf einer kurzen Strecke im Bereich der äußeren Andrássy út, wo früher ein Altarm der Donau verlief, taucht die U-Bahn etwas in das Grundwasser ein. Dieser kritische Abschnitt begann an der Munkácsy Mihály utca, beziehungsweise einer anderen Quelle zufolge schon an der Bajza utca, und reichte bis zum Tunnelende im Stadtwäldchen. Der höchste Grundwasserspiegel wurde dabei vor Baubeginn nach genauen Beobachtungen der Wasserstände benachbarter Brunnen bestimmt. Dieser erwies sich später insofern als zutreffend, als dass der Wasserstand bei Bauausführung tatsächlich parallel zu jener Grundwasserlinie gefunden wurde, nämlich in Folge der für den Bau günstigen Jahreszeit um circa einen Meter tiefer, wobei die Grundwasserlinie nicht waagrecht verläuft.
Bei der seitlichen Absicherung der Baugrube im Grundwasser kam mit stählernen, wasserdichten Spundwänden die seinerzeit modernste Technik zum Einsatz. Diese wurden mit Feder und Nut geschlagen, waren zehn Zentimeter breit und standen, bei einer Bauwerksbreite von insgesamt 8,0 Metern an der Tunnelsohle, im Abstand von 8,40 Metern zueinander. Sie ragten mit ihrer Oberkante ungefähr einen Meter über die höchste Grundwasserlinie hinaus und reichten ungefähr 2,75 Meter unter diese hinab. Im durch die Spundwände abgesicherten Bereich wurde die Baugrube einen halben Meter tiefer ausgehoben als bei der gewöhnlichen, Grundwasser-freien, Tunnelausführung um die Sohlplatte entsprechend stärker ausführen zu können.
Die Arbeiten begannen an der Munkácsy Mihály utca, wo neben der U-Bahn ein Sammelbrunnen gebaut wurde, um das Grundwasser abzuleiten. Zwei weitere solcher „Dolinen“ befanden sich an der Bajza utca und der Rippl-Rónai utca. Unter der Tunnelsohle leiteten zwei, jeweils in Gleismitte verlegte, Zementrohre mit einem Durchmesser von 25 Zentimetern das sich in der Baugrube ansammelnde Wasser Richtung Sammelbrunnen ab. Von dort wurde es anschließend mit einer elektrisch betriebenen Kreiselpumpe entfernt. Dies funktionierte problemlos, der Zulauf war so gering, dass die Pumpe immer nur zeitweise betrieben werden musste. Danach wurde in die Baugrube eine 50 Zentimeter dicke Betonschicht und an der Innenseite der Spundwände eine nur 20 Zentimeter breite Betonwand eingebracht. Im dadurch entstandenen Kasten erfolgte anschließend die Auskleidung mit Asphaltfilzplatten, die hier doppelt, mit um die halbe Plattenbreite versetzten Fugen, verlegt wurden, eine wasserdichte Abdeckung. An den Wänden wurde diese entsprechend bis über die höchste Grundwasserlinie heraufgezogen. Im derart gegen das Grundwasser abgedichteten Betonkasten erfolgte später die Ausfertigung des Tunnels in seinen Standardmaßen. Die Entwässerungs-Rohre für die Baugrube blieben unter der Tunnelsohle liegen. Dadurch war beim weiteren Fortschritt der Arbeiten der stetige Wasserabfluss aus der Grube, unter den fertigen Tunnelabschnitten hindurch, zum Sammelbrunnen gewährleistet.

#### Einziehen der Sohle, der Wände, der Stützen und der Decke

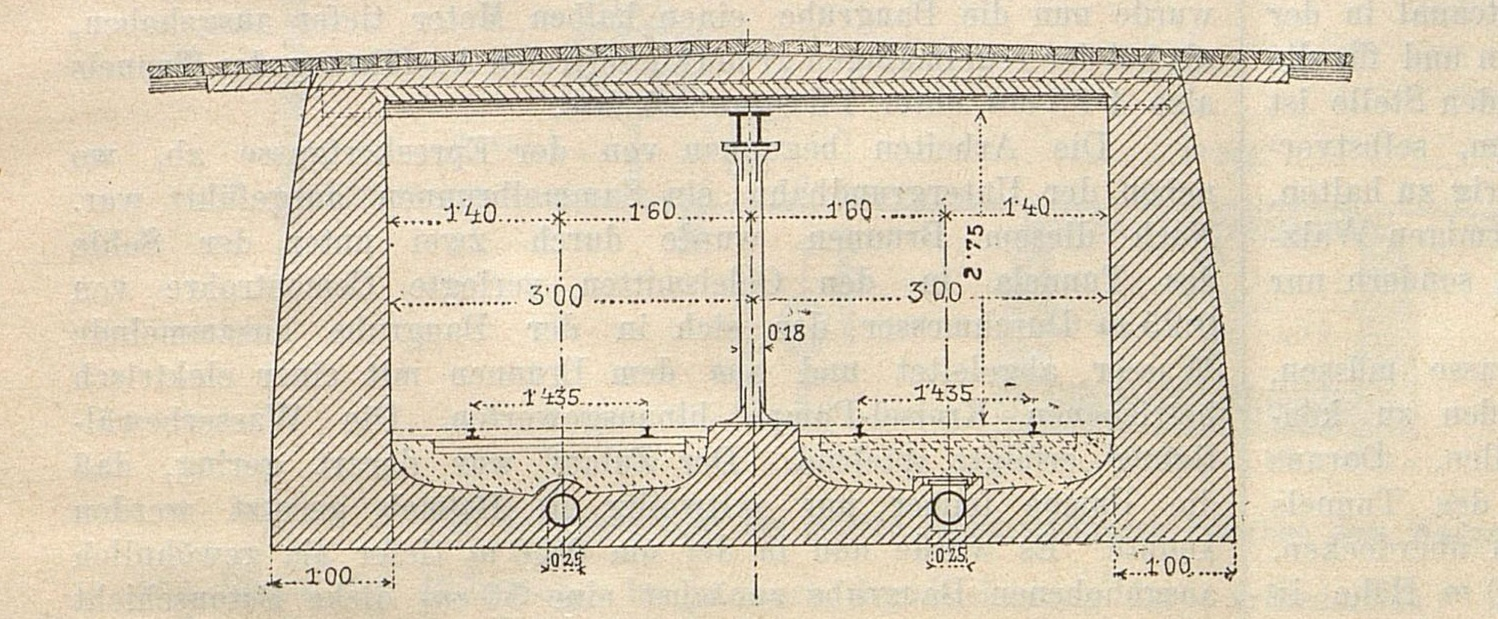
Querprofil des Tunnels

Einziehen der Tunnelsohle

Betonmischmaschinen und Feldbahn

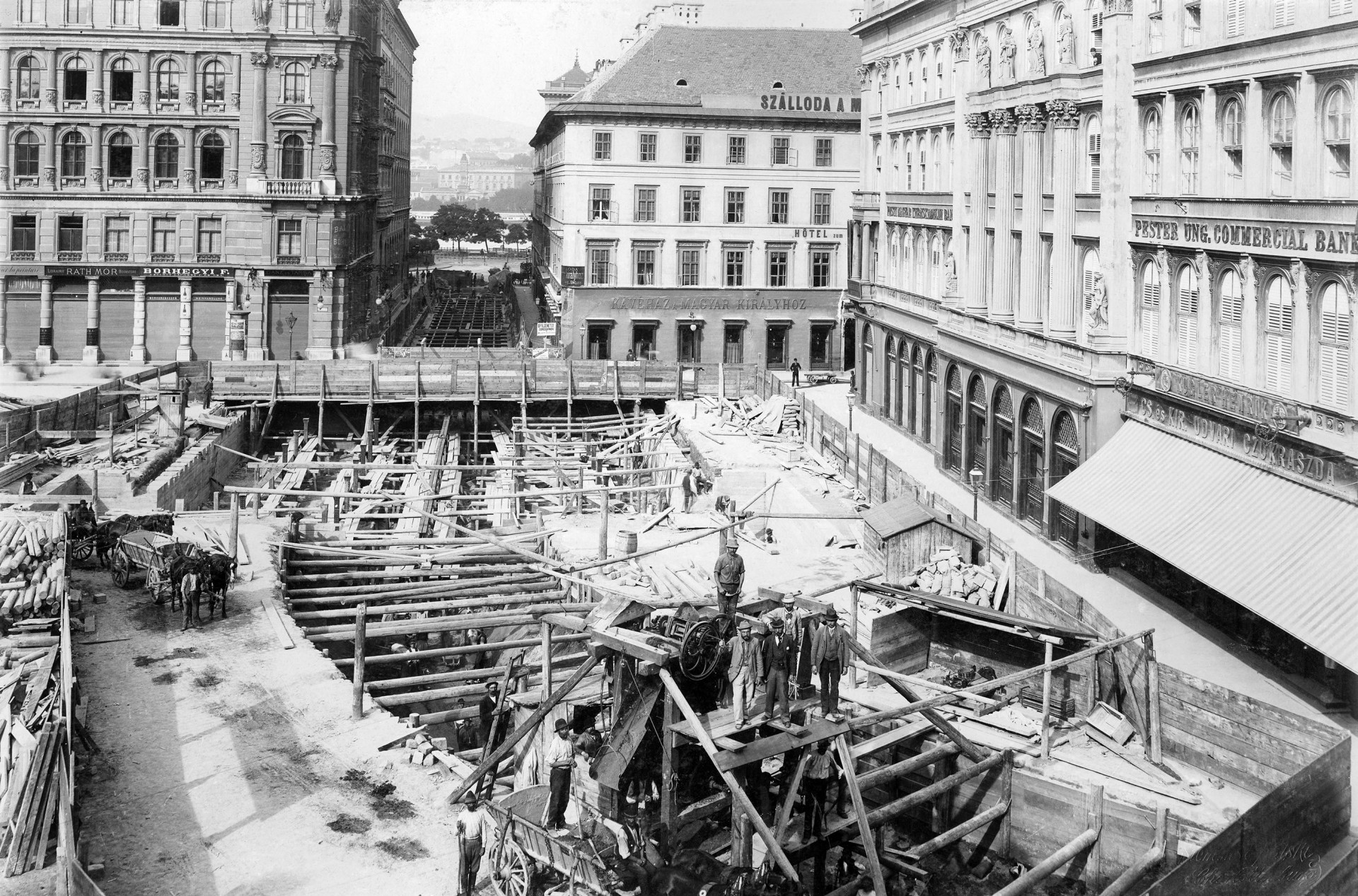
Bau der Station Gizella tér im Jahr 1895, im Hintergrund die Wendeanlage in der Vigadó utca, im Vordergrund die S-Kurve Richtung Deák Ferenc tér

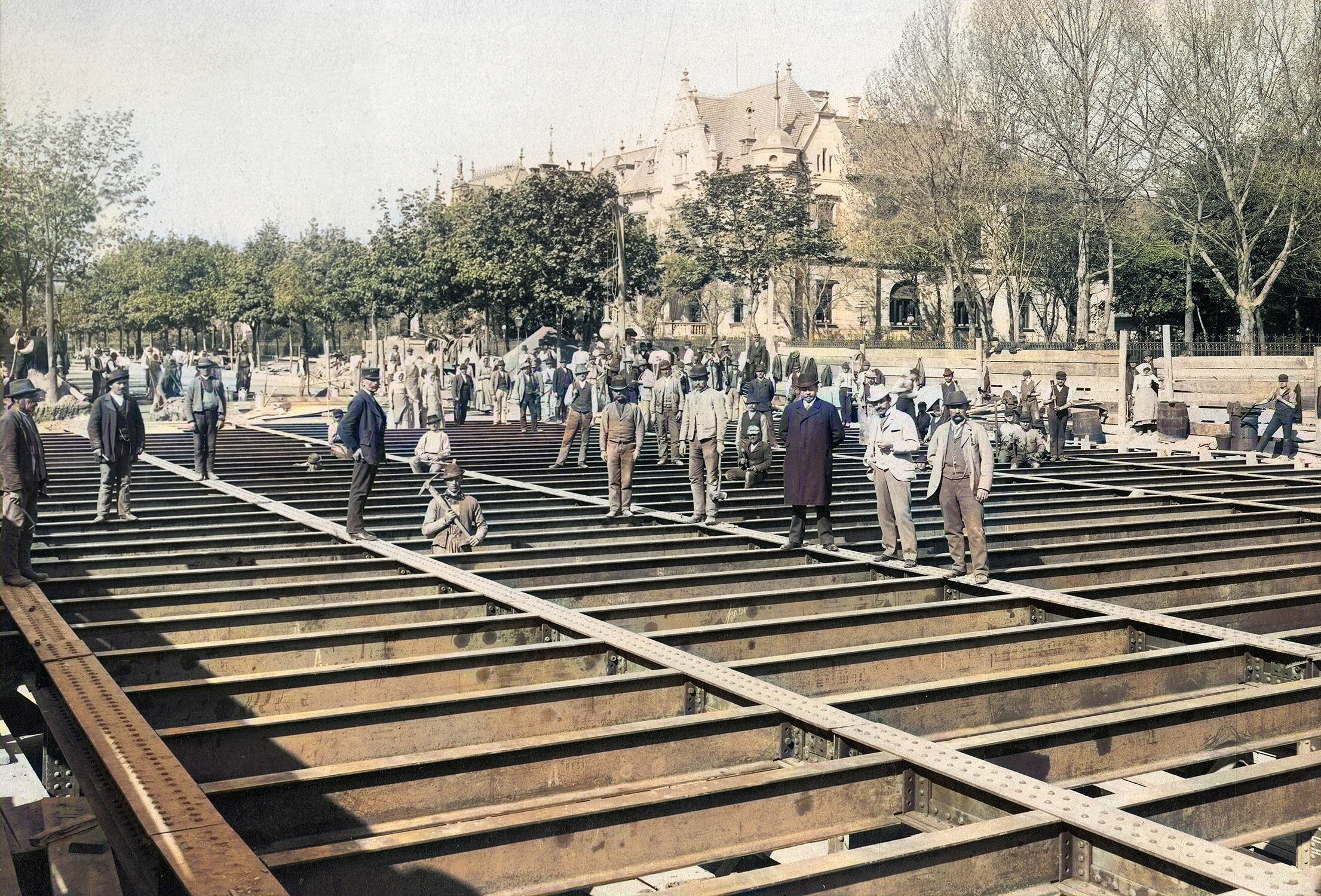
Arbeiten an der Deckenkonstruktion der Station Aréna út, 1895

Abschließende Herstellung der Straßenoberfläche

Der ursprünglich insgesamt 3225,56 Meter lange Tunnelkasten mit rechteckigem Profil wurde vollständig in offener Bauweise realisiert. Er verläuft daher direkt unter dem Straßenpflaster und unterquerte keine zuvor bestehenden Bauwerke. Allerdings entstanden zeitgleich mit dem Tunnelbau zwei Gebäude direkt über der U-Bahn. Darunter zum einen die gleichfalls für die Millenniumsausstellung gebaute und früh wieder abgerissene Hadfelszerelési szállítók csarnoka, deutsch Halle der Lieferanten von Militärausrüstung, über dem Tunnelmund, zum anderen das, für die U-Bahn selbst errichtete, ehemalige Empfangsgebäude auf dem Deák Ferenc tér, das ebenfalls nicht mehr existiert.
Nach Beendigung des Aushubs begannen am 25. August 1894 die Vorbereitungen für die Betonierungsarbeiten, am 30. August 1894 stellte die Firma Wünsch die ersten, von ihr patentierten, elektrisch betriebenen Betonmischmaschinen auf. Im weiteren Verlauf wurden ab dem 1. September 1894 zuerst die Seitenwände des Tunnels ausgeführt und erst nachträglich die Sohlplatte eingebracht. Diese Reihenfolge war erforderlich, weil bei umgekehrter Ausführung die Belastung der Sohle an ihren Kanten durch die schweren Seitenmauern möglicherweise einen Bruch der ersteren zur Folge gehabt hätte. Für die gesamten Betonierungsarbeiten waren acht Monate vorgesehen.
- Die beiden, zu den Gleisen hin senkrechten, Seitenwände bestehen aus Beton. Da sie unten durch die Sohle und oben durch die Tunneldecke gegeneinander versteift werden, wirken sie dem von außen auf sie einwirkenden Erddruck nicht nur als Stützmauern durch ihr Gewicht entgegen, sondern auch durch ihre relative Festigkeit. Bei derartiger Beanspruchung der Seitenwände werden bestimmte Teile derselben auf Zug beansprucht, was bei Herstellung der Wände als homogene Baukörper ohne Fugen zulässig war. Die Seitenwände konnten daher in geringerer Stärke ausgeführt werden, als dies bei Ziegelmauerwerk der Fall gewesen wäre. Die Seitenwände sind deshalb in der unteren Hälfte nur einen Meter breit, während sich die Wandstärke in der oberen Hälfte allmählich auf 60 Zentimeter abschwächt.[16] Szabo Deszö gibt abweichend davon 65 Zentimeter als Mindestmaß an.[14]

- Die Sohle des Tunnels, das heißt sein Fundament, wurde gleichfalls aus Beton errichtet.[12] Ihre Stärke beträgt regulär nur 45 Zentimeter, im Grundwasserabschnitt jedoch 95 Zentimeter.[16]

- Die waagrechte Tunneldecke wurde aus gewalzten Profilstahl-Trägern mit I-Profil im Abstand von einem Meter hergestellt. Sie sind, entsprechend der Belastung, 300, 320 oder 350 Millimeter hoch und lagern mit ihren Enden auf den Seitenmauern und in der Mitte des Tunnels auf Doppellängsträgern.[27] Letztere hatten eine Höhe von 320 Millimeter bei Holzpflaster beziehungsweise 350 Millimeter bei Steinpflaster.[42] Zwischen den Querträgern wurde eine tonnenförmige Schalung aus gewölbten Beton-Kappen mit entsprechend einem Meter Spannweite hergestellt.[14] Die Doppellängsträger sind, damit sie nicht als kontinuierliche Träger beansprucht werden können, nur 4,0 Meter lang. Sie werden über jeder Säule mittels gusseiserner Füllstücke und seitlicher Laschen gestoßen.[16]

- In der Längsachse respektive Bahnachse werden die Doppellängsträger im Abstand von vier Metern von genieteten, schmiedeeisernen und 17,6 Zentimeter breiten Säulen mit kastenförmigem Querschnitt unterstützt. Diese sind aus zwei U-Profilen von 160 mal acht plus 65 mal zwölf Millimetern Stärke und zwei Flacheisen von 200 mal acht Millimetern Stärke mit entsprechenden Kopf- und Fußplatten und Verbindungs-Winkeleisen zusammengenietet. Ursprünglich sollten auch die Säulen gusseisern sein, hiervon kam man jedoch ab.[27][16]

- Die Säulen ruhen auf einem durchgehenden Betonsockel zwischen den beiden Richtungsgleisen.[42] Der Unterbau des Sockels wurde direkt auf die Sohlplatte aufgebracht,[14] die Räume zwischen den einzelnen Säulen nach Abschluss der Stahlkonstruktion mit Beton ausgegossen.[12] Diese ununterbrochen fortlaufende Grundmauer war ursprünglich 60 Zentimeter breit und bis zur Höhe der Schienenoberkante ausgeführt. Die Grundmauer für die Säulen sowie die Seitenwände gehen wiederum mit einer Ausrundung von jeweils 40 Zentimetern Radius in die Tunnelsohle über. Dies wurde im Hinblick auf die Übertragung der Druckkräfte aus den Seitenmauern und von den Säulen auf die Sohle als besonders zweckmäßig erachtet. Durch diese Anordnung wurden für die beiden Gleise zwei getrennte Bettungskoffer gebildet, die 40 Zentimeter hoch mit Schotter aufgefüllt wurden.[16]

Sämtliche Träger kamen als einfache Stahlprofile auf die Baustelle und wurden vor Ort nur verlegt und verschraubt. Damit entfielen bei der Herstellung der Tunneldecke alle Montage- und Nietarbeiten, die nicht nur zeitraubend, sondern auch für die Anlieger störend gewesen wären. Somit mussten nur die Säulen genietet werden, sie kamen jedoch schon fertig an und wurden nur aufgestellt. Hierbei wurden zunächst die Querträger vorläufig verlegt, so dass sie einen Arbeitsboden abgaben, von dem aus die Säulen heruntergelassen und aufgestellt werden konnten. Anschließend wurden über den Säulen die Längsträger in den Tunnelachsen unter den Querträgern verlegt und schließlich letztere in ihre genaue Lage gebracht.
Weil das Handelsministerium die Verwendung von Thomas-Flusseisen nicht gestattete, kam für die Träger und Säulen nur Martin-Flusseisen zur Verwendung. Dieses musste bei einer, in der Walzrichtung gemessenen, Bruchfestigkeit von 3500 bis 4500 Kilogramm je Quadratzentimeter mindestens jene Dehnung besitzen, welche zwischen 28 Prozent für die untere und 22 Prozent für die obere Bruchgrenze aus der geradlinigen Interpolation entsteht. Die zu verwendenden Stahlteile wurden schon zuvor in den Walzwerken einer scharfen Überprüfung unterzogen, die der Oberaufsicht eines Beamten aus dem Handelsministerium unterstand.
Um die Haltbarkeit der Tunneldecke überprüfen zu können, bauten die Verantwortlichen im Auftrag der ständigen gemischten Kommission vorab einen Probetunnel beim späteren Betriebshof an der Aréna út. Dieser war vier Meter lang und drei Meter breit, das heißt nur halb so breit wie das tatsächliche Bauwerk. Nach 28 Tagen musste er verschiedenen Belastungen standhalten. Zuerst wurde dabei eine Einzellast von 5000 Kilogramm, entsprechend dem schwersten Raddruck eines Straßenwagens, auf eine Fläche von 15 Quadratzentimetern wirkend, auf dem Scheitel eines, zwischen drei Meter langen Querträgern eingebrachten, Betongewölbes von einem Meter Spannweite aufgepackt. Dabei konnte keine messbare Durchbiegung festgestellt werden. Anschließend wurde eine gleichmäßige Belastung eines Betongewölbes zwischen zwei, einen Meter voneinander entfernten Querträgern von drei Metern Länge vorgenommen, und zwar mit einer Belastung von 14.400 Kilogramm pro Quadratmeter. Dabei ergab sich im Scheitel des Gewölbes eine Senkung um 0,5 Millimeter und in der Mitte des Querträgers eine solche von 0,3 Millimetern. Die seitliche Ausbiegung der Querträger, welche nach außen weder ein Widerlager noch eine Verankerung hatten, betrug in der Mitte 0,8 Millimeter.
Somit blieben die gemessenen Durchbiegungen wesentlich hinter denen zurück, die sich bei der Berechnung für die Träger ohne zwischengespannte Betongewölbe ergaben. Aus diesen Versuchen schlossen die Ingenieure, dass die Gewölbe die Tragfähigkeit der Stahlträger signifikant erhöhten, beziehungsweise den Trägern einen Teil der Last unmittelbar abnahmen. Es ergab sich ferner, dass die Tunneldecke, selbst bei Belastung durch schwerste Lastfuhrwerke, keine messbare Durchbiegung und erlitt und dadurch auch keine Erschütterungen zu erwarten waren.
Als Belastungsklasse für die Berechnung der Deckenträger und der Säulen waren ursprünglich zweiachsige Lastwagen von zwölf Tonnen Gesamtgewicht, 1,50 Metern Spurweite und drei Metern Radstand vorgesehen. Letztlich schrieb das das Handelsministerium hierfür aber 16 Tonnen vor. Für die Váci utca und einige Querstraßen wurden sogar 24 Tonnen schwere Lastwagen mit 1,60 Metern Spurweite und vier Metern Radstand verpflichtend. Tatsächlich erwies sich die Deckenstruktur als sehr gut, unter einer Prüflast von 33,175 Tonnen betrug die Durchbiegung nur 0,1 bis 0,2 Millimeter, die horizontale Verschiebung der belasteten Stützen nur 0,4 Millimeter.
Eine Ausnahme von der Standardkonstruktion stellte der Tunnelbeginn unter der Vigadó utca dar. Um in der dortigen Wendeanlage die beiden Gleise durch einen doppelten Gleiswechsel miteinander verbinden zu können, mussten die Mittelsäulen entfallen. Daraus ergab sich die Notwendigkeit, die ganze Tunnelbreite in einer einzigen Spannweite von 6,0 Metern Stützweite zu überdecken. Es wurden dort deshalb genietete Querträger von 50 Zentimetern Höhe in einem Abstand von 3,0 Metern verlegt und zwischen ihnen 30 Zentimeter hohe I-Eisen als Längsträger angeordnet, welche die Betondecke aufnehmen.

Tunnelende nach der Passage des heutigen Hősök tere, die ehemalige Hadfelszerelési szállítók csarnoka direkt über dem Tunnelmund war 1896 eines von nur zwei Gebäuden, die von der U-Bahn unterquert wurden
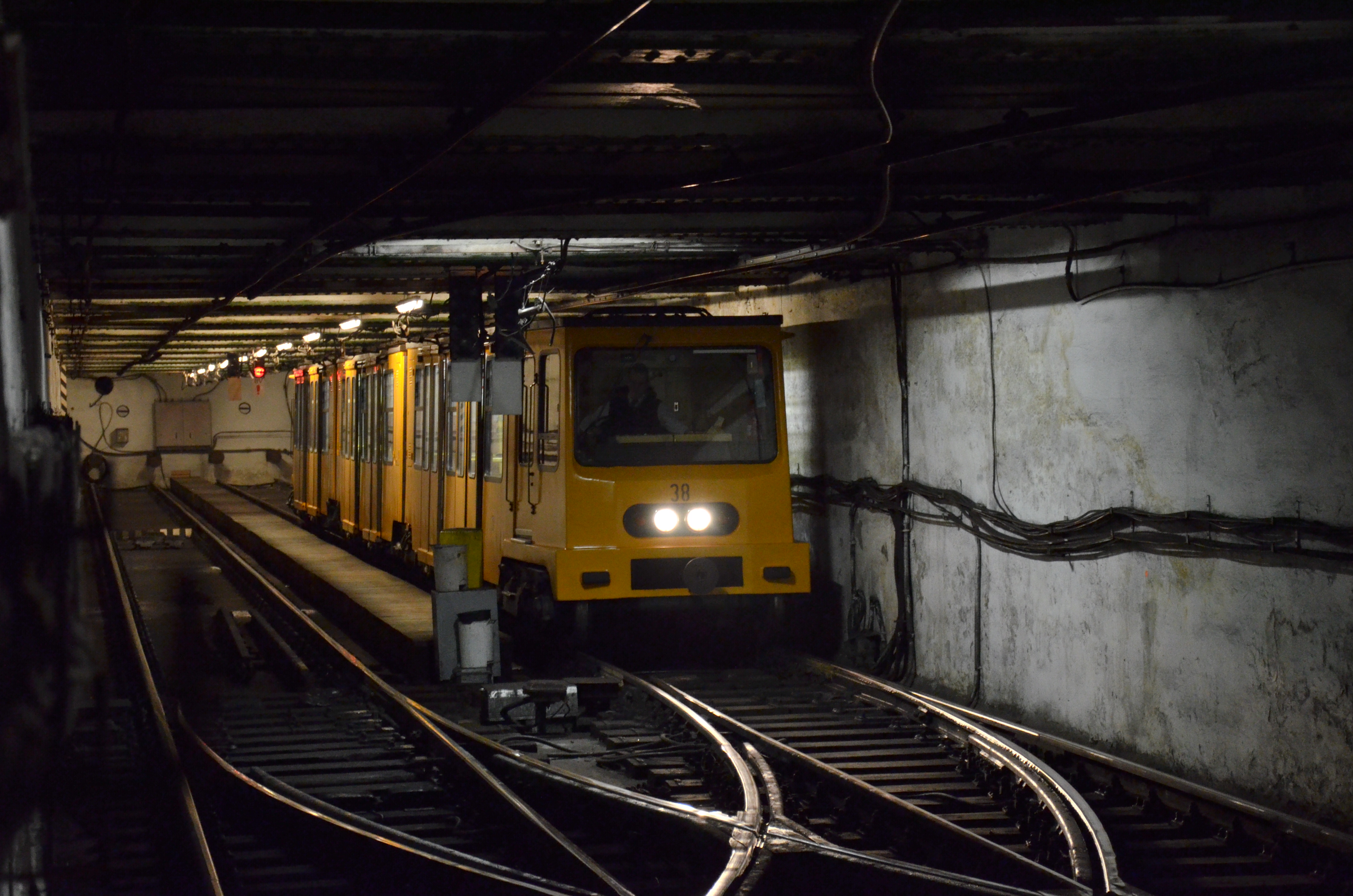
Wendeanlage an der Endstation Vörösmarty tér, um den Gleiswechsel unterzubringen musste auf die sonst üblichen Stützen zwischen den Gleisen verzichtet werden

#### Betonherstellung

Elektrisch betriebenes Schöpfwerk

Beim U-Bahn-Bau kamen moderne Maschinen, darunter – neben den bereits erwähnten elektrischen Betonmischern – elektrische Betonpumpen sowie elektrische Erdbagger des Unternehmens Könyves-Tóth és Zaccaria zum Einsatz, die damals noch selten waren. Die Mischung des Zements mit dem Schotter und dem erforderlichen Wasser erfolgte dabei in verhältnismäßig kleinen Maschinen. Für den ersten Bauabschnitt in der äußeren Andrássy út wurden zunächst nur vier kleine, handbetriebene Mischmaschinen und erst später zwei größere, maschinenbetriebene verwendet. Die Trommeln der kleineren hatten einen Inhalt von einem halben Kubikmeter, wurden jedoch nur mit 0,15 Kubikmetern beschickt. Die größeren hatten eine Kapazität von eineinhalb Kubikmetern, wurden aber nur mit einem halben Kubikmeter beschickt. Über den Mischmaschinen befand sich ein Boden mit eingelassenen Trichtern über den Klappen der Trommeln. Diese Trichter fassten genau das bestimmte Maß Schotter. Sobald auf den Boden ein Trichter voll Schotter geschaufelt war, wurde das erforderliche Maß Zement mit einem Maßkasten trocken zugesetzt und anschließend der Trichter unten, zwecks Entleerung in die Trommel der Mischmaschine, geöffnet. Nachdem die Trommel geschlossen war, wurde sie einige Male umgedreht und ihr Inhalt zunächst trocken gemischt, anschließend der Hahn eines neben der Mischmaschine aufgestellten Wasserkastens, der wieder nur ein bestimmtes Maß fasste, geöffnet und durch die Hohlwelle der Mischmaschine in deren Trommel entleerte. Einige weitere Umdrehungen der Maschine vollendeten die feuchte Mischung. Der Wasserkasten war mit der Wasserleitung verbunden und lief, während die Beschickung der Trommel und deren Umdrehung bewirkt wurde, für die nächste Beschickung wieder voll Wasser. Während die Trommel in Bewegung war beziehungsweise sich entleerte, wurde der Trichter über der Trommel bereits wieder mit Schotter und Zement gefüllt. Die Entleerung der Trommel erfolgte in untergefahrene kleine Loren, die den Beton auf Feldbahngleisen zur Verwendungsstelle brachten und dort, durch seitliches Umkippen ihres Gefäßes, entleert wurden. Die beiden größeren Mischmaschinen wurden von einer Dynamomaschine angetrieben, welche zugleich ein Schöpfwerk betrieb. Letzteres förderte den Schotter von der Straßenhöhe auf den Boden über den Mischmaschinen. Zuletzt wurde der fertige Beton mit eisernen Stößeln in die aus Brettern hergestellten Formen gestampft, bis er an der Oberfläche feucht wurde.

#### Betonbeschaffenheit

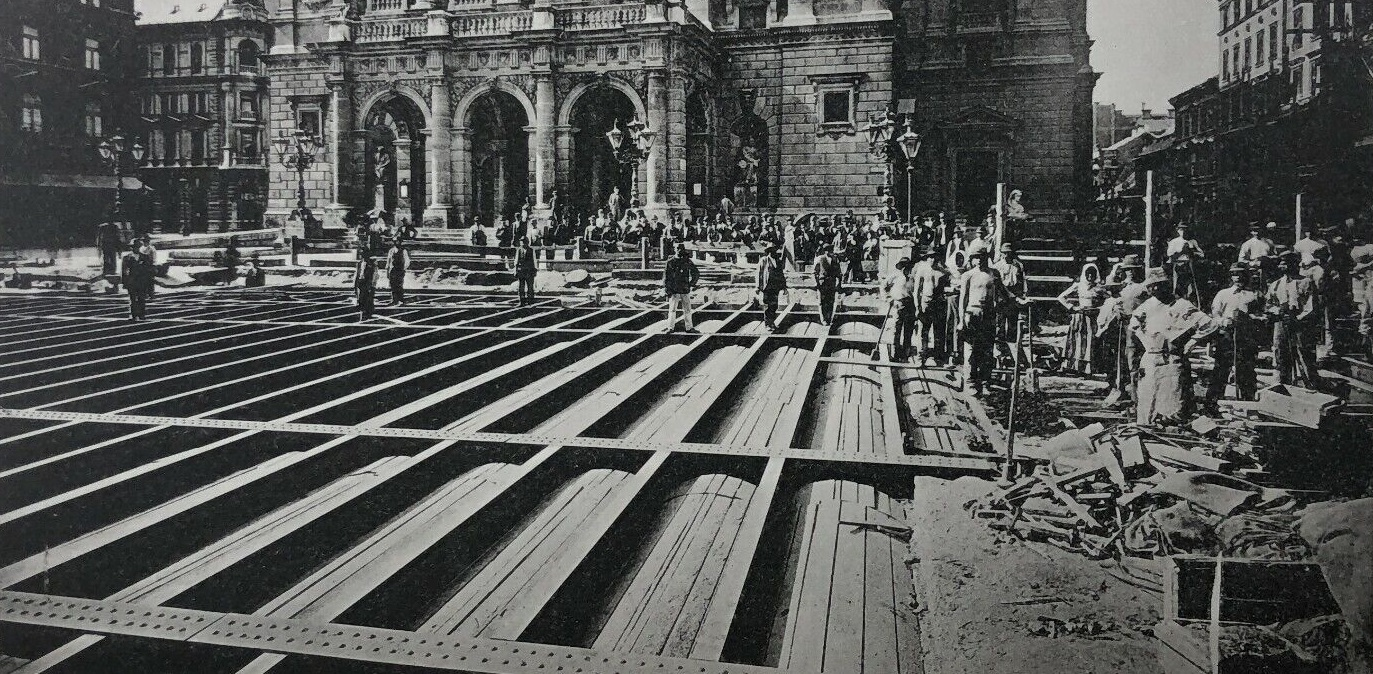
Hölzerne Verschalungen für die Beton-Kappen zwischen den Querträgern, hier vor der Oper

Der für die U-Bahn vor Ort hergestellte Beton bestand aus einer Kombination von Portlandzement und frisch gebaggertem Donauschotter. Letzterer ist eine natürliche Mischung von fein- und grobkörnigem Kies mit gröberem Schotter bis zu Hühnereigröße und wurde in Budapest bereits seit längerer Zeit mit großem Erfolg für die Betonkanäle der Stadtentwässerung sowie für die Leitungskanäle der elektrischen Straßenbahn mit unterirdischer Stromzuleitung verwendet. Als Mischungsverhältnis von Portlandzement zu Donauschotter wurde für die Beton-Kappen zwischen den eisernen Querträgern der Decke 1:6, für die Seitenwände 1:7, für die Sohle 1:8 und für die Pflasterunterlage über der Decke 1:9 gewählt. Insgesamt erforderte der U-Bahn-Bau etwa 50.000 Kubikmeter Beton, wofür etwa 100.000 Kubikmeter Zement und 60.000 Zentner Schotter benötigt wurden.
Nur beim Fundamentbeton im Grundwasser mussten unerwartete Dämmarbeiten durchgeführt und für die Decke Stahlbeton verwendet werden, der damals weltweit als selten galt. Die Sohle im Grundwasser erhielt, des schnelleren Abbindens wegen, einen Zusatz von Romanzement und wurde aus einem halben Teil Portlandzement, einem halben Teil Romanzement und acht Teilen Donauschotter hergestellt.

#### Zementprüfung
Die Prüfung des verwendeten Zements erfolgte in einer, eigens für den U-Bahn-Bau an der Aréna út eingerichteten, Anstalt zur Cementprüfung nach dem Vorbild der Prüfungsanstalt in Berlin. Sie war einem besonderen Ingenieur unterstellt und der Aufsicht durch die verantwortliche ständige gemischte Kommission unterworfen. Die Prüfungsstelle verfügte über alle Geräte zur Herstellung der normalen Probestöcke sowie über die Maschinen zur Durchführung von Zerreiß- und Druckproben. Von jeder ankommenden Zementlieferung entnahm die Anstalt Proben, die sie zunächst 14 Tage lang beobachtete. Erst nachdem diese für gut befunden wurden, durfte die betreffende Sendung verbraucht werden. Für die Beschaffenheit des Zements waren die Vorschriften des ungarischen Ingenieur- und Architekten-Vereines maßgebend, welche denen des Österreichischen Ingenieur- und Architekten-Vereins ungefähr entsprachen.

#### Eingeschränktes Tunnelmaß durch den Hauptsammelkanal der Ringstraße

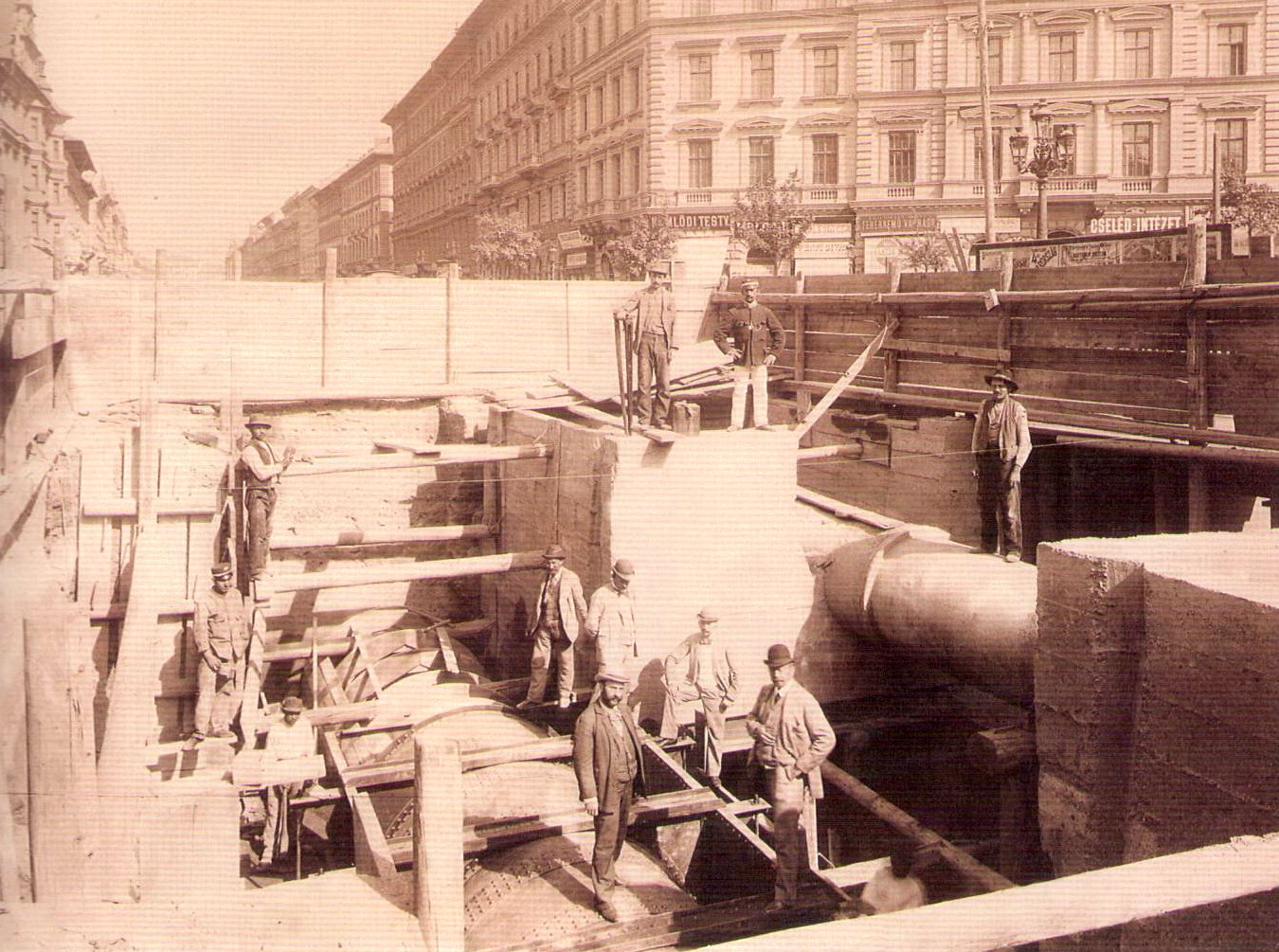
Bau des Tunnelabschnitts über dem freigelegten Hauptsammelkanal im Zuge der Ringstraße, 1895

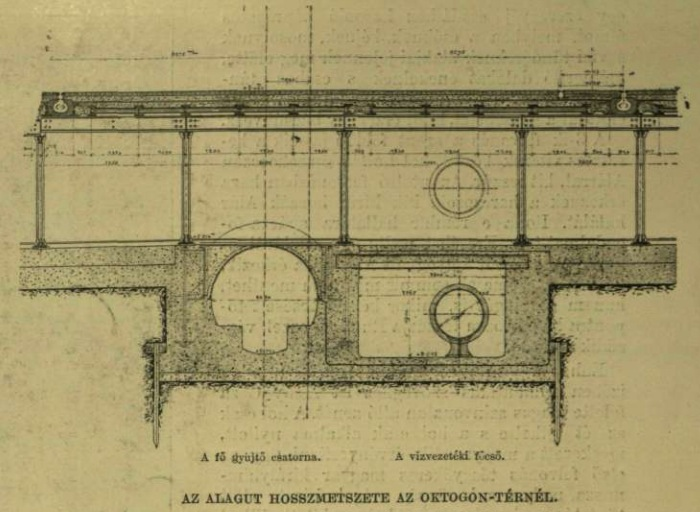
Skizze der Übersetzung des Hauptsammelkanals

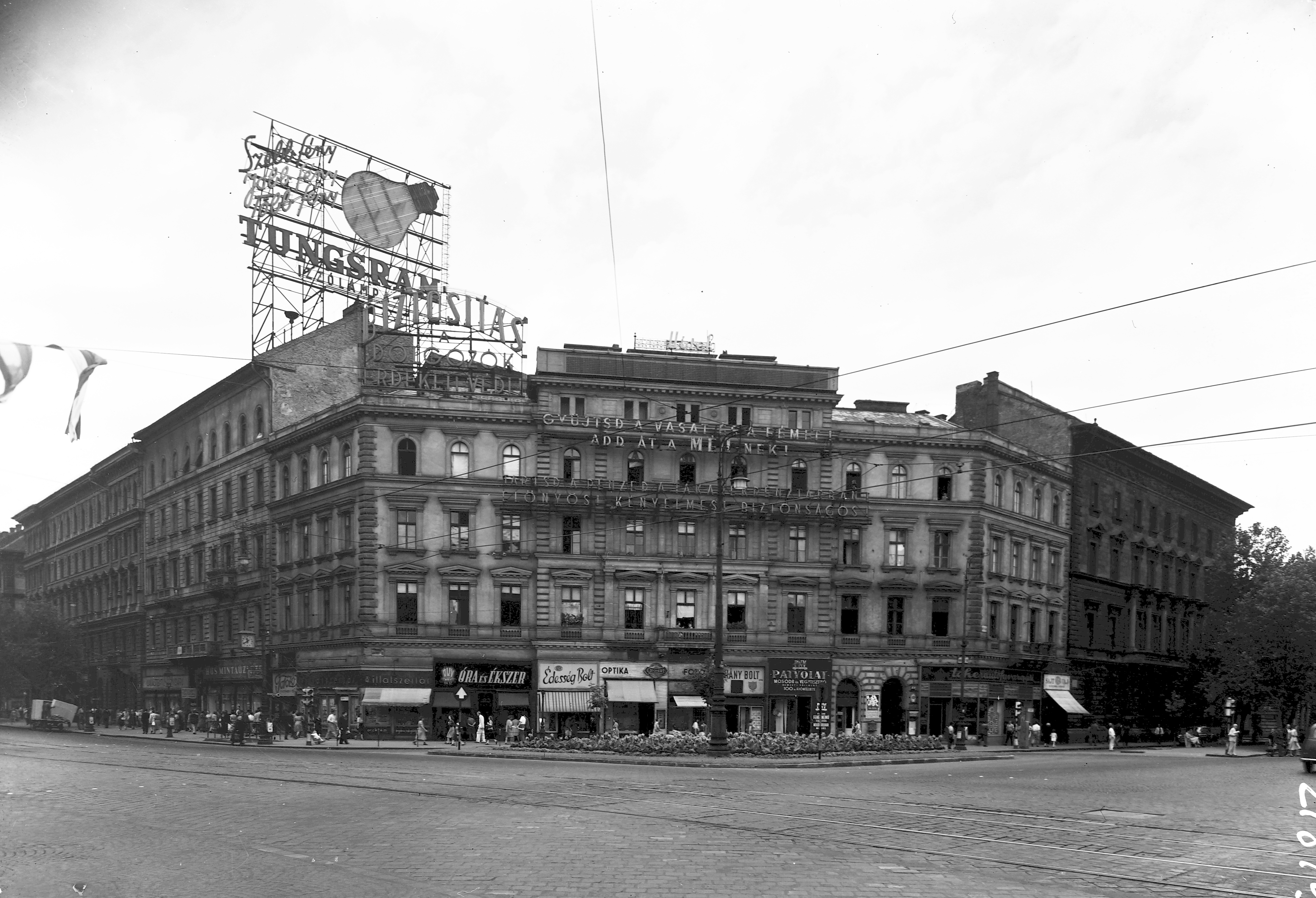
Oktogon: Die erhöhten Straßenbahnschienen in der Platzmitte resultieren aus der darunter liegenden Kreuzung zwischen U-Bahn und Hauptsammelkanal

Der Tunnel hat eine lichte Weite von 6,0 Metern, in den Bögen sind entsprechende Erweiterungen des Querschnitts auf bis zu 6,8 Meter vorhanden, dies ermöglichte einen Gleismittenabstand von 3,2 Metern. Wegen der Schiefstellung der Wagen musste der Tunnel in den Kurven zudem auch etwas erhöht werden. Über dem Tunnel befindet sich nur die das Straßenpflaster tragende Deckenkonstruktion. Ihre Höhe betrug, einschließlich Straßenbelag, bei Holzpflaster 0,7 Meter und bei Steinpflaster 0,8 Meter. Zuzüglich einem Meter Höhe für Sohlenmauerwerk, Bettung und Oberbau ergab sich daraus die gesamte Konstruktionshöhe von 4,45 bzw. 4,55 Metern. Nur beim kurzen Tunnelabschnitt im Grundwasser lag die Unterfläche der Sohle 4,95 Meter unter der Pflasteroberfläche.
Die Innenhöhe des Tunnels beträgt demnach nur 2,85 Meter, zwischen Schienenoberkante und Deckenunterkante verbleibt eine lichte Höhe von 2,75 Metern. Unter Berücksichtigung der – in einer Höhe von 2,690 Metern montierten – Oberleitung sowie der Stromabnehmer können die Wagenkästen der eingesetzten Fahrzeuge letztlich nur maximal 2,6 Meter hoch sein. Der Abstand zwischen Wagen und Außenwand wurde, bei der ursprünglich geplanten Wagenbreite von 2,25 Metern, auf 28 Zentimeter festgesetzt, derjenige zwischen Wagen und den Säulen zwischen den Gleisen auf 39 Zentimeter. Dadurch ergab sich zwischen den beiden Gleisen ein freier Raum von 95 Zentimetern Breite, der Bahnarbeitern als Zuflucht dienen soll, falls sie zwischen zwei sich begegnenden Züge geraten. Derselbe Streifen dient auch zur Lagerung von Schienen, die ausgewechselt werden sollen, sowie zur Ablage von Werkzeugen der Arbeiter.
Diese, weltweit einzigartige, geringe Höhe musste mit Rücksicht auf die Höhenlage des Hauptsammelkanals der Ringstraße, der am Oktogon im rechten Winkel von der U-Bahn übersetzt wird, gewählt werden. Die Beschränkung der Höhe der Tunneldecke hing davon ab, dass die Stützweite der Deckenträger auf das geringste zulässige Maß festgesetzt wurde. Um keinen zu starken Gefällsbruch zu erhalten, war es nötig die Deckenträger dort möglichst niedrig zu halten. Es wurden deshalb an der fraglichen Stelle keine 300 Millimeter hohen, I-förmigen Walzeisen verwendet, sondern nur 220 Millimeter hohe, genietete Träger. Zudem erfolgte die Abdeckung des Kanals mit einem Eisenblech anstelle des sonst üblichen Ziegelgewölbes. Außerdem mussten im Kreuzungsbereich später spezielle Schienen eingebaut werden, die direkt am Firstgewölbe des Kanals befestigt wurden. Die Kreuzung mit dem Sammelkanal ist noch heute an der Oberfläche am Oktogon zu sehen, wo die Straßenbahnwagen der Linien 4 und 6 in beiden Fahrtrichtungen eine kleine Erhebung passieren.

#### Korrosionsschutz
Um die Eisenteile der Tunneldecke gegen eindringende Feuchtigkeit und Korrosion zu schützen, wurde diese, beginnend am 17. Oktober 1894, mit rohen Filzplatten abgedeckt. Diese wurden von der Firma János Biehn, bereits mit Bitumen wasserdicht getränkt, in 80 Zentimeter breiten Bahnen direkt auf die Baustelle geliefert. Dort rollten die Arbeiter sie quer über die Tunneldecke hinweg auf. An den Seitenmauern des Tunnels zogen die Bahnen sich außen noch etwa 50 Zentimeter herunter. Jede Filzplatte wurde zunächst auf ihrer Unterseite mit einem dünnflüssigen, sehr heißen Naturasphalt bestrichen und auf der Betondecke festgeklebt. Die einzelnen Bahnen überlappten sich an den Stößen um zehn Zentimeter und wurden dort sorgfältig miteinander verklebt. Die fertige Abdichtung erhielt dann einen Überzug, der ebenfalls aus dünnflüssigen, heißen Asphalt bestand und gut in die Filzplatten einzog, und wurde zuletzt mit Sand überstreut. Auf die Abdichtung wurde wiederum, über die ganze Breite des Straßendamms, eine Schicht Magerbeton zur Aufnahme des Pflasters aufgebracht. Ihre Höhe variierte zwischen zehn und 15 Zentimetern, um den nötigen Ausgleich für die Querneigung der Fahrbahn vornehmen zu können.

#### Entwässerung und Kanalverlegungen
Nachdem der Tunnel gegen Eindringen des Grundwassers von unten und gegen Tagwasser von oben vollständig abgedichtet war, war eine besondere Entwässerungsanlage nicht mehr notwendig. Dennoch wurden die beim Bau entstandenen 25 Zentimeter dicken Zementrohre unter der Tunnelsohle dauerhaft weiterverwendet. Hierzu waren sie seitlich geschlitzt, so dass etwaiges Sammelwasser aus dem Gleisbett eintreten konnte. Dieses führten sie zu Sammelkästen unter den Bahnsteigen der Stationen. Dort wurde es, unabhängig von der städtischen Kanalisation, aufgefangen und mit kleinen elektrischen Saugpumpen hochgepumpt. Von Beginn an war dabei geplant, dass diese Entwässerungsanlage im Regelfall trocken bleiben würde.
Die in den Straßen liegenden Kanäle, Gas- und Wasserleitungsrohre wurden, soweit sie mit der U-Bahn unvereinbar waren, umgebaut oder umgelegt. Auf dem größten Teil der Strecke längs der Andrássy út fanden derartige Umbauten überhaupt nicht statt, da hier jede Straßenseite einen gesonderten Straßenkanal und besondere Leitungen für Gas und Wasser besitzt. Dagegen wurde der Fahrdamm der Andrássy út, außer vom Hauptsammelkanal der Ringstraße, von vielen weiteren Gas- und Wasserleitungsrohren gekreuzt. Letztere beide wurden bis zu 150 Millimetern lichter Weite mittels besonderer Kastenträger in die Decke des Tunnels eingelegt, während größere Rohrleitungen in begehbare Kanäle quer unter die Sohle verlegt und durch Einstiegsschächte zu beiden Seiten des Tunnels zugänglich gemacht worden sind.

#### Bau des oberirdischen Abschnitts

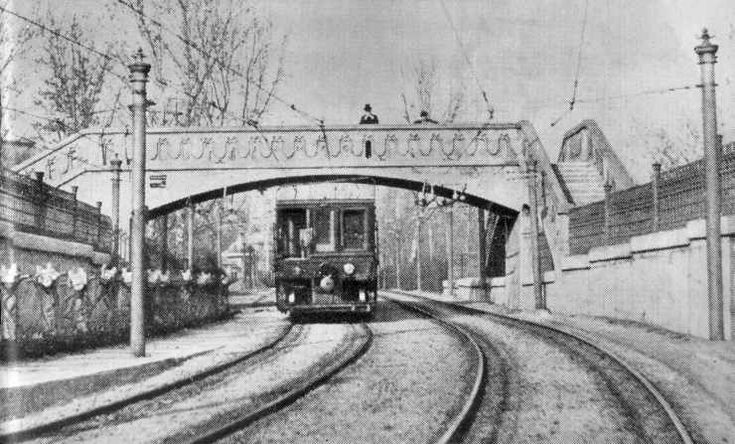
Die Wünsch híd ermöglichte Fußgängern eine Überquerung der Tunnelrampe

Im Vergleich zum Tunnel war der oberirdische Abschnitt durch das Stadtwäldchen, der nach der ursprünglich genehmigten Planung 510 Meter lang sein sollte, mit 463,20 Metern vergleichsweise kurz. Die Endstation von 1896 befand sich dabei auf der vormaligen Nádor-Insel, direkt neben dem Artesischen Bad sowie beim Seiteneingang der Millenniumsausstellung. Um sie bauen zu können, musste der Stadtwäldchen-See 1894 teilweise zugeschüttet und das Wasser des Rákos-Bachs fortan durch einen unterirdischen Kanal in den See eingeleitet werden.
Obwohl die Oberleitung im Freien geringfügig höher hing als im Tunnel, war sie auch dort immer noch deutlich niedriger montiert als bei Straßenbahnen üblich. Deshalb war die oberirdische Strecke vollständig eingefriedet, hierbei fand ein 758 Meter langer Lattenzaun Verwendung. An der Stützmauer der Tunnelrampe sowie direkt über dem Tunnelmund war hingegen ein dekoratives Eisengeländer angebracht. Nach der Millenniumsausstellung wurde neben dem Zaun eine Hecke gepflanzt. Um die Trennwirkung der Trasse zu kompensieren, wurden über die oberirdische Strecke durch den Park zwei Fußgängerbrücken gebaut. Neben der Wünsch híd, der ersten Stahlbetonbrücke Ungarns, war dies der Steg bei der Station Állatkert. Hierbei handelte es sich anfangs um ein hölzernes Provisorium, das nach Ende der Weltausstellung – gemäß behördlicher Auflagen – durch die spätere Stahlbrücke ersetzt werden musste, was letztlich 1909 erfolgte. Der endgültige Übergang war ähnlich dimensioniert wie die Wünsch híd, hatte aber auf beiden Seiten je zwei Aufgänge. Ursprünglich war im Stadtwäldchen noch eine dritte Fußgängerbrücke geplant, die das, ursprünglich auf der Nádor-Insel geplante, artesische Bad erschließen sollte. Durch die Änderung von dessen Standort entfiel jedoch der Bedarf dafür. Somit war auch der Abschnitt im Stadtwäldchen vollständig frei von Bahnübergängen, das heißt niveaufrei.

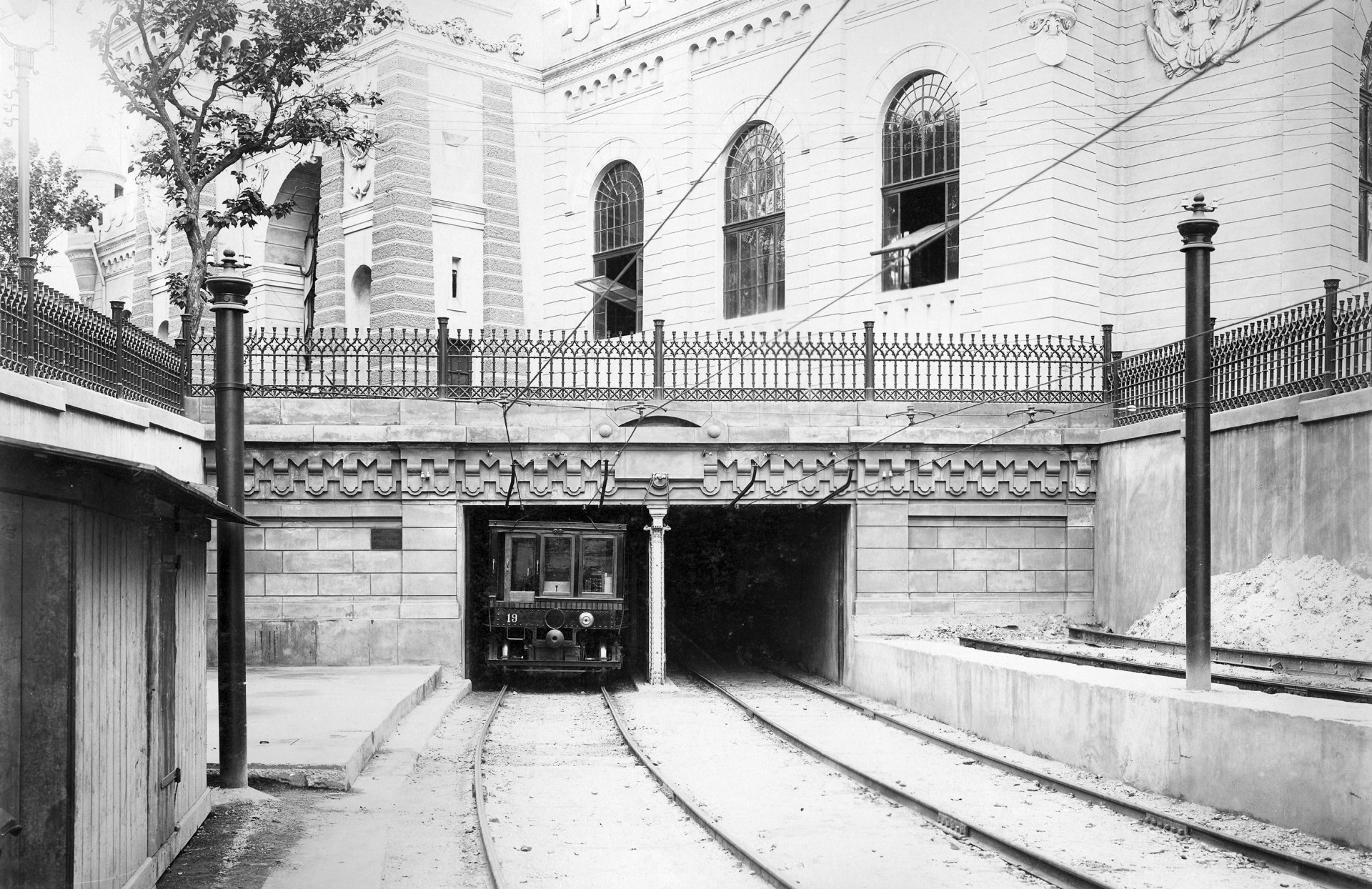
Beginn des oberirdischen Abschnitts, die nach oben gebogenen Deckenstromschienen markieren den Beginn der höheren Oberleitung im Freien
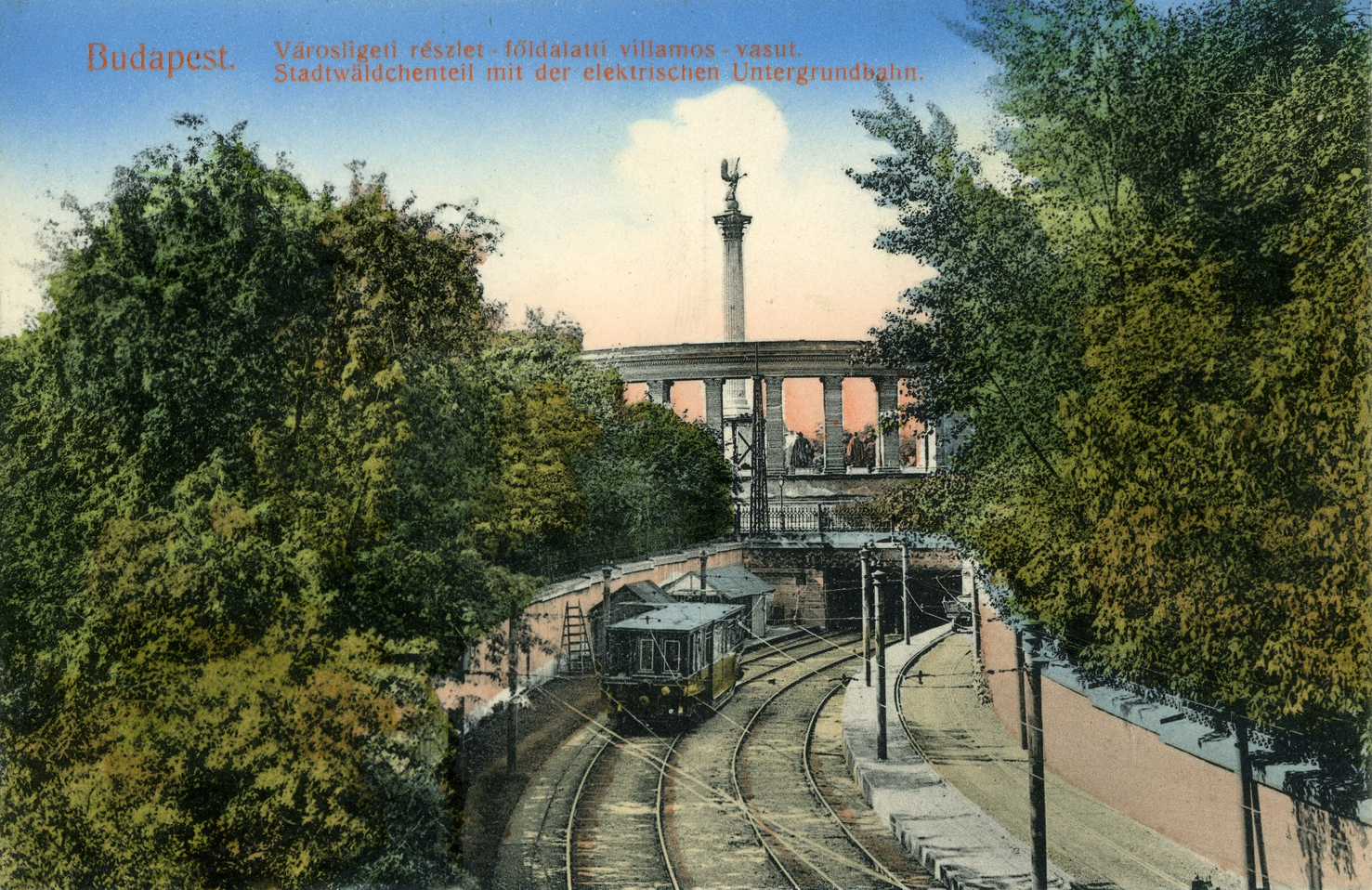
Gesamtansicht der Tunnelrampe, das dritte Gleis rechts gehörte zur Station Állatkert und diente als Ausziehgleis für ins Depot ein- und ausrückende Züge
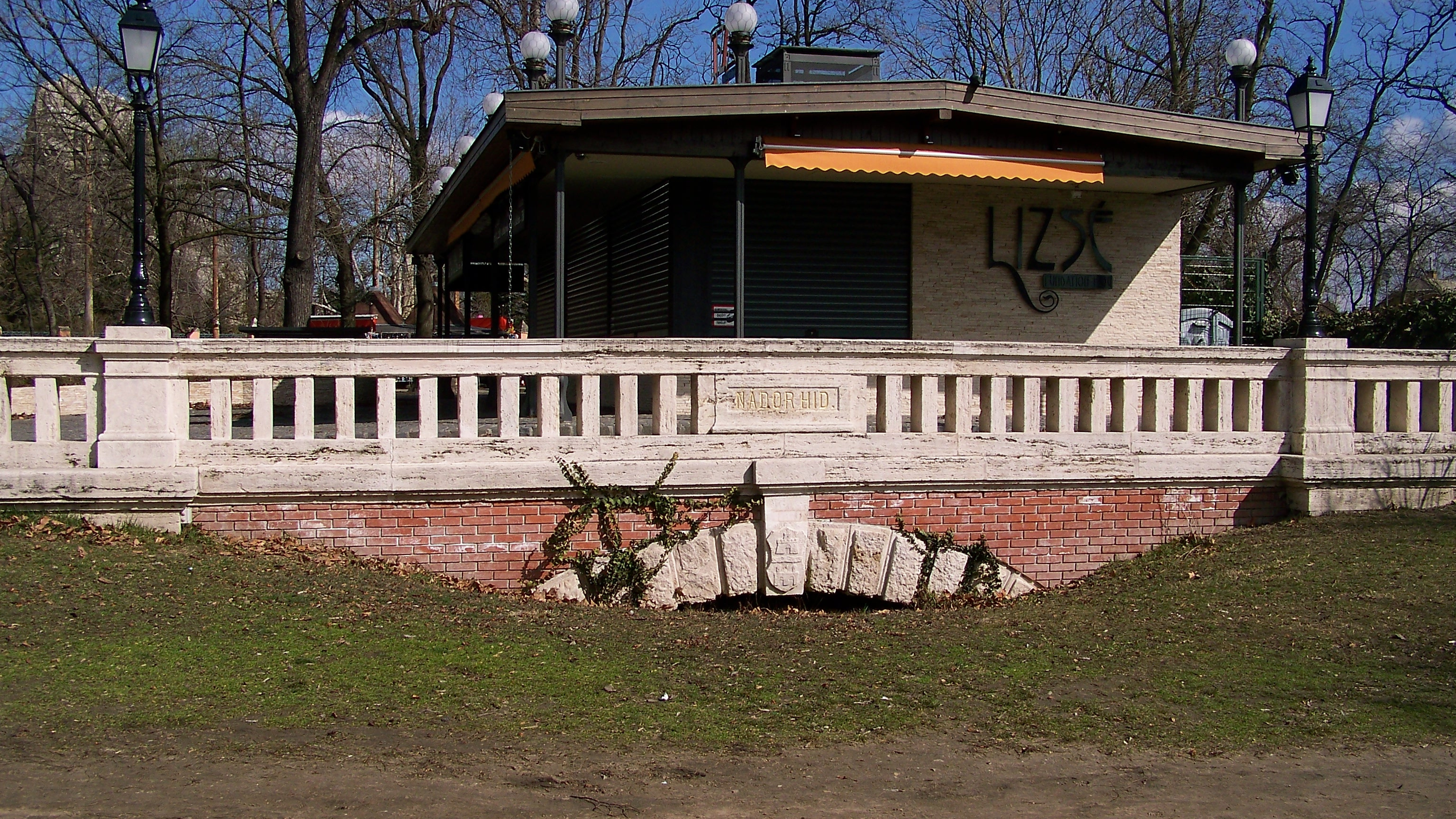
Die Nádor-Brücke zeugt bis heute davon, dass die ehemalige Nádor-Insel 1894 verlandet wurde, um die U-Bahn auf ihr enden lassen zu können
Die Nádor-Insel samt gleichnamiger Brücke auf einem Stadtplan von 1882
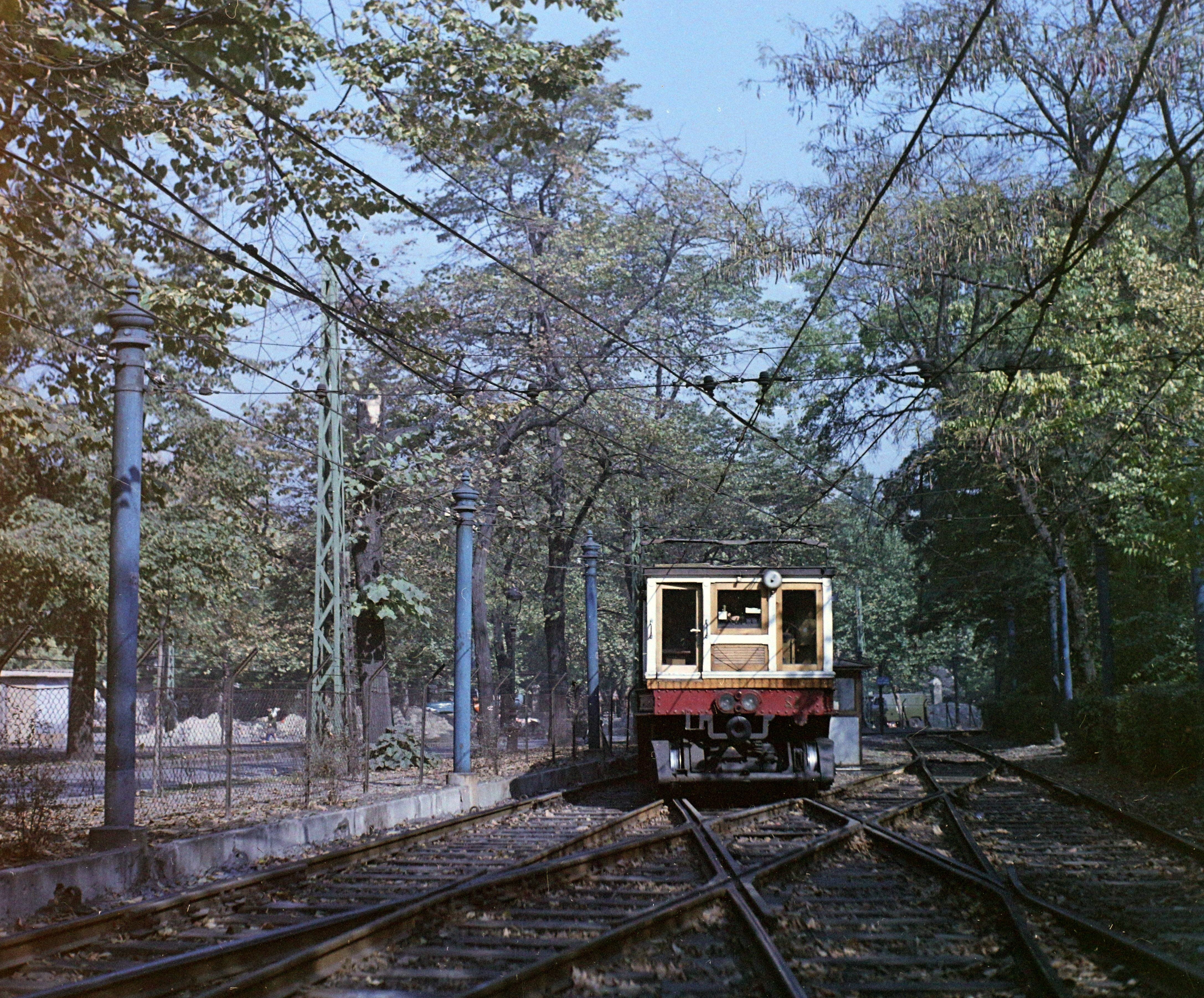
Vor der oberirdischen Endstelle befand sich ein doppelter Gleiswechsel, gewendet wurde am Bahnsteig
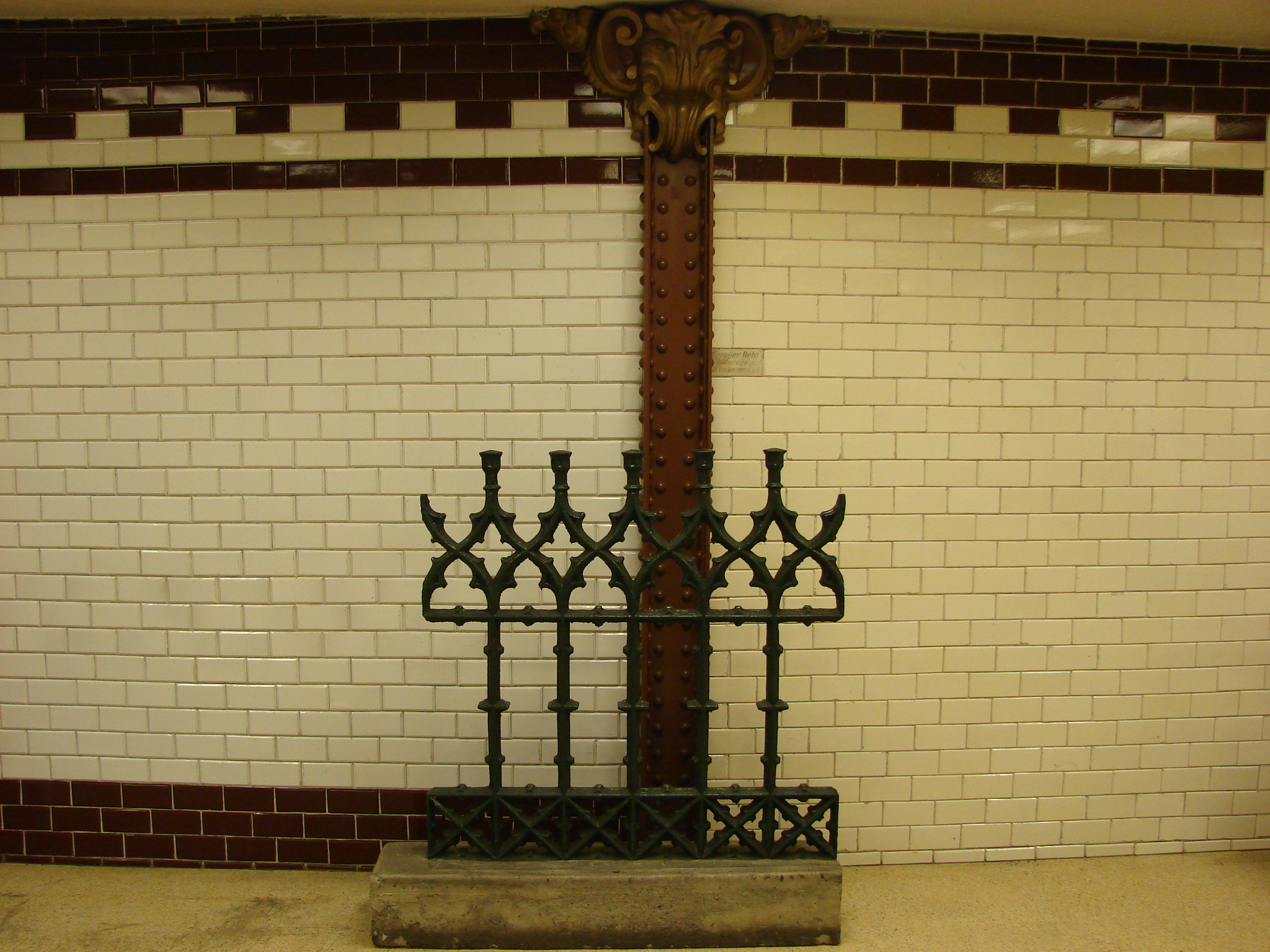
Detailansicht des dekorativen Eisengeländers im Bereich der ehemaligen Tunnelrampe, konserviert im U-Bahn-Museum

#### Baustatistik und beteiligte Unternehmen

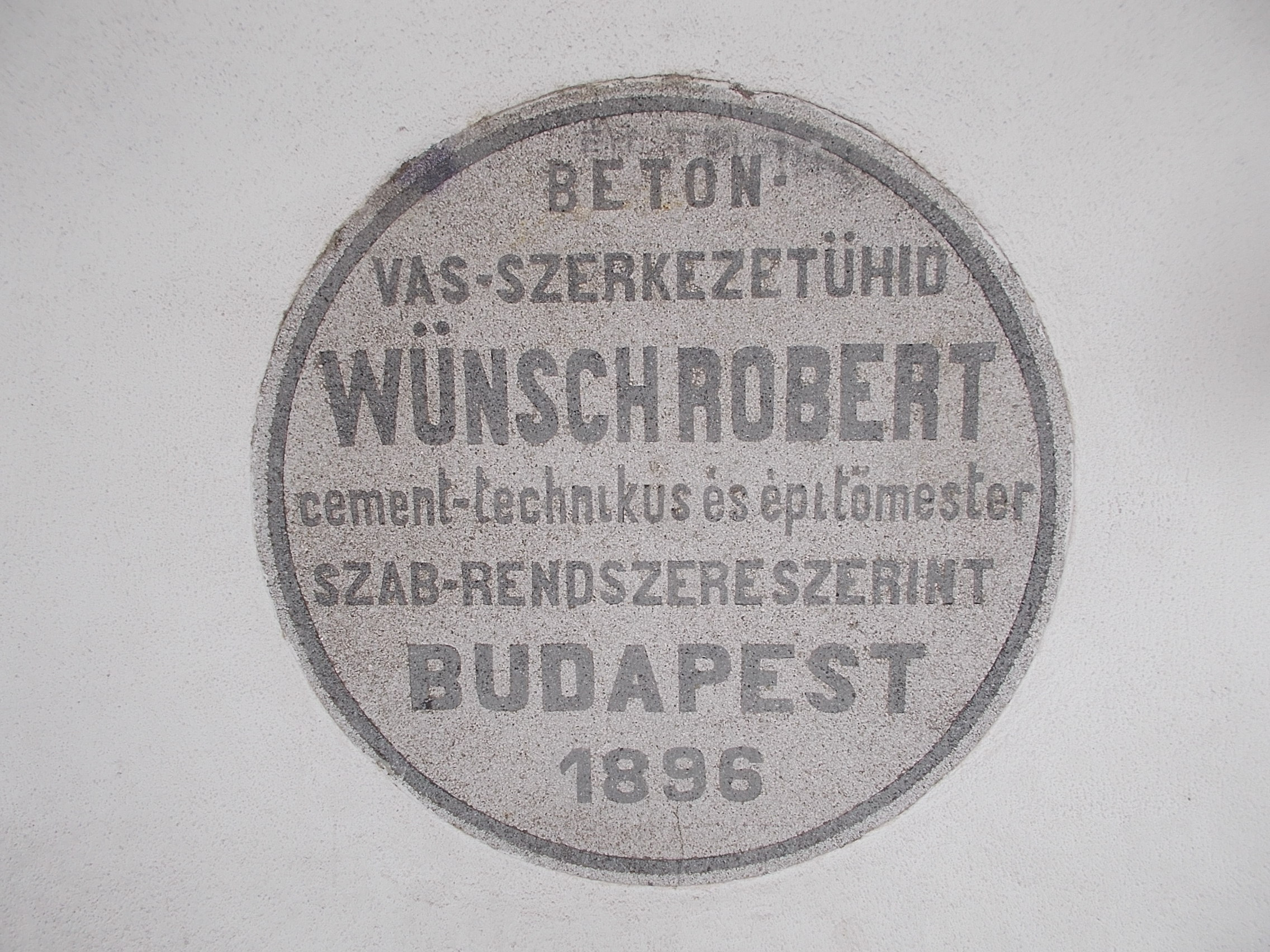
Plakette der maßgeblich am U-Bahn-Bau beteiligten ortsansässigen Firma Róbert Wünsch an der nach ihr benannten Wünsch híd

Für das gesamte Bauvorhaben sind folgende Mengenangaben überliefert:
| Tunnel:                                          | Tunnel:              | Oberirdischer Abschnitt:               | Oberirdischer Abschnitt: |
| trockener Erdaushub, nicht wiederverwendbar:     | 134.400 m3           | trockener Erdaushub, wiederverwendbar: | 12.000 m3                |
| trockener Erdaushub, wiederverwendbar:           | 8.700 m3             | Beton für Wände:                       | 1.240 m3                 |
| Erdaushub aus dem Grundwasser, wiederverwendbar: | 3.300 m3             | Beton für Kanäle:                      | 2.340 m3                 |
| Sandschicht, 10 cm dick:                         | 3.980 m2             |                                        |                          |
| Beton:                                           | 46.870 m3            |                                        |                          |
| Donauschotter:                                   | 58.500 m3            |                                        |                          |
| Portlandzement:                                  | 90.700 m3            |                                        |                          |
| Romanzement:                                     | 2.300 m3             |                                        |                          |
| Doppelte Asphaltfilzbahn zur Isolierung:         | 40.500 m2            |                                        |                          |
| Drahtummantelte Betonröhren:                     | 8.050 laufende Meter |                                        |                          |
| Stahl für Deckenkonstruktion samt Stützsäulen:   | 30.737 Zentner       |                                        |                          |

An der Bauausführung waren im Wesentlichen folgende Unternehmen beteiligt:
| Erd-, Beton- und Montagearbeiten:                | Bauunternehmen Róbert Wünsch, Budapest                                          |
| Eisenträger:                                     | großteils vom Reschitzaer Walzwerk                                              |
| genietete Säulen sowie eiserner Oberbau:         | Maschinenfabrik der königlich ungarischen Staatsbahnen und Diósgyőrer Stahlwerk |
| genietete Deckenkonstruktionen der Haltestellen: | Schlick’sche Fabrik, Budapest                                                   |
| Dampfkessel:                                     | Nicholson’sche Maschinenfabriks-AG, Budapest                                    |
| Dampfmaschinen:                                  | Lang’sche Fabrik, Budapest                                                      |

### Beschreibung der Anlage von 1896

#### Oberbau und Schienen
Der ursprüngliche Oberbau der Strecke bestand aus Vignolschienen mit versetzten, das heißt asymmetrischen, Stegen und Verblattstoß auf eisernen Querschwellen des Systems Banovits, die 34,24 Kilogramm wogen. Die ersten Schienen waren neun Meter lang, 115 Millimeter hoch, hatten ein Metergewicht von 24,2 Kilogramm und waren mit Haarmann’schen Hakenplatten mit je einer Schraube befestigt, welche die erforderliche Neigung von 1:20 aufwiesen. Diese Lösung hatte gegenüber anderen Befestigungsarten den Vorteil der Einfachheit, denn es waren mit Hakenplatte, Klemmplatte und Klemmschraube nebst Mutter nur drei Teile erforderlich. Sie hatte ferner den Vorteil, dass die Schwellen nicht der Schienenneigung entsprechend gebogen werden mussten. Außerdem wurden sie weder an ihrer Oberfläche durch die Auflagerung der Schienen, noch in den Löchern durch die Befestigungskeile ausgefressen, was einen schnellen Verschleiß vermied. Die Überhöhung der Schienen in Bögen betrug anfangs 20 Millimeter, aufgrund der starken Abnutzung der Schienenköpfe im Betrieb wurde sie jedoch später auf 25 Millimeter erhöht. Die Weichen und Kreuzungen wurden nach dem Vorbild der Strecken II. Ordnung der Preußischen Staatseisenbahnen ausgeführt.
Ungewöhnlich war bei der in Budapest gewählten Bauweise die Überblattung am Schienenstoß auf 200 Millimetern Länge für zwei Laschenschrauben. Hierzu war der Schienensteg einseitig neben der Mittellinie der Schiene angeordnet. An den Stößen wurden die breiteren Seiten des Schienenkopfes und -fußes auf 200 Millimetern Länge ausgefräst und die Schienen abwechselnd so verlegt, dass der Steg einmal innerhalb und einmal außerhalb der Schienenmittellinie zu liegen kam. Dabei lagen dann die Stege der aufeinander folgenden Schienen an den Stößen auf 200 Millimetern Länge nebeneinander und wurden durch die beiden mittleren Laschenbolzen unmittelbar miteinander verschraubt. Außerdem war die Stoßverbindung noch durch Laschen mit sechs Schrauben gesichert.
Mit diesem Oberbau wurde ein nahezu stoßfreies Fahren erreicht, was nicht nur der Annehmlichkeit der Fahrgäste diente, sondern auch für die Wagenmotoren von großem Vorteil war. Außerdem störten dadurch keine Geräusche Besucher und Anwohner der darüberliegenden Promenade. Der kleinste Kurvenradius betrug anfangs 40 Meter, anzutreffen an beiden Enden der damaligen Dreißigstgasse, heute Vörösmarty tér, sowie beim Einbiegen vom Deák Ferenc tér in die Bajcsy-Zsilinszky út. Insgesamt verliefen 12,22 Prozent der Strecke von 1896 in Bögen.
Die größte Steigung, anzutreffen im Bereich der Tunnelrampe, betrug je nach Quelle 18 oder 20 Promille, ansonsten existierten nur unbedeutende Steigungen. In Summe verliefen 31,43 Prozent der gesamten Strecke horizontal, 41,80 Prozent ansteigend und 26,77 Prozent abfallend.

#### Kraftwerk

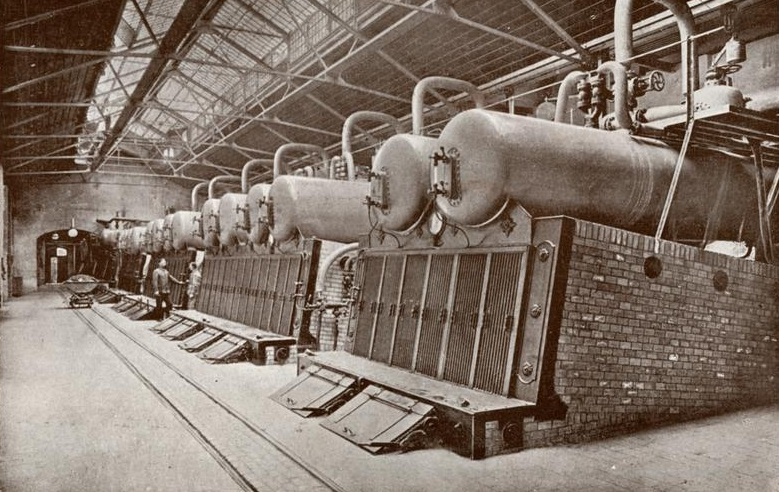
Innere Ansicht des Kesselhauses

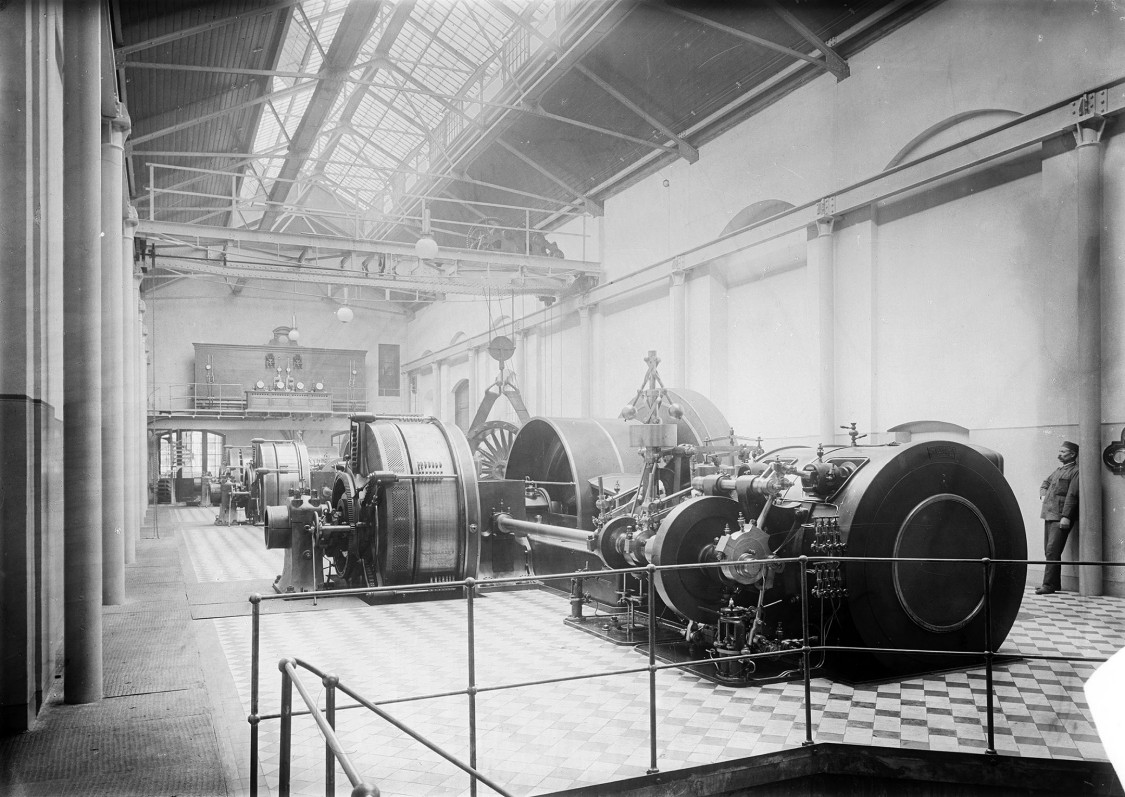
Innere Ansicht des Maschinenhauses

Auf speziellen Wunsch des Hauptstädtischen Baurats wurde das Kraftwerk der U-Bahn an die bereits bestehende Maschinenanlage der BVVV angegliedert, wie es der Vertrag zwischen BVVV und BKVT ohnehin vorgesehen hatte. Somit entstand es auf dem Grundstück Kertész utca 12–14. Der Dampf wurde von vier Wasserrohrkesseln von je 267 oder 268 Quadratmetern Heizfläche erzeugt. Im Maschinenhaus waren zwei 600-PS-Verbunddampfmaschinen mit Collmann-Steuerung und Kondensation aufgestellt. Jede trieb eine Gleichstrom-Innenpoldynamomaschine des Typs J 110 von Siemens & Halske an. Diese leisteten bei 300 Volt Spannung dauernd 1100 Ampere, lieferten zeitweise aber auch bis zu 1400 Ampere. Nach einer anderen Quelle waren es 700 Kilowatt bei einer Spannung von 320 Volt, eine dritte Quelle gibt sogar eine Spannung von 350 Volt an. Der Schornstein der Stromerzeugungsanlage hatte eine lichte Weite von 3,0 und eine Höhe von 50 Metern. Das Kühlwasser lieferte ein elf Meter tiefer Brunnen mit einer lichten Weite von drei Metern. Dieses erste Kraftwerk versorgte die U-Bahn bis 1911. Anschließend übernahm die Anlage an der Bulyovszky utca diese Aufgabe, weil die BSzKRt auf dem Grundstück in der Kertész utca ihr Hauptverwaltungsgebäude errichtete. Ab 1935 wiederum, dem Jahr der Angleichung der Stromspannung bei U-Bahn und Straßenbahn, bezog auch die Földalatti ihren Strom von den BSzKRt-Straßenbahn-Unterwerken in der Dembinszky utca und der Kertész utca.

#### Leitungsanlage
Vom Schaltbrett des Kraftwerks führten mit Eisenband armierte Bleikabel, die in die Straßen eingebettet waren, durch die Akácfa utca und die Nagymező utca zur nächstgelegenen Haltestelle Oktogon, diese Zuleitung war 900 Meter lang. Hierbei war je ein eigenes Kabelpaar für den Betrieb der Wagen, für die Beleuchtung der Stationen und die Lichtblocksicherungsanlage sowie für den Fernsprechverkehr vorhanden. Es wurden durchweg, also auch für die Oberleitungen, isolierte Hin- und Rückleitungen verwendet, um im Kraftwerk die Maschinen zum Betrieb der U-Bahn und die Maschinen zum Betrieb der Straßenbahn, die damals eine unterirdische Stromzuführung mit zwei isolierten Leitungen besaß, parallel schalten zu können. Die Schienen der U-Bahn wurden ursprünglich nicht zur Rückleitung benützt, die ursprüngliche Oberleitung war daher zweipolig.
Jedes Richtungsgleis wurde mit einem besonderen Kabelpaar von 500 Quadratmillimetern Kupferquerschnitt gespeist. Das für die Beleuchtungs- und Lichtblockanlage verlegte Kabelpaar hatte 150 Quadratmillimeter Kupferquerschnitt. Sämtliche Leitungen längs der Strecke waren im Tunnel an der Decke und auf der anschließenden offenen Strecke an von säulenförmigen Oberleitungsmasten getragenen Querdrähten aufgehängt. Als Oberleitung dienten im Tunnel 50 Millimeter hohe Grubenbahnschienen mit einem Gewicht von fünf Kilogramm je Meter und auf der offenen Strecke zehn Millimeter starke, doppelt geführte, Hartkupferdrähte. Doch verschleißten diese die Stromabnehmer so stark, dass sie schon bald nach Eröffnung durch Stahldrähte ersetzt wurden. Die Speiseleitungen längs der Strecke, die die Fortsetzung der Kabelleitungen bildeten, wurden als blanke Kupferdrähte isoliert an der Tunneldecke aufgehängt. Die Haltestellenbeleuchtung erfolgte durch Glühlampen mit einer Spannung von 100 Volt, von denen je drei hintereinander geschaltet wurden.

#### Zugsicherungsanlage

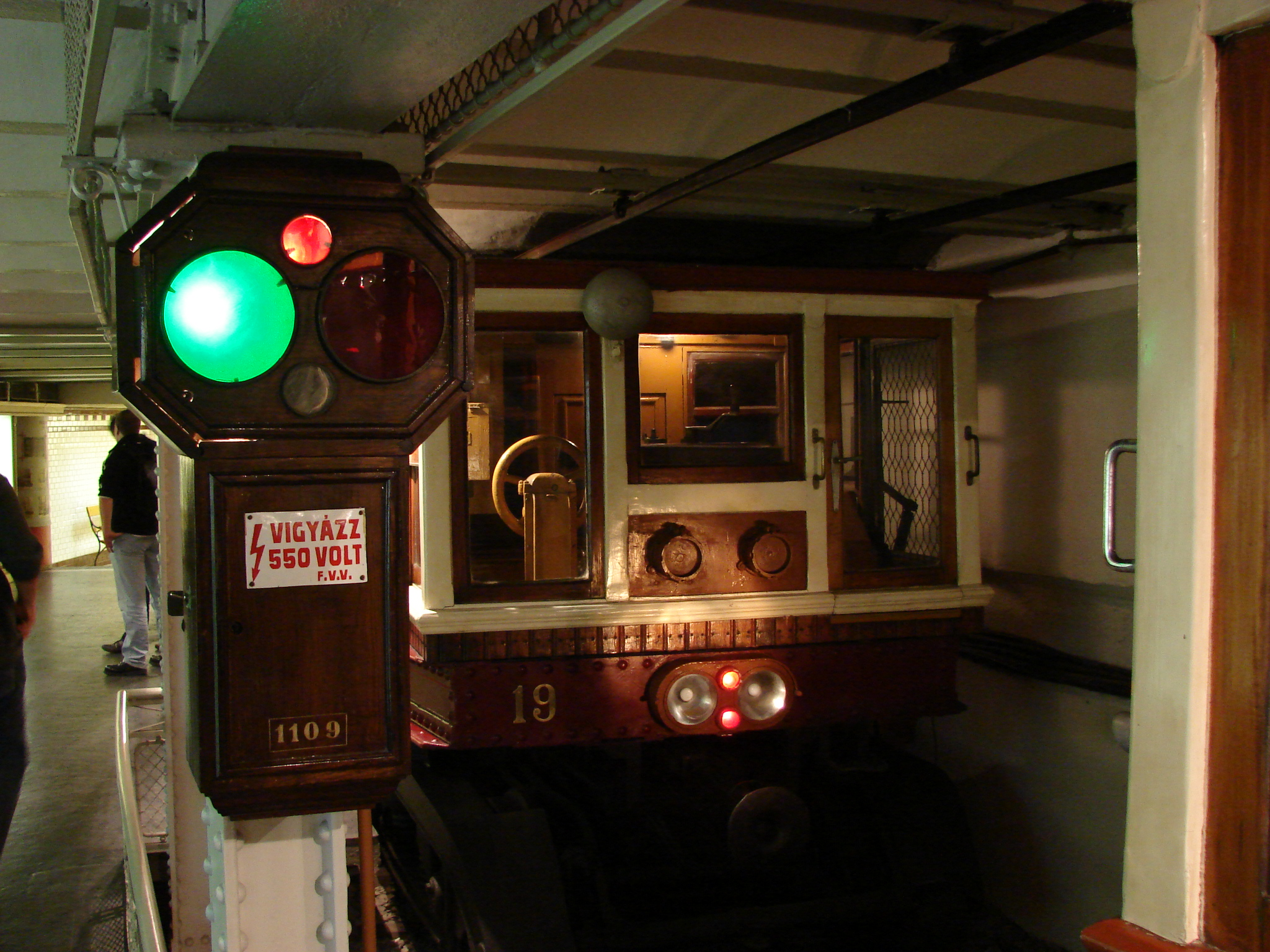
Historisches Signal Nummer 1109 der Földalatti im U-Bahn-Museum, die grüne Farbscheibe signalisierte ursprünglich nicht die freie Fahrt wie heute, sondern die Langsamfahrt in Kurven

Die Wagen durften einander, laut behördlicher Vorschrift, in keiner kleineren Entfernung folgen, als der Abstand der Haltestellen betrug. Um dieser Vorschrift zu entsprechen, waren am Ausfahrtsende an den Stirnwänden der Haltestellen, als Lichtsignale ausgeführte, Blocksignale angeordnet, welche von den Wagen selbsttätig aus- und eingeschaltet wurden. Hierzu war bei der Ausfahrt aus jeder Station neben dem Gleis ein Umschalter angebracht. Die ursprüngliche Anlage stammte ebenfalls von Siemens & Halske, die Signale wurden mittels Glühlampen gegeben. Hierbei stand weiß für freie Fahrt, grün für Langsamfahrt und rot für Halt, die Langsamfahrt war in Kurven vorgeschrieben. Diese Anlage war die weltweit erste Anwendung einer mehrbegriffigen elektrischen Signaleinrichtung.
Sobald ein Wagen aus der Haltestelle heraus den Umschalter befuhr, zeigten die Glühlampen des Ausfahrsignals rotes Licht, deckten also den ausgefahrenen Wagen, während in der vorhergehenden Station gleichzeitig weißes Licht erschien, zum Zeichen dass die Strecke bis zur erstgenannten Haltestelle frei war. In der folgenden Station war, neben dem eigentlichen Signallicht, zusätzlich eine kleine rote Kontrollleuchte sichtbar, als Ankündigung, dass ein Wagen unterwegs war und in die Haltestelle einfahren wird. Infolgedessen waren die Wagen gezwungen, mindestens im Stationsabstand zu fahren. Ferner konnte jeder Stationswärter anhand der Signallampen ersehen, ob sich ein Wagen auf der Strecke zwischen den Nachbarhaltestellen und seiner eigenen befand oder nicht. Die selbsttätig wirkende Streckenblockeinrichtung bewährte sich sehr.
Die Umschaltung der Leitungen erfolgte durch Radtaster, die durch einen besonderen, am Wagen befestigten Bügel mit Rolle niedergedrückt werden. Beim Niederdrücken wurde ein vierseitiges Prisma aus nichtleitendem Material um 90 Grad gedreht, dessen Seitenflächen mit metallischen Spangen belegt waren, auf denen Stromabnehmer schleiften. Das Prisma war mit einem Sperrrad versehen, so dass es sich immer nur nach derselben Richtung bewegen konnte. Beim Aufwärtsgehen des Radtasters bewegte sich das Prisma daher nicht, die Umschaltung erfolgte demnach immer in regelmäßiger Reihenfolge. In den Zwischenstationen waren Notumschalter angebracht, um die Umschaltung bei Unbefahrbarkeit eines Gleises durch den Haltstellenwärter zu ermöglichen.
Im Falle einer Störung in der Lichtblockanlage musste die Fernsprecheinrichtung zur Signalisierung der Wagen benützt werden. Jede Haltestelle war daher mit einem Telefon ausgerüstet und man konnte von jeder Haltestelle aus – unter Vermittlung der Fernsprechzentrale im Kraftwerk – mit jeder beliebigen anderen Haltestelle der U-Bahn sprechen. Außerdem konnten die Endstationen unmittelbar, das heißt ohne Vermittlung der Zentrale, mit dem Betriebsbahnhof in der Dózsa György út sprechen, wo der Wagendienst abgewickelt wurde. Die für die Telefonanlage verwendeten induktionsfreien Lufträumkabel von Siemens & Halske, welche unmittelbar neben den Starkstromkabeln lagen, waren vollständig frei von störenden Geräuschen, welche bei Telefonanlagen in der Nähe elektrischer Bahnen damals häufig anzutreffen waren.

#### Stationen

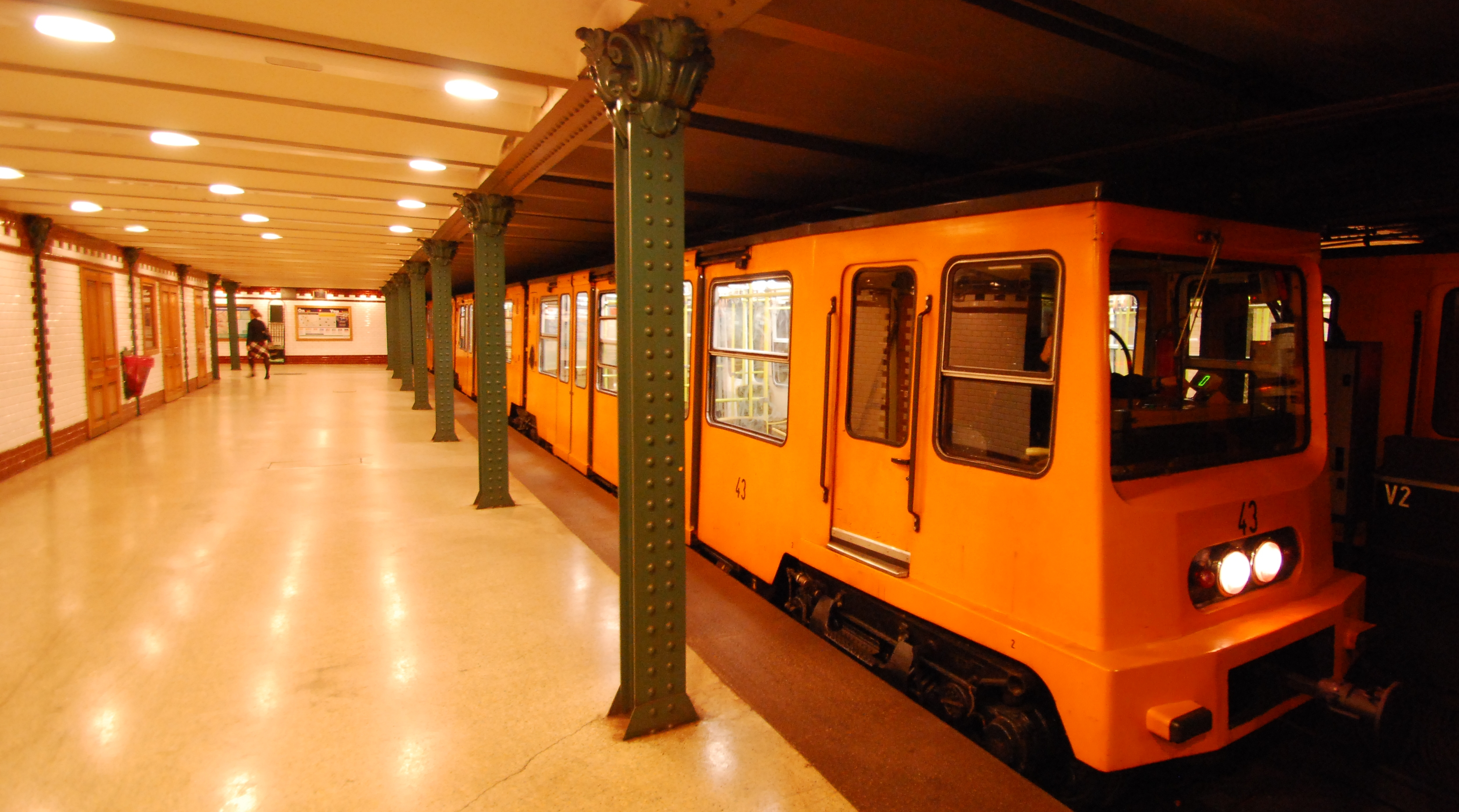
Endstation Vörösmarty tér

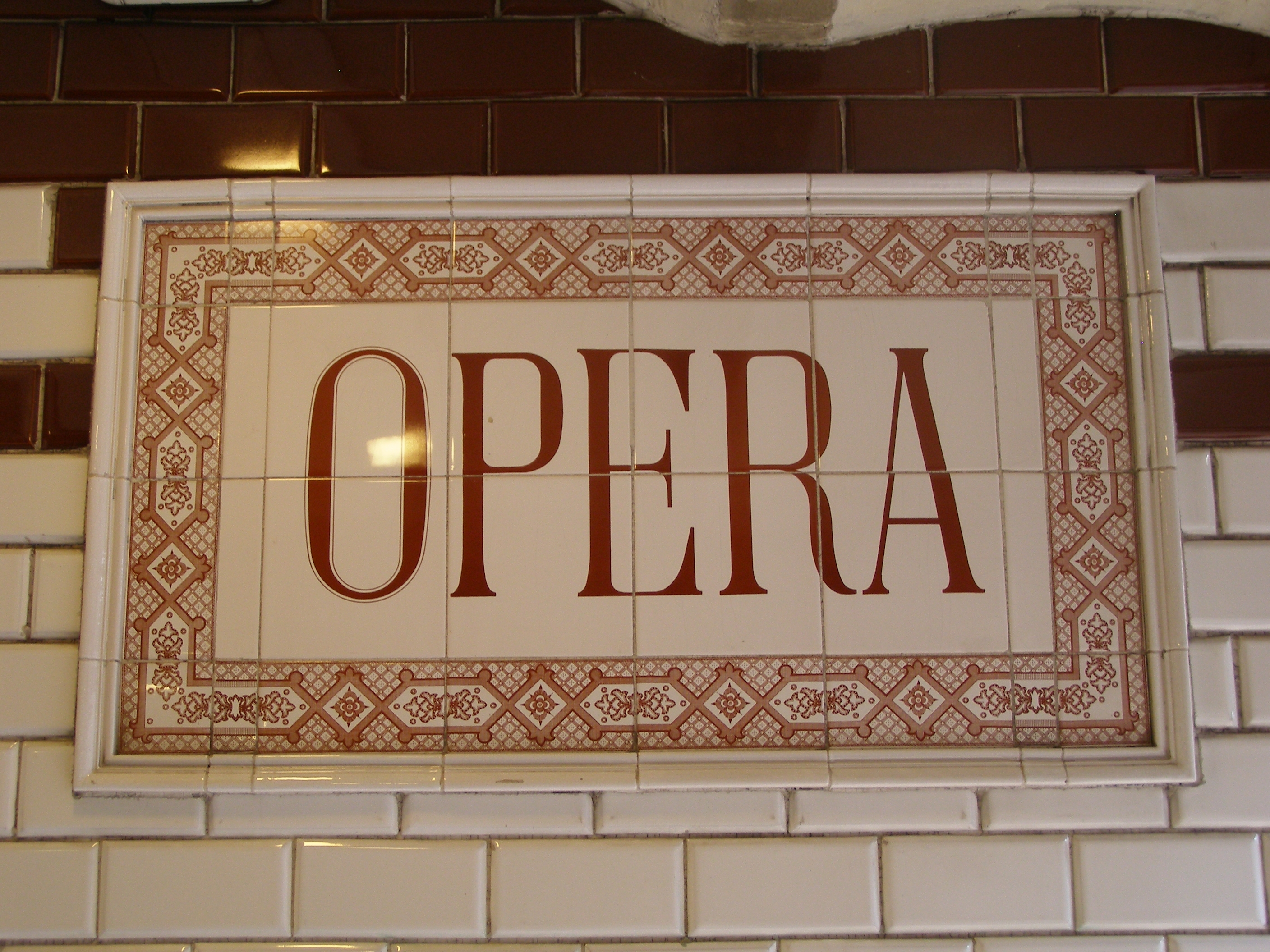
Unterirdisches Stationsschild aus Keramik, gefertigt von der Zsolnay Porzellanmanufaktur

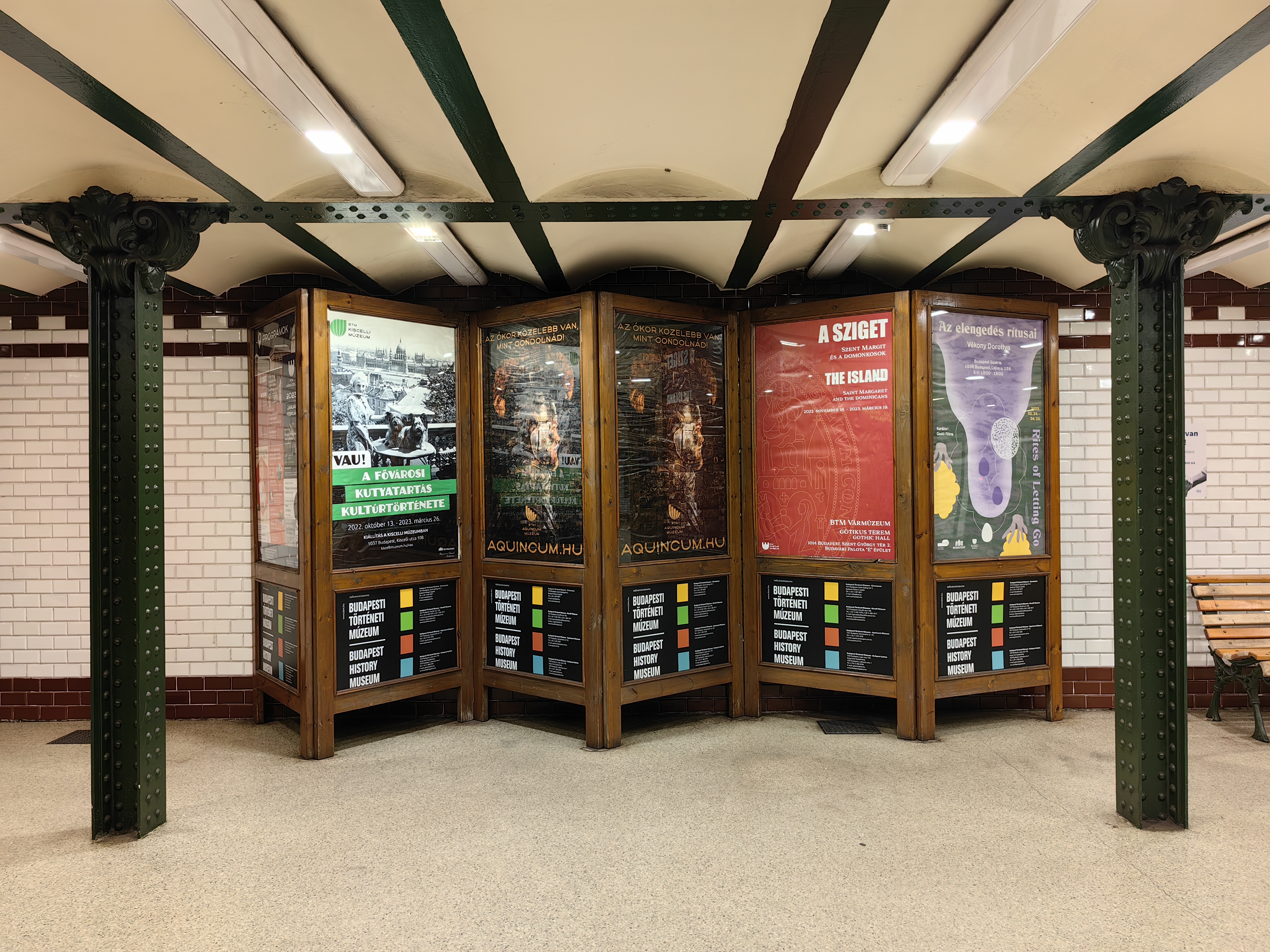
Historische Reklameständer in der Station Bajcsy-Zsilinszky út

Bei ihrer Eröffnung hatte die Budapester U-Bahn 1896 neun unterirdische und zwei oberirdische U-Bahnhöfe in Entfernungen von 230 bis 500 Metern. Sie wiesen, wie die meisten Haltestellen der Stadtbahnen in London und New York, alle zwei nach Fahrtrichtung getrennte Außenbahnsteige auf. Während den Zügen an der Endstation Vörösmarty tér von Beginn an eine separate Wendeanlage im Anschluss an die Station zur Verfügung stand, wurde im Stadtwäldchen direkt am Bahnsteig gewendet.
Die Bahnsteiglängen variierten deutlich, jedoch konnten damit alle Haltestellen mindestens zwei gekuppelte Wagen aufnehmen, zuzüglich des beim Anhalten erforderlichen Spielraums:
| 23,4 Meter: | Vörösmarty utca, Körönd und Bajza utca               |
| 28 Meter:   | Állatkert                                            |
| 31 Meter:   | Gizella tér, Váci körút, Opera, Oktogon und Aréna út |
| 35 Meter:   | Deák Ferenc tér                                      |
| 45 Meter:   | Artézi fürdő                                         |

Die Bahnsteigbreite variierte ursprünglich, je nach Bedeutung der Station und nach Lage der Stiegen, zwischen drei und acht Metern. Im Bereich der äußeren Andrássy út, wo die Haltestellen eine geringere Bedeutung hatten, genügte dabei eine Bahnsteigbreite von 4,4 Metern, die sich aus der Fahrdammbreite von 13,275 Metern ergab. Am Oktogon reichte dies hingegen nicht aus, weshalb die Planer dort durch Verschiebung der Stiegen an die äußeren Kanten der Gehwege eine Bahnsteigbreite von 8,5 Metern erzielten. Im Bereich der inneren Andrássy út, wo eine Fahrdammbreite von 19,0 Metern vorhanden war, ergaben sich an den Stationen Bajcsy-Zsilinszky út und Opera entsprechend Bahnsteigbreiten von 7,25 Metern. Darüber hinaus waren auch die beiden Haltestellen Vörösmarty tér und Deák Ferenc tér, ihrer verkehrlichen Bedeutung entsprechend, derart dimensioniert.
Die schmalen Bahnsteige wiesen dabei nur eine Säulenreihe im Abstand von 95 Zentimetern zur Bahnsteigkante auf, während die breiteren noch eine zweite Säulenreihe erhielten. Die Bahnsteigsäulen standen dabei jeweils den Säulen zwischen den Gleisen gegenüber, hatten also gleichfalls einen Abstand von 4,0 Metern zueinander. Über jeder Säulenreihe in den Haltestellen liegt ein einfacher, genieteter Längsträger, dessen Unterkante nicht tiefer als die Unterkante der Tunneldecke angeordnet war. Die Querträger, welche aus I-Eisen bestehen, sind seitlich in diese Längsträger hineingelagert und mit Winkeleisen angeschlossen. Mit dieser Anordnung erhielten die Haltestellen, deren Seitenwände und Decken wie beim Tunnel betoniert waren, die größtmögliche lichte Höhe. Diese betrug ursprünglich 2,60 Meter, die Bahnsteige lagen anfangs 3,15 Meter unter Straßenhöhe und 20 Zentimeter über Schienenoberkante. Die Entfernung der Bahnsteigkante von der Gleismitte wiederum beträgt 1250 Millimeter. Zum Gleis hin waren die Bahnsteige ursprünglich durch hüfthohe, metallene Bahnsteiggitter abgesichert, die nur im Bereich der Einstiege unterbrochen waren. Die Bahnsteigkante reichte nur im Bereich dieser beiden Gitterlücken direkt an die Trittbretter der Wagen heran, ansonsten war sie etwas zurückgezogen. Zwischen den Gleisen wiederum verhindert ein durchgehendes Gitter den unbefugten Wechsel zwischen den Bahnsteigen.
Die Wände der Stationen wurden mit glasierten Majolika-Kacheln verkleidet. Diese waren überwiegend weiß, wurden aber von einer Reihe brauner Kacheln eingefasst. Die Kacheln fertigte die Zsolnay Porzellanmanufaktur an, von der auch die kunstvollen Stationsschilder in brauner Schrift auf weißem Grund und mit braunem Zierrahmen stammen. Die Station Opera unterschied sich in der Farbgestaltung leicht von den anderen, was ihre Bedeutung unterstrich.

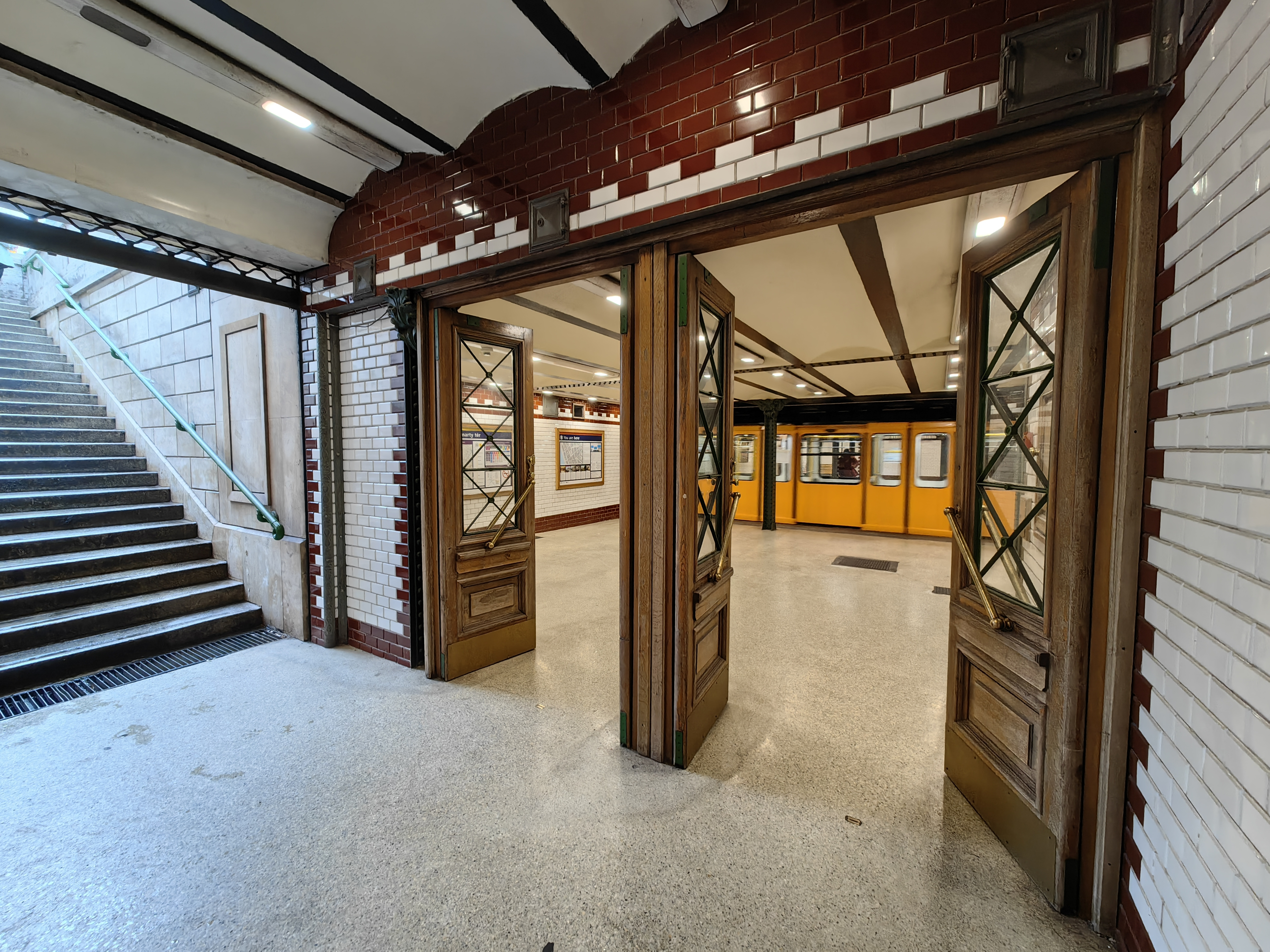
1915 eingebaute Holztüren dienen der Vermeidung von Zugluft
Die Sperrung der Stationen während der nächtlichen Betriebspause erfolgt durch Rollgitter am Fuß der Treppen
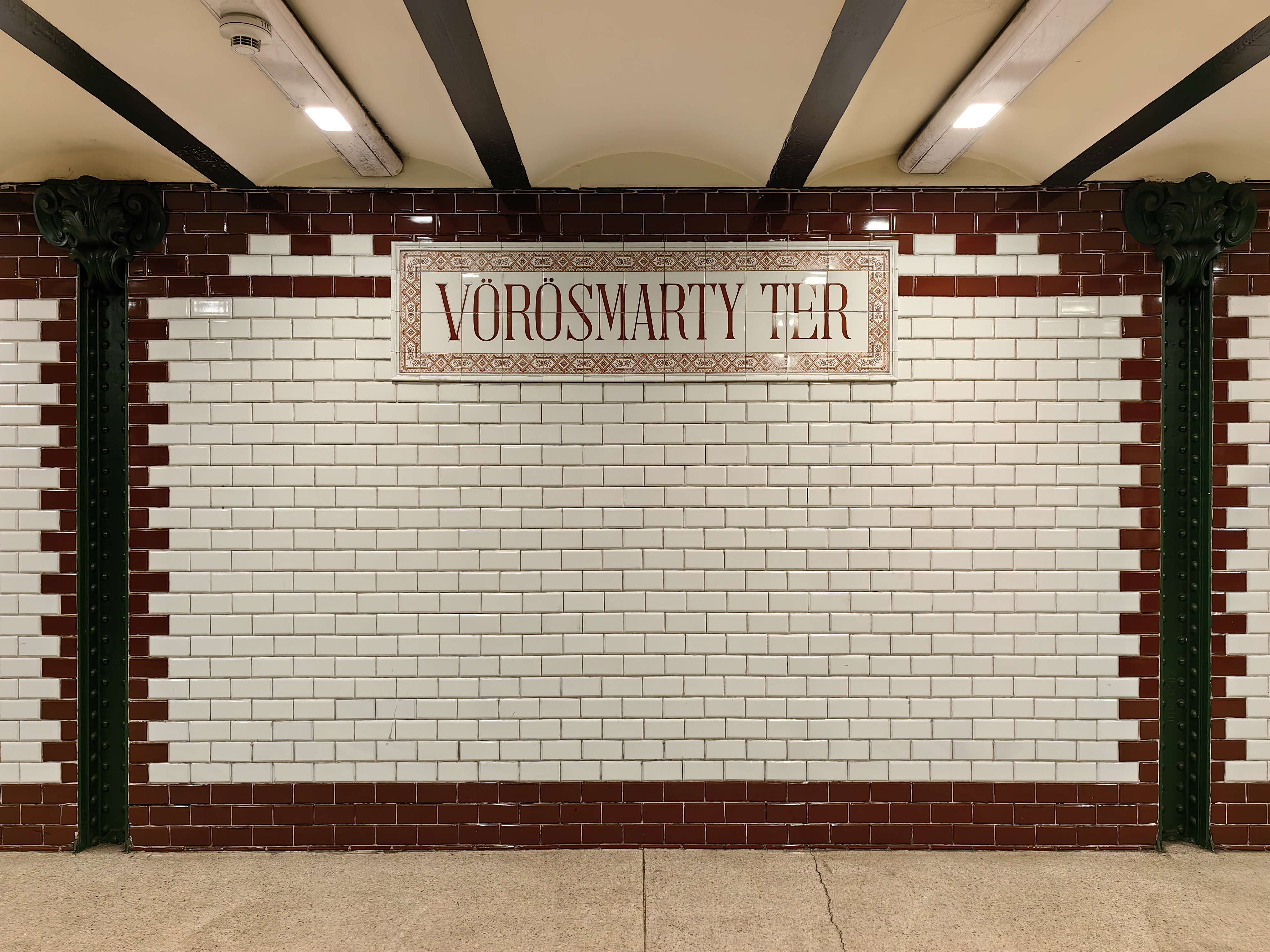
Typische weiße Wandverkachelung mit brauner Einfassung
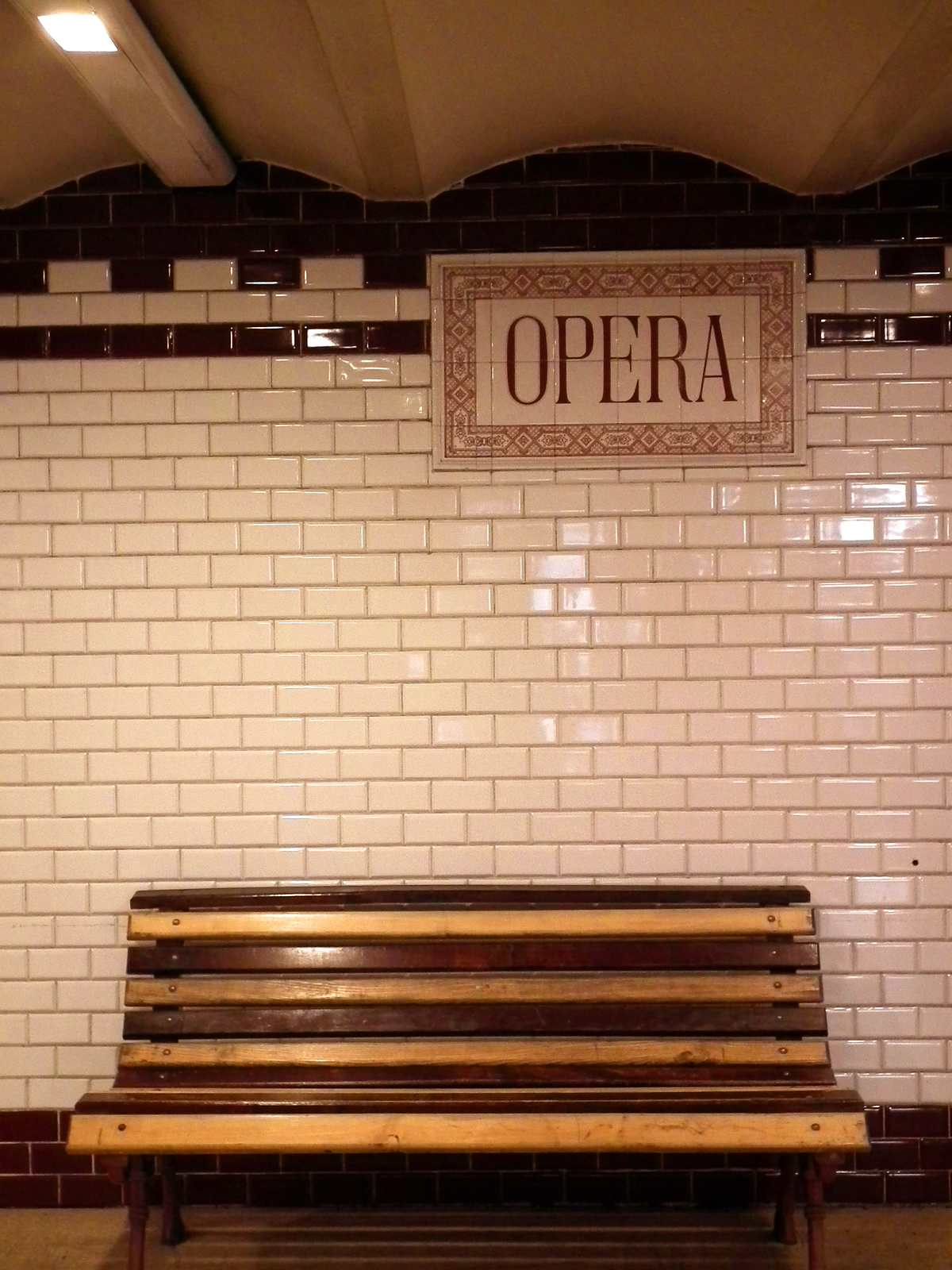
Sitzbank aus zwei verschiedenen Holzsorten, analog zu den Sitzbänken der ersten Wagengeneration
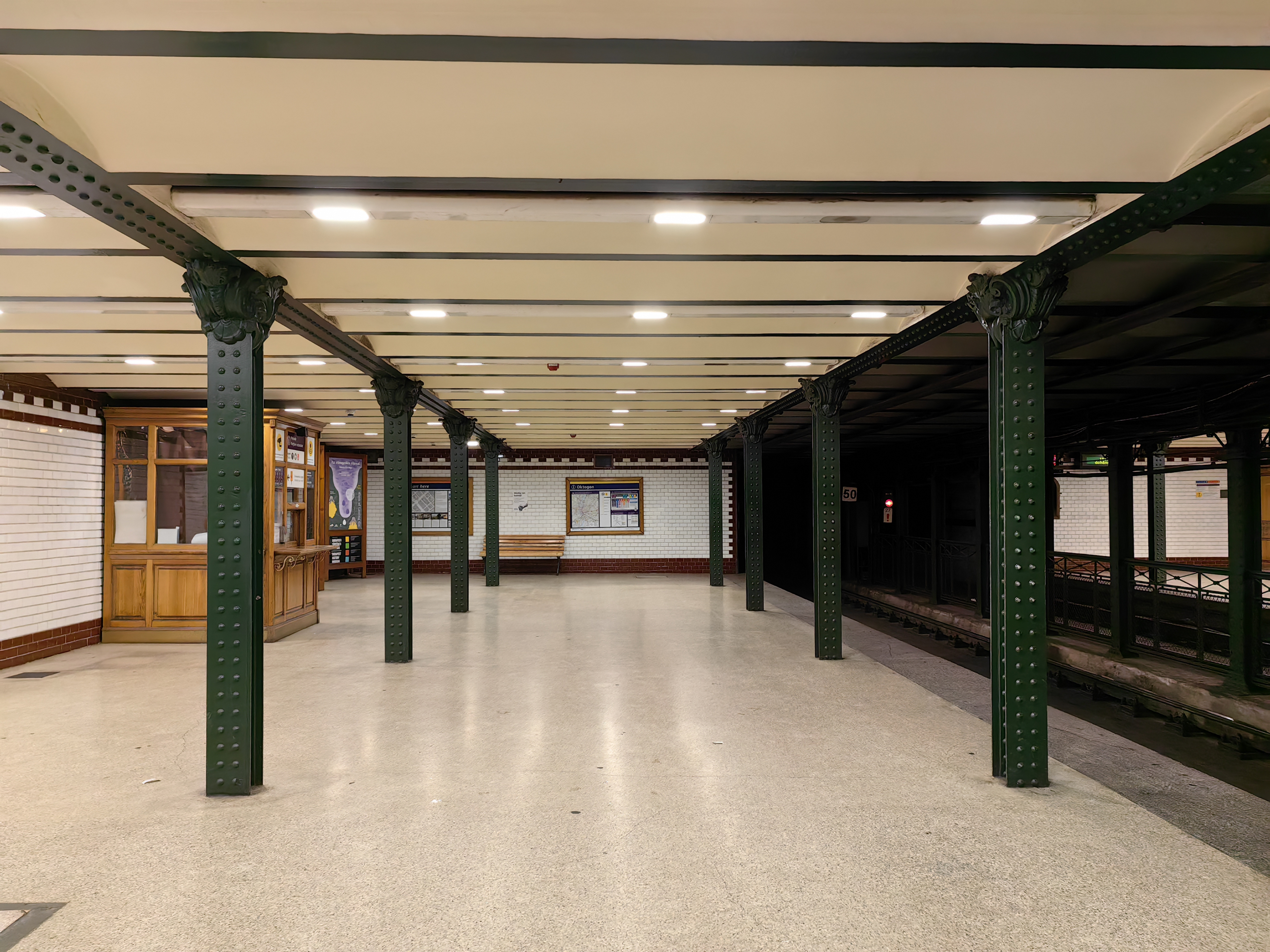
Die repräsentativeren breiteren Stationen, hier Oktogon, weisen je Bahnsteig zwei Säulenreihen auf
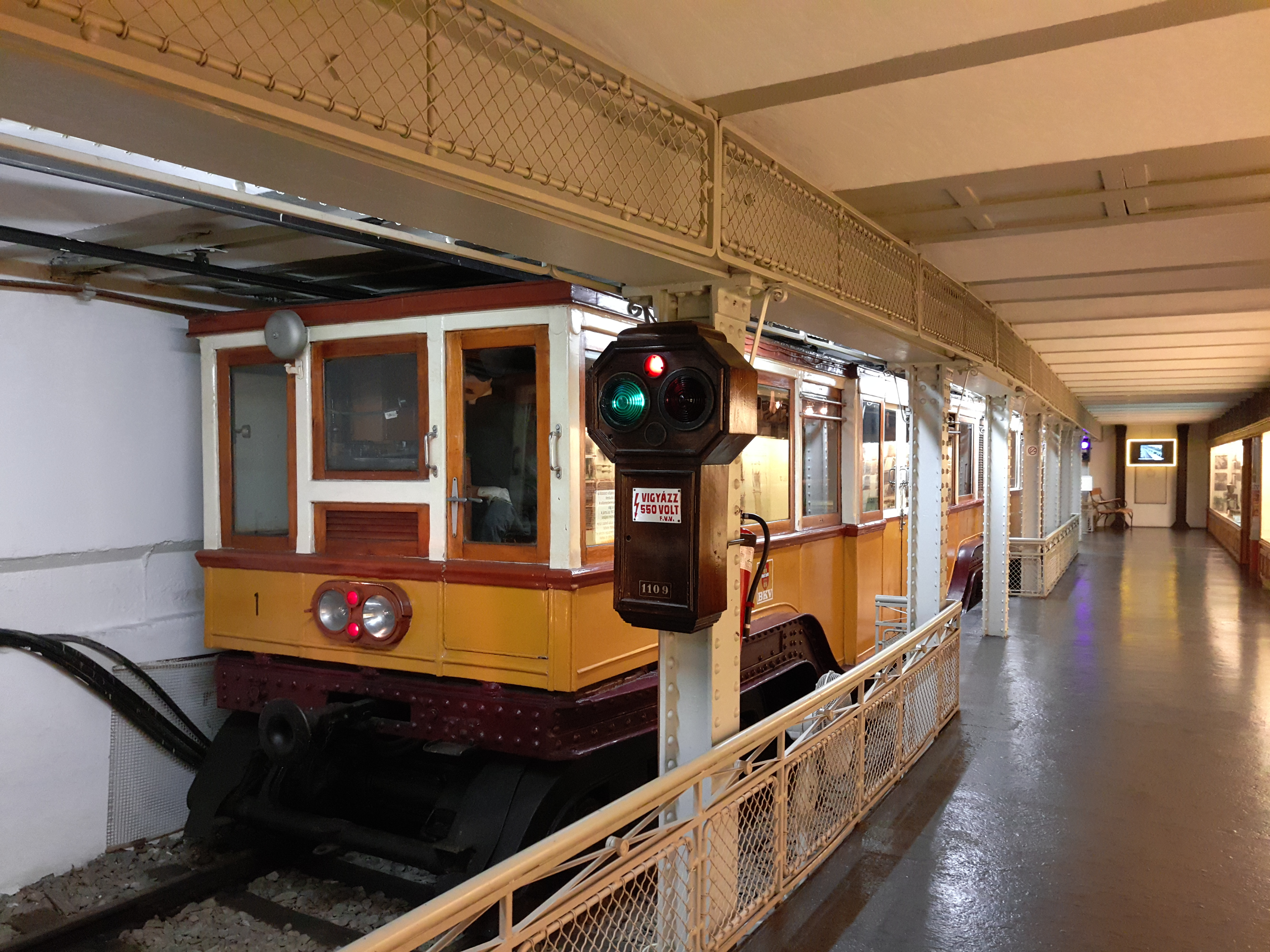
Abgesehen von den Einstiegsbereichen waren die Bahnsteige zum Gleis hin ursprünglich mit Gittern abgesichert
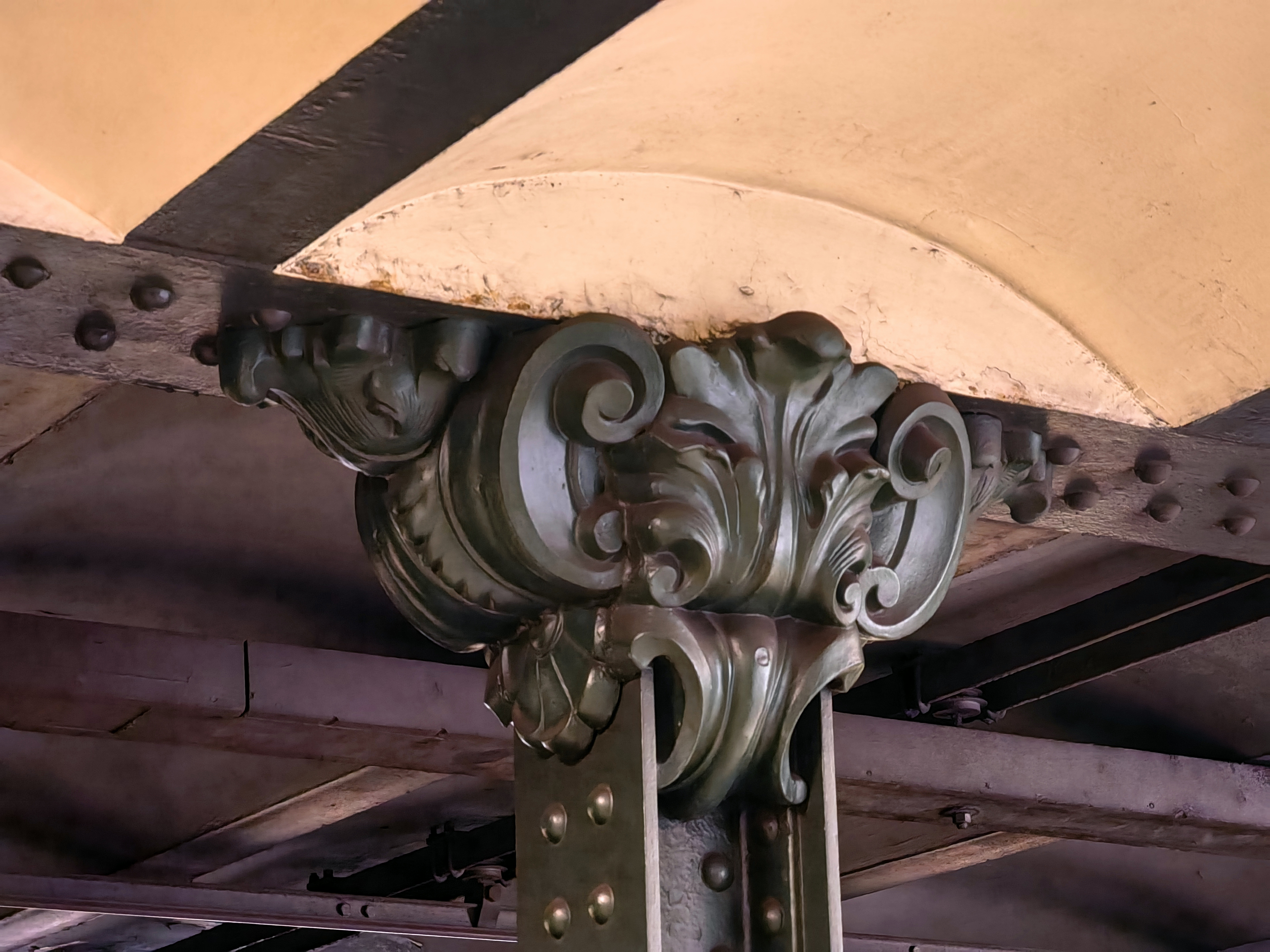
Gestaltungsdetail der Stützkonstruktion

#### Treppen

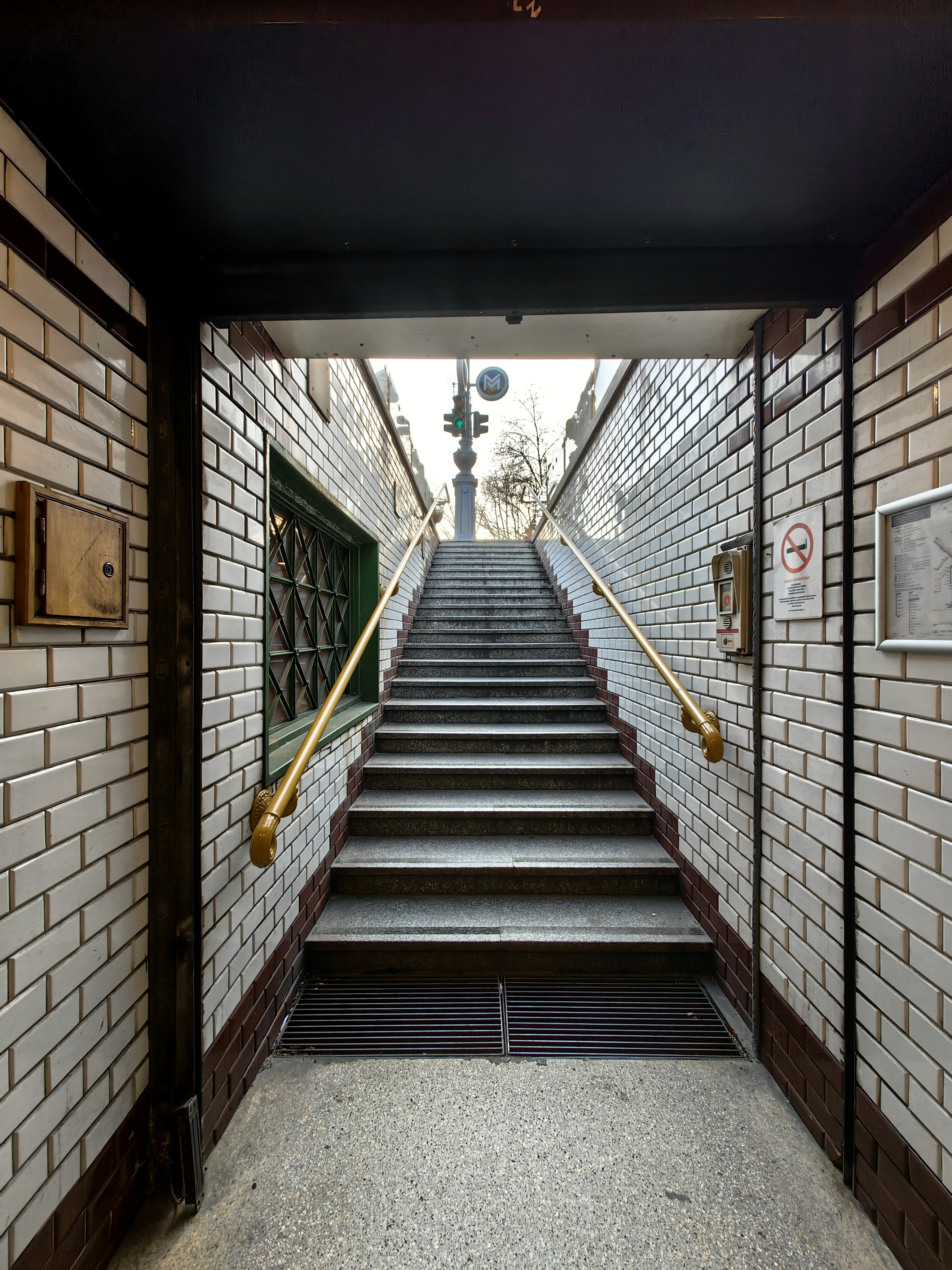
Detailansicht der Treppenstufen an der Station Vörösmarty utca

Jeder Richtungsbahnsteig ist durch eine Treppe vom nächsten Bürgersteig der Straße aus zugänglich. Die Treppenanlagen wurden im Allgemeinen auf dem Gehweg, in 60 Zentimetern Entfernung von der Bordsteinkante, eingebaut, so dass sie den Straßenverkehr nicht behinderten. Nur ausnahmsweise mussten die, nicht unmittelbar auf den Bahnsteig mündenden, Stiegen durch einen kurzen Stichtunnel respektive Querstollen mit den Perrons verbunden werden. Die Treppen verlaufen in der Regel parallel zu den Gleisen, nur am Oktogon sind sie – mit der achteckigen Platzgestaltung harmonisierend – im 45-Grad-Winkel zu diesen angeordnet.
Die Treppenbreite betrug ursprünglich zwischen 1,90 und 2,50 Meter, je nach der Bedeutung der Station und dem Raum, der zur Verfügung stand. Diese Breite wurde so gewählt, dass abfahrende und ankommende Fahrgäste einander ungehindert begegnen konnten. Die Stufen sind 15 Zentimeter hoch und 32 Zentimeter breit. Je nach Haltestelle sind damit 19 bis 24 Stufen zu überwinden, das heißt weniger als die Stockwerkshöhe eines gewöhnlichen Wohnhauses. Die Treppenlöcher waren ursprünglich drei Meter lang.
Bei den Haltestellen Vörösmarty utca, Körönd und Bajza utca sind die beiden Treppenabgänge dabei jeweils gegenläufig ausgerichtet. Hierbei fuhren die Fahrgäste beim ursprünglichen Linksverkehr immer in jene Richtung ab, in der sie zuvor die Treppen herabstiegen. In die Treppenabgänge sind ferner Fenster integriert, welche teilweise Tageslicht in die Stationen bringen.

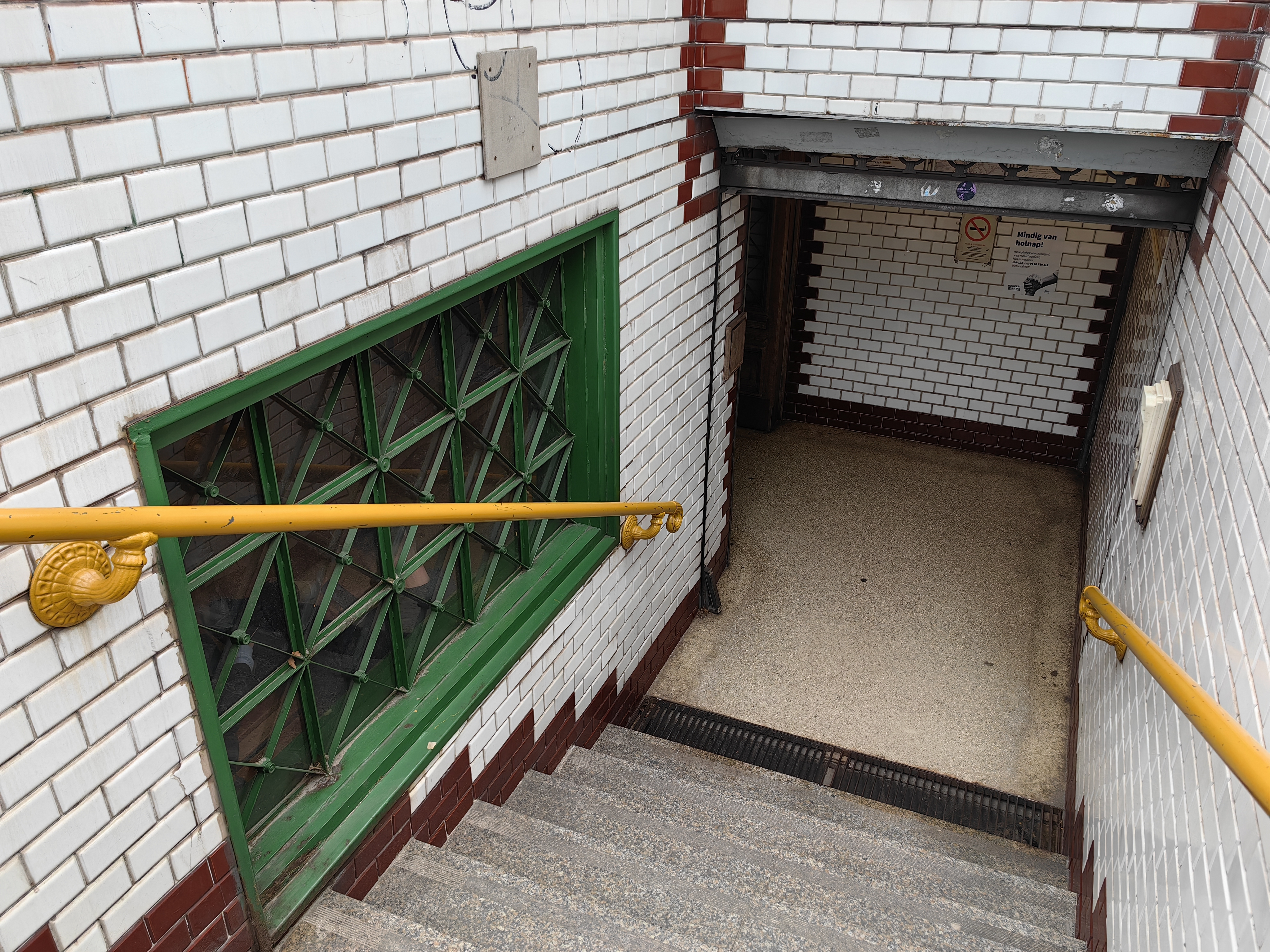
In die Treppenabgänge integrierte Fenster bringen teilweise Tageslicht in die Stationen, hier am Hősök tere
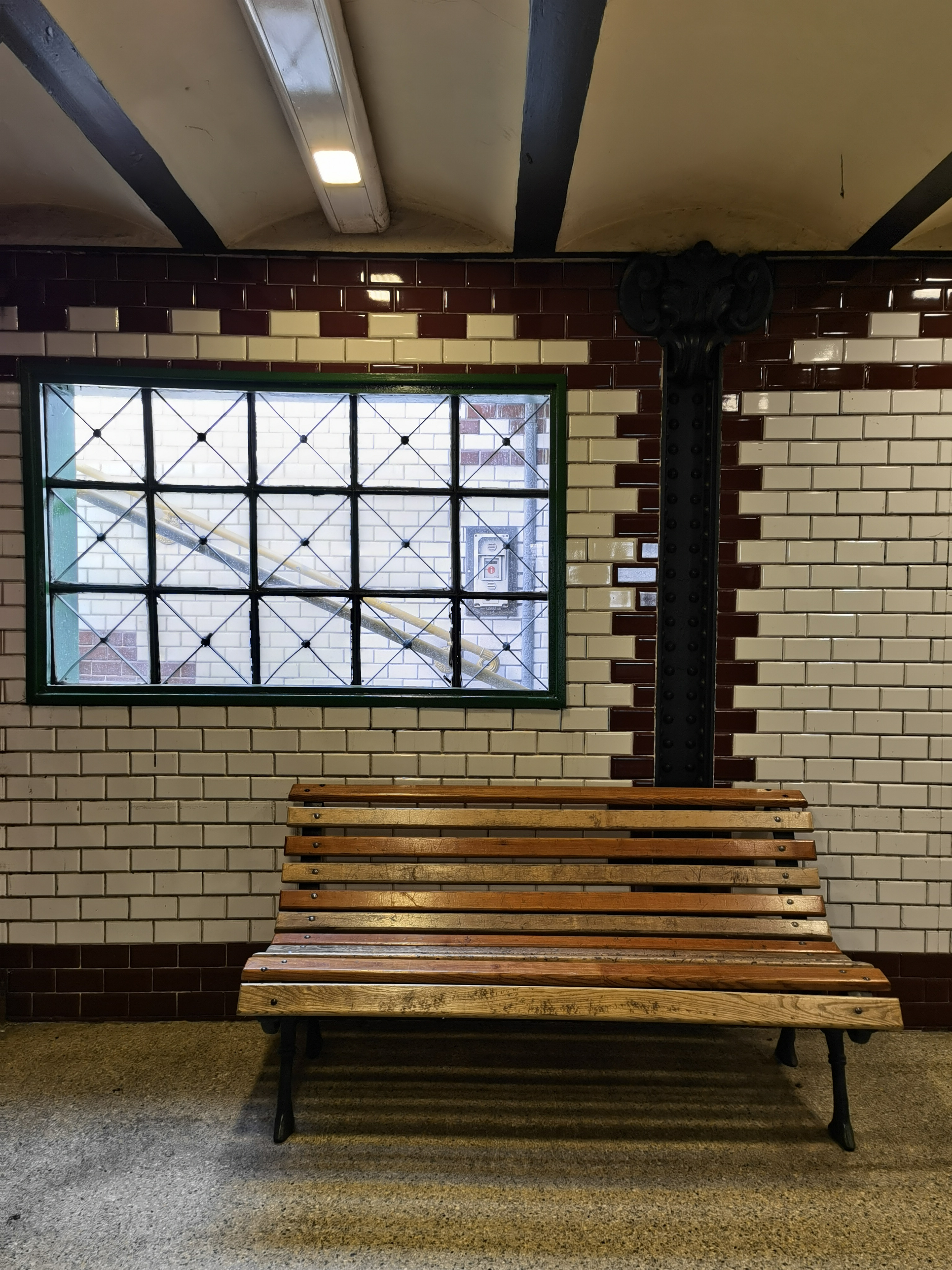
Das Treppenfenster von innen, hier an der Bajza utca
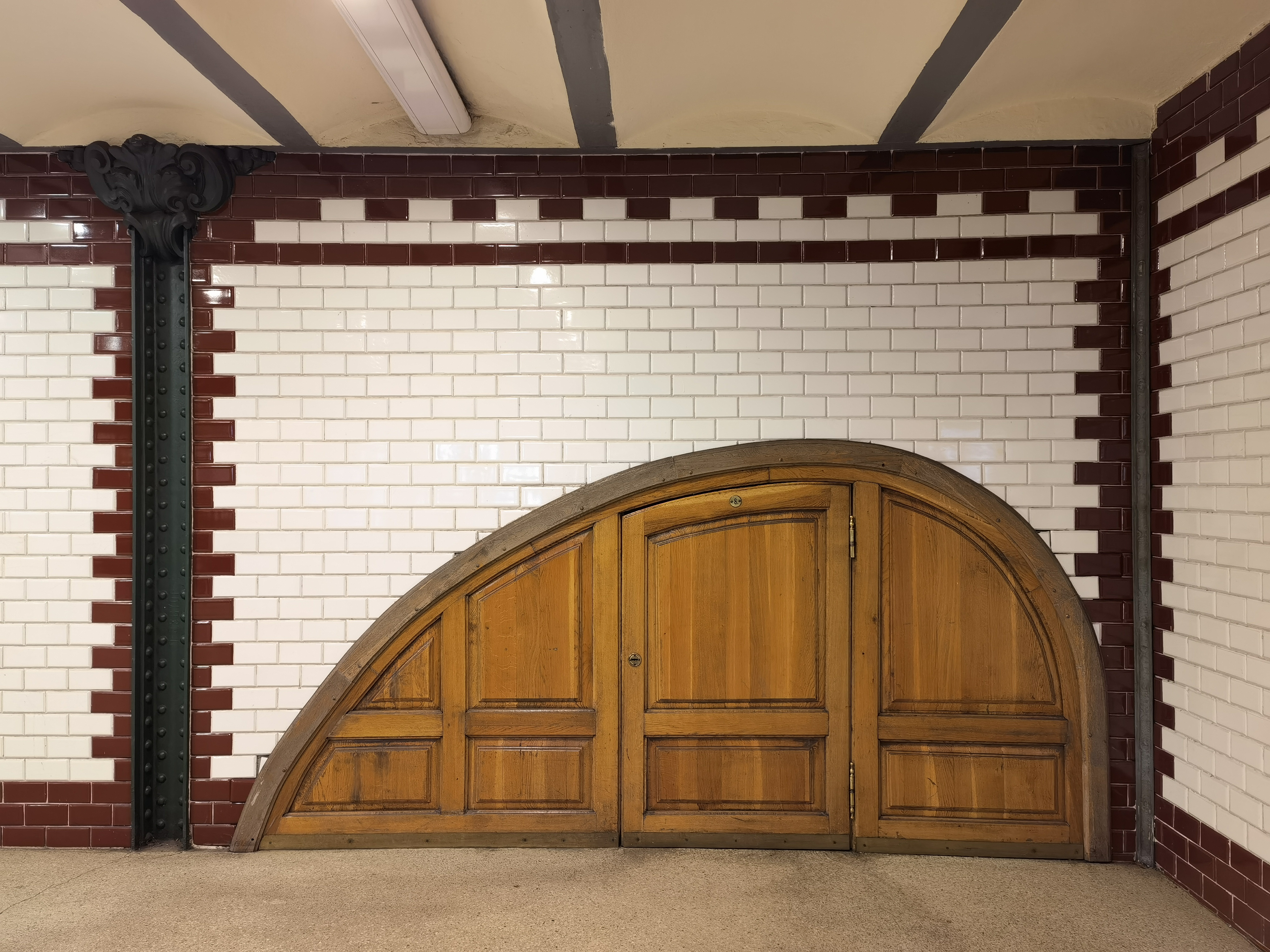
Unter den Treppen befinden sich jeweils Abstellkammern, deren geschwungene, asymmetrische Form den darüberliegenden Stufen geschuldet ist

#### Zugangsgebäude

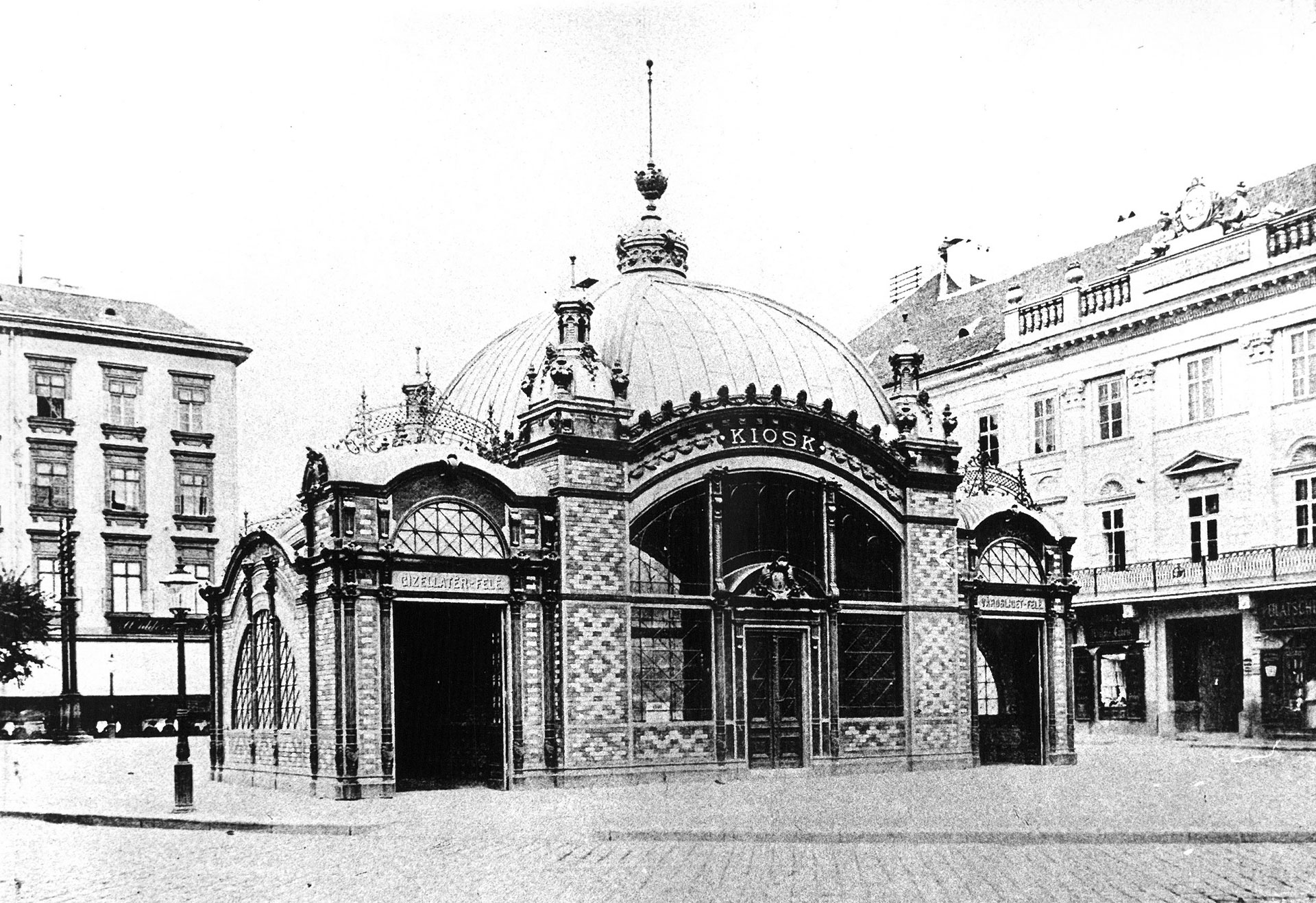
Der sogenannte „Kiosk“ auf dem Deák Ferenc tér war das größte Empfangsgebäude der U-Bahn von 1896, links der Abgang zum Bahnsteig stadteinwärts, rechts stadtauswärts

Rückseite des Stationsgebäudes Deák Ferenc tér

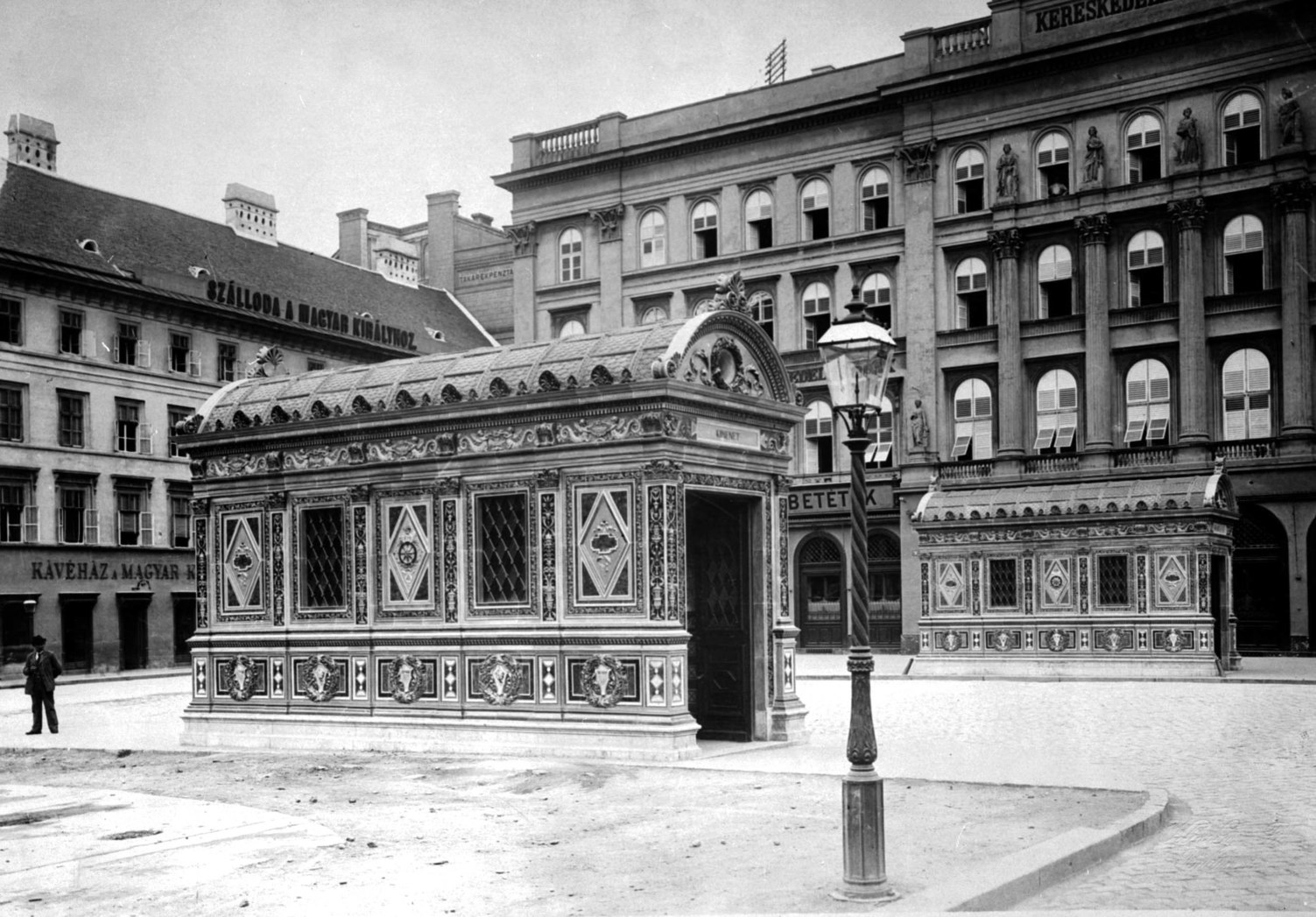
Repräsentative Zugangspavillons auf dem Gizella tér

Farbliche Gestaltung einer der vier repräsentativen Zugangspavillons, die Aufschrift „VÁROSLIGET FELE“ weist auf die Fahrtrichtung Stadtwäldchen hin

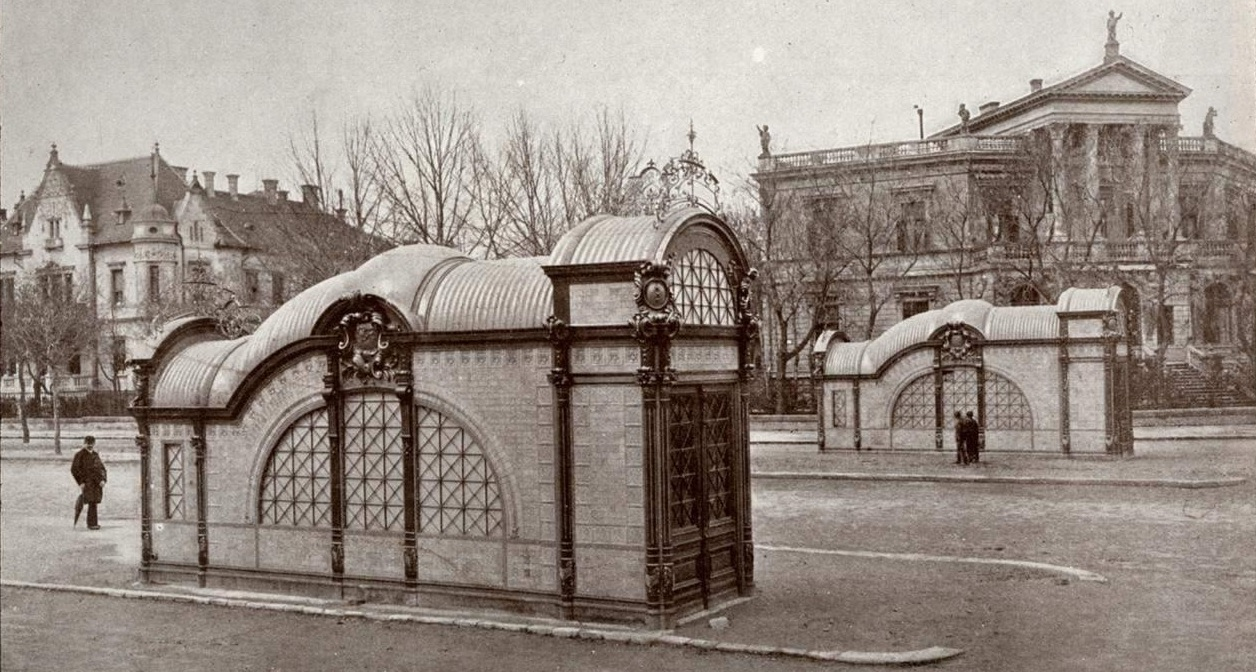
Standard-Treppenabgänge für die weniger bedeutenden Stationen, hier an der Aréna út

Bereits zu Baubeginn 1894 folgte der Hauptstädtische Baurat dem Vorschlag von Siemens & Halske, die U-Bahnhöfe mit „geschmackvoll gestalteten Hallen aus Eisen und Glas“ vor Regen und Schnee zu schützen. Für jede unterirdische Haltestelle, außer Opera, errichtete das Bauunternehmen somit gemäß Vertrag prunkvolle secessionistische Zugangsgebäude in Stahlskelettbauweise mit Zinkguss-Ornamentik. Auf die erste Ausschreibung bezüglich deren Gestaltung gingen sieben Anträge ein, doch erhielt keiner davon den Zuschlag der Jury. Daraufhin beauftragten die Entscheidungsträger drei namhafte Architekten per Direktvergabe mit der Neuplanung. Die Lage der Eingänge war dabei umstritten, insbesondere auf dem Deák Ferenc tér und am Oktogon. Die Eingänge am Oktogon befanden sich dabei zunächst auf der Platzseite zum Stadtwäldchen hin, wurden später aber aus Sicherheitsgründen auf die Seite zur Inneren Stadt hin verlegt – ungeachtet des Einwands die Bauwerke würden die elegante Umgebung der Andrássy út negativ beeinflussen.
| Deák Ferenc tér:         | Auf dem zentralen Deák Ferenc tér entstand nach den Plänen von György Brüggemann das mit einer Grundfläche von 102,2 Quadratmetern größte Empfangsgebäude der U-Bahn. Der dortige Pavillon, „Kiosk“ genannt, hatte eine Zinn-bedeckte Kuppelhalle die in der Mitte 11,55 Meter hoch war, die beiden Seiten über den Eingängen waren 5,7 Meter hoch. Auch das Gebäude selbst war mit Zink-Ornamenten verziert. Es diente beiden Fahrtrichtungen und beherbergte mehrere kleine Läden. Die in die Stahlkonstruktion integrierten Wandabschnitte waren mit bunten Zsolnay-Keramikfliesen bedeckt. |
| Gizella tér und Oktogon: | Wie auch alle übrigen Stationen außer Deák Ferenc tér erhielten die Stationen Gizella tér und Oktogon für jede Fahrtrichtung je ein Zugangsgebäude, das heißt auf jeder Straßenseite eines. Doch fielen die, zusammen vier, Gebäude an den beiden genannten Stationen besonders kunstvoll aus und gelten als Schmuckstücke des ungarischen Historismus. Sie hatten eine Grundfläche von 24 Quadratmetern und wurden von Albert Schickedanz und Fülöp Ferenc Herzog im Neorenaissance-Stil entworfen. Die Eisenkonstruktionen waren seitlich mit mehrfarbigen Pyrogranitziegeln und auf den Dächern mit Pyrogranitplatten ausgeführt, die jeweils von der Zsolnay Porzellanmanufaktur stammten. Der halbkreisförmige Abschluss des Giebels wurde auf beiden Seiten und in der Mitte vom Akroterion eingerahmt, einem Zierelement aus der antiken Architektur. Der zentrale Teil des Giebels, die Lünette, war mit einem Lorbeerkranz geschmückt, der von Bändern umgeben war. Die beiden Längsseiten der Gebäude waren mit an die Antike erinnernden plastischen Ornamenten geschmückt. In den massiven Sockelabschnitten der Längsseite, in den Tafeleinsätzen, bildeten mit Kränzen umrandete leere Wappen die Dekoration. Darüber befand sich eine durch Pilaster in fünf Abschnitte unterteilte Wandfläche. Den ersten, dritten und fünften Wandabschnitt zierten emblematische Reliefs in Rautenfeldern in einem Rahmen aus Rankenornamentik, während der zweite und vierte Abschnitt als Fenster ausgeführt war, um die Treppe mit Tageslicht zu erhellen. Das Rundfenster über dem Eingang war als ein von einem Engel gehaltenes Rad gestaltet, im Mittelfeld zwischen Rundfenster und Eingang war auf einem von Zierbändern umgebenen Feld das Baujahr angegeben. |
| Übrige:                  | Für die übrigen fünf, weniger bedeutenden, U-Bahnhöfe entstanden zehn Typenbauten in einheitlichem Erscheinungsbild und mit blechernem Stufendach, für die wiederum György Brüggemann verantwortlich war. Sie waren nur 18,3 Quadratmeter groß und blechverkleidet. Die Verkachelung wurde aus in matten Farben hergestellten Majolika-Fliesen errichtet. |

Die beiden oberirdischen Stationen erhielten hingegen erst 1897 einfache, mit Teer überzogene hölzerne Schutzdächer. Diese Provisorien hatten lediglich eine befristete Genehmigung und hätten innerhalb von fünf Jahren durch dekorative Eisenskeletthallen ersetzt werden müssen, was letztlich aber nie geschah.
Ebenfalls 1897 wurde außerdem ein dritter Bahnsteig an der Station Állatkert eingerichtet, um den Besuchern der Burg Ős-Budavára die Passage des dortigen Fußgängerstegs zu ersparen. Durch die damals neu eingerichtete Gleisinfrastruktur entstand zugleich eine Zwischen-Wendeanlage. So konnte der Betreiber im gleichen Jahr bei den Behörden durchsetzen, dass die Züge abends ab 21:00 Uhr, wenn das Artesische Bad bereits geschlossen hatte, nur bis und ab Zoo verkehren durften.

#### Balustraden
Als einzige unterirdische Station erhielt Opera 1896 keine Empfangshallen, alternativ wurden die beiden Zugänge mit niedrigen Balustraden aus Kalkstein eingefasst, weil man die Ansicht der Oper sowie des Drechsler-Palais nicht durch Treppenhäuschen verdecken wollte. Diese Balustraden gestaltete der Architekt Ödön Lechner. Er war zugleich Architekt des genannten Palais, fertiggestellt im selben Jahr wie die U-Bahn. 
Letztlich wurden die kunstvollen Zugangsgebäude aller übrigen unterirdischen Stationen aufgrund eines Ministerialbeschlusses schon recht früh wieder abgerissen. Zuerst erfolgte dies 1911 auf dem Gizella tér wegen der Errichtung des Denkmals für Mihály Vörösmarty, später auch Namensgeber für Platz und Haltestelle. Ersatzweise wurden damals auch dort die Treppenlöcher mit Kalkstein eingefasst, anders als bei der Station Opera handelte es sich jedoch nicht mehr um Balustraden. 1912 verschwanden schließlich auch die Empfangshallen am Oktogon, 1924 am Deák Ferenc tér und dann bis 1925 beziehungsweise 1926 alle anderen. Einer anderen Quelle zufolge verschwand das Zugangsgebäude am Deák Ferenc tér 1925 als letztes. Die Bauten passten damals nicht mehr ins Stadtbild und behinderten teilweise auch den Oberflächenverkehr auf den Gehsteigen. Zudem wurde die Gestaltung der, spöttisch „Majolika-Krypten“ genannten, Altbauten immer wieder kritisiert. Sie wurden allesamt durch gusseiserne Geländer ersetzt, die heute in der M1-Linienkennfarbe gelb lackiert und mit einem durchsichtigen Spritzschutz versehen sind. Nur die – nach Verlegung 1956 wiedereröffnete – Station Deák Ferenc tér erhielt damals wiederum Kalkstein-Einfassungen, die sich gestalterisch aber von den etwas breiteren auf dem Vörösmarty tér unterscheiden.

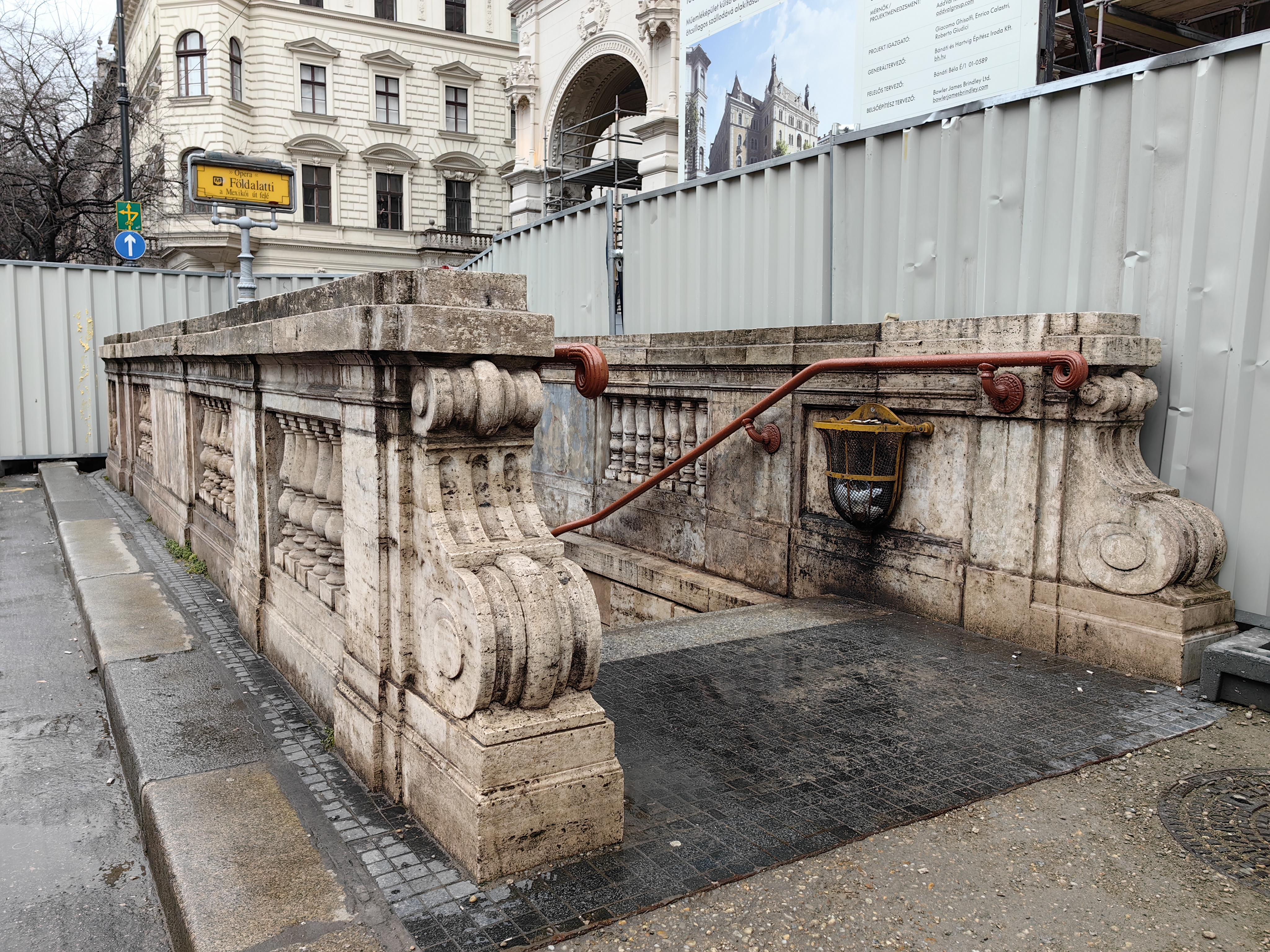
Opera war 1896 die einzige unterirdische Station ohne Zugangsgebäude, alternativ entwarf Ödön Lechner diese Kalkstein-Balustraden
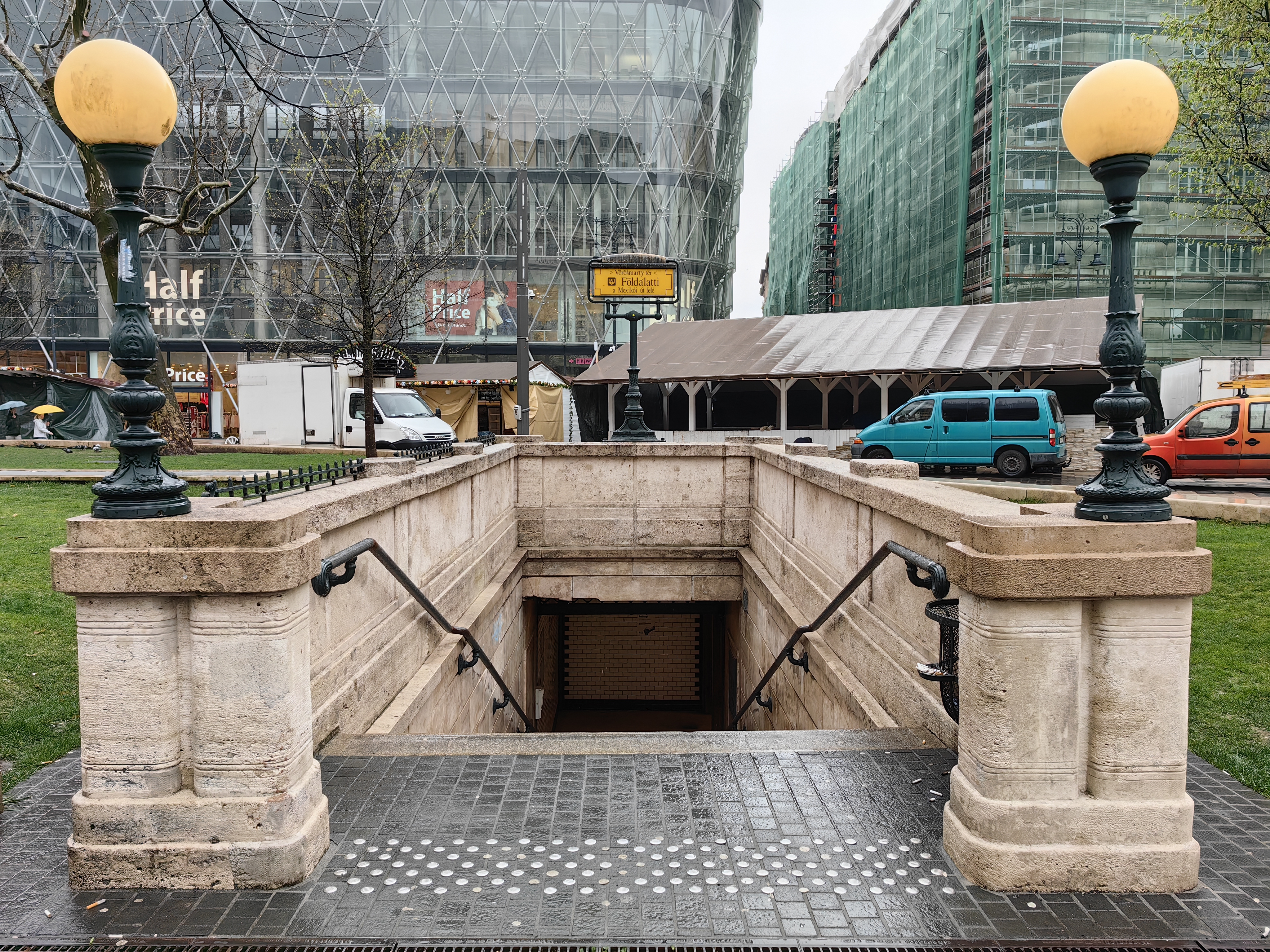
Die Kalksteineinfassungen auf dem Vörösmarty tér entstanden, nachdem dort 1911 die ursprünglichen Zugangsgebäude abgerissen wurden
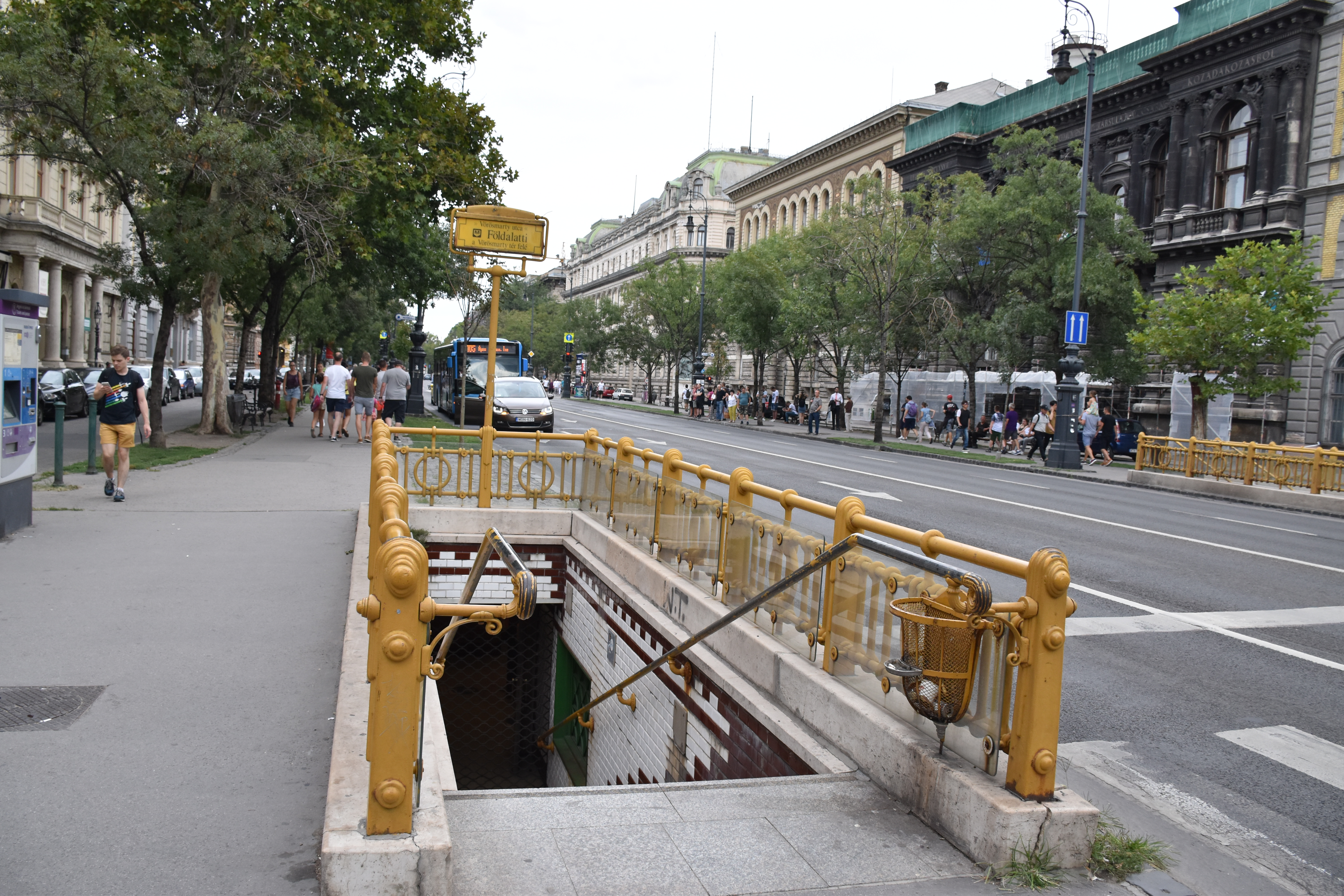
Zugang zur Station Vörösmarty utca mit gusseiserner Balustrade aus den 1920er Jahren, heute in der Linienkennfarbe gelb lackiert und mit Spritzschutz versehen
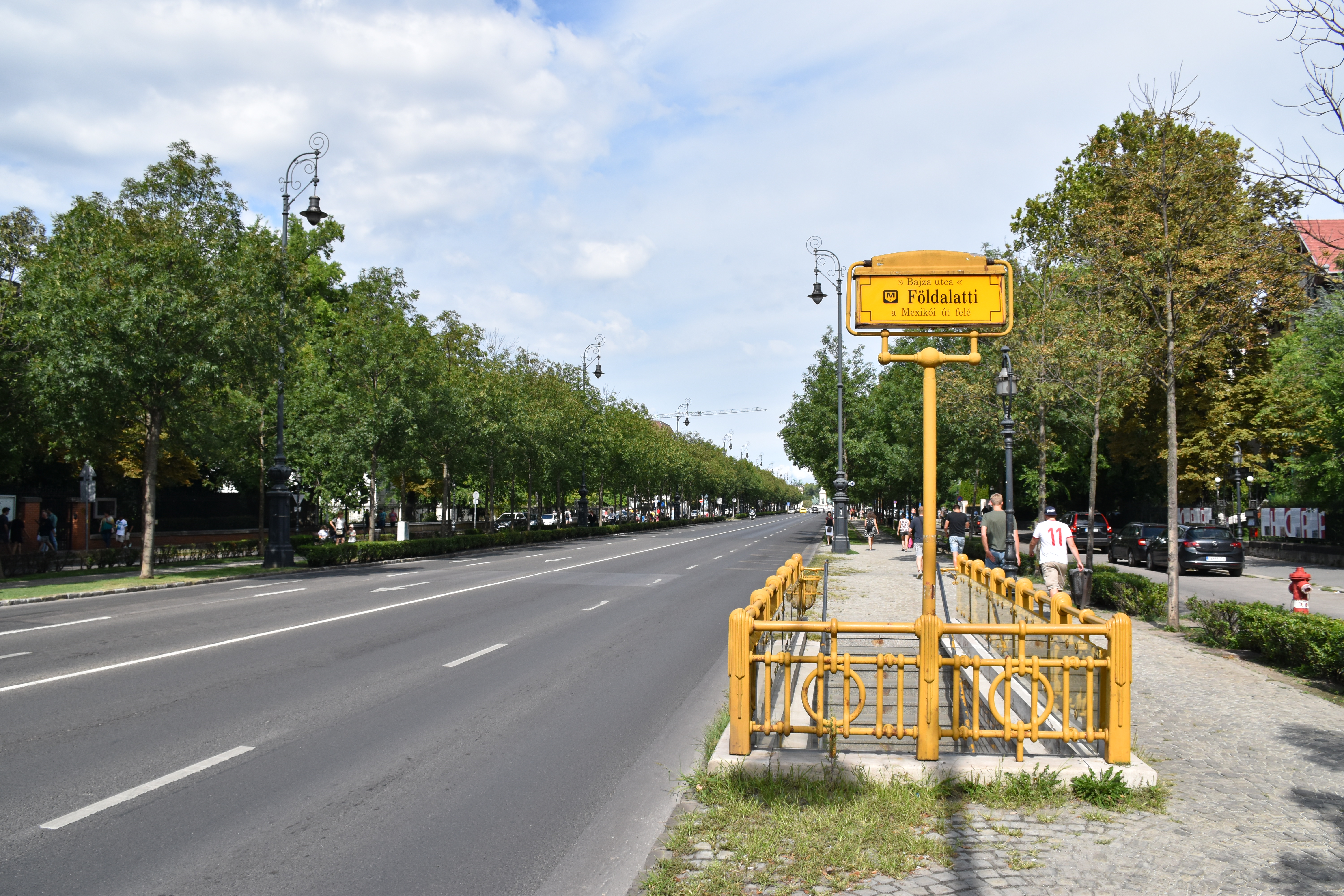
Abschluss des Treppenlochs
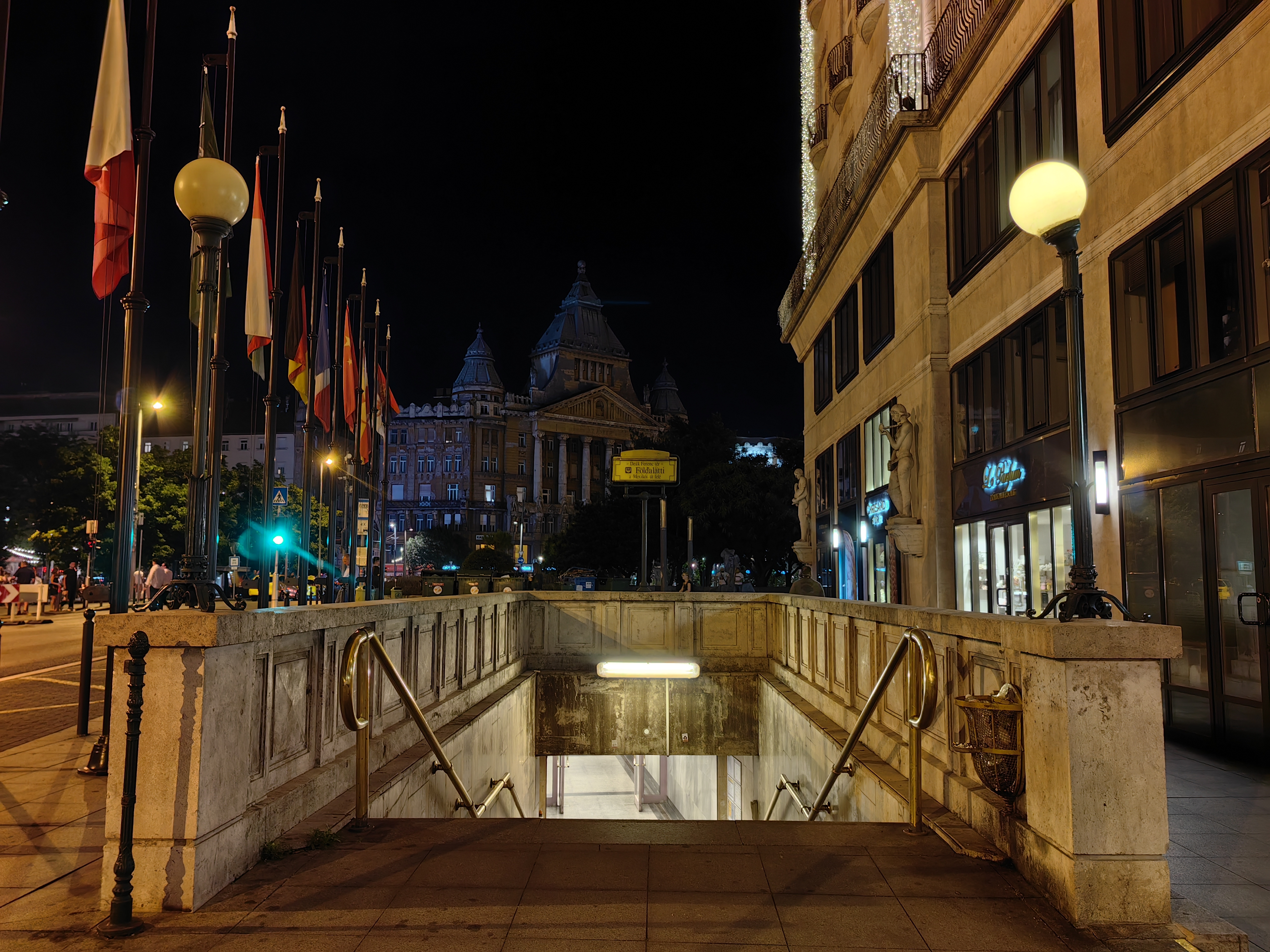
Seit 1956 bestehende Kalksteineinfassung auf dem Deák Ferenc tér

### Inbetriebnahme

Visualisierung des direkt unter der Straßenoberfläche gelegenen Tunnels samt Drainagekanälen unter den Gleisen

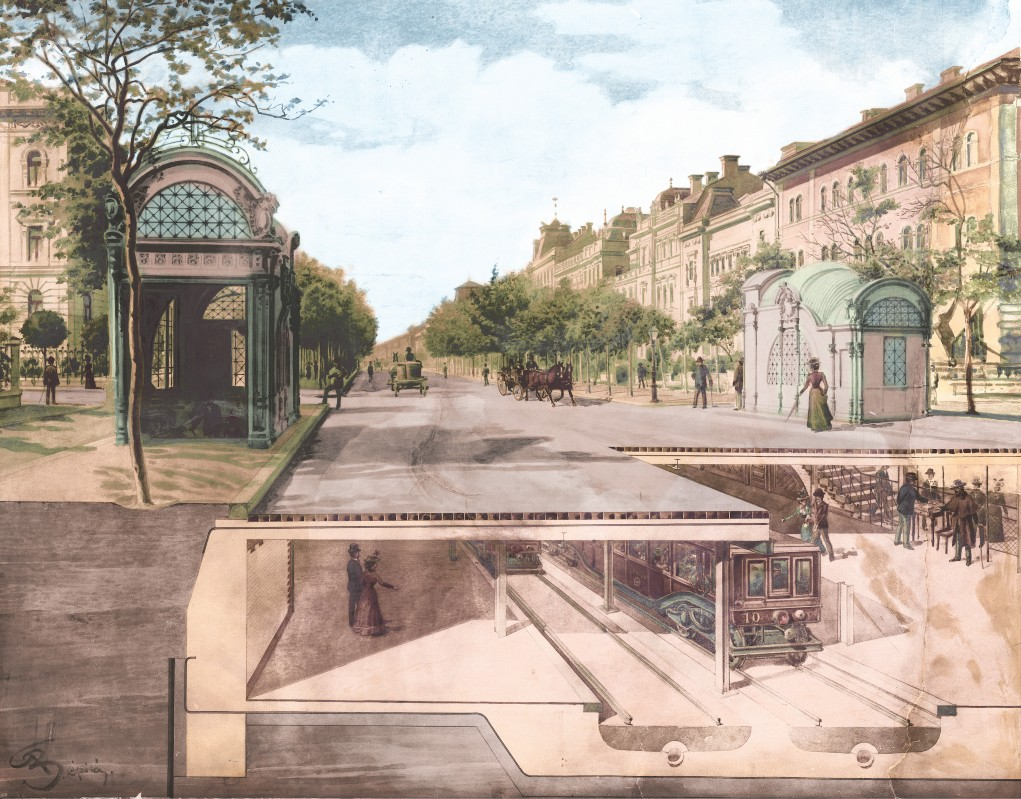
Querschnitt durch die Station Vörösmarty utca: die Abgänge sind dort so ausgerichtet, dass die Fahrgäste beim ursprünglichen Linksverkehr immer in jene Richtung abfuhren, in der sie zuvor die Treppen herabstiegen

Letztlich dauerten die Tiefbauarbeiten 472 Tage, im November 1895 war der Tunnel soweit fertig, dass mit seinem Innenausbau begonnen werden konnte. Aufgrund des hohen Zeitdrucks konnte die U-Bahn dennoch nicht wie geplant schon am 1. April 1896 fertiggestellt werden. Die Vorstellung für die Presse und Vertreter der Stadt fand erst am 7. April 1896 statt, die offizielle technisch-polizeiliche Abnahme am 11. April 1896. Diese führte aber noch nicht zur Betriebsgenehmigung. Es mussten zuvor noch einige Mängel beseitigt werden, die wichtigsten davon wurden wie folgt im damaligen Protokoll aufgeführt:
- die Ersatzausrüstung im Kraftwerk muss ertüchtigt werden
- die Stations- und Wagenbeschilderung muss ersetzt werden
- der Fahrkartenvertrieb muss geklärt werden
- die Stationsbeleuchtung und die Telefonanlage müssen betriebsbereit gemacht werden
- die Stations- und Streckensignalisierung ist zu installieren
- an einigen Stationen müssen die fehlenden Bahnsteiggitter eingebaut werden
- der Fußgängerüberweg muss in einen verkehrsgerechten Zustand gebracht und seine Prüflast ermittelt werden
- der Oberflächenabschnitt muss eingezäunt werden
- das Betriebspersonal muss vereidigt werden

Abgesehen davon war die Anlage war an jenem Tag im Wesentlichen fertig, es war auch kein weiteres Abnahmeverfahren erforderlich. Dennoch erteilte die zuständige Eisenbahn- und Schifffahrtsinspektion die endgültige Genehmigung zur Inbetriebnahme letztlich erst am Eröffnungstag um 11:00 Uhr per Telegramm. So ging die U-Bahn schließlich am Samstag, dem 2. Mai 1896 zwischen 15:00 Uhr und 16:00 Uhr in Betrieb, zugleich erster Tag der Millenniumsausstellung. An jenem Tag bestand Freifahrt. Obwohl in den Wagen, statt der 42 zugelassenen, bis zu 80 Personen mitfuhren, war der Andrang am Eröffnungstag so groß, dass die Fahrgäste fünf bis sechs Abfahrten abwarten mussten, ehe sie selbst zusteigen konnten. In den Tageszeitungen wurde hingegen nur in bescheidenem Umfang über die Eröffnung berichtet. Die Überfüllungen waren darüber hinaus noch bis Ende Juli 1896 zu beobachten, erst dann sorgte die fortschreitende Auslieferung der zweiten Wagenserie für Besserung.
Das für den Bau und die Betriebseinrichtung erforderliche Kapital war in der Konzessionsurkunde auf 7.200.000 Kronen festgesetzt, aufgeteilt auf 36.000 Aktien zum Nennwert von jeweils 200 Kronen. Davon mussten 420.000 Kronen für die Beschaffung der Wagen und 200.000 Kronen zur Bildung eines Reservefonds verwendet werden. Die tatsächlichen Baukosten betrugen letztlich 3.561.831 Forint, davon unter anderem 1.951.236 Forint für die Infrastruktur, 19.211 Forint für Einrichtung und Ausstattung der Strecke sowie 28.206 Forint für die Signalausrüstung und die Telefonanlage. Die Fahrbetriebsmittel beliefen sich auf 255.577 Forint. Somit reichte das bewilligte Kapital aus, ohne dass die beiden beteiligten Gesellschaften den Geldmarkt zur Beschaffung der erforderlichen Mittel in Anspruch nehmen mussten. Dies galt obwohl während des Baus erhebliche Mehrleistungen gegenüber dem ursprünglichen Kostenvoranschlag gefordert wurden und zur Ausführung kamen, insbesondere eine bedeutende Vergrößerung und reichere Ausstattung der Haltestellen.
Die anfangs 3688,76 Meter lange und durchgehend zweigleisige Strecke hatte einen mittleren Stationsabstand von 375 Metern. Sie war, abgesehen von der unterirdischen Tünel-Standseilbahn in Istanbul (1875), nach der London Underground (1863) und der Liverpool Overhead Railway (1893) die dritte U-Bahn der Welt. Nebenbei gelang es Budapest, die andere Hauptstadt Österreich-Ungarns zu überholen, wo schon seit 1892 an der Wiener Stadtbahn gebaut wurde, die aber erst 1898 in Betrieb ging und zudem nur dampfbetrieben war. Der Pester Lloyd berichtete am 3. Mai 1896 wie folgt über den Vortag:

„Ueber das neue Verkehrsmittel ist man im Publicum voll des Lobes. Die Wagen sind elegant, bequem. Die Fahrgeschwindigkeit ist beinahe doppelt so groß wie auf den im Niveau der Strassen verkehrenden elektrischen Strassenbahnen, und dabei merkt man gar nicht, dass man sich eigentlich ‚unter der Erde‘ befinde – so rein und leicht ist die Luft unten.“

Während sich die ungarische Presse begeistert von der neuen technischen Errungenschaft zeigte, betonten mehrere österreichische Zeitungen unter der Überschrift „Eine mißglückte Untergrundbahn“, dass es gravierende technische Störungen gab, die eine Verzögerung der Inbetriebnahme zur Folge hatten. Siemens & Halske sah sich daraufhin zu folgender Gegendarstellung gezwungen:

„Als Projectanten und Erbauer der Budapester Untergrundbahn ersuchen wir Sie, […] bekanntzugeben, daß Ihre Mitteilung sich als gänzlich unrichtig erwiesen hat, und dass die Untergrundbahn in Pest am Samstag, 2. Mai, dem ordnungsgemäßen Betriebe übergeben wurde und trotz des riesigen Verkehres, welchen sie von der Betriebsöffnung angefangen fortgesetzt zu bewältigen hatte, ohne irgend welchen Anstand und zur allgemeinen Zufriedenheit functioniert.“

Für die Dauer der Millenniumsausstellung, die täglich bis Mitternacht geöffnet hatte, verkehrte die U-Bahn von 6:00 Uhr morgens bis 1:00 Uhr in der Nacht. Sie fuhr dabei mindestens im Vier-Minuten-Takt, bei großem Besucherandrang sogar alle zwei Minuten. Es konnten anfangs bis zu 14 oder 15, später 17, Einzelwagen gleichzeitig verkehren, die bis zu 34.526 Fahrgäste täglich beförderten. Die Reisezeit über die Gesamtstrecke betrug je nach Quelle zehn Minuten, etwas mehr als zehn Minuten, zehn Minuten und 40 Sekunden respektive zwölf Minuten.

### Löhne und Personal
Die Arbeitsschichten der U-Bahn-Beschäftigten dauerten damals – inklusive Mittagessen und kleinerer Ruhepausen – zwölf bis 17 Stunden täglich, obwohl die behördlichen Vorschriften eigentlich vorsahen, dass die Beschäftigten nicht überlastet werden sollten. Bei Eröffnung verdienten Inspektoren 50 bis 64 Forint, Streckenwärter und Gleisbauer 48 bis 55 Forint, Wagenführer 45 bis 60 Forint, Schaffner und Stationswärter 34 bis 38 Forint sowie Schalterangestellte, Gleisreiniger und Hilfsarbeitskräfte 30 bis 34 Forint monatlich. Diese Löhne erhöhten sich bis zum Ersten Weltkrieg auch nicht mehr wesentlich. Zudem mussten die Wagenführer bei Beginn des Dienstverhältnisses eine Kaution von 50 Forint hinterlegen.
Die damaligen Tageszeitungen beschäftigten sich intensiv mit den schlechten Lebensbedingungen und der hohen Arbeitsbelastung des Földalatti-Personals. Im Verkehrsdienst angestellt wurden nur ungarische Staatsbürger, die auch Ungarisch sprachen und das 16. Lebensjahr vollendet hatten. Menschen mit körperlichen oder geistigen Behinderungen sowie farbenblinde Personen konnten sich nicht bewerben. Für Inspektoren, Wagenführer, Schaffner sowie Bahnsteig- und Streckenwärter waren Uniformen vorgeschrieben. Sie bestanden aus Jacke, Hose, Wintermantel und Mütze, auf letzterer war die Dienstnummer des jeweiligen Mitarbeiters angeschrieben. 1911 hoben die Behörden die Mindestaltersgrenze für die höheren Aufgaben im Verkehrsdienst schließlich auf 20 Jahre an, während für die weniger verantwortungsvollen Tätigkeiten fortan auch 15-jährige Bewerber eingestellt werden durften.

### Königliche Besichtigung

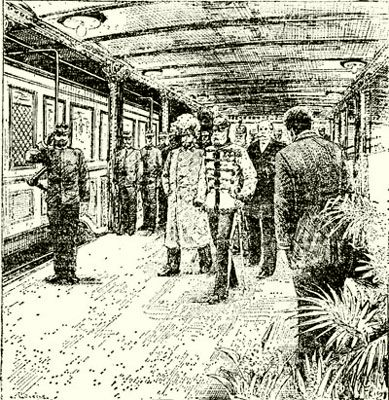
König Franz Joseph I. bei seiner Besichtigung der U-Bahn am 8. Mai 1896

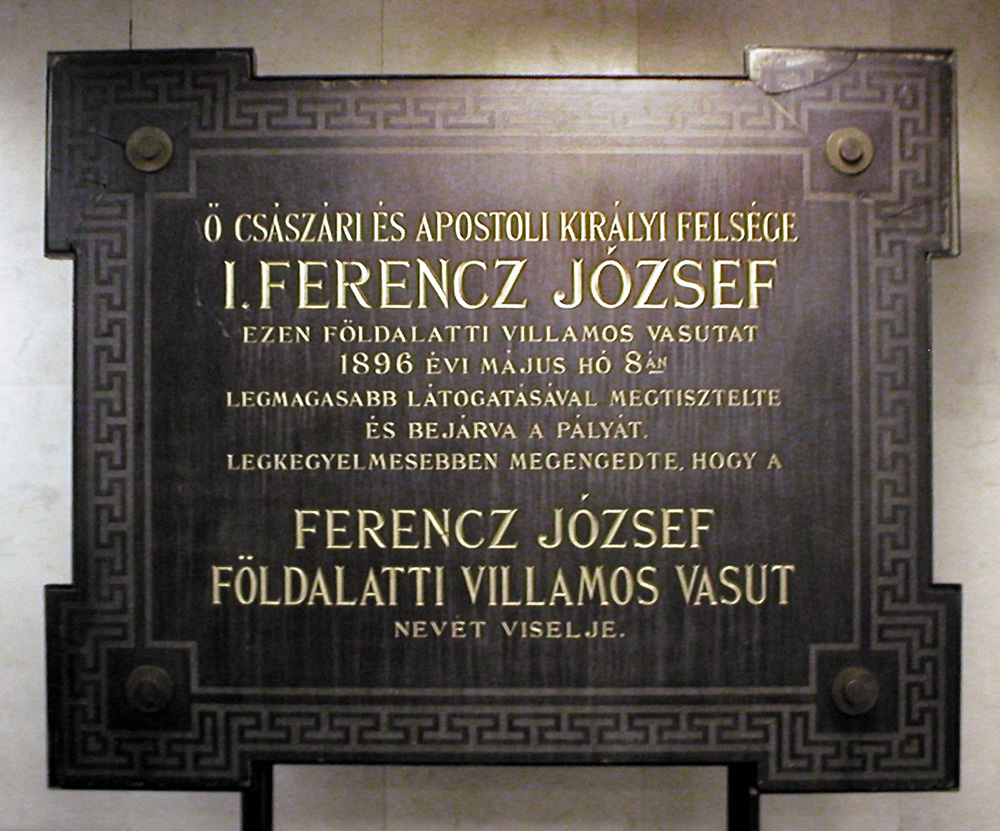
Gedenktafel an die königliche Besichtigung im U-Bahn-Museum

Infolge der Anfrage des Handelsministers beim Premierminister vom 6. April 1896 besichtigte König Franz Joseph I. am 8. Mai 1896 die neue U-Bahn. Der Monarch fuhr an jenem Tag, mit dem eigens für ihn gebauten Salonwagen, vom damaligen Gizella tér, wo ihn Handelsminister Ernő Dániel und Staatssekretär László Vörös in Empfang nahmen, zum Zoo. Er beendete die Fahrt mit den Worten „Danke meine Herren, ich war sehr zufrieden, die ganze Arbeit ist hochinteressant“ und erhielt als Geschenk ein dekoratives Album mit 18 Bildern. Darunter befanden sich Aufnahmen der U-Bahn-Angestellten sowie der wichtigsten Momente der Bauarbeiten. Die Zeitungen schrieben über dieses Ereignis weit ausführlicher als über die vorangegangene Eröffnung. So berichtete etwa Pesti Hírlap:

„Diesmal kam der König nicht mit einer Hofkutsche, sondern mit der U-Bahn. Am Bahnhof Gizella tér versammelte sich gegen elf Uhr ein großes Publikum, das auf die Ankunft des Königs wartete. Die Öffentlichkeit wurde durch eine große Anzahl von Polizisten von der Station ferngehalten. Punkt dreiviertel zwölf erklangen begeisterte Hochrufe, als das offene Gespann Seiner Majestät beim Ausgang anhielt. Der König trug die Uniform eines Generals der Kavallerie und ging, nachdem er die zum Empfang erschienenen Personen militärisch begrüßt hatte, sofort die mit einem roten Teppich bedeckte Treppe zum Bahnsteig hinunter. Die Vorstandsmitglieder überreichten Seiner Majestät ein prachtvolles Album voller Baufotos. Minister Dániel bat Seine Majestät, seinen Namen in das Gästebuch einzutragen, und der König schrieb in schönen Strichen: »Franz Joseph, 8. Mai 1896«. Gleichzeitig erlaubte der König der neuen Bahn den Namen Ferencz József Földalatti Villamos Vasút anzunehmen. Um fünf Minuten nach zwölf Uhr bestieg der König den Wagen mit der Nummer 20, in dem auch die zu seinem Empfang erschienenen Herren Platz nahmen. Seine Majestät stellte den Direktoren während seiner Reise fachliche Fragen und bemerkte: Noch nie wurde eine Bahn so schnell gebaut wie diese. Dann sagte er: Die Bahn ist sehr schön, und ich bin froh, dass ich sie sehen konnte. Die Fahrt dauerte sechs Minuten, danach ging der König durch das neue Tor, das gegenüber dem Zoo geöffnet wurde, zur Ausstellung.“

Die Umbenennung der Betreibergesellschaft war ein Vorschlag des Handelsministers, dem der Monarch gnädigst nachkam und der im August 1896 umgesetzt wurde. Mór Balázs wiederum wurde am 6. Juni 1896 für seine Bemühungen um die Budapester U-Bahn von König Franz Joseph I. mit dem Namenszusatz Verőczei (dt. von Verőcze) geadelt. Das zugehörige Wappen zeigte als heraldische Kuriosität ein stilisiertes Motiv der U-Bahn, es enthält unter anderem einen Tunnel mit einem Gleis sowie das Flügelrad mit elektrischen Blitzen.
Abgesehen vom König, der sich in seiner Funktion als Kaiser von Österreich auch eine U-Bahn für Wien wünschte, besichtigte ebenso der damalige Berliner Bürgermeister Martin Kirschner die Budapester Anlage noch im Eröffnungsmonat – gleichfalls mit der Absicht auch in der deutschen Hauptstadt ein solches System einzurichten.

### Tarif und Vertrieb

Von der FJFVV ausgegebener 20-Fillér-Abrissfahrschein von der Rolle, gültig zum sofortigen Fahrtantritt ab Gizella tér, Deák Ferenc tér, Váci körút oder Opera bis Artézi fürdő, das heißt über beide Teilstrecken

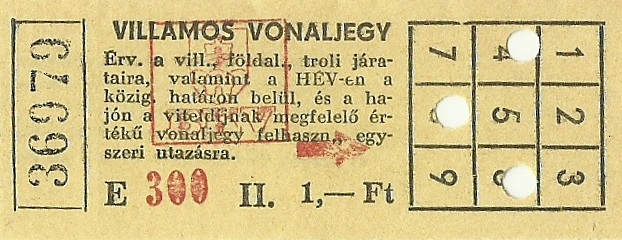
Zwischen 1963 und 1991 verwendeter Einheitsfahrschein für alle städtischen elektrischen Verkehrsmittel, die U-Bahn ist in deren Aufzählung explizit als földal. erwähnt

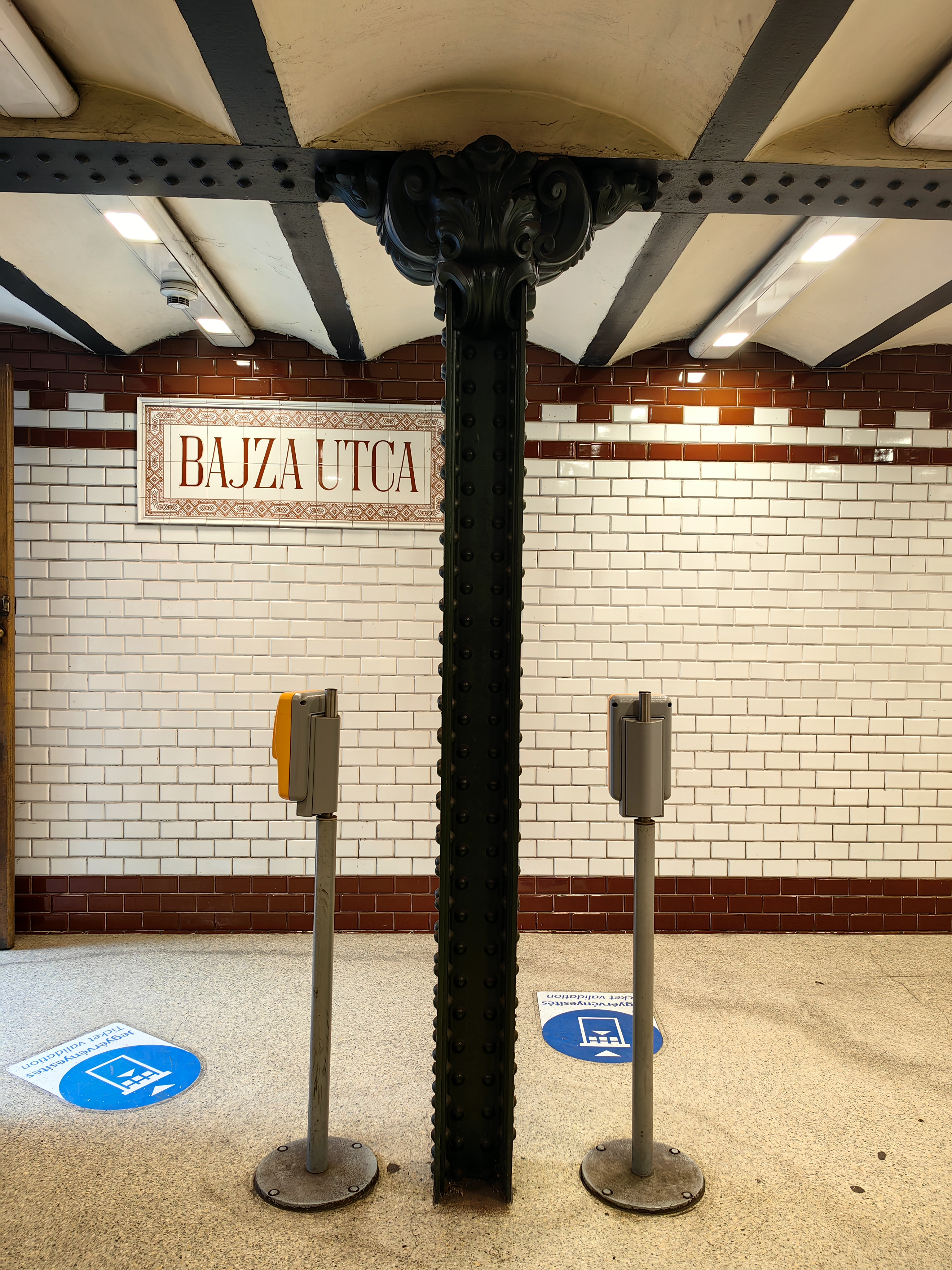
Elektronische Entwerter samt entsprechenden Bodenmarkierungen in der Station Bajza utca, 2023

Laut Tarifbestimmungenen kostete eine Einzelfahrkarte bei Eröffnung der U-Bahn 20 Fillér. Kinderfahrkarten waren nicht erhältlich, doch konnten die Fahrkarten, statt von einem Erwachsenen, auch von zwei Kindern benutzt werden. Kinder mit einer Körpergröße unter einem Meter fuhren zudem in Begleitung eines Erwachsenen kostenlos. Gemäß den Beförderungsbedingungen vom 19. März 1896 war die Fahrkartenausgabe anfangs die bei U-Bahnen übliche. Unmittelbar beim Betreten des Bahnsteigs wurde die Fahrkarte gelöst, während der Fahrt war sie auf Verlangen vorzuzeigen und bei der Ankunft beziehungsweise beim Verlassen der Bahn abzugeben. Auf jedem Bahnsteig war hierzu ein Stationswärter angestellt, der die Ausgabe und Abnahme der Fahrkarten besorgte.
Unabhängig davon experimentierte der Betreiber schon von Beginn an mit dem personallosen Fahrkartenvertrieb. Dies resultierte aus einem am 10. April 1896 abgeschlossenen Vertrag mit der, in Wien ansässigen, österreichisch-ungarischen Tochterfirma der Gebrüder Stollwerck, welche die Stationen damals mit Verkaufsautomaten für Bonbons ausstattete. Das Unternehmen lieferte vorab auch einen Fahrkartenautomaten als Testgerät, der über zwei Kassetten für jeweils 500 Fahrkarten verfügte. Bis zum 1. Mai 1896 sollte Stollwerk 60 weitere produzieren, die aber im Unterschied zum Prototyp die Fahrkarten nicht abwechselnd aus beiden Kassetten abgeben sollten, sondern auf die zweite erste nach Leerung der ersten zugegriffen hätten. Letztlich blieb es nur beim Testgerät, das mit einer 20-Fillér-Münze funktionierte. Die Münzprüfung erfolgte magnetisch, alle anderen Münzen sowie Falschgeld wurden ausgeworfen. Wegen seiner Unausgereiftheit und zu vieler Kinderkrankheiten wurde schließlich auch der einzige Fahrkartenautomat bald wieder abgeschafft.
Der Fahrpreis von 20 Fillér war für die ersten 15 Betriebsjahre in der Konzessionsurkunde festgesetzt. Danach hatte die Stadt Budapest das Recht, diesen herabzusetzen. Weil sich die Fahrgastzahlen jedoch auch nach Ende der Millenniumsausstellung gut entwickelten, senkte die FJFVV diesen schon zum 1. Juli 1899, laut einer anderen Quelle erst ab 1. Oktober gleichen Jahres, aus freien Stücken, in dem sie zwei Tarifzonen einführte. Für die Fahrt über eine Teilstrecke mussten fortan nur noch zwölf Fillér, entrichtet werden, während die Fahrt über die Gesamtstrecke weiterhin 20 Fillér kostete. Die Zahlgrenze befand sich auf halber Strecke am Oktogon. Ergänzend bot die FJFVV ab 1. Oktober 1899 Mehrfahrtenkartenhefte für zwölf Fahrten zu einer Krone, ab 1900 Monatskarten und ab dem 1. Oktober 1905 außerdem Umsteigefahrkarten zur Straßenbahn an. Von letzteren erhoffte sich die Betreibergesellschaft damals einen starken Anstieg der Fahrgastzahlen, forderte aber im Gegenzug – als Kompensation der Stadtverwaltung – eine Verlängerung der 15-jährigen Stempel-, Steuer- und Gebührenfreiheit, was aber vom Handelsminister im Einvernehmen mit dem Finanzminister abgelehnt wurde. Die Umsteigefahrkarten kosteten je nach Fahrstrecke 20 oder 32 Fillér, waren eine Stunde lang gültig und erlaubten nur den einmaligen Umstieg. Der ursprüngliche Vertrag zwischen FJFVV, BVVV und BKVT über den Umsteigeverkehr zwischen ihren Verkehrsmitteln endete offiziell eigentlich schon im August 1908. Er lief anschließend aber, trotz Nichtverlängerung der Stempel-, Steuer- und Gebührenfreiheit, stillschweigend bis zum 1. Januar 1918 weiter. Zeitkarten mit Umsteigeberechtigung wurden damals hingegen noch nicht angeboten.
Die ab November 1918 zuständige BEVV führte die nächste Tarifänderung durch. Zwar blieb die Einzelfahrt über die Gesamtstrecke mit 20 Fillér stabil, jedoch wurde eine Kinderfahrkarte zu zehn Fillér eingeführt und der Preis für eine Teilstrecke erhöhte sich auf 14 Fillér. Umsteigefahrkarten mit einmaliger Umsteigeberechtigung zur Straßenbahn kosteten fortan einheitlich 30 Fillér für Erwachsene und 20 Fillér für Kinder. Fahrkarten mit zwei- und dreimaliger Umstiegsberechtigung wurden schließlich erst ab dem 7. Juli 1930 versuchsweise eingeführt. Ab dem 1. Mai 1931 galt wiederum ein Teilstreckentarif.
Die Wiedereinführung des Forint nach dem Zweiten Weltkrieg am 1. August 1946 führte zur nächsten Tarifreform bei der U-Bahn, so wurden zum 16. September gleichen Jahres wieder reine U-Bahn-Einzelfahrscheine eingeführt. 1963 wurde schließlich auch die Földalatti in den damals neu geschaffenen Einheitstarif für alle elektrischen Verkehrsmittel der Stadt integriert, wobei eine Einzelfahrt einen Forint kostete. In diesem Zusammenhang wurden die Fahrzeuge mit Lochentwertern ausgestattet. Im Gegenzug konnten die Bahnsteigsperren entfallen, die Züge sind seither, abgesehen vom Fahrer, unbesetzt. Die Stationen sind hingegen weiterhin mit örtlichen Aufsichten besetzt. Um Kontrollen zu erleichtern gelten die Bahnsteige bereits als fahrkartenpflichtige Bereiche.
Am Prinzip der Lochentwerter wurde bei der Földalatti auch dann noch festgehalten, als in den 1970er Jahren die moderneren Großprofillinien mit ihren Vereinzelungsanlagen samt Münzeinwurf in Betrieb gingen. Erst mit Einführung des stadtweit einheitlichen Umsteigetarifs im Jahr 1991 wurden die mechanischen Entwerter in den Fahrzeugen der M1 durch elektronische, automatisch stempelnde, Maschinen auf den Bahnsteigen ersetzt.

### Betriebsführung und Verkehrsleistung
Die FJFVV hatte selbst kein eigenes Personal. Dieses stellte – vereinbarungsgemäß nur für die ersten zehn Jahre, tatsächlich dann aber bis zum 5. November 1918 – die betriebsführende BVVV, die zugleich auch alle Verwaltungsaufgaben übernahm. Im Gegenzug erhielt sie von der Eigentümergesellschaft eine jährliche Pauschale von 8.000 Forint, zuzüglich der tatsächlichen Kosten für die Gleisüberwachung und -instandhaltung sowie der nachweisbaren Kosten für Verkehrs- und Gewerbedienstleistungen. Die Fahrkarteneinnahmen gingen gleichfalls an die BVVV, die sie später, nach Abzug einer Provision, an die FJFVV überwies. Die Löhne der Verkehrs- und Werkstattarbeiter der U-Bahn bezahlte die FJFVV hingegen vollständig selbst. Jeder Wagen wurde, außer vom Wagenführer, noch von einem Schaffner begleitet. Letzterer war für die Feststellung der Abfahrbereitschaft zuständig und signalisierte diese entsprechend dem Fahrer, der das Zeichen erwidern musste. An den Endstationen waren zusätzliche Wagenordner angestellt, die den Verkehr überwachten und regelten. In ihrem ersten Betriebsjahr erbrachte die U-Bahn folgende Verkehrsleistung:
|            | Durchgeführte Fahrten | Beförderte Personen | Geleistete Wagenkilometer | Einnahmen in Kronen |
| Mai:       | 013.600               | 0469.846            | 050.320,0                 | 046.984,60          |
| Juni:      | 020.738               | 0581.339            | 076.730,6                 | 058.133,90          |
| Juli:      | 020.842               | 0373.718            | 077.115,4                 | 037.371,80          |
| August:    | 023.854               | 0383.927            | 088.259,8                 | 038.392,70          |
| September: | 020.880               | 0453.110            | 077.256,0                 | 045.311,00          |
| Oktober:   | 022.498               | 0440.034            | 083.243                   | 044.003,40          |
| November:  | 018.880               | 0215.062            | 069.614                   | 021.506,20          |
| Dezember:  | 018.488               | 0230.914            | 068.406                   | 023.091,40          |
| Summe:     | 159.780               | 3.147.950           | 590.944                   | 314.795,00          |

Der stärkste Verkehr war am 7. Juni 1896, einen Tag vor dem historischen Festzug. An diesem Tag wurden 34.526 Fahrgäste befördert und 2612,2 Wagenkilometer geleistet. Bis Ende des Jahres 1896 verkaufte die Gesellschaft schließlich mehr als drei Millionen Fahrscheine. Nach Ende der Millenniumsausstellung am 31. Oktober 1896 galt folgendes Betriebsschema:
|                                             | Sommerfahrplan, Mai bis Oktober        | Winterfahrplan, November bis April |
| 06:00 bis 6:30 Uhr:                         | 7-Minuten-Takt, ab 1912 6-Minuten-Takt | kein Betrieb                       |
| 06:30 bis 8:00 Uhr:                         | 7-Minuten-Takt, ab 1912 6-Minuten-Takt | 7-Minuten-Takt                     |
| 08:00 bis 9:00 Uhr:                         | 5-Minuten-Takt, ab 1912 3-Minuten-Takt | 4-Minuten-Takt                     |
| 09:00 bis 21:00 Uhr:                        | 5-Minuten-Takt, ab 1912 4-Minuten-Takt | 5-Minuten-Takt                     |
| 21:00 bis 22:45 Uhr:                        | 6–7-Minuten-Takt                       | 7-Minuten-Takt                     |
| 22:45 bis 23:15 Uhr, ab 1910 bis 23:45 Uhr: | 6–7-Minuten-Takt                       | kein Betrieb                       |

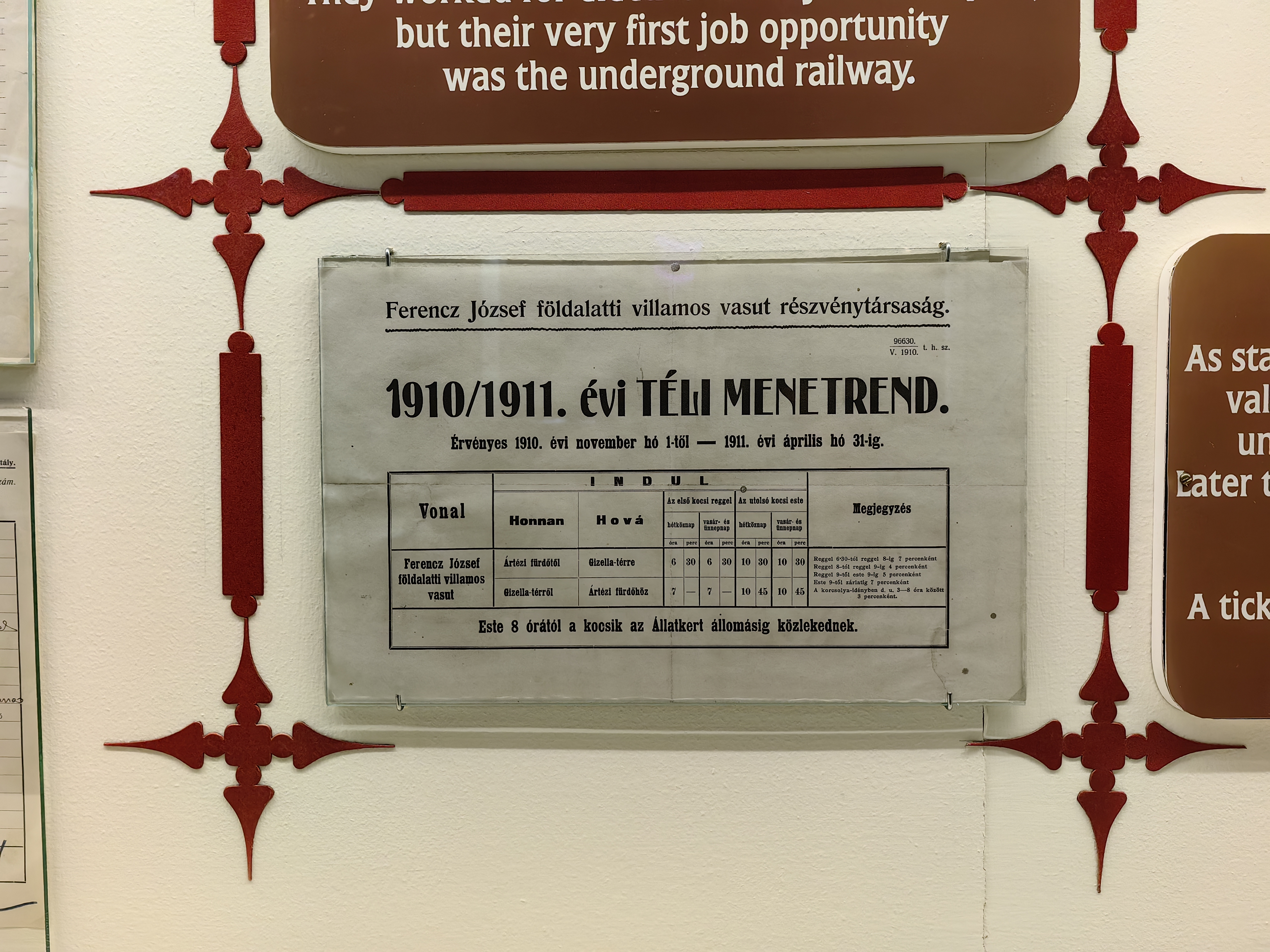
Winterfahrplan 1910/1911

1910 endeten die Züge abends schon ab 20:00 Uhr am Zoo, das heißt noch eine Stunde früher als bei Einführung der verkürzten Betriebsführung im Jahr 1897. In der Eislauf-Saison auf der Eisbahn im Stadtwäldchen wurde der Takt zwischen 15:00 und 18:00 Uhr auf drei Minuten verdichtet. Prinzipiell passte die FJFVV den Betrieb bei Bedarf flexibel an. So verkehrte die U-Bahn beispielsweise im Sommer 1912 aufgrund des „großen Besucherandrangs“ des Zoos bis Mitternacht im 5-Minuten-Takt.

### Erste Stagnation und Reaktionen darauf
Ab 1901 gingen die Fahrgastzahlen – und damit auch die Einnahmen – erstmals seit Eröffnung wieder zurück, wobei sie in den Jahren 190 und 1904 ihren Tiefpunkt erreichten. Die Verschlechterung der Ergebnisse wurde mit den schwierigen wirtschaftlichen Verhältnissen erklärt, zu denen im Jahr 1901 auch die Tatsache beitrug, dass auch die Eisbahn kein Publikum anzog. Zu Zeiten des Königreichs Ungarn stellte sich die wirtschaftliche Situation der U-Bahn wie folgt dar:
| Jahr                           | Ausgaben in Kronen | Einnahmen in Kronen | Prozentuale Dividende |
| 1896                           | 330.000            | 296.000             | 5                     |
| 1901                           | 419.000            | 088.000             | 1                     |
| 1906                           | 324.000            | 184.000             | 2,37                  |
| 1911                           | 333.000            | 330.000             | 4,25                  |
| 1916                           | 336.000            | 524.000             | 5+2                   |
| 1. Januar bis 5. November 1918 | 350.000            | 548.000             | 5+2                   |

Erst mit der Einführung der Umsteigefahrkarten zur Straßenbahn nahmen Fahrgastzahlen und Einnahmen der U-Bahn deutlich zu, so stiegen die Einnahmen im Jahr 1906 um sieben Prozent gegenüber dem Vorjahr. Auch die Betriebskosten wurden weiter gesenkt, so dass die Jahresdividende bereits in diesem Jahr nahezu verdoppelt werden konnte. Auch in den Folgejahren stiegen Umsatz und Geschäftsergebnis stärker als erwartet, erst der Erste Weltkrieg bremste diese Entwicklung.
Nach und nach begann der Betreiber in jenen Jahren zudem mit ersten kleineren Anpassungen an der Infrastruktur. So wurden 1912 die Bahnsteige am Zoo verlängert, 1913 verschweißte Schienenstöße nach dem Patent von Franz Melaun eingebaut sowie drei Abflussschächte im Bereich der Tunneleinfahrt gegraben – nachdem es im Sommer 1912 es bei einem heftigen Regenguss zu einer Überschwemmung des Tunnels und einer 18-stündigen Betriebsunterbrechung kam. 1914 errichtete der Betreiber schließlich an der Endstation Gizella tér einen zweiten Gleiswechsel und baute gleichzeitig den bestehenden um. Dies war notwendig, da zuvor bei einer Entgleisung der Verkehr stets stundenlang unterbrochen werden musste.

### Gescheiterte erste Ausbauvorhaben
Die Erweiterung der vorhandenen U-Bahn-Anlage beschäftigte schon früh die Behörden und einige Unternehmer. So stellten bereits 1910 zwei private Bauunternehmer entsprechende Anträge: einerseits ersuchte der pensionierte MÁV-Inspektor Mihály Kugler eine vorläufige Genehmigung für den Bau einer neuen U-Bahn-Linie; Gyula Czettel wiederum forderte eine neue Strecke von der Aréna út über die Thököly út, die Rákóczi út und die Kossuth Lajos utca zurück zum Donauufer – womit die vorhandene U-Bahn zur Ringlinie mutiert wäre. In den Jahren 1911 und 1912 wiederum erörterten Stadtverwaltung und BVVV die Möglichkeiten zur Errichtung eines ganzen Stadtschnellbahnsystems. Adolf Wörner, einer der Direktoren der FJFVV, entwarf hierzu ein Netz am linken Donauufer.

### Erster Weltkrieg

1914: Weibliches U-Bahn-Personal zu Beginn des Ersten Weltkriegs

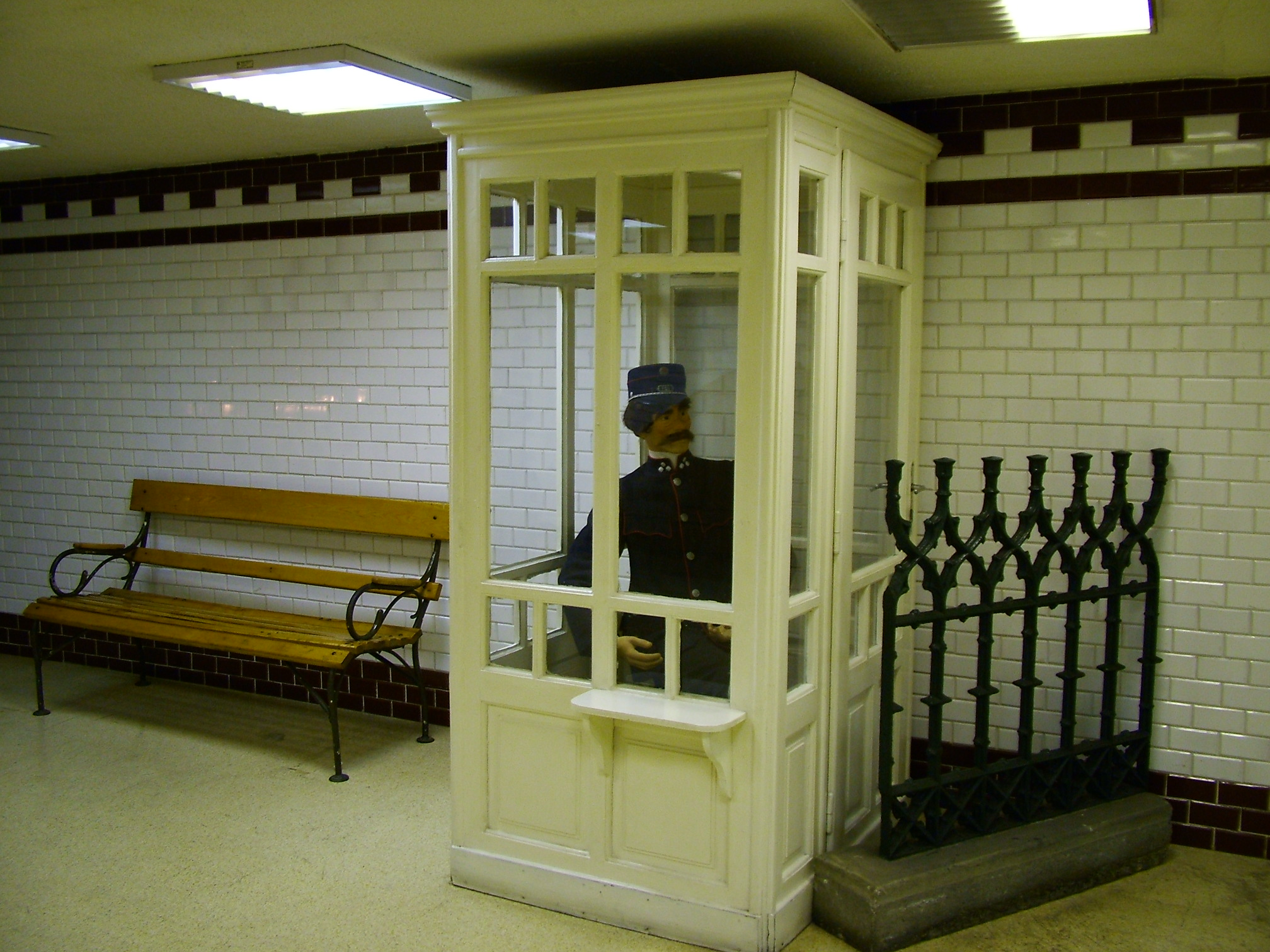
Erhaltene Stationswärter-Kabine aus dem Jahr 1916 im U-Bahn-Museum

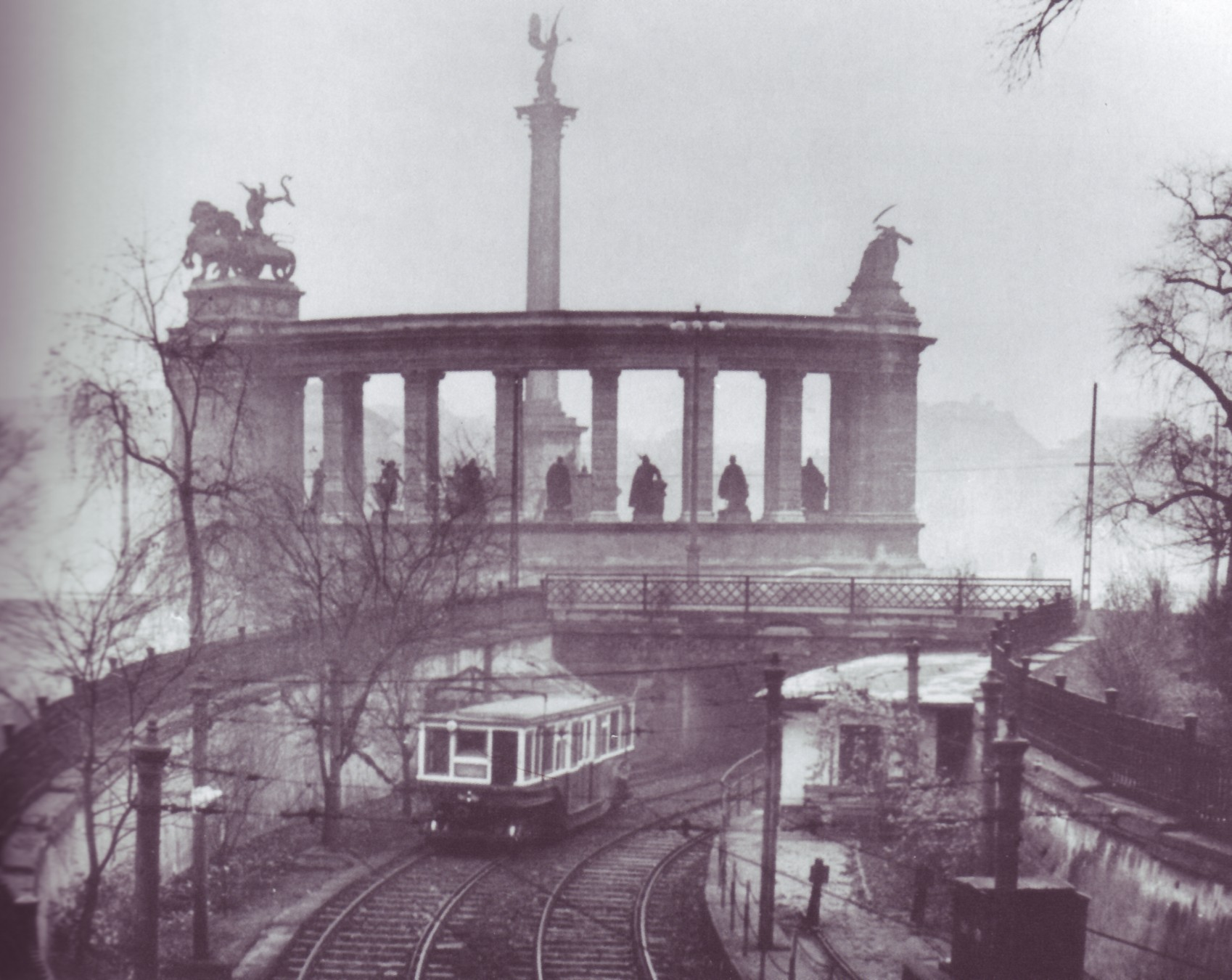
1917 wurde rechts neben dem Tunnelmund nachträglich eine Kabine für das Betriebspersonal errichtet

Die durch den Ausbruch des Ersten Weltkriegs verursachten wirtschaftlichen Schwierigkeiten und der daraus resultierende Arbeitskräftemangel wirkten sich auch auf die U-Bahn aus. Obwohl der Umsatz bis Ende Juli 1914 denjenigen des Vorjahreszeitraums um fast 26.000 Kronen übertraf, ging dieser bis zum Jahresende, im Vergleich zum Jahr 1913, letztlich um 5,24 Prozent zurück. Weil ein erheblicher Teil der Mitarbeiter Wehrpflichtige waren, mussten ersatzweise – analog zur Budapester Straßenbahn – erstmals auch bei der U-Bahn weibliche Beschäftigte eingestellt werden, darunter auch Wagenführerinnen. Darüber hinaus mussten die Löhne angepasst werden. Doch konnten auch die genannten Maßnahmen den Personalmangel nicht vollständig beheben. Selbst bei sparsamster Einteilung der vorhandenen Arbeitskräfte musste die U-Bahn-Gesellschaft ihren Betrieb reduzieren. Dabei wurden im Vergleich zum Jahr 1913 fast zwölf Prozent weniger Wagenkilometer geleistet, die jährliche Dividende sank von fünf auf viereinhalb Prozent.
Erst im zweiten Kriegsjahr gelang es durch die Einstellung weiterer weiblicher Mitarbeiter, das notwendige Verkehrspersonal bereitzustellen, den Wagenauslauf zu erhöhen und eine Steigerung der Fahrgastzahlen um mehr als eine halbe Million gegenüber dem Vorjahr zu erzielen. Damit erreichte die Dividende, trotz der kriegsbedingt notwendigen Erhöhung der Betriebskosten, erneut fünf Prozent. Ebenfalls 1915 erhielten die Stationen ferner winddichte, hölzerne und verglaste Schwingtüren eingebaut, um den Luftzug zu verhindern, der bis dahin in den Zugängen sowie auf den Bahnsteigen spürbar war.
Im dritten Kriegsjahr 1916 stiegen die Einnahmen der FJFVV aufgrund des starken Verkehrsanstiegs um 26,7 Prozent so stark an, dass sie trotz der zunehmend schwierigeren Wirtschaftslage in der Lage war, ihren Aktionären, zusätzlich zu den gewohnten fünf Prozent, eine einmalige Sonderdividende von zwei Prozent auszuschütten. Um den Lebensstandard der Mitarbeiter aufrechtzuerhalten, wurde zu Weihnachten 1916 eine Gehaltsanpassung vorgenommen. Außerdem erhielten die Beschäftigten damals zusammen über 22.000 Kronen „Kriegszulage“ ausgezahlt. Der Tageslohn der U-Bahn-Schaffner betrug fortan 2,50 bis 2,80 Kronen. Im Sommer 1916 richtete der Betreiber ferner in allen Stationen zusammen 22 weiß gestrichene und verglaste Holzkabinen für die Stationswärter ein, das heißt für jeden Richtungsbahnsteig je eine, sie kosteten jeweils 450 Kronen.
Das Geschäftsjahr 1917 erbrachte wiederum einen neuen Rekord bei den Fahrgastzahlen, es wurden 11.179.581 Personen befördert. Der Gewinn betrug 1.709.063,94 Kronen, die Betriebskosten beliefen sich auf 416.248,20 Kronen und 101.875,83 Kronen wurden als „Teuerungsgeld“ an Wohlfahrtseinrichtungen ausgezahlt. Der Nettogewinn belief sich auf 506.132,50 Kronen. Im oberirdischen Abschnitt wurden außerdem 1917 eine Personalunterbringungs- und Inspektionskabine und 1918 eine Gleismeisterkabine errichtet.
Die im Krieg erfolgten bescheidenen Fortschritte beim Lohn konnten jedoch nicht mit der fortschreitenden Inflation Schritt halten. In der Vorstandssitzung vom 3. Juni 1918 gab der FJFVV-Vorsitzende bekannt, dass man mit den Arbeitnehmervertretern über die Höhe der Kriegszulagen verhandelt habe und diese für das laufende Jahr auf 168.840 Kronen festgelegt wurden. Das Geschäftsjahr 1918, das wegen dem bevorstehenden Betreiberwechsel schon vorzeitig am 5. November endete, war wiederum profitabel.

### Gescheiterte Beschaffung neuer Züge
Wegen des ab 1915 zunehmenden Verkehrsaufkommens kamen während des Ersten Weltkriegs zudem erneut Pläne für neue Linien mit ähnlichen Parametern auf. Außerdem untersuchte man die Beschaffung neuer Züge mit größerer Kapazität. In der Vorstandssitzung vom 28. April 1916 stellte die FJFVV diesbezüglich zunächst fest, dass die Einführung antriebsloser Beiwagen nicht ratsam wäre, weil die Triebwagen diese an den Endstellen mangels Umsetzgleisen nicht umfahren könnten. Für geeigneter hielt die Gesellschaft daher die Beschaffung von fünf neuen Zügen, die aus je zwei fest miteinander verbundenen Zweiachsern bestehen sollten. Für ihre Unterbringung wäre außerdem die Erweiterung des Depots an der Aréna út erforderlich gewesen. Auch der Handelsminister befürwortete die Beschaffung zusätzlicher Wagen, im September 1916 forderte er daher den Vorstand der FJFVV auf, den Fahrzeugbestand zu erweitern. Aufgrund der wirtschaftlichen Probleme während des Krieges gestattete er jedoch, dass dies erst erfolgen soll, wenn die Umstände es erlaubten. Im Jahr 1917 stellte die Aktiengesellschaft 500.000 Kronen für die Erneuerung des Wagenbestands bereit und lud die Fahrzeugfabriken Schlick-Nicholson gép-, waggon- és hajógyár sowie Ganz és Társa-Danubius Villamossági-, Gép-, Waggon- és Hajógyár ein, sich an der entsprechenden Ausschreibung zu beteiligen.
Ganz beabsichtigte dabei, gemäß den am 17. April 1917 vorgestellten Plänen, Züge mit Sandwichbespannung zu bilden, das heißt zwei antriebslose vierachsige Mittelwagen mit je einer zweiachsigen Lokomotive an beiden Zugenden. Zwischen allen vier Teilen des Zuges waren vollständig geschlossene Faltenbalg-Übergänge mit einer Durchgangsbreite von 86 Zentimetern vorgesehen. Die gesamte Zuglänge hätte 29,5 Meter betragen, womit auch an den kürzesten Stationen alle Türen noch im Bahnsteigbereich gelegen hätten. Die Lokomotiven sollten hölzerne Wagenkästen haben, die mit Eisenblech verkleidet worden wären. Die Durchgänge zwischen den Lokomotiven und den Personenwagen sollten im regulären Betrieb durch Schiebetüren verschlossen sein. Die Personenwagen hätten leicht gebogene Längsträger sowie ebenfalls hölzerne Wagenkästen aufgewiesen. Die Innenausstattung sollte vergleichsweise kunstvoll sein, als Beleuchtungskörper waren beispielsweise dreiarmige Kronleuchter an der Decke und Wandkonsolen an den Seitenwänden vorgesehen. Ungewöhnlich war auch die vorgesehene Sitzanordnung im Mittelabteil, bestehend aus sechs Dreier-Reihen mit Einzelsitzen und zwei 89 Zentimeter breiten Gängen. Die festen Sitze mit Eisenrahmen sollten mit kippbaren Rückenlehnen aus Holz ausgestattet sein, die an den Endstationen per Druckluft verstellt werden sollten. Per Druckluft wären auch die Türen betätigt worden. Die Ganz-Wagen hätten über 34 Sitzplätze und 18 Stehplätze verfügt, einschließlich der kastenförmigen Sitze über den Drehgestellen.
Schlick-Nicholson hingegen konzipierte alternativ einen dreiteiligen Zug aus zwei Triebwagen und einem antriebslosen Mittelwagen, der die Beschaffung von Lokomotiven überflüssig gemacht und damit auch das ungünstige Verhältnis zwischen Zuggewicht und Sitzplatzangebot verbessert hätte. Die zweiachsigen Triebwagen sollten, im Vergleich zu den Bestandsfahrzeugen, geringer gekrümmte Längsträger sowie 1,58 Meter breite Einstiege, geteilt durch einen mittigen Handlauf, mit doppelflügeligen Schiebetüren aufweisen. Die Fahrzeuge wären 9,3 Meter lang, 2,36 Meter breit, 2,65 Meter hoch und 8.700 Kilogramm schwer gewesen. Der ebenfalls zweiachsige Mittelwagen hätte abweichend von den Triebwagen einen geraden Längsträger gehabt. Für die Anordnung der Sitze sowie der Einstiege wurden dabei mehrere Varianten vorgeschlagen, die Wagen hätten mit 20 bis 33 Sitzplätzen und 16 bis 30 Stehplätzen gebaut werden können.
Gemäß einem Schreiben an Schlick-Nicholson vom 14. August 1917 beharrte die FJFVV jedoch auf lokomotivbespannten Zügen, weshalb auch dieses Unternehmen solche konzipierte. Jede Garnitur hätte aus je einer zweimotorigen „Halblokomotive“ an beiden Enden sowie zwei, drei oder vier antriebslosen Mittelwagen bestanden. Bei drei Mittelwagen wären die Züge dabei 35 Meter lang gewesen. Im Gegensatz zum Konkurrenten Ganz sah Schlick-Nicholson jedoch sowohl bei den Lokomotiven als auch bei den Zwischenwagen stählerne Wagenkästen vor. Die Maschinen hätten einen Radstand von 1,8 Metern gehabt, der Stangenstromabnehmer sollte auf dem niedrigeren Vorbau platziert werden. Zwischen den Wagen waren Übergänge für Fahrgäste und Schaffner vorgesehen, die bis zur Fensterunterkante geschlossen und darüber offen gewesen wären. Die beiden Lokomotiven wären hingegen bei Schlick-Nicholson nur von außen zugänglich gewesen. Um die neuen Züge im Notfall mit den Bestandsfahrzeugen kuppeln zu können, waren lokomotivseitig die regulären Trompetenkupplungen vorgesehen, während die neuen Fahrzeuge untereinander mit, etwas tiefer angeordneten, automatischen Kupplungen verbunden werden sollten. Letztlich konnte die damals geplante Modernisierung der Fahrbetriebsmittel aufgrund der weiterhin angespannten wirtschaftlichen Lage sowie des fortdauernden Krieges nicht mehr realisiert werden.

### Ungarische Räterepublik

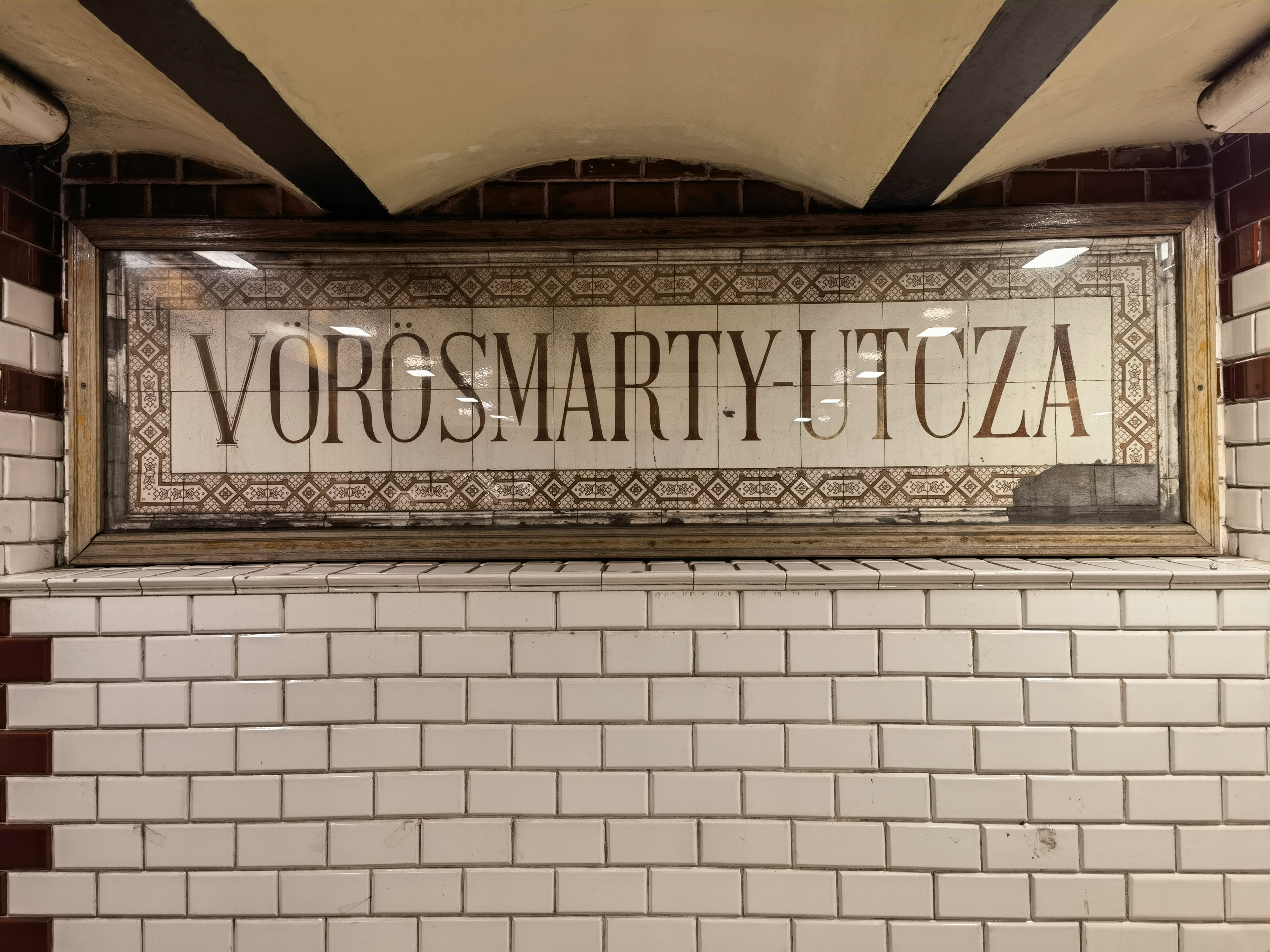
Erhaltenes Stationsschild von 1896 mit der bis 1922 gültigen Schreibweise mit cz sowie einem zusätzlichen Bindestrich

Infolge der Abwicklung der Monarchie gingen die BVVV und die BKVT, ebenso wie die Budapest-Újpest-Rákospalota Villamos Közúti Vasút Részvénytársaság (BURV), am 6. November 1918 – auf Anordnung des am 1. November 1918 gegründeten Ungarischen Nationalrates – in der neuen Gesellschaft Budapesti Egyesített Városi Vasutak, kurz BEVV, auf. Diese übernahm auch den Betrieb der U-Bahn von der BVVV. Die U-Bahn-Verwaltungsgesellschaft FJFVV selbst blieb aber, fortan als Tochterunternehmen der BEVV – das heißt mit nur noch einem Mutterunternehmen, erhalten. Wie die übrigen betroffenen Verkehrsunternehmen erkannte sie die Maßnahme des Nationalrates zwar an, behielt sich jedoch das Recht auf Entschädigung vor.
Die BEVV wurde von den neuen Machthabern beauftragt, „die Lohn-, Gehalts- und Rentenfragen der Beschäftigten dringend zu regeln“ und eine neue Dienstordnung „auf Grundlage modernster und demokratischer Grundsätze“ umzusetzen. Daraufhin wurde bereits am 15. November 1918 eine Verordnung zur Entgeltfortzahlung im Krankheitsfall erlassen. Die Arbeitnehmer hatten fortan feste Löhne, geregelte Arbeitszeiten und wöchentlich einen freien Tag, soweit es die finanziellen Möglichkeiten erlaubten.
Während der, ab 21. März 1919 bestehenden, Ungarischen Räterepublik wurden erneut groß angelegte Pläne zur Verbesserung des öffentlichen Verkehrsnetzes erstellt, wobei besonderer Wert auf die verbesserte Anbindung der Arbeiterviertel gelegt wurde. Auch der Ausbau der U-Bahn stand dabei erneut auf der Tagesordnung. Die BEVV entwickelte hierzu einen Plan für ein Stadtschnellbahnnetz, das eine Kombination aus U-Bahn und oberirdischer Eisenbahn unter Berücksichtigung der bestehenden Straßenbahnen vorsah. Das angedachte System sollte aus fünf Hauptstrecken und einer Nebenstrecke bestehen und wäre 84,64 Kilometer lang gewesen. Die vorhandene U-Bahn sollte dabei vom Stadtwäldchen zur Ringstraße verlängert werden. Mit dem Sturz der Räterepublik am 1. August 1919 wurden diese Pläne jedoch bereits wieder ad acta gelegt. Die Zuständigkeit der BEVV für die U-Bahn wurde hingegen per Dekret Nummer 3323 des Jahres 1921 nachträglich für legitim erklärt. Die Regierung stellte damit offiziell fest, dass die zuvor erfolgte Fusion der Gesellschaften legal war und auch kein Liquidationsausschuss eingerichtet werden müsse.
In Folge der Rechtschreibreform von 1922 schrieb sich die U-Bahn-Gesellschaft fortan Ferenc József Földalatti Villamos Vasút. Dieselbe Reform wirkte sich ferner auf die Bezeichnung zweier Haltestellen aus, die sich statt bisher Vörösmarty utcza und Bajza utcza fortan Vörösmarty utca und Bajza utca schrieben.

### Betriebsübernahme durch die Budapest Székesfővárosi Közlekedési Részvénytársaság

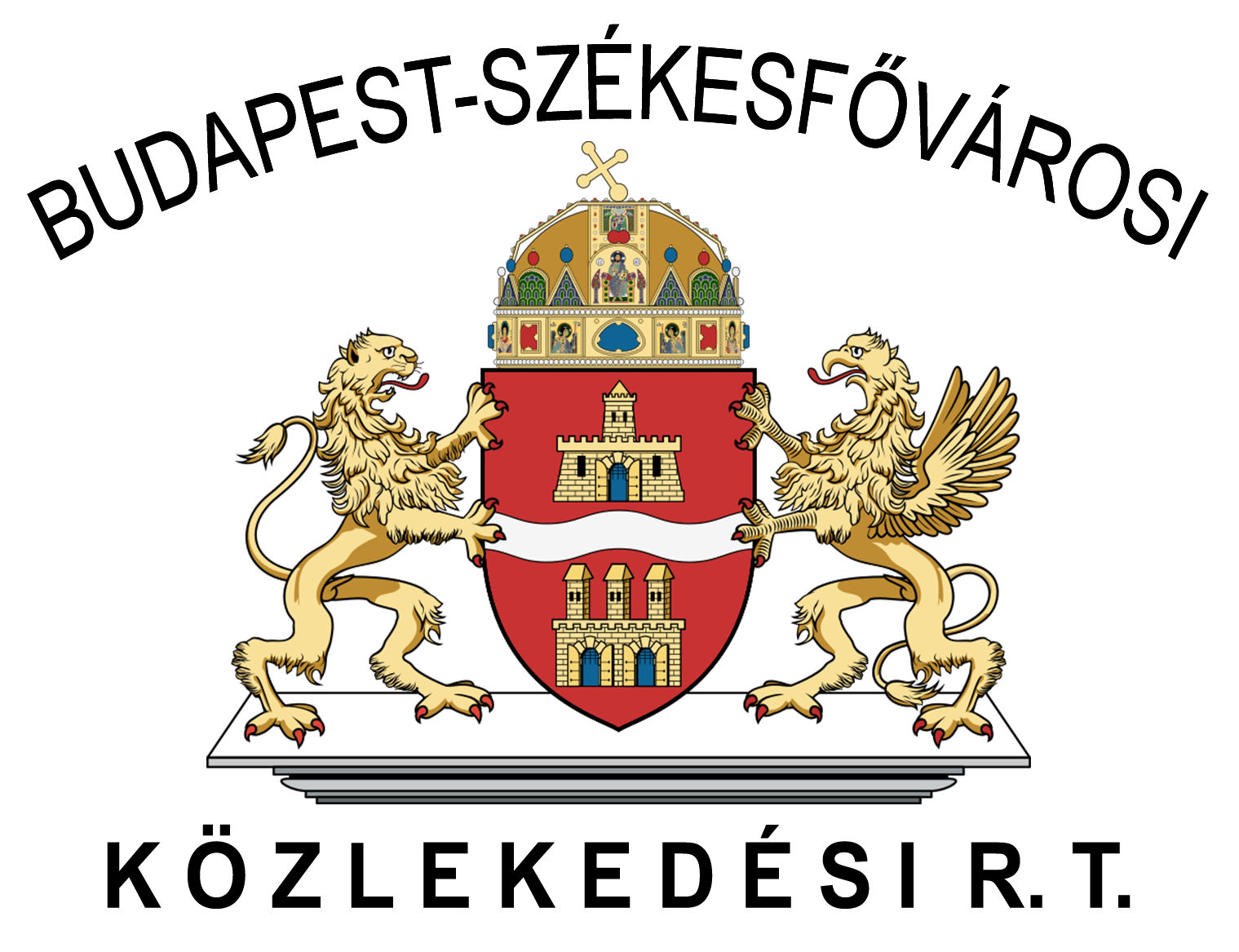
Ab 1923 betrieb die Budapest Székesfővárosi Közlekedési Részvénytársaság (BSzKRt) die U-Bahn

Zum 1. Januar 1923 ging der U-Bahn-Betrieb schließlich, vom Handelsminister genehmigt per Erlass Nummer 59167, im neuen allgemeinen Verkehrsunternehmen Budapest Székesfővárosi Közlekedési Részvénytársaság (BSzKRt) auf, das erst am 27. Dezember 1922 gegründet wurde. Noch im Laufe des Jahres 1923 übernahm die BSzKRt außerdem von der Nova Közlekedési és Ipari Részvénytársaság, dem Rechtsnachfolger der liquidierten BKVT, deren 50-Prozent-Anteil an der FJFVV, so dass der Betreiber wie bisher Miteigentümer der U-Bahn war. Der Betriebsvertrag zwischen FJFVV und BSzKRt galt ursprünglich nur für ein Jahr. Er wurde aber in den Folgejahren noch mehrmals verlängert, bis schließlich 1928 ein langfristiges Übereinkommen unterzeichnet wurde, das – rückwirkend ab dem 1. Januar 1927 – bis zum Ablauf der U-Bahn-Konzession galt. Gemäß der neuen Vereinbarung behielt die BSzKRt 90 Prozent der Gesamteinnahmen der U-Bahn zur Deckung der Betriebskosten und überwies zehn Prozent als Einnahmenanteil an die FJFVV. Die Einnahmen berechneten sich einerseits aus den direkt verkauften U-Bahn-Fahrkarten und andererseits aus den Zeitkarten aller BSZKRt-Linien, wovon der U-Bahn-Anteil – gemäß Verhältnis der erbrachten Wagenkilometer – herausgerechnet wurde. Der neue Betreiber hatte zudem das Recht, das Tarifsystem zu ändern, ohne dass sich dies auf das Beteiligungsverhältnis auswirkte. Das U-Bahn-Personal wurde ebenfalls von der BSzKRt verwaltet, hierunter fielen auch die Prämienzahlungen an Rentner und Waisen, wobei etwaige Fehlbeträge aus der Pensionskasse der FJFVV ausgeglichen werden mussten. Gemäß den entsprechenden Regierungserlassen wurde im Jahr der Übernahme außerdem ein Personalabbau durchgeführt. Dieser musste gemäß gesetzlichen Vorgaben so erfolgen, dass die Betriebssicherheit nicht beeinträchtigt wird.
Auf Grundlage des Dekrets Nummer 3800 des Jahres 1926 wurde auch der Vermögenswert der U-Bahn zum 1. Januar 1927 von Kronen auf Pengő umgewertet. Durch Tarifreformen und Modernisierungen sollte gleichzeitig das Verkehrsaufkommen und das Geschäftsergebnis der U-Bahn verbessert werden. Der neue Betreiber kam dabei zum Schluss, dass die parallel verlaufende Omnibuslinie, die zwischen 1915 und 1917 und dann wieder ab 1922 in Betrieb war, der U-Bahn Fahrgäste abzog. Anstatt die Konkurrenzlinie einzustellen, sollte jedoch die U-Bahn für die Fahrgäste attraktiver gestaltet werden. Dies gelang letztlich durch die Steigerung der Leistungsfähigkeit und der Geschwindigkeit der U-Bahn.

### Modernisierung in der Zwischenkriegszeit
Die BSzKRt hatte wiederum ehrgeizige Ziele für die U-Bahn, die sich damals in einem relativ schlechten Zustand befand und erstmals renoviert werden musste, darunter die Erneuerung des Oberbaus. Aufgrund der damals schwierigen wirtschaftlichen Bedingungen wurde vereinbart, dass der Betreiber BSzKRt die Umbaumaßnahmen auf Kosten des Eigentümers FJFVV zum Selbstkostenpreis durchführen lässt und, sofern der Betriebsüberschuss dies nicht deckt, ein Kontokorrentkredit gewährt wird. Kosten, die nicht direkt mit der Anlagenverwaltung in Zusammenhang stehen, mussten hingegen von der FJFVV direkt getragen werden. Aus den Einnahmen wurde ein Rücklagenfonds zur Durchführung der Renovierungsarbeiten gebildet. Vordringlichste Aufgabe war dabei die Sanierung des Oberbaus. Der Schienenaustausch hätte bereits in den Jahren 1922 und 1923 beginnen sollen, doch durch ein neues Schweißverfahren wurden die Schienen so stabilisiert, dass der Schienenaustausch schrittweise erfolgen konnte. Zwischen 1924 und 1930 wurden schließlich 4.477,95 Meter Gleis erneuert. Anstelle der asymmetrischen Vignolschienen des Jahres 1896 mit einem Metergewicht von 24,2 Kilogramm wurden dabei Vignolschienen mit Normalprofil und einem Metergewicht von 31,5 Kilogramm verwendet und durch Thermitschweißung verbunden. Anstelle der alten Eisenschwellen kamen Holzschwellen zum Einsatz. Zwischen 1930 und 1933 wurde auf dem Abschnitt zwischen Opera und Körönd der Oberbau erneuert. Aufgrund der Schwierigkeiten beim Import ausländischer Materialien, die zum Thermitschweißen benötigt wurden, fand dabei auch das Katona- sowie das Schwalbenschwanzschienen-Schweißverfahren Verwendung. Zudem wurden Dilatationsvorrichtungen nach dem System Csilléry eingebaut. Ab 1934 wurde die Strecke auch auf dem Abschnitt zwischen Vörösmarty tér und Opera erneuert. Aufgrund des parallelen Austauschs der Triebwagen-Drehgestelle mussten im Zuge des Oberbauwechsels außerdem die in den Kurven eingesetzten Fangschienen um zehn bis 15 Millimeter abgesenkt werden.
Im Zuge der technischen Sanierung in der Zwischenkriegszeit wurde auch die Sicherheitsausstattung modernisiert. Schon 1924 wurde der Auslösemechanismus der Blocksignale modifiziert und bis 1930 installierte der Betreiber auf der gesamten Strecke eine elektrisch betriebene, durch die Stromabnehmer der Triebwagen gesteuerte, automatische Signalanlage. Um die Streckenkapazität zu erhöhen, teilte die BSzKRt ferner 1929 den Blockabschnitt zwischen Opera und Oktogon versuchsweise in zwei Teile, was sich als erfolgreich erwies. Basierend auf dem Dekret Nummer 51641 des Handelsministers, erteilt am 19. März 1931, wurden schließlich auch die übrigen Blockabschnitte verkürzt und an den Stationseinfahrten jeweils ein Blocksignal platziert. Dadurch konnten sich die Züge bis zur Stationseinfahrt aneinander annähern. Der redundante Sicherheitsdruckmechanismus wurde 1932 aus den Fahrzeugen entfernt. Zwischen 1936 und 1941 wurden die Signal- und Telefonkabel zwischen der Station Aréna út und der oberirdischen Endstation ersetzt.
Schon 1930 war geplant, die, im Betrieb wegen häufiger Überhitzung eingeschränkte, Fahrspannung auf 550 Volt zu erhöhen – entsprechend der damals auch von der Budapester Straßenbahn genutzten Spannung. Die hierfür notwendige Verkabelung wurde bereits 1929 fertiggestellt. Doch konnte der Schritt letztlich erst 1935 erfolgen, nachdem der letzte der damals 19 U-Bahn-Wagen entsprechend umgebaut worden war. Anderen Quellen zufolge fand die Umstellung aber schon 1933 statt. 1945 setzte sich schließlich bei Földalatti, Straßenbahn und Trolleybus die noch höhere Spannung von 600 Volt durch. Zudem stellte der Betreiber bei dieser Gelegenheit auf Strom-Rückleitung durch die Schienen um. Die ursprüngliche zweipolige Oberleitung blieb allerdings erhalten, um die alten zweipoligen Stromabnehmer weiter verwenden zu können.

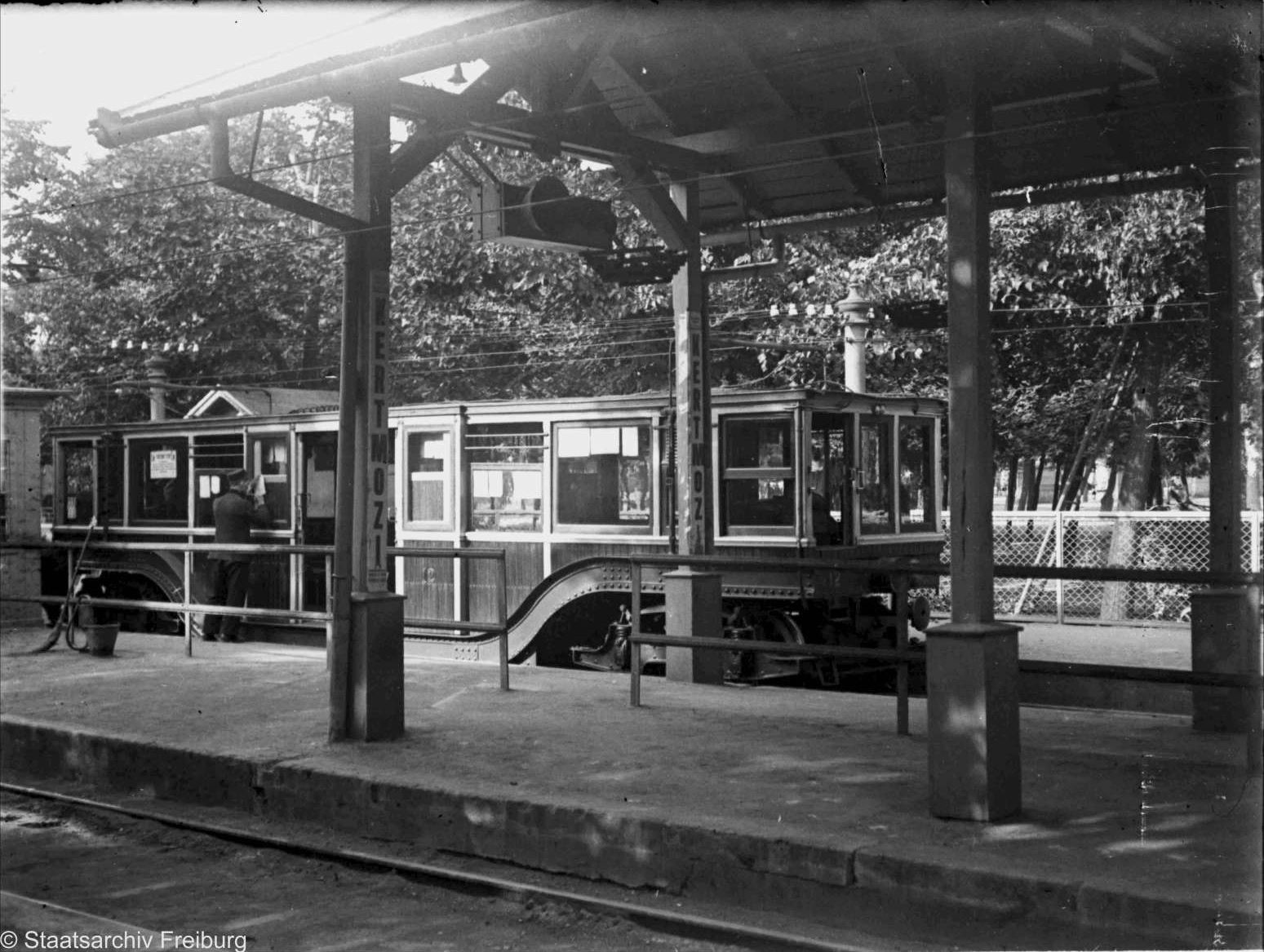
Die einstige oberirdische Endstation Széchenyi fürdő wies ab 1936 als einzige einen Mittelbahnsteig auf

Im Jahr 1936 wurde an der Endstation Széchenyi fürdő ein 20 Meter langer und zwei Meter breiter, asphaltierter Mittelbahnsteig errichtet, um dort den Umstieg zur Straßenbahn zu erleichtern. In diesem Zusammenhang wurde auch der Zaun versetzt. In der Station Állatkert wurden 1937 die hölzernen Unterstände abgerissen und an ihrer Stelle eine eisengerahmte, verglaste Wartehalle errichtet. Im folgenden Jahr wurde außerdem die dortige Fußgängerüberführung renoviert, deren Benutzung aufgrund von Korrosionsschäden gefährlich geworden war. Die Tragkonstruktion der neuen Passage bestand aus Stahlbeton, die Treppen und das Brückendeck waren aus Holz, die Überbrückung bestand aus einer Eisenkonstruktion. 1941 erhielt schließlich die Station Hősök tere einen Personalraum, ferner wurde für die U-Bahn-Mitarbeiter ein Entschädigungsfonds eingerichtet.
Auch in den 1930er Jahren stand der Ausbau der U-Bahn weiterhin zur Diskussion. Jedoch hielt es die BSzKRt für praktikabler, ein von der vorhandenen U-Bahn unabhängiges Stadtschnellbahnnetz zu errichten. Dies wäre jedoch nur mit finanzieller Unterstützung sowohl der Stadt Budapest als auch des Staates möglich gewesen. Im Jahr 1942 waren hierzu vier Linien im Gespräch, wobei die Stadt Eigentümerin und die BSzKRt Betreiberin sein sollte. Letztlich verhinderte der Ausbruch des Zweiten Weltkriegs diese Ausbaupläne.

### Wirtschaftliche Leistung in der Zwischenkriegszeit
1937 legte die U-Bahn erstmals über eine Million jährliche Wagenkilometer zurück, im Detail erbrachte sie in den Jahren 1933 bis 1943 folgende wirtschaftliche Leistung:
| Jahr  | Wagenkilometer | Zehnprozentige Umsatzbeteiligung der FJFVV |
| ----- | -------------- | ------------------------------------------ |
| 1933: | 987.000        | 91.000 Pengő                               |
| 1934: | 947.000        | 86.000 Pengő                               |
| 1935: | 955.000        | 91.000 Pengő                               |
| 1936: | 983.000        | 92.000 Pengő                               |
| 1937: | 1.033.000      | 237.000 Pengő                              |
| 1938: | 1.040.000      | 244.000 Pengő                              |
| 1939: | 1.053.000      | 256.000 Pengő                              |
| 1940: | 1.083.000      | 240.000 Pengő                              |
| 1941: | 1.358.000      | 264.000 Pengő                              |
| 1942: | 1.664.000      | 379.000 Pengő                              |
| 1943: | 1.645.000      | 404.000 Pengő                              |

### Zweiter Weltkrieg
Im Zweiten Weltkrieg erreichte die Földalatti mit 1,664 Millionen Wagenkilometern im Jahr 1942 ihre höchste Verkehrsleistung. Im Laufe des Jahres 1944 musste sie dann aufgrund schwerer Schäden durch Fliegerbomben zweimal eingestellt werden, jeweils nachdem die Andrássy út Treffer erhielt. Die erste Unterbrechung zwecks Schadensbehebung dauerte vom 28. Juni bis zum 7. Juli, die zweite vom 24. November bis zum 8. Dezember 1944. Der U-Bahn-Tunnel und seine Stationen dienten damals außerdem als Luftschutzraum. In der Endphase des Krieges führte schließlich die Schlacht um Budapest zur dritten Einstellung des U-Bahn-Betriebs. Damals sperrte die deutsche Wehrmacht den Tunnel beim Stadtwäldchen und mauerte mehrere Abschnitte zu, um zu verhindern, dass die angreifende Rote Armee durch den Tunnel und die Abwasserkanäle in die Innere Stadt vordringen konnte.

### Nachkriegszeit
Nachdem Budapest ab dem 18. Januar 1945 sowjetisch besetzt war, begann die FJFVV umgehend mit der Begutachtung und Beseitigung der Kriegsschäden sowie der Bildung eines Betriebsrats. Die Wiederinbetriebnahme der U-Bahn erfolgte schließlich am 24. Juni 1945. Aufgrund fehlender Signalanlagen hielten die Wagen damals jedoch nicht an den Stationen Bajza utca und Opera, die Haltestelle Hősök tere war vorübergehend geschlossen. Der Betrieb begann damals um 5:35 Uhr und endete um 22:12 Uhr. Jedoch gestaltete dieser sich schwierig, im Juli waren nur 13 Wagen im Einsatz, ab August 16 Wagen und ab September schließlich 17 Wagen. Ab dem 1. November war der Verkehr zudem aufgrund von Stromausfällen eingeschränkt. So legte die U-Bahn 1945 nur 612.000 Wagenkilometer zurück. Die erste FJFVV-Vorstandssitzung nach dem Krieg fand am 6. August 1945 statt, auf ihr wurde Sándor Miliők zum neuen Vorstandsvorsitzenden und István Kossá zu seinem Stellvertreter gewählt. Darüber hinaus gedachten die Delegierten auf der Versammlung der im Krieg gefallenen Angestellten. Ebenfalls ab dem 6. August 1945 bedienten die Züge, nach Wiederinbetriebnahme der Signalanlage, auch wieder die Station Bajza utca.
1946 nahm der U-Bahn-Verkehr im Vergleich zu 1945 zu deutlich zu, es wurden 117 Prozent mehr Wagenkilometer zurückgelegt. Hierzu befanden sich in Spitzenzeiten 15 bis 17 Wagen gleichzeitig im Einsatz, die im 90-Sekunden-Takt fuhren. In jenem Jahr wurden 18 U-Bahn-Schaffner und 16 Wagenführer ausgebildet. Auch das Gesellschaftsvermögen wurde 1946 aufgestockt. Laut der Eröffnungsbilanz des Jahres 1947 betrug das investierte Vermögen der U-Bahn 7.201.381 Forint. Das Aktienkapital bestand aus 31.247 nicht einbezahlten Aktien mit einem Nennwert von 100 Forint und 4.726 Aktien mit Rücknahmescheinen, die die einbezahlten Aktien mit einem Nennwert von 100 Forint ersetzten.
1947 strich die U-Bahn-Gesellschaft den Namen Franz Joseph offiziell aus ihrer Bezeichnung, das heißt aus der Ferenc József Földalatti Villamos Vasút Részvénytársaság wurde die Földalatti Villamos Vasút Részvénytársaság, kurz FAV. Betreiberin blieb vorerst die BSzKRt. Damit war die Entmonarchisierung beendet, zudem begannen im selben Jahr die konkreten Planungen für den Aufbau des heutigen Metró-Netzes. Die FAV hatte 1947 ein Kapital von 299.950 Forint gebunden in Immobilien sowie von 6.901.431 Forint gebunden in Ausrüstung und Zubehör. Die Schulden des Unternehmens beliefen sich damals auf 24.700 Forint, das Nettovermögen betrug 7.176.681 Forint. Auch die Fahrgastzahlen stiegen im Laufe des Jahres 1947 weiter an, sie erhöhten sich im Vergleich zum Vorjahr um 7,1 Prozent, die Wagenkilometerleistung stieg um 8,4 Prozent. Der Gesellschafteranteil der BSzKRt betrug damals rund 670.000 Forint.
Ab dem 1. August 1948 galten längere Betriebszeiten, fortan fuhren die letzten Wagen jeweils um 0:30 Uhr von den beiden Endstationen ab. 1949 beförderte die U-Bahn schon zweieinhalb mal mehr Fahrgäste als 1945, die Zahl der gefahrenen Wagenkilometer überschritt in diesem Jahr 1,5 Millionen. Damit lag sie allerdings immer noch unter der Kapazität von 1,6 Millionen in den Kriegsjahren.
Nach Gründung der Volksrepublik Ungarn übernahm schließlich am 1. Oktober 1949 die neue Fővárosi Villamos Közlekedési Vállalat (FVKV), eine Gesellschaft mit beschränkter Haftung, den Földalatti-Betrieb von der – am Vortag aufgelösten – Aktiengesellschaft BSzKRt. Die FVKV war fortan außerdem neuer Eigentümer der U-Bahn, die FAV wurde im Gegenzug damals liquidiert. Damit waren Betreiber und Besitzer der U-Bahn, erstmals in ihrer Geschichte, identisch. Laut einer anderen Quelle fand die Abwicklung der FAV jedoch erst zum 1. Januar 1950 statt. Unabhängig davon wurde die FVKV, aufgrund der Abspaltung des Autobusbetriebs, schon am 1. Januar 1951 in Fővárosi Villamosvasút (FVV) umbenannt. Seit dem 1. Januar 1968 ist schließlich der heutige Betreiber und Besitzer Budapesti Közlekedési Zártkörűen Működő Részvénytársaság (BKV) für die Földalatti zuständig.

### Verlegung der Station Deák Ferenc tér zwischen 1952 und 1956

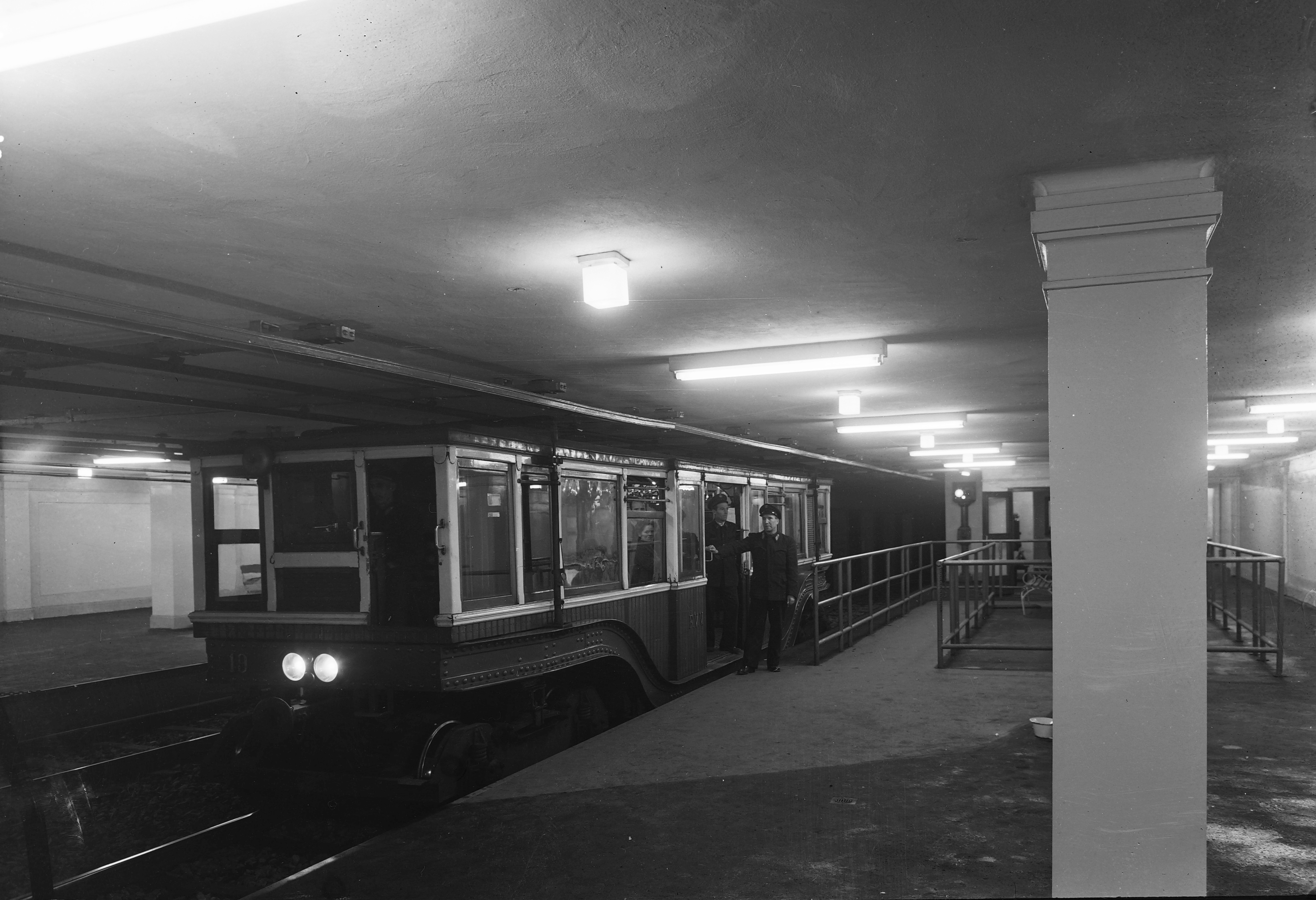
Die neu eröffnete Station Deák Ferenc tér im Jahr 1956

Visualisierung der Verlegung der Haltestelle Deák Ferenc tér: die dicken durchgezogenen Linien markieren den verlegten Földalatti-Tunnel, die dicken gestrichelten Linien den Bereich des heutigen U-Bahn-Museums, die dünn gestrichelten Linien den gänzlich aufgelassenen Tunnel von 1896 und die dünnen Strichpunktlinien den M2-Tunnel

Die bereits früh begonnenen Arbeiten für die heutige Linie M2 erforderten ab 1951 eine Baufeldfreimachung der Földalatti im Bereich des Deák Ferenc tér. Der Tunnel von 1896 wurde hierzu geringfügig verlegt. Dabei konnte der ursprüngliche Bogen mit seinem engen 40-Meter-Radius, der beim Bau noch durch die damalige Bebauung des Platzes vorgegeben gewesen war, etwas entschärft werden. Die ursprüngliche Haltestelle Deák Ferenc tér wiederum wurde damals etwa 40 Meter weiter nordwestlich, im neuen geraden Tunnelabschnitt, neu errichtet. Somit liegt sie seither unter dem benachbarten Erzsébet tér, ohne jedoch dessen Namen angenommen zu haben.
Baustellenbedingt pendelte die bestehende U-Bahn daher ab dem 10. Januar 1952 nur zwischen Bajcsy-Zsilinszky út und Széchenyi fürdő. Für den temporären Gleiswechsel in erstgenannter Station mussten damals eigens die Mittelstützen entfernt und durch verstärkte Pfeiler auf den beiden Bahnsteigen ersetzt werden. Letztere blieben dauerhaft erhalten und sind durch ihren quadratischen Grundriss sowie ihre Verkachelung bis heute erkennbar. Die korrigierte Trasse ging am 12. Januar 1956 in Betrieb, damit war auch die einzige Földalatti-Station mit gekrümmten Bahnsteigen entfallen. Mit einer Länge von 31 Metern ist die neue Station zudem um vier Meter kürzer als ihre Vorgängerin. Ab 1970 war der Deák Ferenc tér schließlich ein Umsteigeknoten zwischen den Linien M1 und M2, ab 1976 kam dort zusätzlich noch die M3 dazu. Als einzige Station der M1 besitzt sie daher jeweils zwei Zugänge pro Bahnsteig, das heißt einen von und zur Oberfläche und einen zum Umstieg zu den anderen beiden Linien.
Während der abschnittsweisen Streckensperrung wurde darüber hinaus auch die – vier Jahre lang verwaiste – Endstation Vörösmarty tér entsprechend dem damaligen Zeitgeschmack umgestaltet. Ihr ursprünglich rechteckiger Grundriss wurde durch den Bau geschwungener Mauern „abgerundet“ und die alten dekorativen Ziegelverkleidungen durch polierte Kalksteinplatten ersetzt.

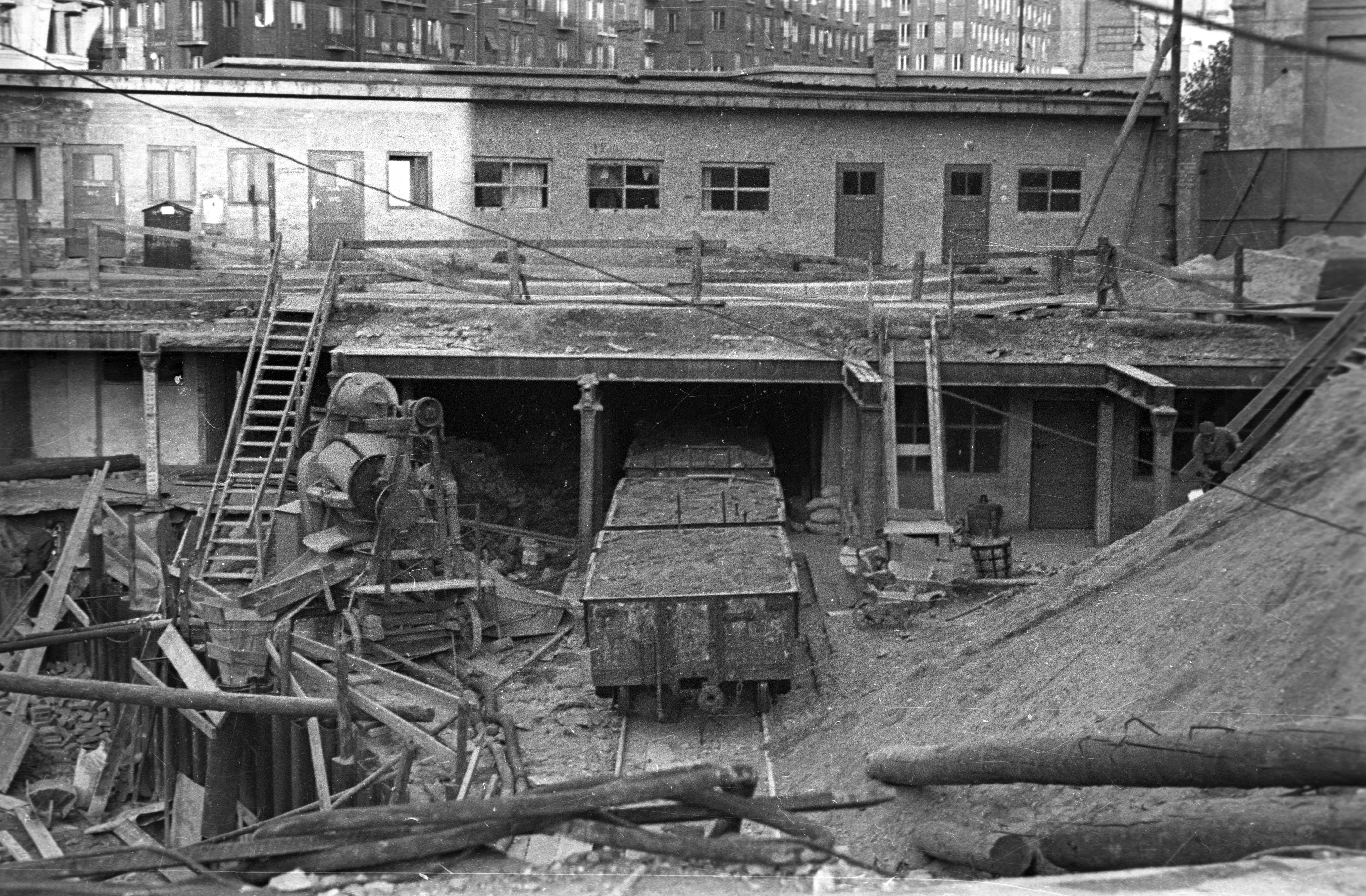
Die freigelegte Station Deák Ferenc tér, 1954
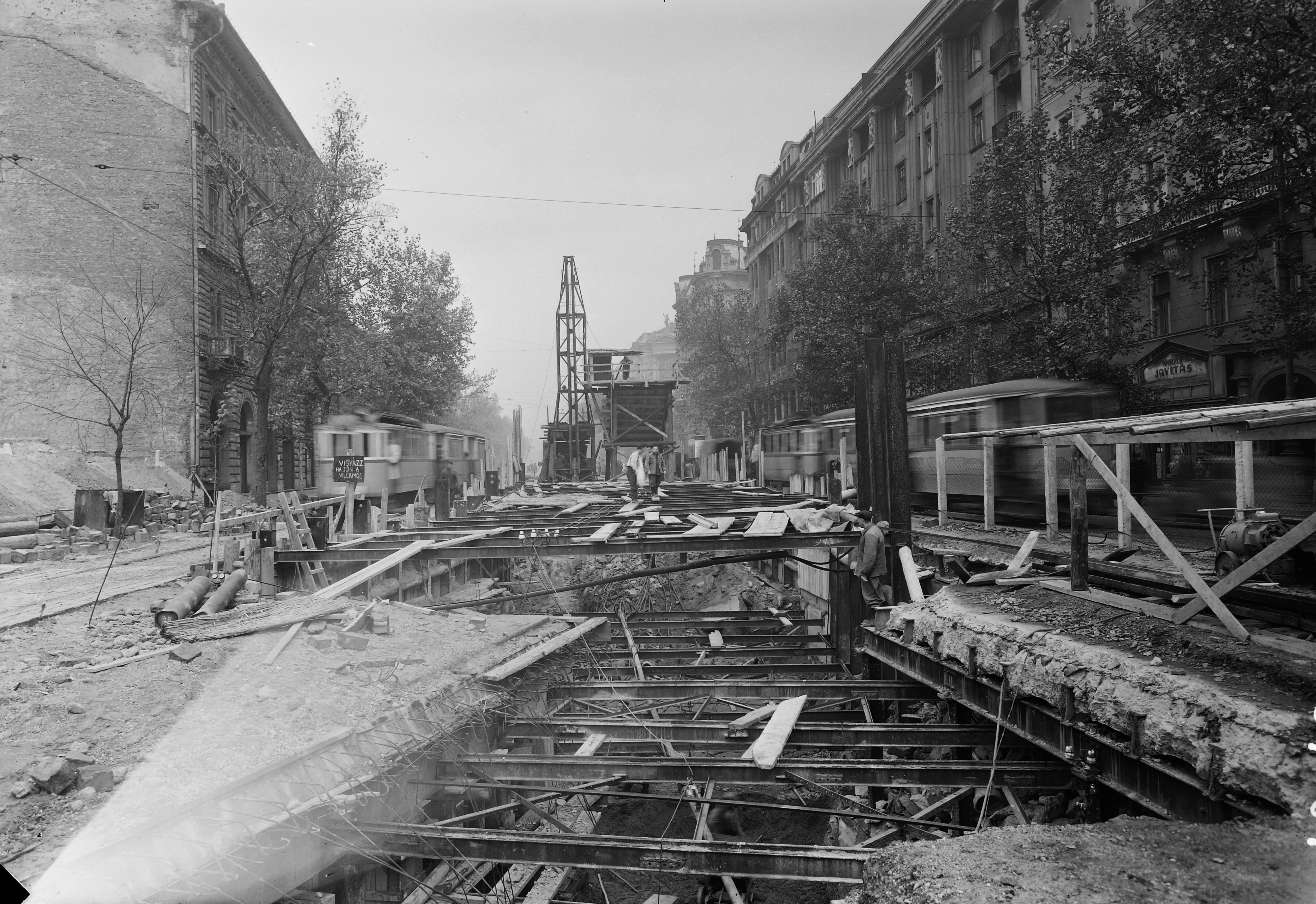
Zusammentreffen von alter und neuer Trasse, 1955
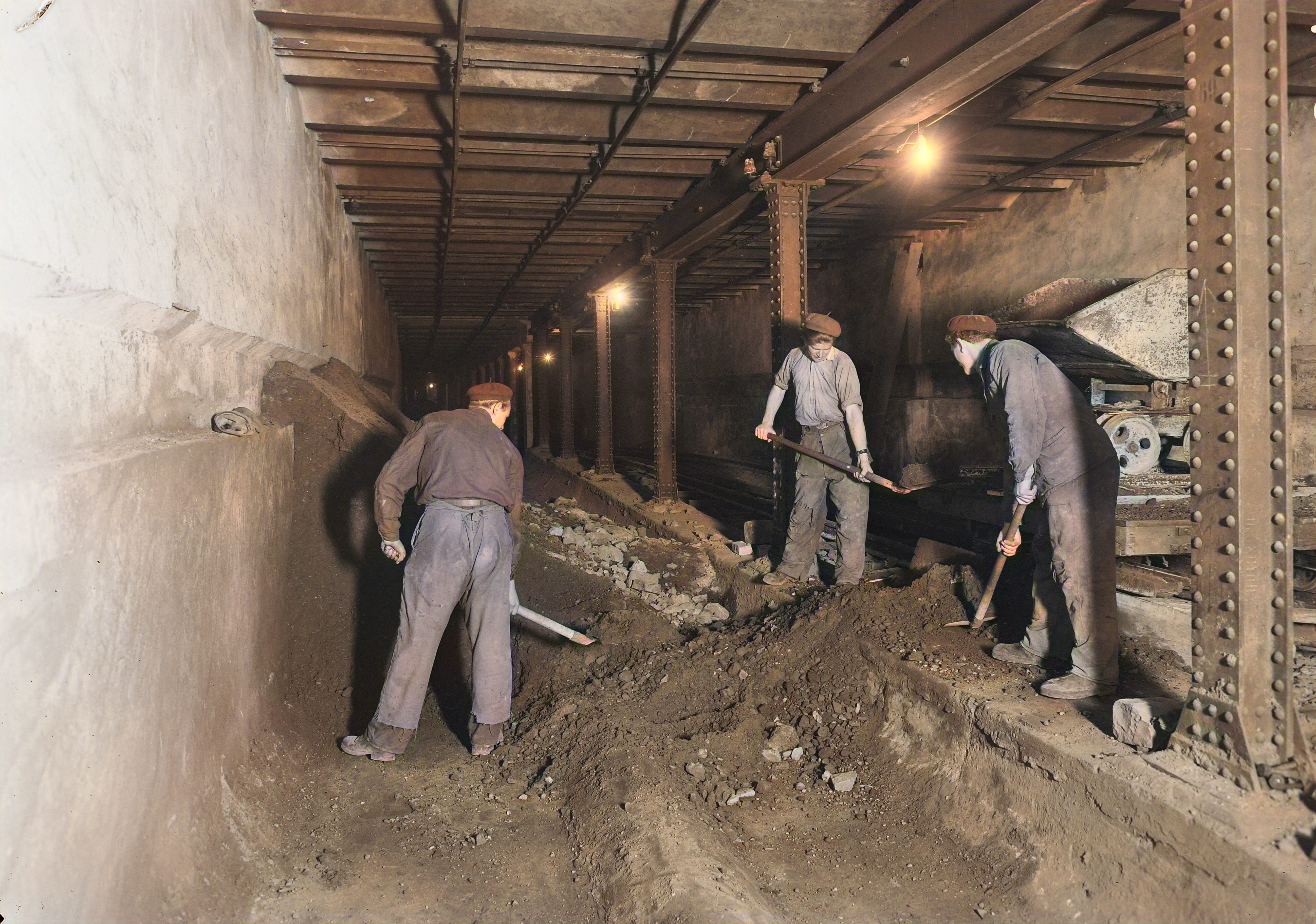
Umbauarbeiten im Tunnel, 1955
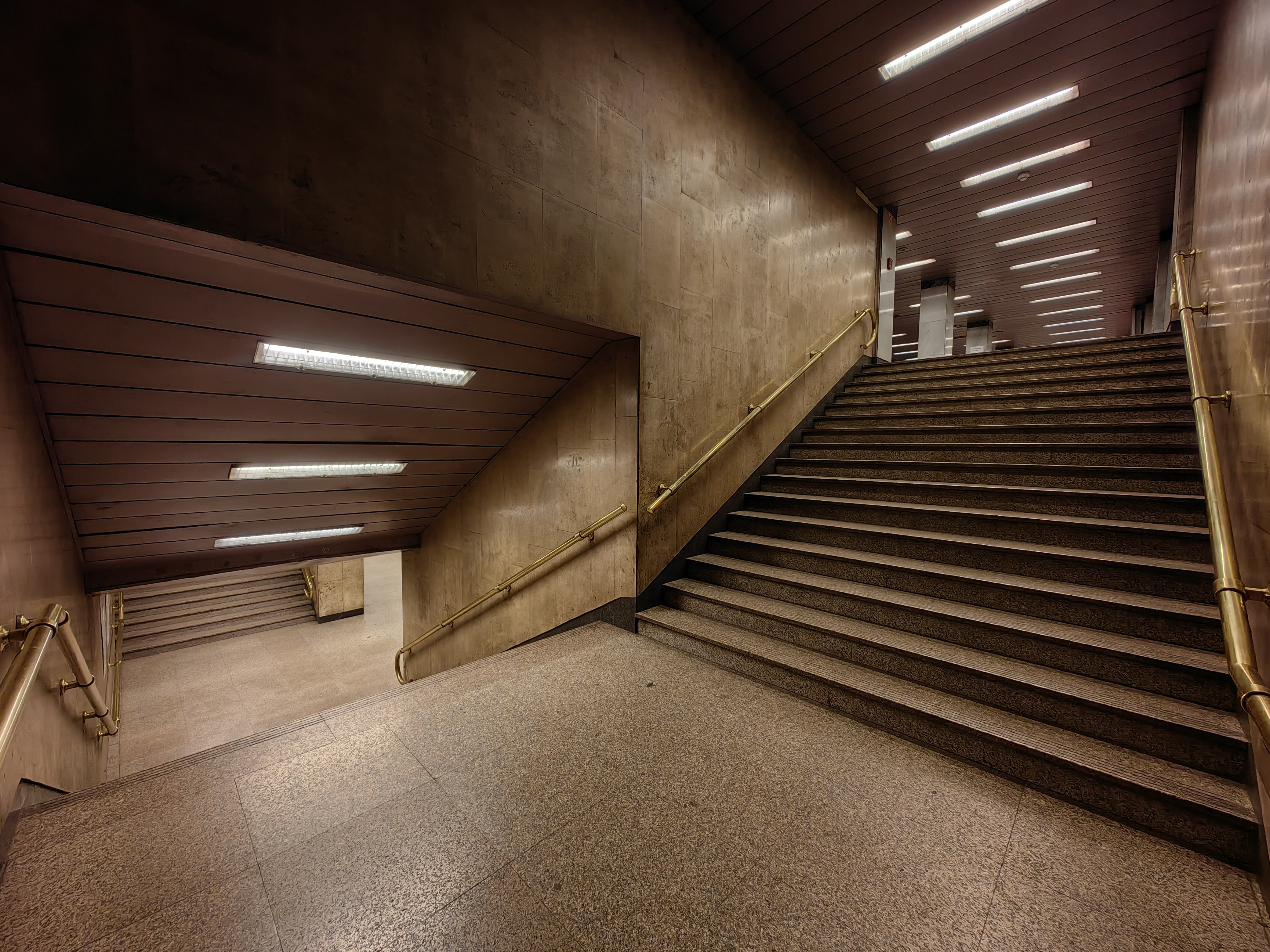
Der in den 1950er Jahren vorbereitete und letztlich ab 1970 genutzte Umsteigetunnel zwischen der M1 sowie den Linien M2 und M3
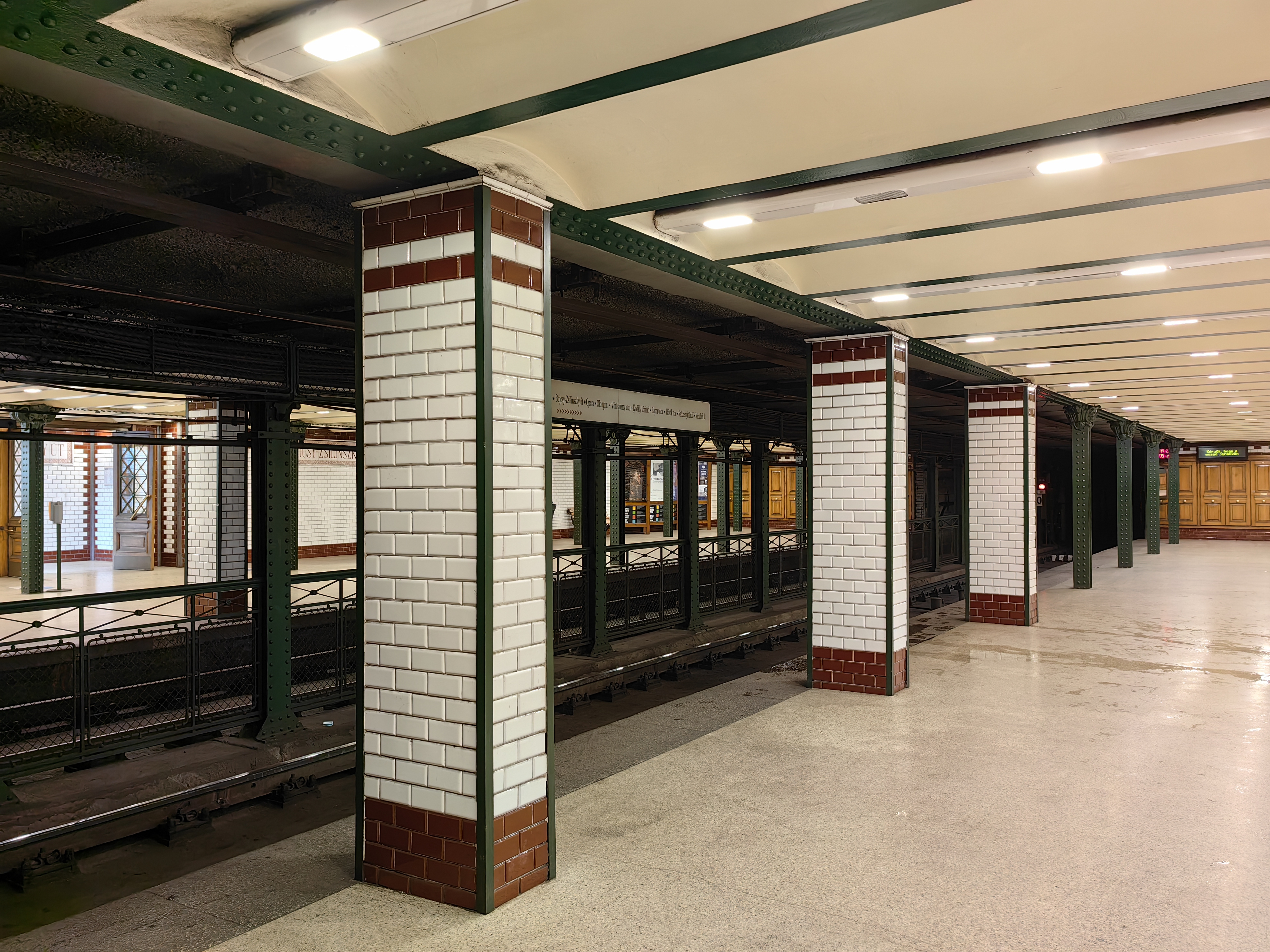
Abweichende Säulen in der Station Bajcsy-Zsilinszky út, wo von 1952 bis 1956 ein Gleiswechsel existierte
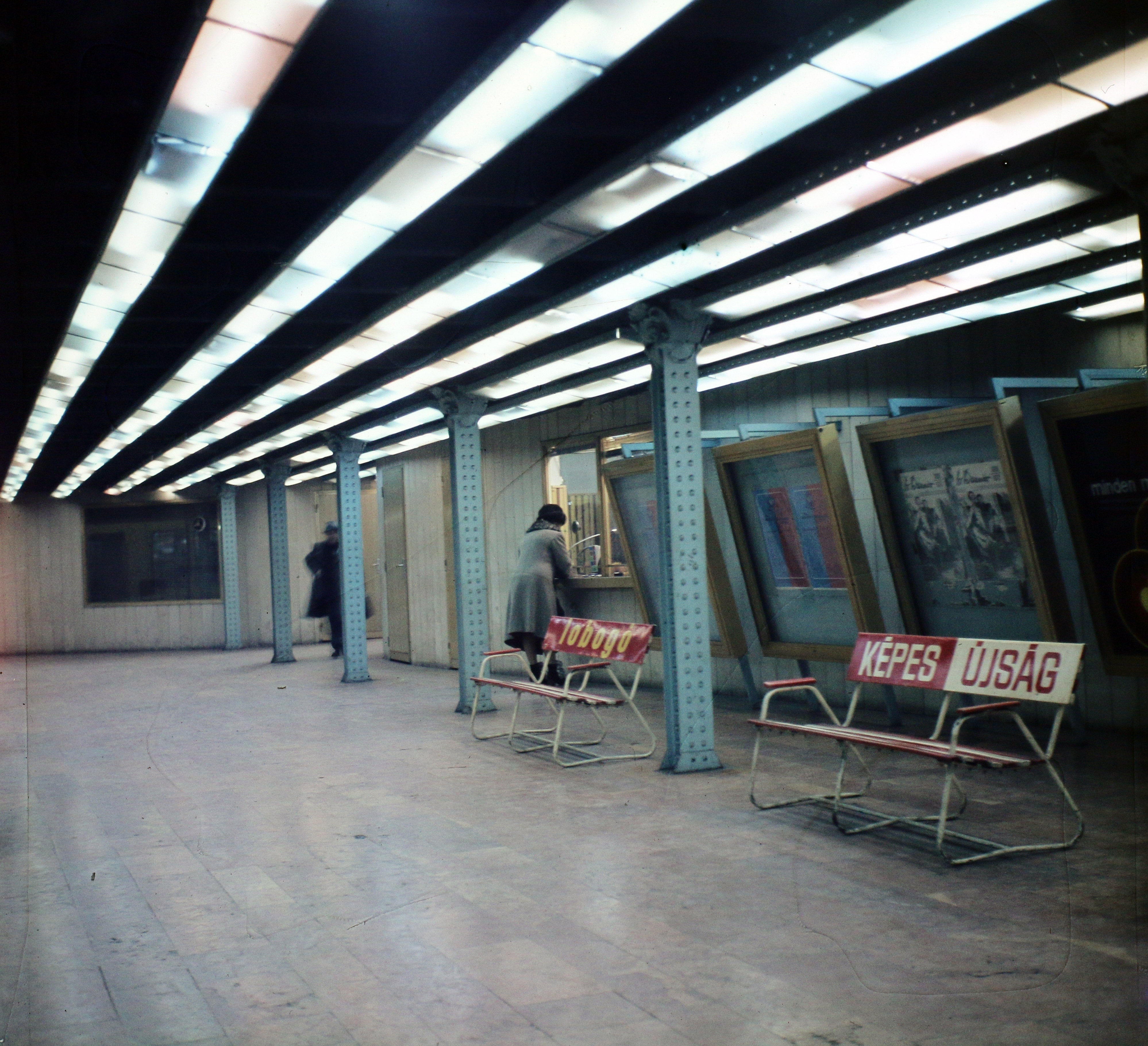
Die Haltestelle Vörösmarty tér im Modernisierungszustand der 1950er Jahre, aufgenommen 1979

Während des Ungarischen Volksaufstands im Herbst 1956 wurde die U-Bahn nach 1945 ein zweites Mal beschädigt, konnte den Betrieb aber nach kurzen Reparaturarbeiten wiederum recht bald wieder aufnehmen. In den 1960er Jahren beförderte die Földalatti mit den neuen Steuerwagen-Zügen auf bestimmten Abschnitten 50.000 Personen pro Tag und Richtung, dies entsprach damals etwa einem Prozent der Fahrgäste im öffentlichen Personennahverkehr Budapests. Jedoch erhöhte der Anhängerbetrieb den Verschleiß des Oberbaus, der sich schon in den 1950er Jahren in einem schlechten Zustand befand, und limitierte dadurch dessen Lebensdauer. Um dennoch einen reibungslosen Verkehr zu gewährleisten, wurde er in der nächtlichen Betriebspause durch Schweißen der Schienenkronen repariert. 1955 wurde auch mit einer festen Fahrbahn experimentiert. Mitte der 1960er Jahre mussten die Schienen auf stark beanspruchten Abschnitten, das heißt in Bögen und Weichen, letztlich alle ein bis eineinhalb Jahre ausgetauscht werden. Neben den bereits bewährten Vignolschienen mit einem Metergewicht von 31,5 Kilogramm fanden dabei auch welche mit einem Metergewicht von 34,5 Kilogramm Verwendung.

### Sanierung, Umtrassierung und Verlängerung des Jahres 1973

Visualisierung der Neutrassierung von 1973, rot die Ursprungstrasse von 1896

Das großzügigere Neubau-Tunnelprofil des Jahres 1973

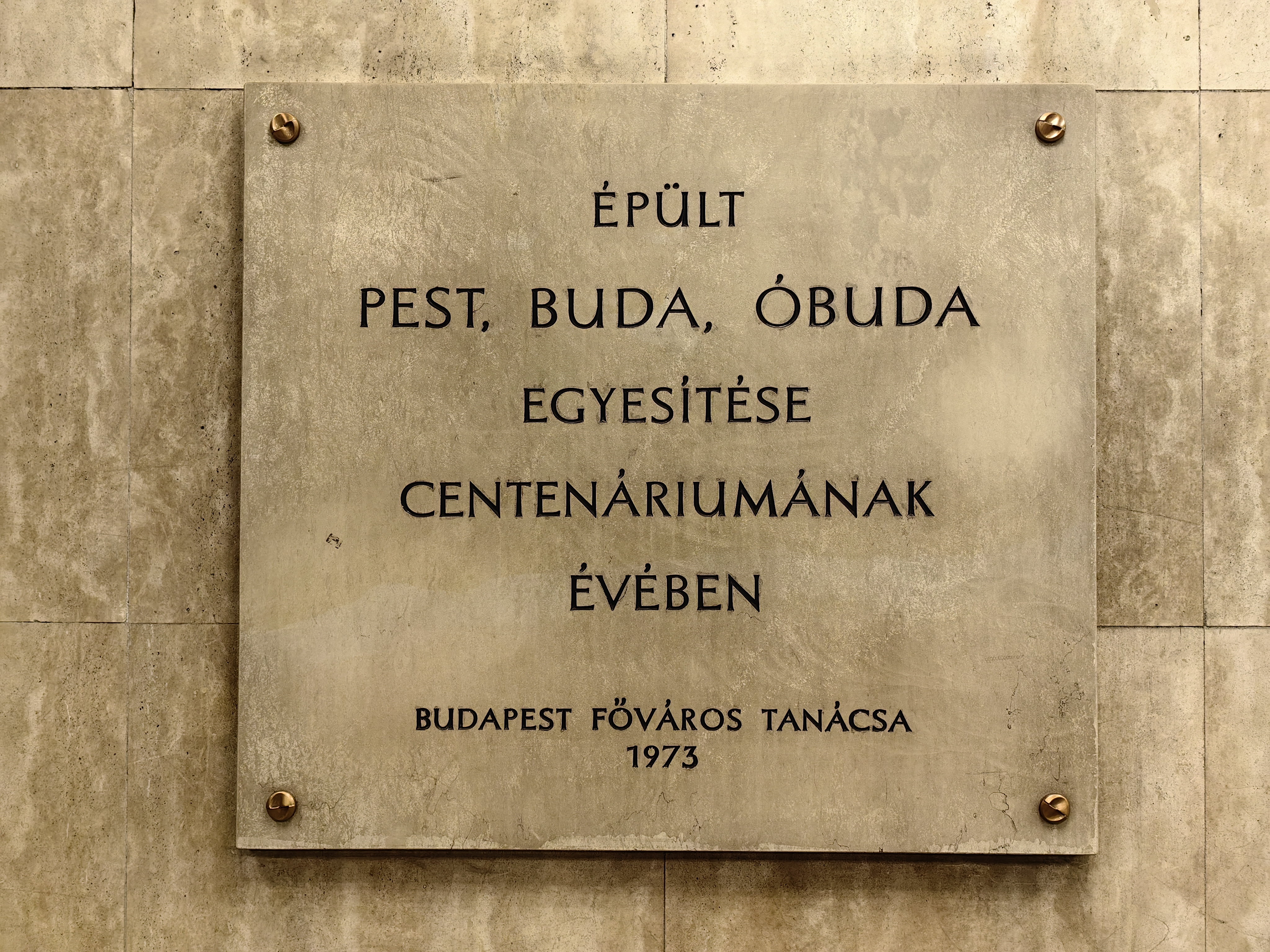
In der Endstation Mexikói út erinnert diese Tafel an den Anlass der Verlängerung von 1973, das 100-jährige Jubiläum der Vereinigung von Buda, Pest und Ofen

Die Integration der U-Bahn von 1896 in das im Aufbau befindliche neue Metró-Netz erforderte deren vollständige Sanierung. Am 10. April 1970 entschied der Wirtschaftsausschuss der Regierung daher per Beschluss Nummer 10.127, nicht zuletzt im Hinblick auf das bevorstehende 100-jährige Jubiläum der Zusammenlegung von Buda, Pest und Ofen, den Ausbau und die Modernisierung der Földalatti. Im selben Jahr erteilte der Präsident des Hauptstadtrates per Beschluss Nummer 250/1970 die Genehmigungen für die Streckenverlängerung nach Zugló, den Bau des neuen Fahrzeugdepots und den Kauf neuer Fahrzeuge. Ebenso wurden in diesem Zusammenhang Gleise, Oberleitung, Signal- und Stellwerksanlagen wiederholt erneuert sowie die Wendeanlage im Anschluss an die Station Vörösmarty tér für die neuen Gelenkzüge verlängert.
1972 begann die Umgestaltung, der 31. Juli 1973 war der letzte Betriebstag auf der alten Streckenführung von 1896. Bis zur Wiedereröffnung am 30. Dezember 1973 entstand im Anschluss an den bestehenden Tunnel ein neuer, 1233 Meter langer, unterirdischer Abschnitt vom Hősök tere bis zur neuen unterirdischen Endstation Mexikói út, die als Umsteigeknoten zum Oberflächenverkehr fungiert und an die sich eine, ebenfalls unterirdische, Wendeanlage anschließt. Die alte oberirdische Endstation Széchenyi fürdő wurde dabei um circa 90 Grad gedreht und im Untergrund als Durchgangsstation neu errichtet. Der restliche oberirdische Streckenverlauf im Stadtwäldchen, im Zuge dessen die Földalatti einen großen Bogen um den dortigen See machen musste, wurde damals samt der Station Állatkert aufgelassen – letztere wird heute ersatzweise durch diverse Trolleybus- und Autobuslinien bedient.
Der neue Tunnel durchquert den See, im Gegensatz zur ursprünglichen Trasse, nördlich der Zielinski-Brücke auf kürzestem Weg. Für den Bau des Tunnelkastens wurde der Városligeti-tó vorübergehend abgelassen. Der künstliche See ist seit 1971 allerdings vom Rákos-Bach abgeschnitten und erhält dadurch kein frisches Wasser mehr von diesem. Zudem ist er seither zweigeteilt, der Tunnelkasten fungiert als Staumauer für den abgetrennten kleineren Teil mit seinem etwas höheren Wasserspiegel. Eine weitere ingenieurstechnische Herausforderung der Verlängerung von 1973 stellte die Unterquerung der Bahnstrecke Budapest–Szolnok der ungarischen Staatsbahn Magyar Államvasutak dar. Diese ist an der betreffenden Stelle zugleich Teil der Inneren Ringbahn, insgesamt mussten dadurch sieben nebeneinander liegende Gleise unterfahren werden.
Die beiden 1973 neu eröffneten Haltestellen wiesen dabei bereits von Beginn an eine größere nutzbare Bahnsteiglänge von 35 Metern sowie eine Breite von 5,60 Metern und eine Höhe von 2,90 Metern auf, die Zugangstreppen zur Oberfläche sind 3,1 Meter breit. Gestalterisch orientierten sie sich am Baustil der Linie M2, das heißt am sozialistischen Klassizismus. Die vorhandenen Stationen Vörösmarty utca, Kodály körönd und Bajza utca mussten für den Einsatz der Gelenktriebwagen entsprechend von 23,4 auf 29 Meter verlängert werden, erkennbar an den schlichteren runden Stützsäulen, die sich deutlich von den verzierten gusseisernen Säulen des Jahres 1896 abheben. Die Verlängerung erfolgte dabei jeweils auf der stadtauswärtigen Stationsseite. Ebenso erhöhte die BKV die Bahnsteige damals auf ihr heutiges Niveau, womit sich die Differenz zu den Zügen deutlich reduzierte. Zudem erhielt die gesamte Strecke 1973 eine, von der Technischen und Wirtschaftswissenschaftlichen Universität Budapest entworfene, feste Fahrbahn. Tunnel und Gleise wiederum wurden damals vom Fővárosi Mélyépítési Tervező Iroda névvel (FÖMTI) konzipiert. Das komplett neue Signalsystem, das im Regelbetrieb automatisch arbeitet, stellte die Budapester Telefonfabrik nach Plänen der Magyar Államvasutak Tervező Intézetben (MÁVTI) her. Es ermöglicht bei einer Zugfolge von 1,7 Minuten die Beförderung von 6.600 Fahrgästen stündlich.
Der 1973 eröffnete Tunnelabschnitt in Form eines geschlossenen Stahlbetonrahmens, der ohne Mittelstützen auskommt, ist mit 6,5 Metern Breite und 3,6 Metern Höhe großzügiger dimensioniert als der Bestandstunnel aus dem Jahr 1896. Er weist einen Gleismittenabstand von 3,40 bis 3,60 Meter auf, der kleinste Kurvenradius verringerte sich im Zusammenhang mit der Verlängerung auf 37 Meter auf der Strecke beziehungsweise auf 25 Meter im neuen Depot, die maximale Steigung erhöhte sich damals auf 27 Promille auf der Strecke beziehungsweise auf 40 Promille im Bereich der neuen Depotzufahrt. Darüber hinaus ermöglichte der Austausch des Signalsystems damals die Umstellung von Links- auf Rechtsverkehr, so wie er schon seit 1941 für den Straßenverkehr in Ungarn galt. Der entsprechende Austausch der Signalanlage sollte eigentlich schon 1948 erfolgen. Damals änderte der Betreiber aber letztlich nur die Farbe des Signalbegriffs für „freie Fahrt“ von weiß auf grün und diejenige des Signalbegriffs „Langsamfahrt“ von grün auf blau.
Die alte zweipolige Oberleitung wurde 1973 durch eine einfach geführte mittig über dem Gleis ersetzt sowie die Höchstgeschwindigkeit von 40 km/h auf 60 km/h angehoben. Die Fahrzeit über die Gesamtstrecke betrug fortan elf Minuten, die technisch mögliche Mindest-Zugfolge 110 Sekunden. Der geringste Stationsabstand ist mit 303 Metern zwischen Vörösmarty tér und Deák Ferenc tér anzutreffen, der höchste mit 770 Metern zwischen Széchenyi fürdő und Mexikoi út.

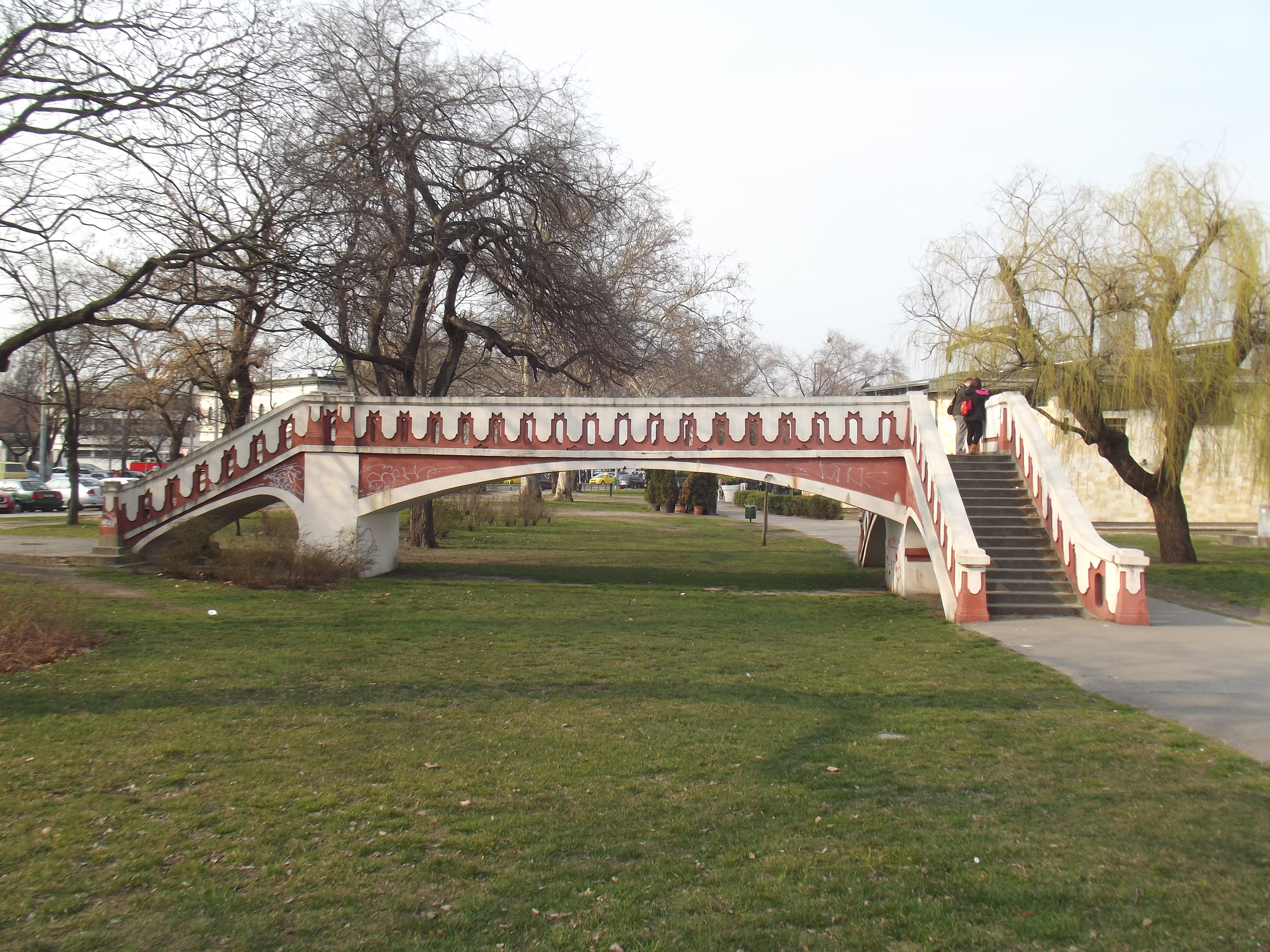
Die Wünsch híd erinnert bis heute an die frühere oberirdische Strecke, der darunter liegende Einschnitt wurde nach 1973 verfüllt
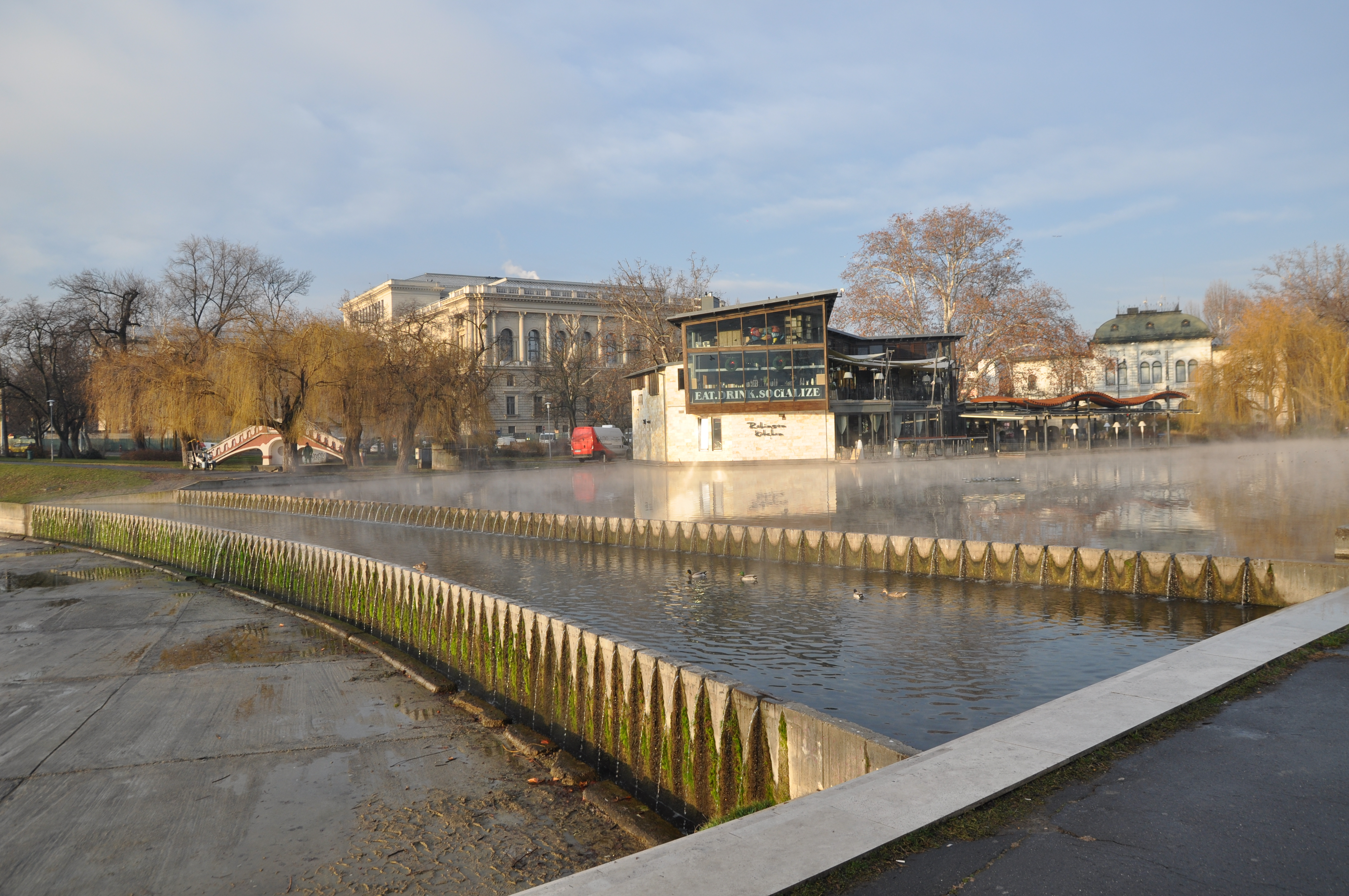
Der Tunnelkasten der Földalatti trennt seit 1973 einen Teil des Sees im Stadtwäldchen ab, im Hintergrund die Wünsch híd
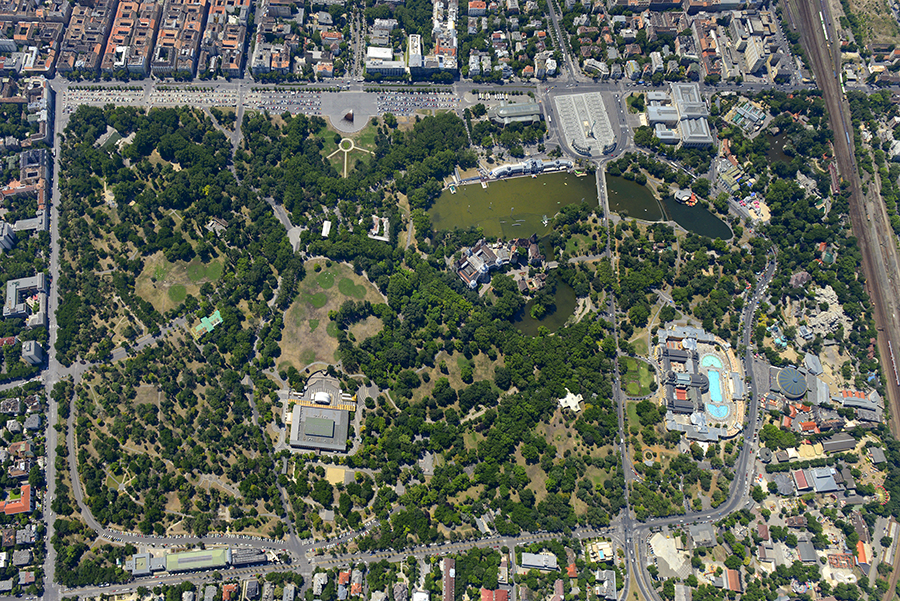
Aus der Luft ist der durch die M1 abgetrennte Teil des Sees anhand der abweichenden Wasserfärbung deutlich zu erkennen
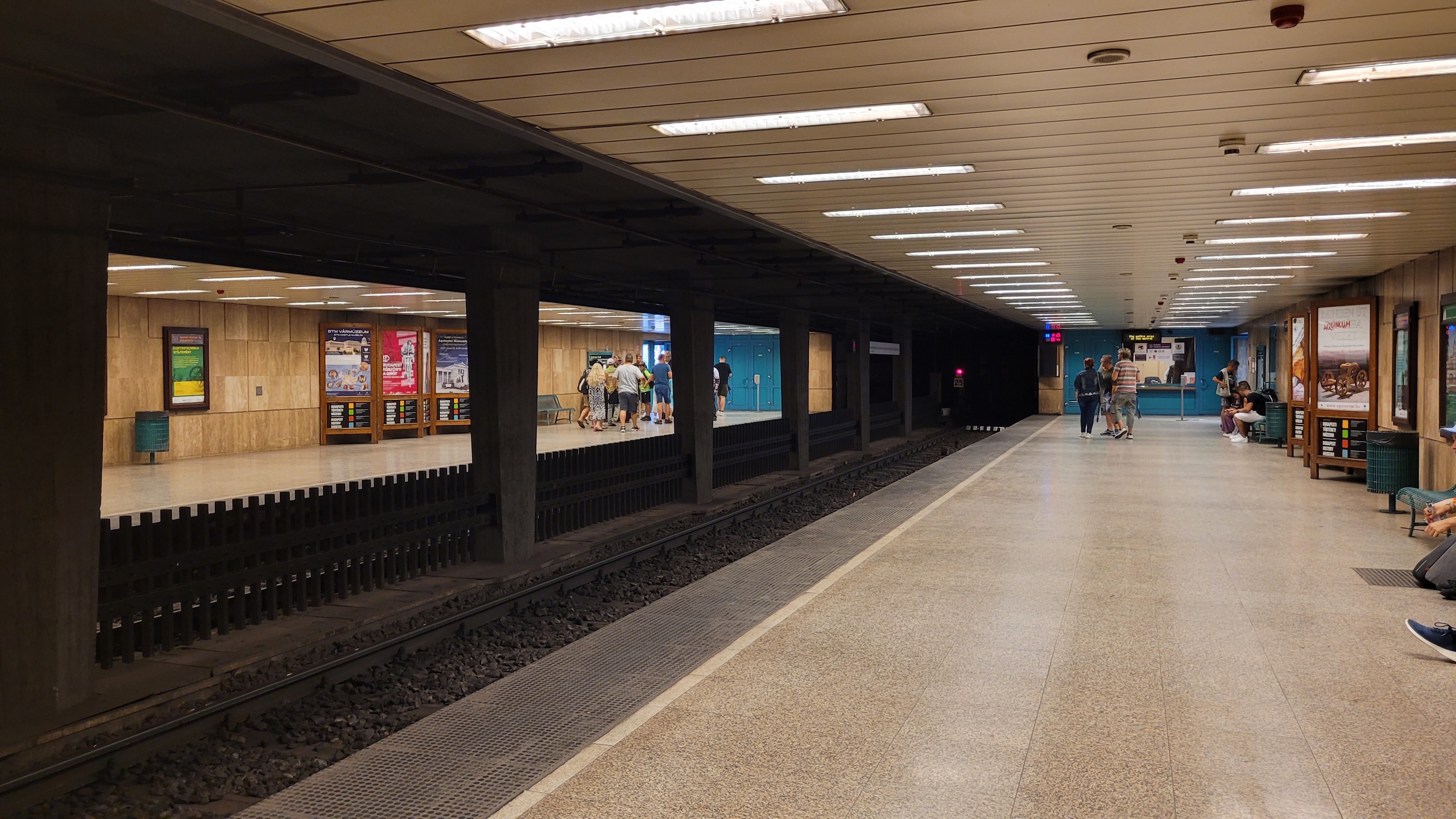
Die 1973 eröffneten Stationen, hier Széchenyi fürdő, sind länger, breiter und im zeitgenössischen Stil gestaltet
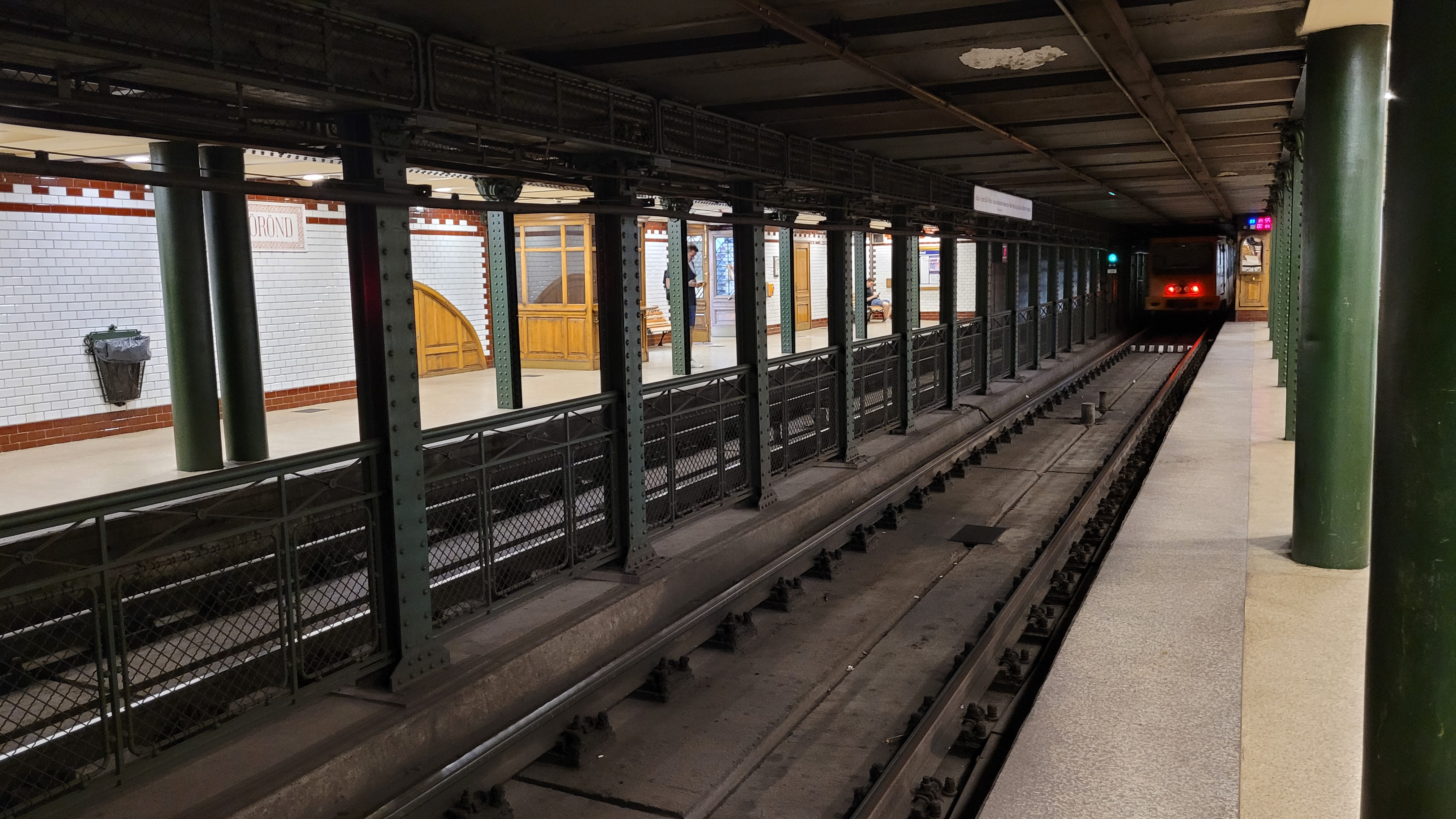
Einzelne runde Säulen, so wie hier in der Station Kodály körönd, erinnern an die Bahnsteigverlängerungen des Jahres 1973
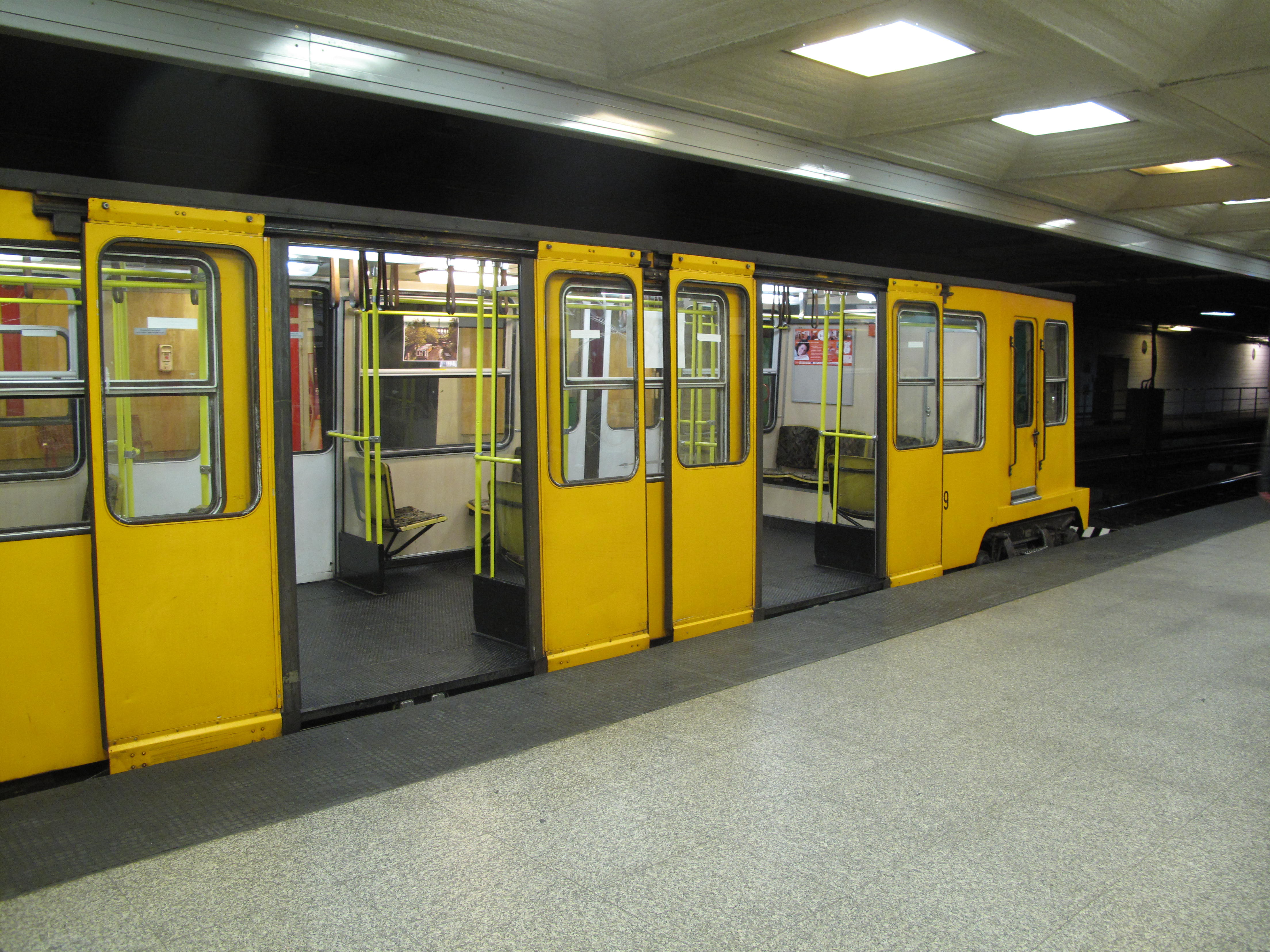
Seit 1973 ist ein nahezu stufenloser Einstieg in die Földalatti-Züge möglich
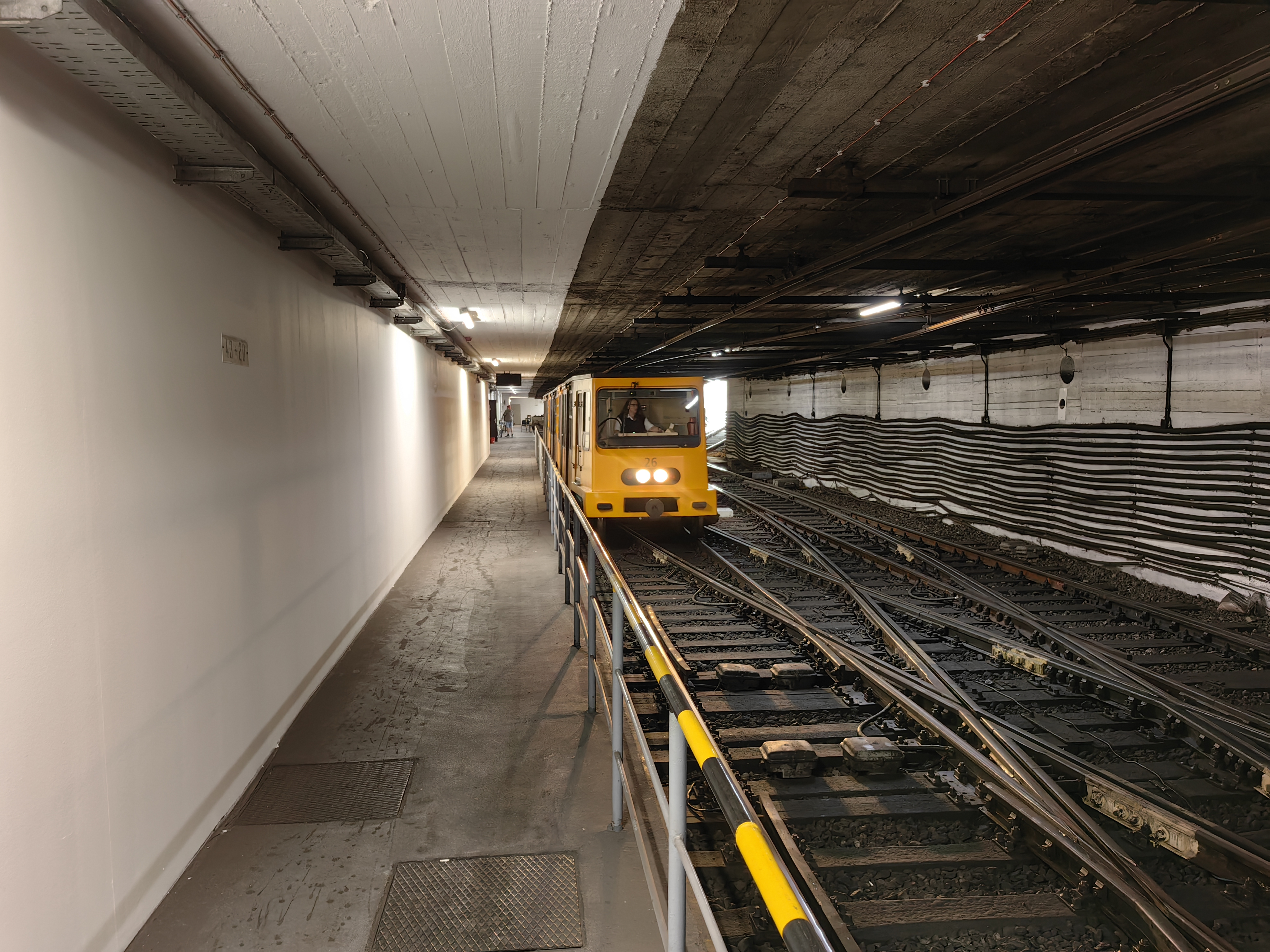
Unterirdische Wendeanlage hinter der Station Mexikói út, rechts neben dem Wagen die Tunnelrampe ins Depot
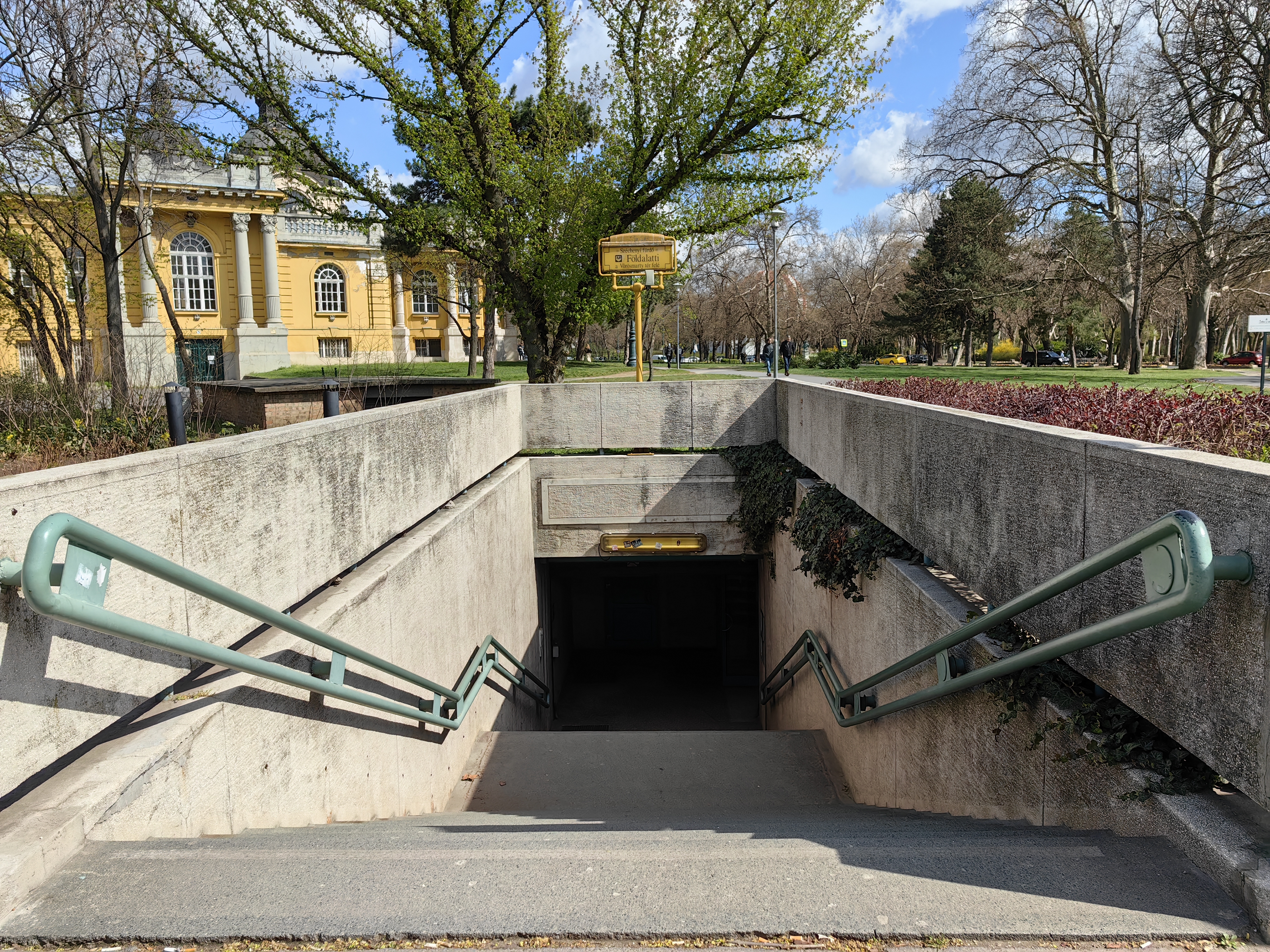
Bahnsteigzugang der Haltestelle Széchenyi fürdő im Stil der 1970er Jahre

### Einrichtung des U-Bahn-Museums im Jahr 1975

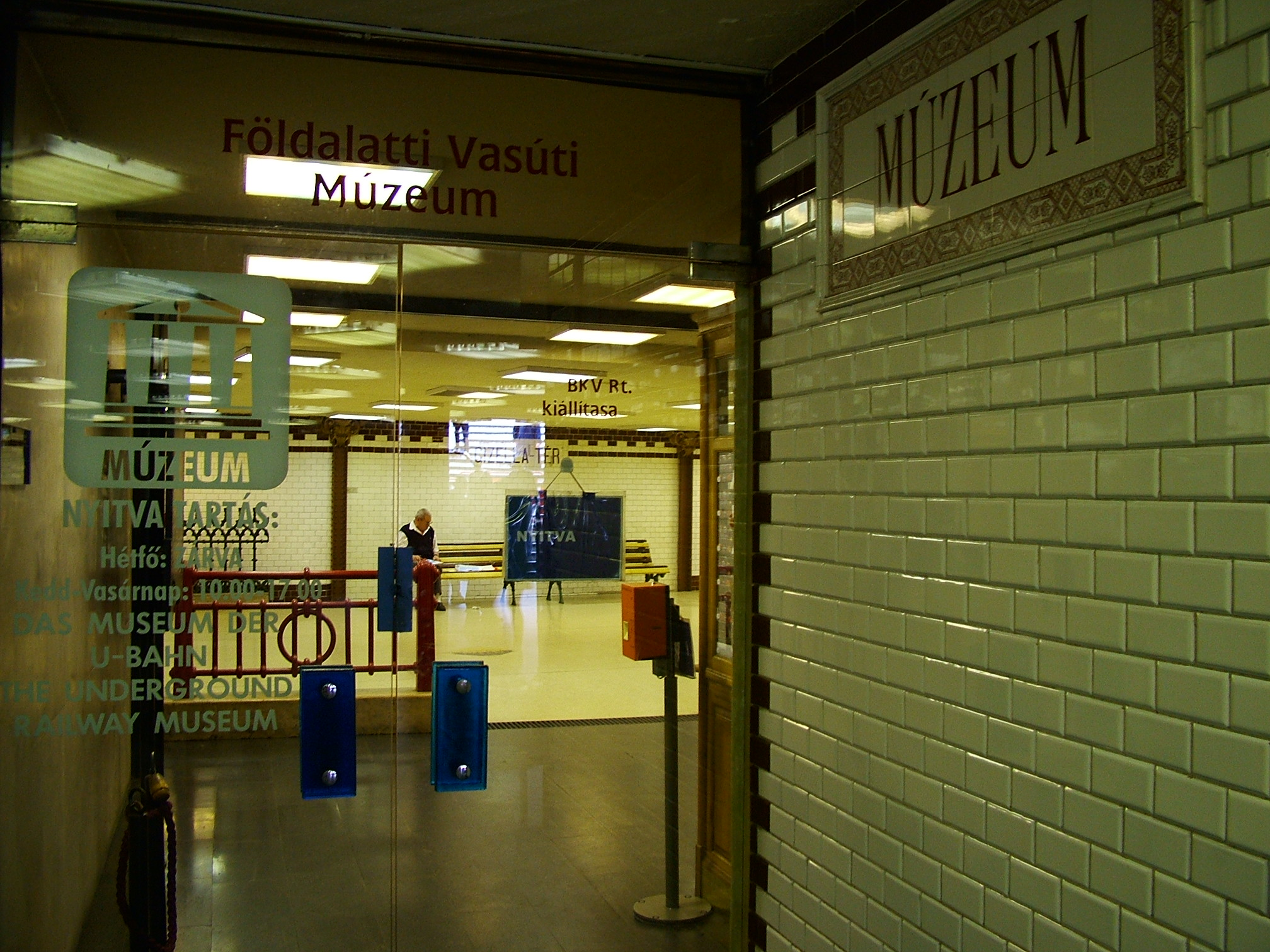
Eingang zum 1975 eröffneten U-Bahn-Museum

Die Vollendung des Metró-Umsteigeknotens Deák Ferenc tér nutzte die BKV, zusammen mit dem Ungarischen Technik- und Verkehrsmuseum – landessprachlich Magyar Műszaki és Közlekedési Múzeum, um unter dem genannten Platz das U-Bahn-Museum, ungarisch Földalatti Vasúti Múzeum, einzurichten. Unterstützt wurden sie dabei von der Abteilung für Verkehrspolitik und Stadtverkehr des Ministeriums für Verkehr und Post sowie vom Vorstand der Generaldirektion für Verkehr der Stadtverwaltung. Es eröffnete am 26. Oktober 1975 und hat die Anschrift Erzsébet tér 14. Die historische Ausstellung fand dabei im 1952 aufgelassenen Tunnelabschnitt Platz, der – je nach Messung – 50 oder 80 Meter lang ist. Er sollte ursprünglich zugeschüttet werden, wurde letztlich aber nur mit Mauern von der Bestandstrasse abgetrennt. Der Zugang zum Museum erfolgt durch die Verteilerebene, über die auch alle drei dort verkehrenden Metró-Linien zugänglich sind. Da der betreffende Tunnelabschnitt bei Eröffnung des Museums schon nicht mehr mit dem heute noch betriebenen Tunnel verbunden war, mussten die drei dort ausgestellten Fahrzeuge, die Triebwagen 1 und 19 sowie der Steuerwagen 81, per Kran durch eine temporäre Öffnung von oben herabgelassen werden. Bei den Triebwagen erreichten dabei zunächst die Drehgestelle und erst anschließend die Wagenkästen ihren neuen Standort. Wagen 19 wurde damals innen wie außen so weit wie möglich in den Ursprungszustand versetzt. Hierbei erhielt er auch seine zweite Führerstandseinrichtung zurück, außerdem fertigten die BKV-Berufsschüler eine originalgetreue Kopie des Stromabnehmers von 1896 an. Der Zug 1–81 blieb hingegen unverändert und repräsentiert somit den letzten Betriebszustand aus den 1970er Jahren. Der im Museum verwendete Prellbock stammt wiederum von der 1973 aufgelassenen Endstelle Széchenyi fürdő.
Abgesehen von den drei genannten Schienenfahrzeugen umfasst die Ausstellung das historische Signal Nummer 1109, eine Stationswärter-Kabine, mehrere Sitzbänke, Bahnsteiggitter, ein Stück Begrenzungszaun aus dem Stadtwäldchen, das konservierte Stationsschild „GIZELLA-TÉR“ der benachbarten Endstation, die marmorne Erinnerungstafel an den Besuch des Königs nach Eröffnung und die ebenfalls marmorne Tafel zum Gedenken an die Wegbereiter der U-Bahn. Ergänzt werden die genannten Exponate durch mehrere Modelle, darunter eine Nachbildung des ursprünglichen Stationsgebäudes auf dem Deák Ferenc tér sowie ein Nachbau des königlichen Salonwagens, beide im Maßstab 1:25, außerdem mehrere Drehgestell-Nachbildungen im Maßstab 1:10. Darüber hinaus beherbergt die Ausstellung historisch gekleidete Puppen, die Personal und Fahrgäste repräsentieren, sowie zahlreiche Schautafeln, Fotografien, technische Zeichnungen, das Bautagebuch und sonstige Originaldokumente, darunter auch Fahrpläne und Fahrkarten. Teilweise wird dabei auch die Geschichte der jüngeren Metró-Linien M2 und M3 angeschnitten. Als Besonderheit diente in den Anfangsjahren des Museums eine gewöhnliche Földalatti/Straßenbahn-Fahrkarte als Eintrittskarte, die am Eingang entsprechend gelocht wurde. 1981 wurde das Museum erstmals erweitert, 1989 und 1996 das Ausstellungskonzept jeweils etwas überarbeitet.

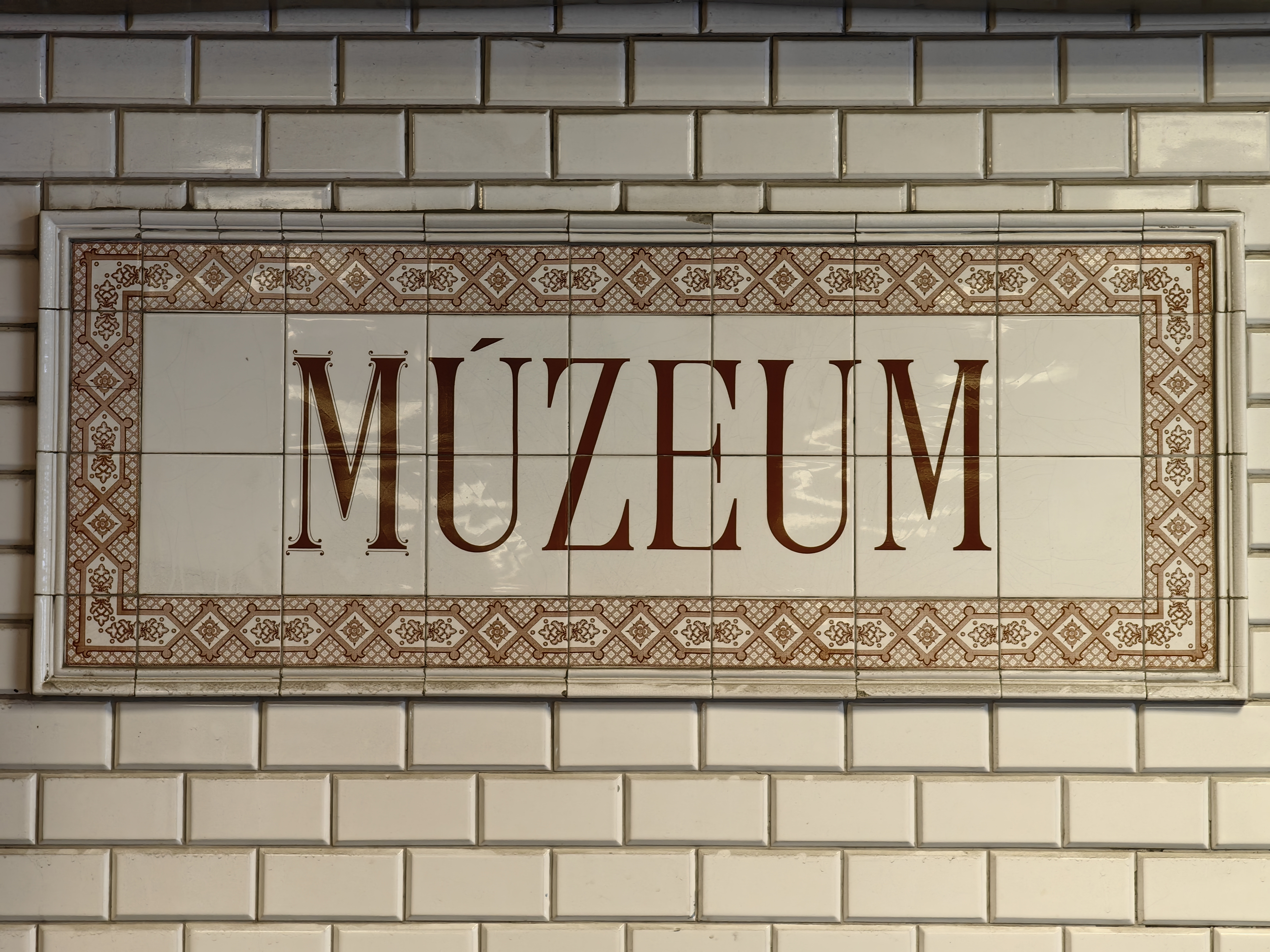
Beschriftung im Stil der historischen Stationsschilder
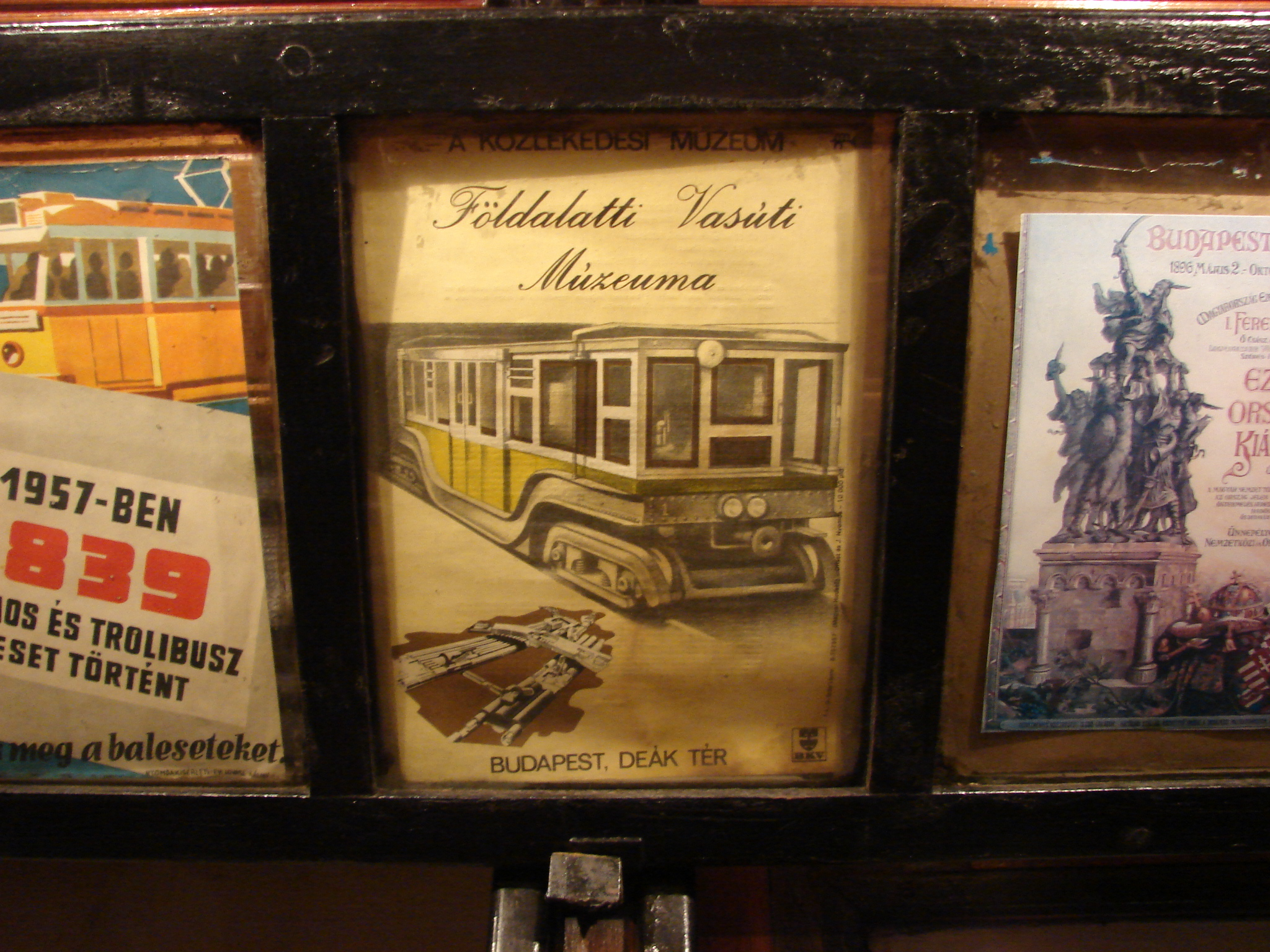
Historisches Plakat des U-Bahn-Museums
Wegweiser in der Verteilerebene des Metró-Umsteigeknotens Deák Ferenc tér
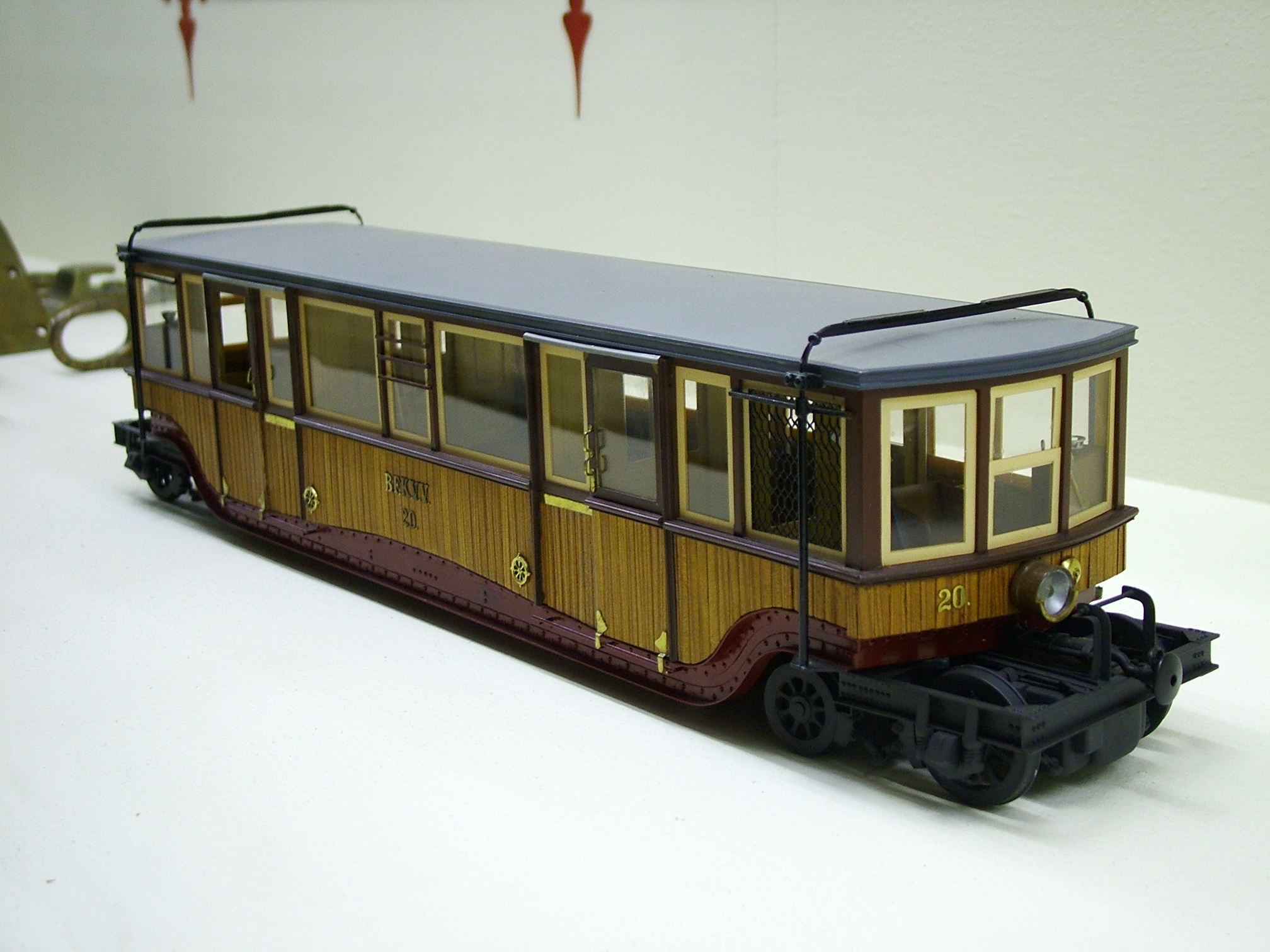
Modell des königlichen Salonwagens Nummer 20 im Maßstab 1:25
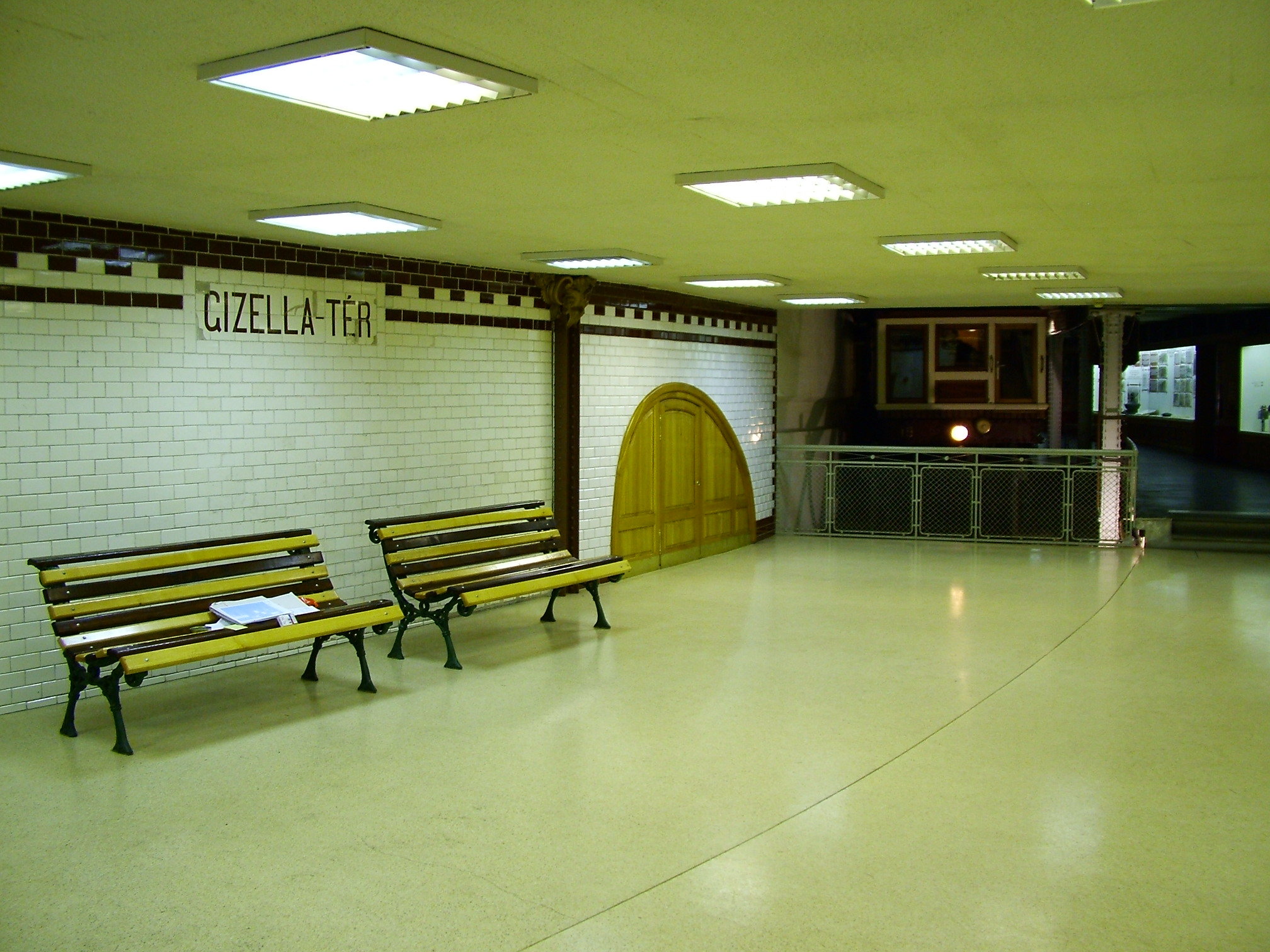
Konserviertes Stationsschild „GIZELLA-TÉR“
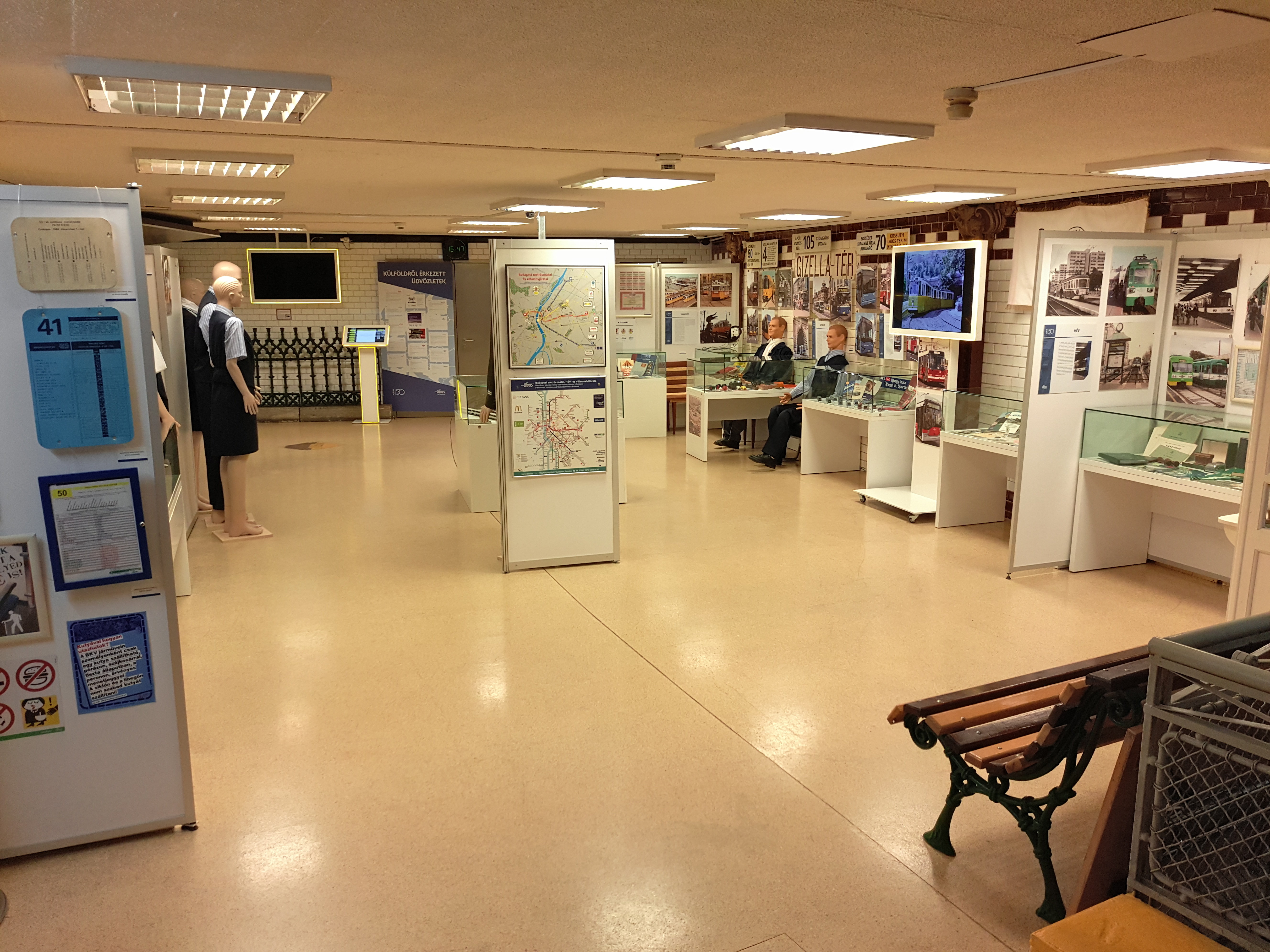
Schautafeln und Fotografien

### Abgebrochene Renovierung des Jahres 1988
In Folge der Verlängerung von 1973 stiegen die Fahrgastzahlen der M1 weiter an. Doch traten bereits ab Mitte der 1980er Jahre gravierende Schäden und Abnutzungserscheinungen an der Infrastruktur auf, welche die Notwendigkeit und Dringlichkeit einer umfassenden Renovierung erahnen ließen. Gemäß einer detaillierten Untersuchung der Technischen und Wirtschaftswissenschaftlichen Universität Budapest aus dem Jahr 1985 erwies sich die Sanierung in dreifacher Hinsicht als unumgänglich. Die Strecke war so stark abgenutzt, dass eine baldige Rekonstruktion erforderlich wurde. Die obere Isolierung des Tunnels war weitgehend zerstört, die Platten wurden nass, wodurch es zu schweren Korrosionsschäden kam. Deshalb, und wegen der erhöhten Belastung, musste die Deckenkonstruktion des Tunnels damals verstärkt werden. Basierend auf der Studie erstellte die BKV 1987 einen dreijährigen Sanierungsplan und begann 1988 mit dessen Umsetzung. Hierbei wurde der Abstand der Mittelstützen auf der Gesamtstrecke von vier auf zwei Meter reduziert. Darüber hinaus entstand zwischen den Stationen Kodály körönd und Hősök tere eine neue, 20 Zentimeter dicke und als Dreistützenträger konzipierte Stahlbetonplatte, die auf die vorhandene Abdeckung gelegt wurde. Während der Arbeiten wurden die Seitenwände und Bahnsteigplatten der drei kritischsten Stationen des Abschnitts, dies waren Vörösmarty utca, Kodály körönd und Bajza utca, von innen mit einer Eisenblechisolierung versehen. Jedoch wurden nur die für 1988 geplanten Arbeiten abgeschlossen, da die weitere Modernisierung anschließend aufgrund fehlender finanzieller Mittel gestoppt wurde.

### Generalsanierung des Jahres 1995

#### Strecke

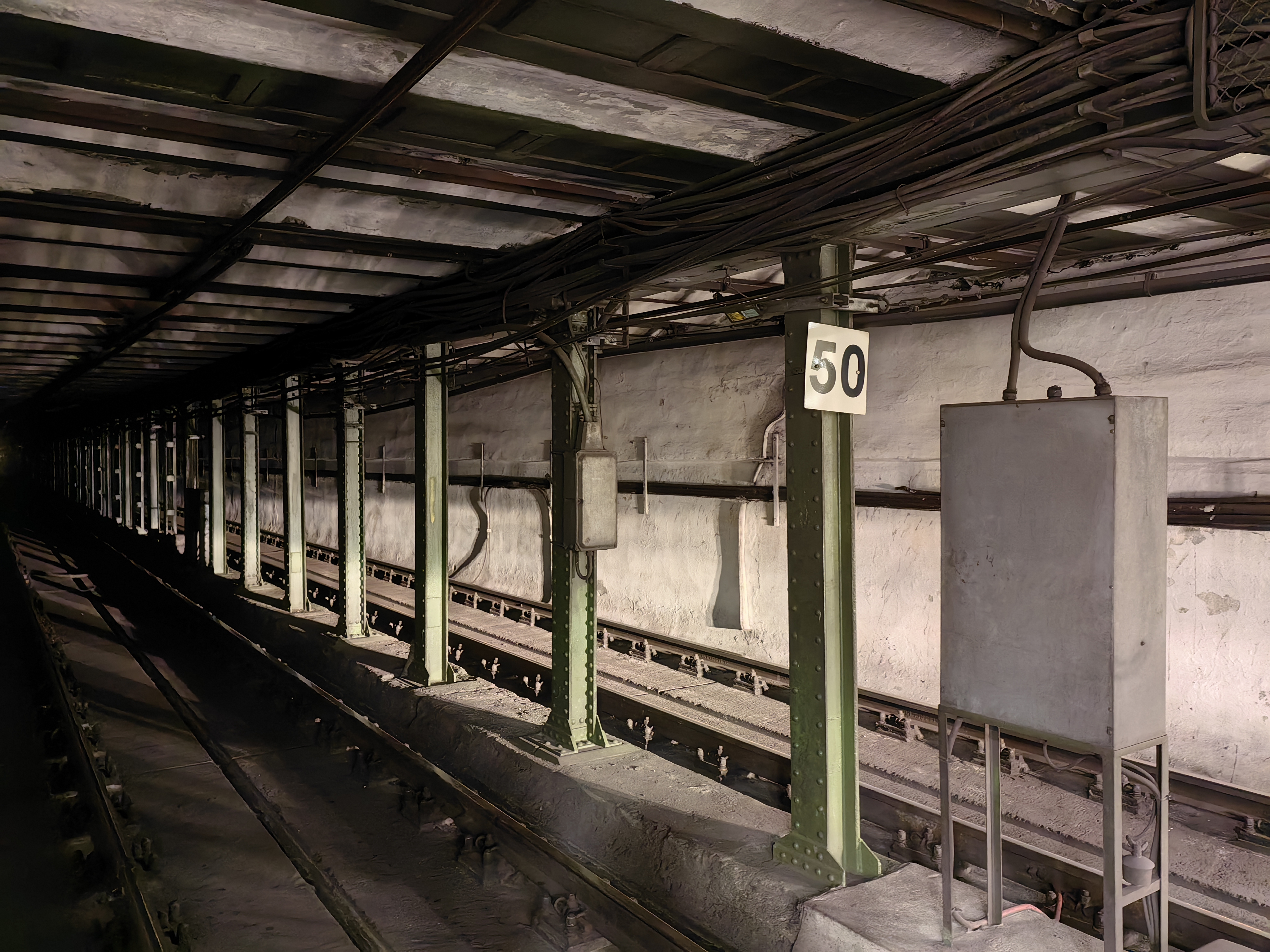
Seit 1995 ist die Höchstgeschwindigkeit der M1 auf 50 km/h begrenzt, hier entsprechend signalisiert an der Ausfahrt aus der Station Oktogon. Der Abstand der Mittelstützen reduzierte sich damals von vier auf zwei Meter, die nachträglich eingebauten sind anhand der fehlenden Nieten zu unterscheiden.

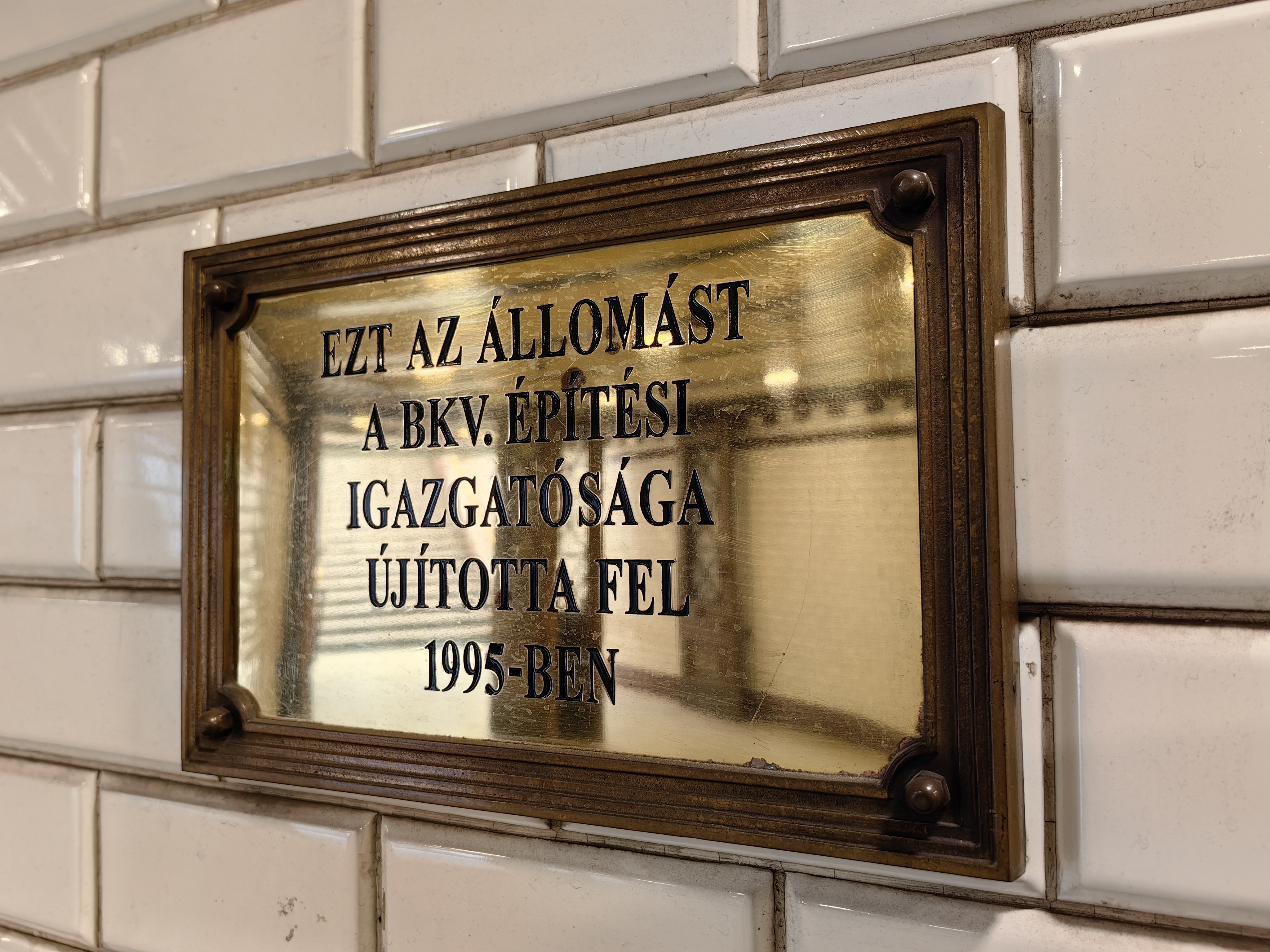
Erinnerung an die Renovierung des Jahres 1995 in der Station Oktogon

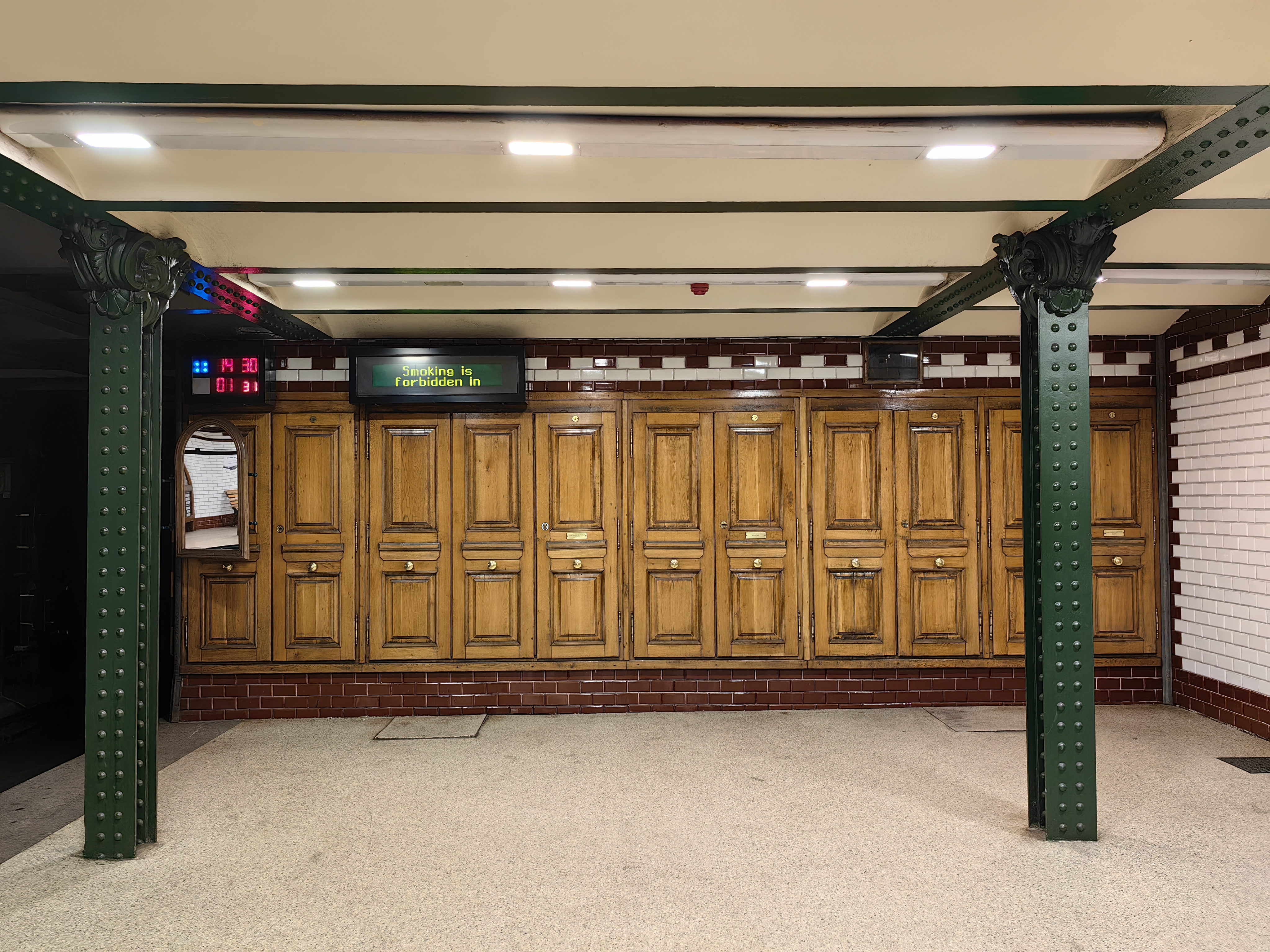
Die 1995 eingebauten Eichenholztüren an den Bahnsteigenden kaschieren nachträglich eingebaute technische Einrichtungen wie Schaltschränke oder Hydranten. Die Zugabfertigung erfolgt heute durch den Fahrer per Spiegel am Bahnsteigende, direkt darüber die elektronische Zugfolgeuhr, rechts daneben die Dynamische Fahrgastinformation

Nach Abbruch der 1988 begonnenen Renovierung verschlimmerte sich die Situation jedoch weiter. Bis 1992 befand sich die gesamte M1 in einem dermaßen schlechten Zustand, dass trotz Geschwindigkeitsbegrenzungen kein sicherer Betrieb mehr gewährleistet werden konnte. Besonders kritisch war die Situation zwischen den Stationen Vörösmarty utca und Bajza utca, wo die Gleise fast bis zur Schienenunterkante ständig im Wasser standen und mit Schlamm bedeckt waren. In dieser Situation drohte ständig eine Betriebseinstellung.
Erst Ende 1993 standen, vor allem mit Hilfe der Stadtverwaltung, die finanziellen Mittel zur Verfügung um die Modernisierung fortzusetzen. Die Renovierungspläne wurden Ende Januar 1994 von der FŐMTERV Részvénytársaság. in Zusammenarbeit mit den Subunternehmern der UVATERV Részvénytársaság. fertiggestellt. Die Prüfung durch die zuständigen Straßenbahn- und Eisenbahn-Aufsichtsbehörden fand am 10. März 1994 statt. Die Eisenbahn-Aufsicht genehmigte sie am 29. März 1994, die Erlaubnis der Straßenbahn-Aufsicht folgte am 21. April 1994. Anschließend schrieb die BKV den Gleisbau einerseits sowie die Sanierung der Tunnelinfrastruktur andererseits jeweils international aus. Infolgedessen gewann die Betonútípító International Construction Co., Ltd. den ersten Teil des Auftrags und die Hídípító Részvénytársaság den zweiten. Mit beiden Unternehmen wurden im Dezember 1994 Bauverträge unterzeichnet.
Vorläufig letzter Betriebstag vor der Generalsanierung war der 4. März 1995, schon in den frühen Morgenstunden des 5. März 1995 begann der Gleisrückbau bei gleichzeitigem Schienenersatzverkehr. Der Gleisaustausch erfolgte zwischen Bajcsy-Zsilinszky út und Hősök tere. Hierbei wurde zunächst das linke Gleis abgebaut, indem dessen Joche auf das rechte Gleis gelegt wurden. Danach wurde das Material des rechten Gleises auf Güterwagen verladen, die auf dem – vorübergehend an Stelle des linken Gleises befindlichen – fliegendem Gleis bereit standen und später von regulären Personentriebwagen an die Oberfläche gezogen wurden. Anschließend wurde der alte Betonboden mit einem Hochdruckreiniger gesäubert und Bewehrungsstäbe in den Beton gesetzt. Nach dem Aufbringen der Brücke und dem Einbringen der Eiseneinlagen wurde die Bettung mit Kunststoffbeton vorbereitet. Der Beton wurde mit Betonpumpen an den Stationszugängen sowie durch eigens in den Boden gebohrte Löcher zwischen den Stationen eingebracht. Nachdem der Beton erstarrt war, wurden die neuen Schienen angeliefert und das Gleis provisorisch montiert und eingeebnet. Anschließend wurden mit einer automatischen Bohrmaschine die Löcher für die Befestigungsschrauben vorbereitet. Nach der Reinigung der Oberflächen wurden die Dämmplatten am Schienenfuß befestigt und nach der Neujustierung der Spalt zwischen Loch und Schraube sowie zwischen Betonoberfläche und Dämmplatte mit einem speziellen selbstexpandierenden Material ausgefüllt. Nach dem Erstarren des Füllmaterials wurden die Muttern der Spannschrauben mit einem Drehmomentschlüssel auf das vorgeschriebene Maß angezogen. Die 1995 neu eingebauten Schienen sind durchgehend geschweißt, haben ein höheres Metergewicht von 48,5 Kilogramm und sind auf Stahlbetonschwellen im Abstand von 75 Zentimetern befestigt. Die neuen Schwellen erhöhten allerdings die Fahrgeräusche.
Weiter entfielen 1995 die Betriebsräume in den Haltestellen, technische Einrichtungen wie Schaltschränke oder Hydranten sind seither hinter Holztüren an beiden Bahnsteigenden versteckt. Die heruntergefallenen und beschädigten Fliesenbeläge wurden ersetzt, die hierzu benötigten Platten beschaffte das Unternehmen bereits 1987. Türen, Fenster und Säulenkapitelle wurden originalgetreu restauriert, der Boden mit Terrazzo bedeckt, die alten Beleuchtungskörper durch modernere, stärkere ersetzt. Während der Betreiber sich bei den Stationen von 1896 um historische Kontinuität bemühte, konnte bei den moderneren von 1956 beziehungsweise 1973 freier geplant werden. So entstand am Deák Ferenc tér ein neuer Bodenbelag und Treppen aus Granit sowie eine Wandverkleidung aus Marmor, an der Mexikói út und am Széchenyi fürdő wurde die Wandverkleidung aus Pyrogranit durch Süttő-Kalkstein ersetzt. Zudem entschied man sich bei den Türen, Fenstern, Geländern und Sitzbänke für modernere Farben, das heißt Türkisblau am Széchenyi fürdő beziehungsweise Rot und Grün an der Mexikoi út. Die damalige Modernisierung erfolgte unter teilweiser Finanzierung der Europäischen Bank für Wiederaufbau und Entwicklung (EBRD).
Ein ebenfalls 1995 eingebauter, einfacher und stumpf zu befahrender, Gleiswechsel nach der Station Oktogon ermöglicht bei Störungen erstmals auch einen abschnittsweisen Teilbetrieb der M1. Hierzu mussten zuvor die Plattenkonstruktion des Tunnels und die mittigen Stützpfeiler auf einer Länge von circa 60 Metern entfernt und durch eine neue Deckenplatte aus vorgefertigten Elementen ersetzt werden, die auf den beiden Seitenwänden aufliegt.
Die zweite größere bauliche Änderung bei der Renovierung des Jahres 1995 betraf die Querung des Hauptsammelkanals. Dort wurde das alte Stahlblechgewölbe, das sich für sein 100-jähriges Alter in einem überraschend guten Zustand befand, entfernt und ersatzweise – nach Anpassung des Kanals – eine flache Decke aus Stahlbeton errichtet. Durch den Entfall der dortigen Bodenwelle konnte das Gleisniveau deutlich abgesenkt werden, woraufhin auch im Bereich des Kanals reguläre Schienen eingebaut wurden. Ferner konnte die dort zuvor geltende Geschwindigkeitsbegrenzung von 10 km/h auf 25 km/h angehoben werden. Darüber hinaus konnte 1995 die minimale Zugfolge auf 100 Sekunden reduziert werden.
Mit der Renovierung von 1995 verbunden war des Weiteren eine Modernisierung der Signalanlage auf der gesamten Strecke, die Erweiterung der Stromversorgung sowie der Korrosionsschutz für das bereits stark verrostete Stahltragwerk. Nach dessen Hochdruck-Wasserstrahlreinigung wurden drei Lackfilme aufgetragen, welche die Stützkonstruktion für mindestens 20 Jahre vor Rostschäden schützen sollen. Darüber hinaus wurden aus Gründen der Sauberkeit und Ästhetik auch die inneren Betonoberflächen der Tunnelwände sowie der Decke abgeschliffen. Während der Bauarbeiten blieb die Straßenoberfläche auf der inneren Andrássy út, das heißt zwischen Oktogon und Bajcsy-Zsilinszky út, für Autobusse und Einsatzfahrzeuge befahrbar. Im Bereich der äußeren Andrássy út musste dieser Verkehr hingegen auf Parallelstraßen ausweichen.
Die bindende und tragende Asphaltschicht der bestehenden Straßendecke wurde durch Fräsen von der Oberseite der Tunnelplatte entfernt. Anschließend wurde der circa 25 Zentimeter dicke Straßensockel aus Beton mit leistungsstarken Abbruchmaschinen abgerissen. Anschließend folgte der Einbau der sogenannten „Wieni“-Isolierung, die aus fünf bis acht Millimeter dickem, auf Bitumen gelegtem und mit Teer imprägniertem Filz bestand. Es konnte hierbei nicht festgestellt werden, ob das vorherige Eindringen des Wassers durch eine Beschädigung des Isoliermaterials oder durch den Verlust seiner wasserdichten Eigenschaften verursacht wurde. Aus technischen Gründen wurde die alte Dämmung weitgehend entfernt.
Nachdem die Decke der circa drei Meter breiten Tunnelplatte freigelegt war, konnte mit dem Bau der neuen, tragenden Stahlbetonplatte begonnen werden. Nach Vorbereitung der Stahlinstallation wurde pro Dehnungsfeld Beton über die gesamte Plattenbreite gegossen. Die obere Ebene der zweiseitig geneigten Platte wurde mit Hilfe geodätisch präzise ausgerichteter Formschienen sowie eines verstellbaren Rüttelbalkens geformt. Nach dem Erstarren des Betons wurde zur Verbesserung der Isolierung auf beiden Seiten der Seitenwand des Tunnels eine halbglockenförmige, verstärkte Verkleidungswand errichtet. Die Oberfläche der auf diese Weise fertiggestellten „Kappe“ wurde durch Sandstrahlen aufgeraut und nach vollständiger Trocknung wurde die einlagige Dickblechdämmung namens „Isoflam“ aufgeklebt. Direkt auf der Isolierung wurde mit Asphaltpflastersteinen zunächst eine, ein bis zwei Zentimeter dicke, Schicht AB-V-Isolierung angebracht, gefolgt von einer sechs Zentimeter dicken Bindeasphaltschicht mit BTI-20-modifiziertem Bitumen.
Anschließend wurde die Straßentragschicht sowie die bindende Asphaltschicht zwischen Tunnelrand und Straßenrand fertiggestellt. Danach wurde die gesamte Fahrbahnoberfläche mit einer drei Zentimeter dicken Asphalt-Nutzschicht vom Typ ES-ESMAC 12 in halber Körnung überzogen. Neben dem Streckenabschnitt im Zuge der Andrássy út musste auch die 100 Jahre alte Isolierung der Haltestelle Vörösmarty tér erneuert werden, da diese ständig durchnässt war. Auch hier musste die Zierbedeckung des Platzes abgerissen und anschließend neu errichtet werden. Aus ähnlichen Gründen mussten diese Arbeiten auch bei der Station Deák Ferenc tér durchgeführt werden, da die 50 Jahre zuvor eingebaute Isolierung bereits zerstört war. Gleichzeitig mit den Arbeiten zur strukturellen Verstärkung des Tunnels sowie dem Wiederaufbau der Fahrbahn mussten alle Versorgungsleitungen renoviert und viele Ersatzleitungen gebaut werden. Die Spanne der nötigen Maßnahmen reichte von neuen Ampel-Verkabelungen bis hin zum Austausch größerer Druckwasserleitungen, was insbesondere im Bereich Oktogon größere Probleme verursachte.
Im Zusammenhang mit dem Denkmalschutz der Andrássy út kam es zudem zu Diskussionen rund um die Anlage des Radwegs, die Anordnung der Parkplätze, die Beschaffenheit der Gehwege sowie die Gestaltung der Straßenränder. Letztlich wurden im Bereich der Autobushaltestellen durchgehend ein großwürfeliges Steinpflaster sowie Bordsteine aus Granit eingebaut. Außerdem ersetzte man damals die alten Masten für die Ampeln und Verkehrsschilder sowie die vier hohen Leuchtkandelaber am Oktogon durch zeitgemäße Masten.
Der Gleisumbau konnte fristgerecht am 5. August 1995 abgeschlossen werden. Anschließend begann der Probebetrieb. Im Zusammenhang mit der Renovierung des Jahres 1995 reduzierte die BKV die Streckenhöchstgeschwindigkeit auf der M1 ferner – analog zur gleichfalls reduzierten Fahrzeughöchstgeschwindigkeit – von 60 auf 50 km/h. Daraufhin musste die Gesamtreisezeit von elf auf zwölf Minuten gestreckt werden.

#### Stationen

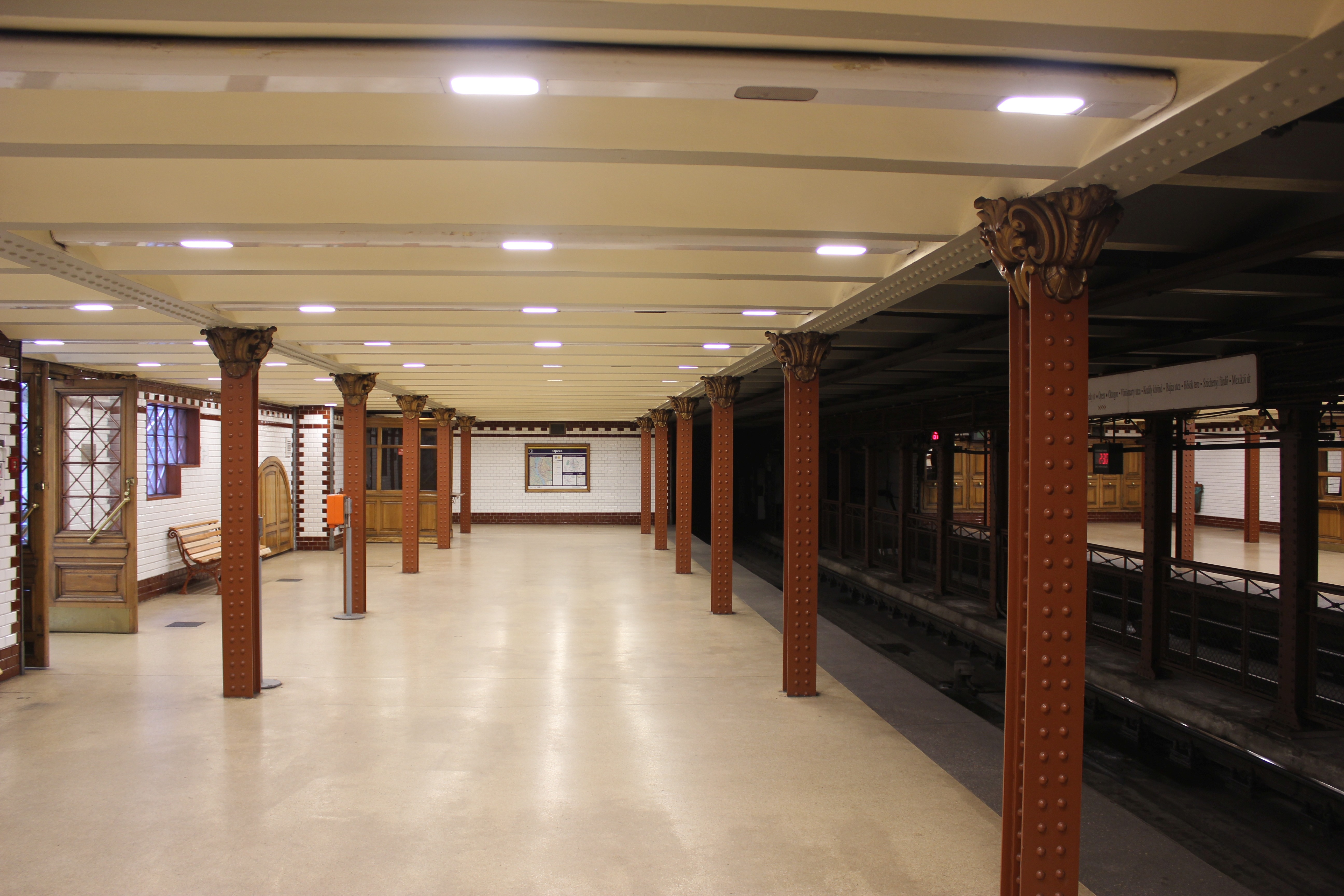
Seit der Renovierung im Jahr 1995 weist die Station Opera braun statt grün lackierte Stahlelemente auf, diese Farbwahl ist nur dort anzutreffen. Analog dazu ist auch der Terrazzo-Bodenbelag in einem bräunlichen, statt wie sonst üblich grünlichem, Farbton gehalten.

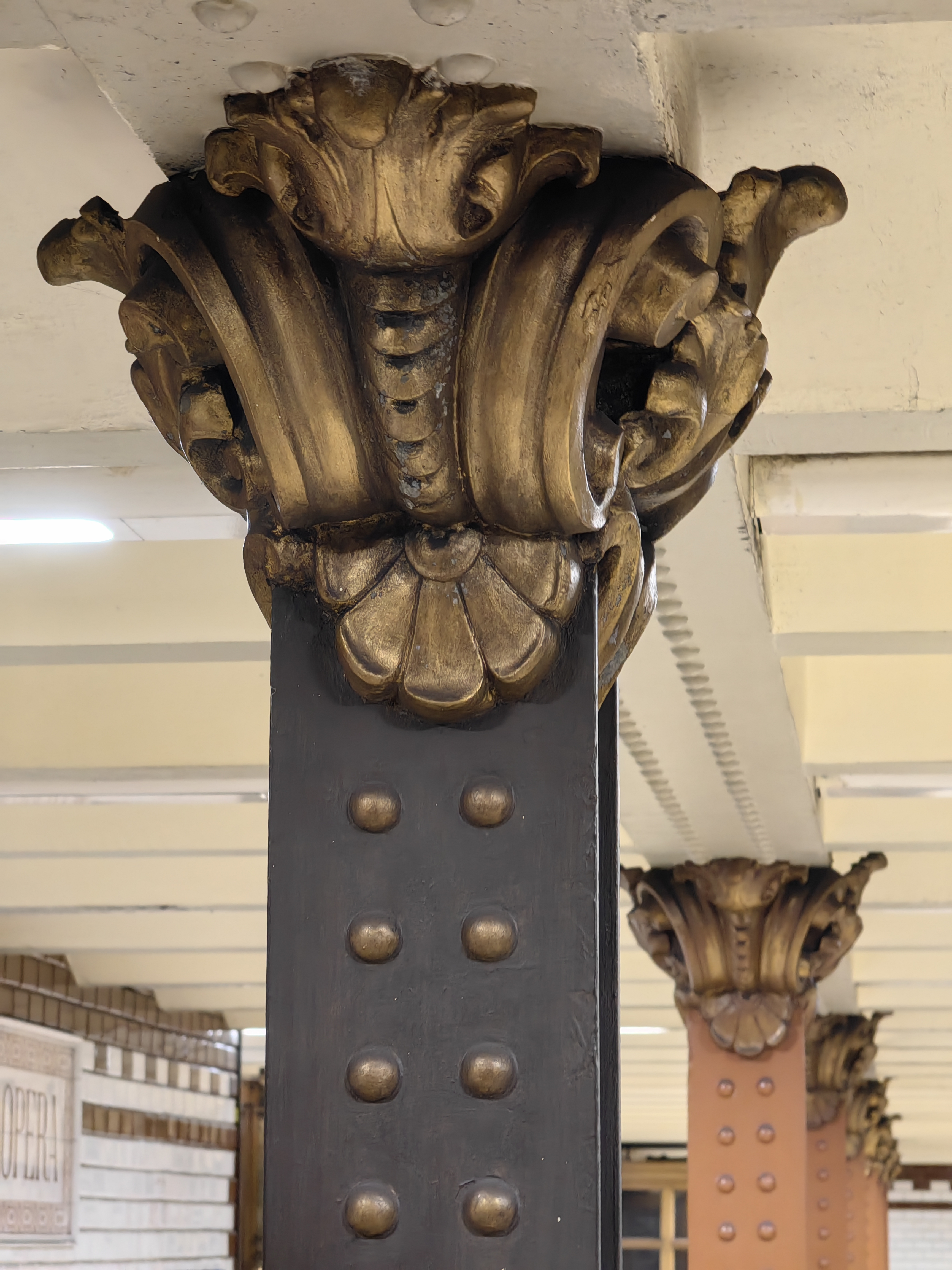
Detailansicht eines vergoldeten Säulenkopfs in der Haltestelle Opera

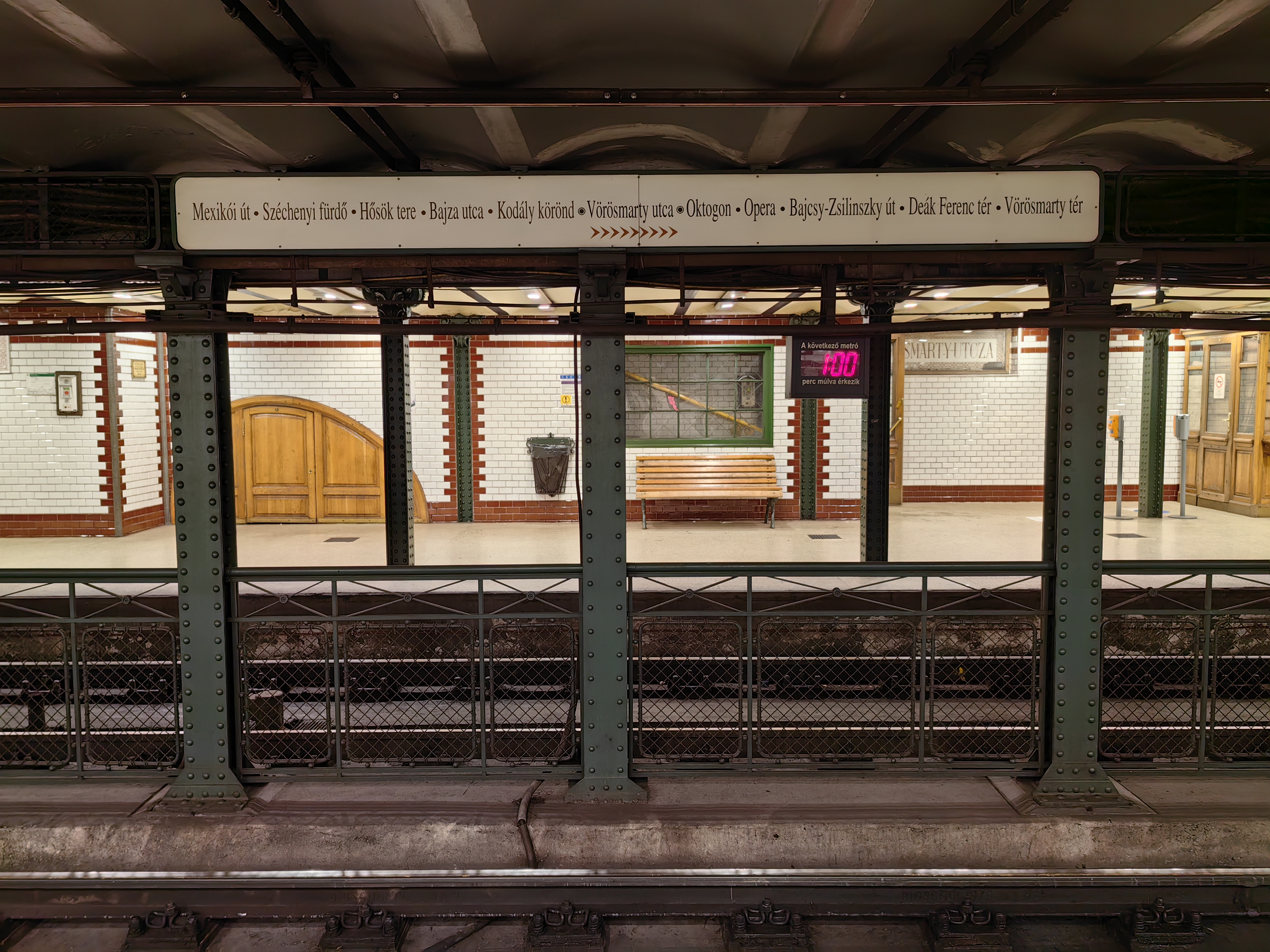
Fahrgastinformation in der Station Vörösmarty utca, die Digitalanzeige unterhalb der statischen Haltestellenübersicht gibt die voraussichtliche Abfahrtszeit des nächsten Zuges stadteinwärts mit einer Minute und null Sekunden an

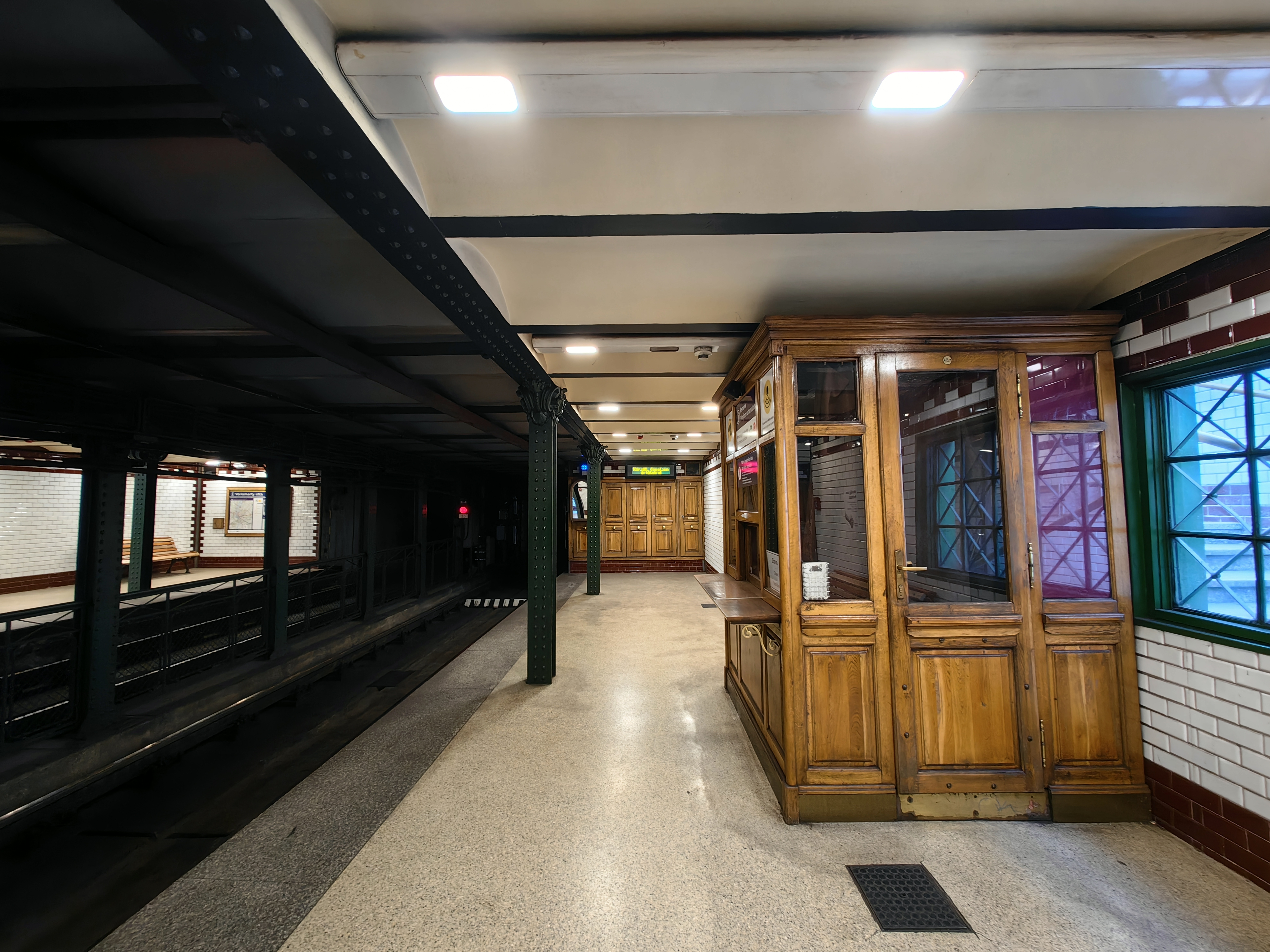
1995 eingebaute große Aufsichtskabine in der Station Vörösmarty utca

Die Abnutzung nach über 100 Betriebsjahren spiegelte sich insbesondere in den Stationen wider. Sowohl an den historischen Haltestellen von 1896 als auch an den neueren von 1956 und 1973 waren die Oberflächen nicht mehr vollständig und beschmiert, die Eingangstüren und Fenster teilweise zerbrochen, die installierte Ausrüstung beschädigt sowie die lackierten und glasierten Oberflächen von Wasserschäden betroffen. Weil jedoch auch nach der Entscheidung für die Streckensanierung das Geld für die Renovierung der Stationen weiterhin fehlte, die BKV aber die Unhaltbarkeit der Situation erkannte, beschloss sie, ihre eigenen knappen Ressourcen umzuplanen und zunächst die drei Stationen Bajcsy-Zsilinszky út, Opera und Oktogon in Eigenregie zu sanieren.
Schon im Herbst 1994 gelang es der Stadtverwaltung zudem, durch Einsparungen in anderen Bereichen, auch die Renovierung der Haltestellen auszudehnen. Somit konnten 1995, neben den drei oben genannten Stationen, letztlich auch alle übrigen saniert werden. Jedoch drängte die Zeit, da die Streckensperrung für die Gleisarbeiten damals bereits terminlich festgelegt war und die zusätzlich anberaumten Maßnahmen ebenfalls zwingend in dieser Phase zu erfolgen hatten. Die einstufige internationale Ausschreibung für die Sanierung der acht betreffenden Stationen endete am 30. Januar 1995. Infolgedessen gewann die STRABAG Hungária Részvénytársaság den Renovierungsauftrag, der Bauvertrag wurde am 8. Mai 1995 unterzeichnet.
Die architektonische Rekonstruktion der Stationen erforderte dabei insbesondere aus denkmalpflegerischer Sicht besondere Aufmerksamkeit. Das hierfür zuständige Planungsunternehmen UVATERV Részvénytársaság erstellte deshalb auf Grundlage zahlreicher Beratungen die Lizenzpläne für die alten Stationen, die von den zuständigen Behörden genehmigt wurden. Bei der Erstellung der Umsetzungspläne tauchten jedoch eine Reihe neuer Fragen auf, deren Beantwortung weitere Konsultationen mit Fachbehörden erforderte. Hierzu wurden der Öffentlichkeit sowie Fachleuten in der Station Bajza utca zunächst verschiedene Materialien für die künftige Innenausstattung präsentiert, weshalb die Sanierung dieser Haltestelle erst verspätet angegangen werden konnte. Die wichtigsten restauratorischen Fragen des Jahres 1995 waren:
- Bereits mit Beginn der Renovierung im Jahr 1988 beauftragte die BKV die Zsolnay Porzellanmanufaktur mit der Herstellung neuer Zierkacheln zum Austausch beschädigter Kacheln von 1896. Jedoch konnte das Unternehmen den Auftrag aus technischen Gründen nicht erfüllen, weshalb ersatzweise das Unternehmen PIETRA einspringen musste. Gegen die Verwendung der bereits an die BKV gelieferten Kacheln erhob jedoch die Denkmalschutzinspektion Einspruch, sie bestand auf die ursprünglichen Zsolnay-Kacheln. Auf wiederholte Anfrage versuchte die Porzellanmanufaktur in Pécs daher, durch experimentelle Produktion die Voraussetzungen dafür zu schaffen. Doch konnte sie die Bestellung letztendlich, vor allem aufgrund der knappen Frist, wiederum nicht ausführen. Lediglich die Stationsschilder samt dem sie schmückenden Rahmen konnte Zsolnay originalgetreu liefern, während die Wandverkleidung seit 1995 aus PIETRA-Fliesen besteht. Diese Imitate unterscheiden sich jedoch kaum von den Originalen des Jahres 1896.[45]

- Ein weiterer umstrittener Punkt war das Material, mit dem die Bahnsteige bedeckt waren. Der ursprüngliche Belag bestand aus Gussasphalt, die Denkmalschutzbehörde forderte die erneute Verwendung dieses Belags. Jedoch lehnte der Investor dies sowohl aus ästhetischen als auch aus betrieblichen Gründen ab. Nachdem auch eine Blechbespannung diskutiert wurde einigte man sich, als Kompromiss auf Vorschlag des Planers, auf einen gegossenen Terrazzobelag. Dieser weist in der Station Opera einen bräunlichen und in allen anderen Haltestellen einen grünlichen Farbton auf.[45]

- Für die Lackierung der Stahlkonstruktionen in den Stationen wählten die Verantwortlichen, nach vielen Probeanstrichen und Vergleichen, einen dunkleren Grünton. Ausgenommen hiervon war die Haltestelle Opera. Dort fand sich nach dem Abriss eines Arbeitsraums eine Säule, die den ursprünglichen Anstrich von 1896 bewahrt hatte. Sie war dunkelbraun, die Verzierungen des Säulenkopfes und der Nietenköpfe waren vergoldet. Die Säule ist noch heute auf dem rechten Bahnsteig der Station zu sehen, darüber hinaus hat auch eine der Kassetten an der Decke ihre Originalbemalung behalten. Daraufhin wurde beschlossen, in der Haltestelle Opera als einziger überhaupt, die Stahlelemente im gleichen braunen Farbton wie beim Original zu streichen.[45]

Zudem veranlasste die BKV 1995 die Wiederherstellung der ursprünglichen Architektur der Station Vörösmarty tér, zumal deren Umbau in den 1950er Jahren überhaupt nicht zur Gestaltung des darüber gelegenen Platzes passte. Weitere 1995 zu lösende Probleme waren zeitgemäße Ausführungen der Abtrennung zwischen den beiden Gleisen in den Stationen, der Kabelabdeckungen, der Kabinen für die Stationsaufsichten – die deutlich größer ausfielen als die ursprünglich verwendeten, der Beleuchtungskörper, der Sitzbänke und der Abfalleimer. Die nachträglich eingebauten technischen Einrichtungen wie Schaltschränke oder Hydranten am Bahnsteigende wurden wiederum mit Eichenholztüren kaschiert. Die drei jüngeren Haltestellen Deák Ferenc tér, Széchenyi fürdő und Mexikói út wurden zwar 1995 ebenfalls etwas modernisiert, da hierbei denkmalpflegerische Aspekte keine Rolle spielten, unterscheiden sie sich gestalterisch weiterhin deutlich von den historischen Stationen sowie voneinander.
Der Renovierung der Stationen erfolgte in zwei Phasen. Die Arbeiten an den drei von der BKV in Auftrag gegebenen Haltestellen begannen schon am 5. März 1995, während die STRABAG erst am 8. Mai 1995 mit der Sanierung ihrer acht Stationen begann. Als Fertigstellungstermin wurde der 3. September 1995 vereinbart. Aufgrund der Kürze der Frist begannen die Auftragnehmer an allen Stationen gleichzeitig zu arbeiten. Es traten hierbei viele unvorhergesehene Probleme auf, die sowohl Auftragnehmer als auch Auftraggeber beunruhigten. Unerwartete Standorte, Behinderungen durch andere Auftragnehmer und nicht zuletzt das extrem regnerische Frühlingswetter machten es unmöglich, den geplanten Fertigstellungstermin einzuhalten. Die BKV respektierte deshalb die entsprechende Ankündigung der STRABAG und verschob die Frist im gegenseitigen Einvernehmen auf den 15. September 1995.
Die sanierte U-Bahn-Strecke wurde somit am 15. September 1995, in Anwesenheit von Bürgermeister Gábor Demszky, mit einem speziellen Kulturprogramm feierlich wiedereröffnet. Hierbei saß das Publikum auf Stühlen in den Stationen und beobachteten von dort aus die Inszenierungen der beteiligten Künstler, die hierfür jeweils aus vorbeifahrenden Zügen ausstiegen. Die reguläre Betriebsaufnahme erfolgte letztlich am Montag, den 18. September 1995. Der Straßenverkehr auf der erneuerten Andrássy út konnte hingegen erst am 22. Oktober 1995 wieder aufgenommen werden, das heißt neun Tage vor Ablauf der dafür vereinbarten Frist. Lediglich die Erneuerung der Bürgersteige erfolgte erst in der ersten Hälfte des Jahres 1996.

### Betrieb, geplante Erweiterung und Modernisierung

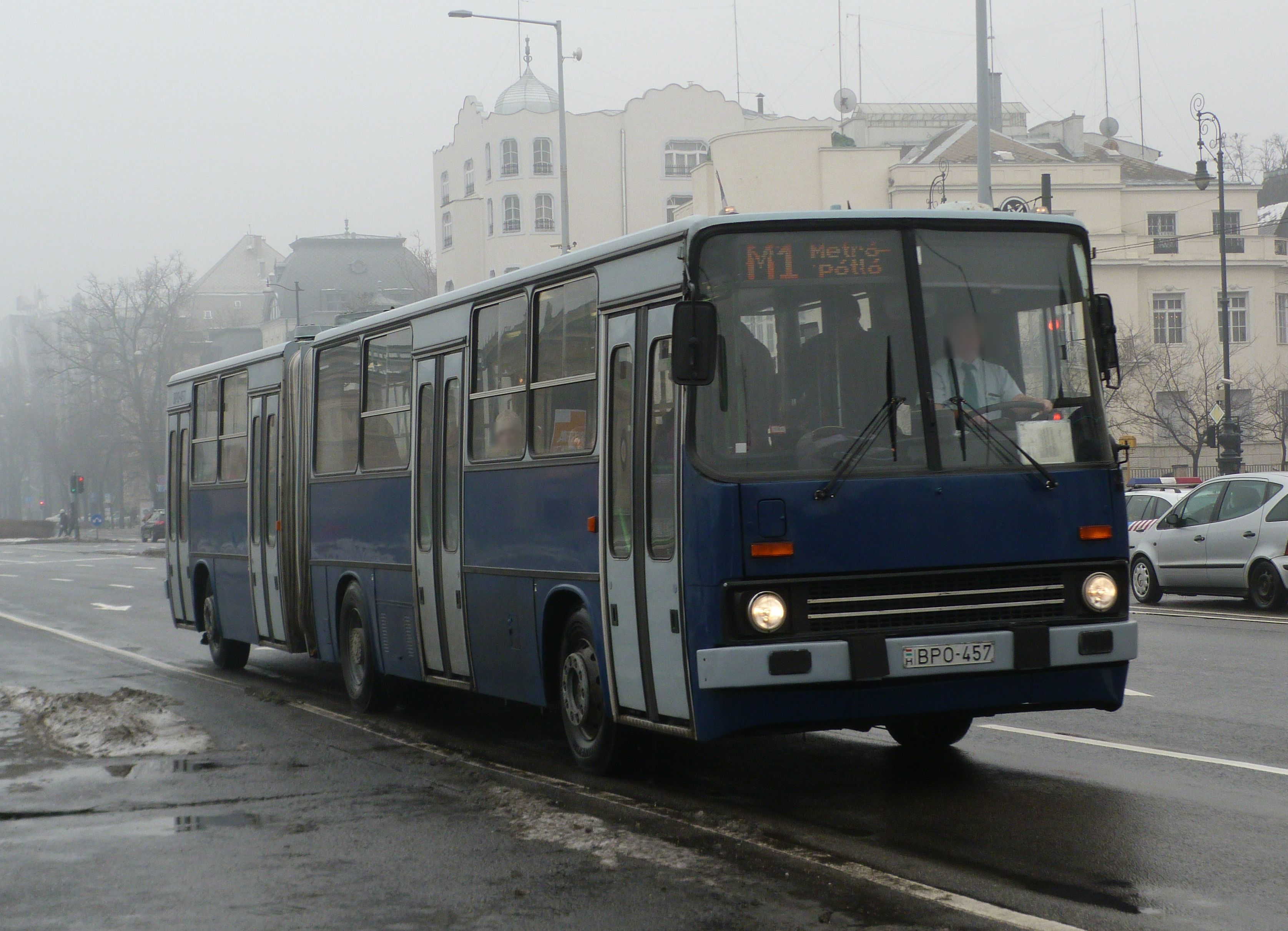
M1-Schienenersatzverkehr mit einem Ikarus 280, 2017

Die M1 verkehrt täglich von 4:32 Uhr bis 23:57 Uhr, wobei die minimale Taktfolge zwei Minuten und die maximale Taktfolge zehn Minuten beträgt. Trotz der weitgehend parallel verkehrenden Autobuslinie 105 reicht die Kapazität der M1, insbesondere in den touristisch geprägten Sommermonaten, jedoch nicht aus. Der Budapester Stadtrat beschloss daher am 21. März 2021 die erneute Erweiterung und Modernisierung der Linie. Dazu sollen neue, fahrerlose sowie durchgängig begehbare, Fahrzeuge angeschafft, die Umsteigemöglichkeiten mit einer zusätzlichen Haltestelle an der Hungária körút verbessert, die Zugänge barrierefrei umgestaltet sowie die Strecke im Süden um eine Haltestelle bis zum Vigadó tér und im Norden um fünf Haltestellen bis zur Marcheggi híd verlängert werden.

### Depots

#### Erstes Depot von 1896

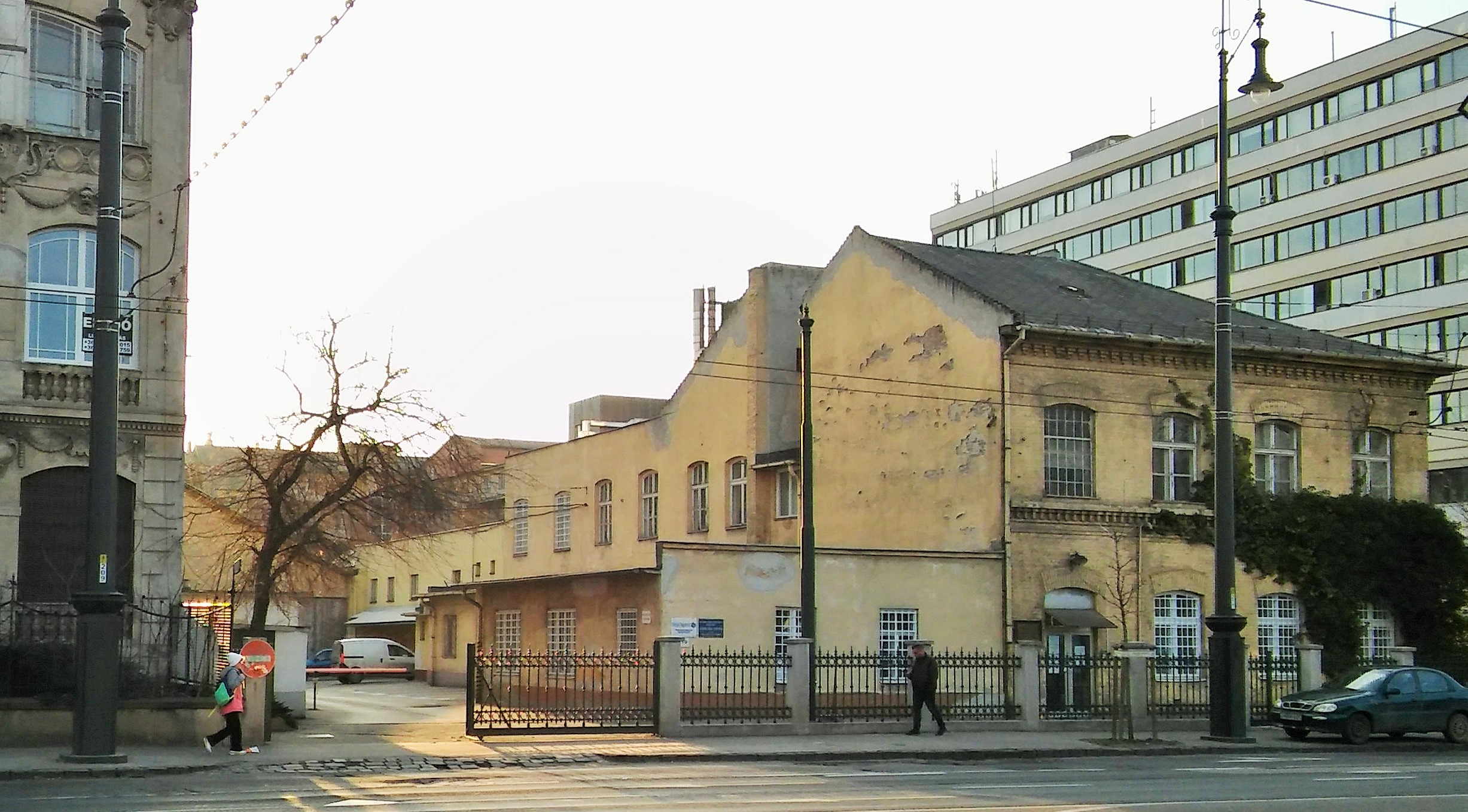
Ehemalige Depoteinfahrt an der Dózsa György út, hinter dem Baum die Wagenhalle

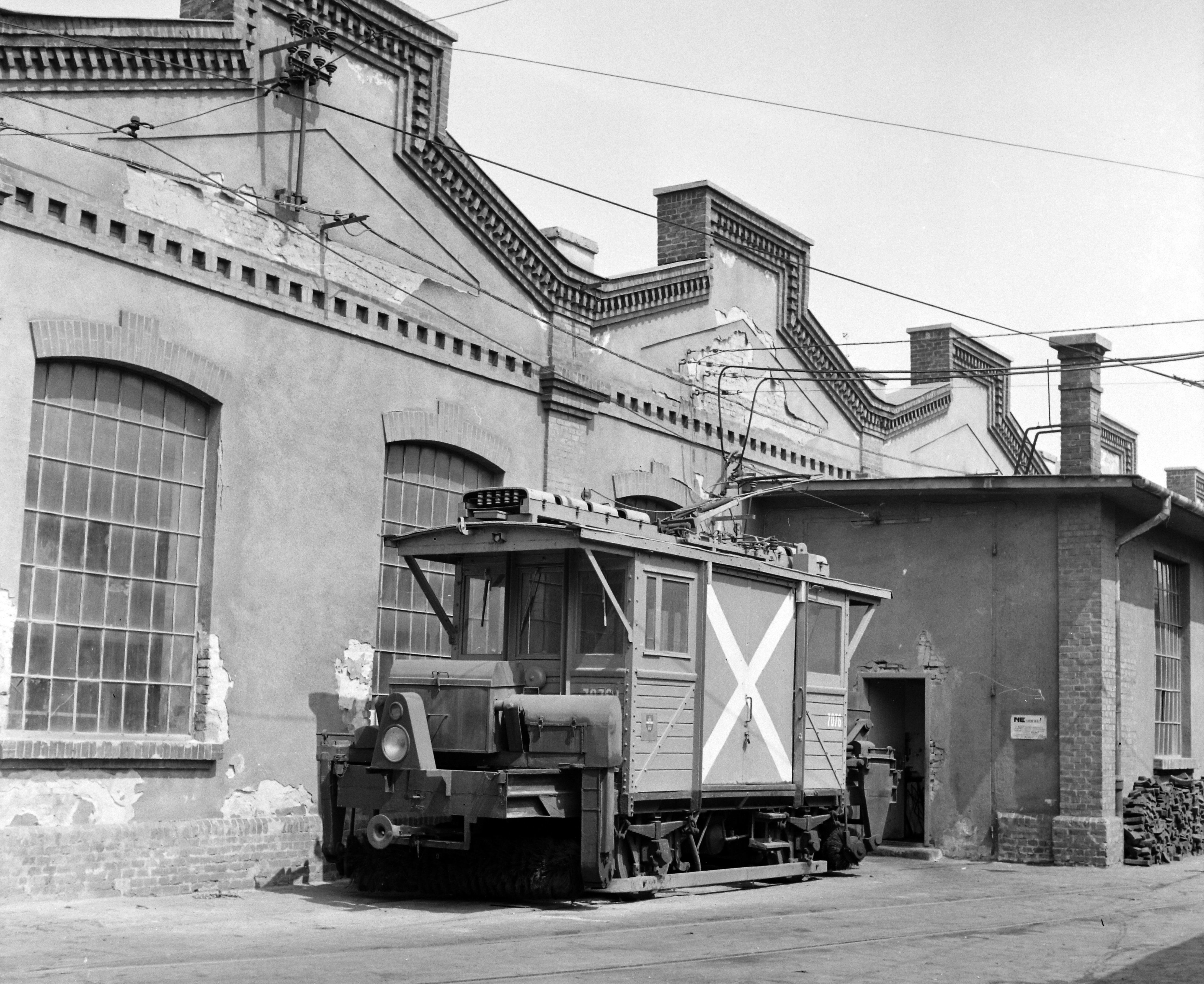
Mit solchen Lokomotiven, Muki genannt, wurden die Földalatti-Züge bis 1973 von und zum Depot geschleppt

Das erste Depot der U-Bahn lag an der Dózsa György út Nummer 110, wo 1896 eine fünfständige Wagenhalle entstand. In unmittelbarer Nachbarschaft betrieb die BVVV dort bereits seit 1889 einen Straßenbahnbetriebshof. Mit der Stammstrecke im Stadtwäldchen war die U-Bahn-Remise durch eine eingleisige, circa 300 Meter lange Betriebsstrecke verbunden. Diese verlief auf Rillenschienen in Seitenlage der heutigen Gundel Károly út, an der Mauer des Zoos entlang. An der Kreuzung Dózsa György út/Gundel Károly út/Szondi utca befand sich bis 1973 auch die Verbindungskurve zum Straßenbahnnetz.
Für die Fahrt von und zum Depot mussten anfangs spezielle Bügelwagen verwendet werden, die den Höhenunterschied zwischen der niedrigen U-Bahn-Oberleitung und dem im öffentlichen Straßenraum verwendeten Straßenbahn-Standardmaß ausgleichen konnten. Diese kurzen zweiachsigen Anhänger mit einem höhenverstellbaren Stromabnehmer wurden auf dem Ausziehgleis der Station Állatkert an die U-Bahn-Wagen an- oder abgekuppelt, dadurch konnten diese mit eigener Kraft von und zum Depot fahren. Ab 1950 wurden die Földalatti-Wagen schließlich mit zweiachsigen Straßenbahnlokomotiven der Baureihen Béka beziehungsweise Muki von und zum Depot geschleppt. Auf der Verbindungsstrecke zum Depot war ferner schon in der Frühphase des U-Bahn-Baus ein experimenteller Tunnelabschnitt erprobt worden.

#### Zweites Depot von 1973

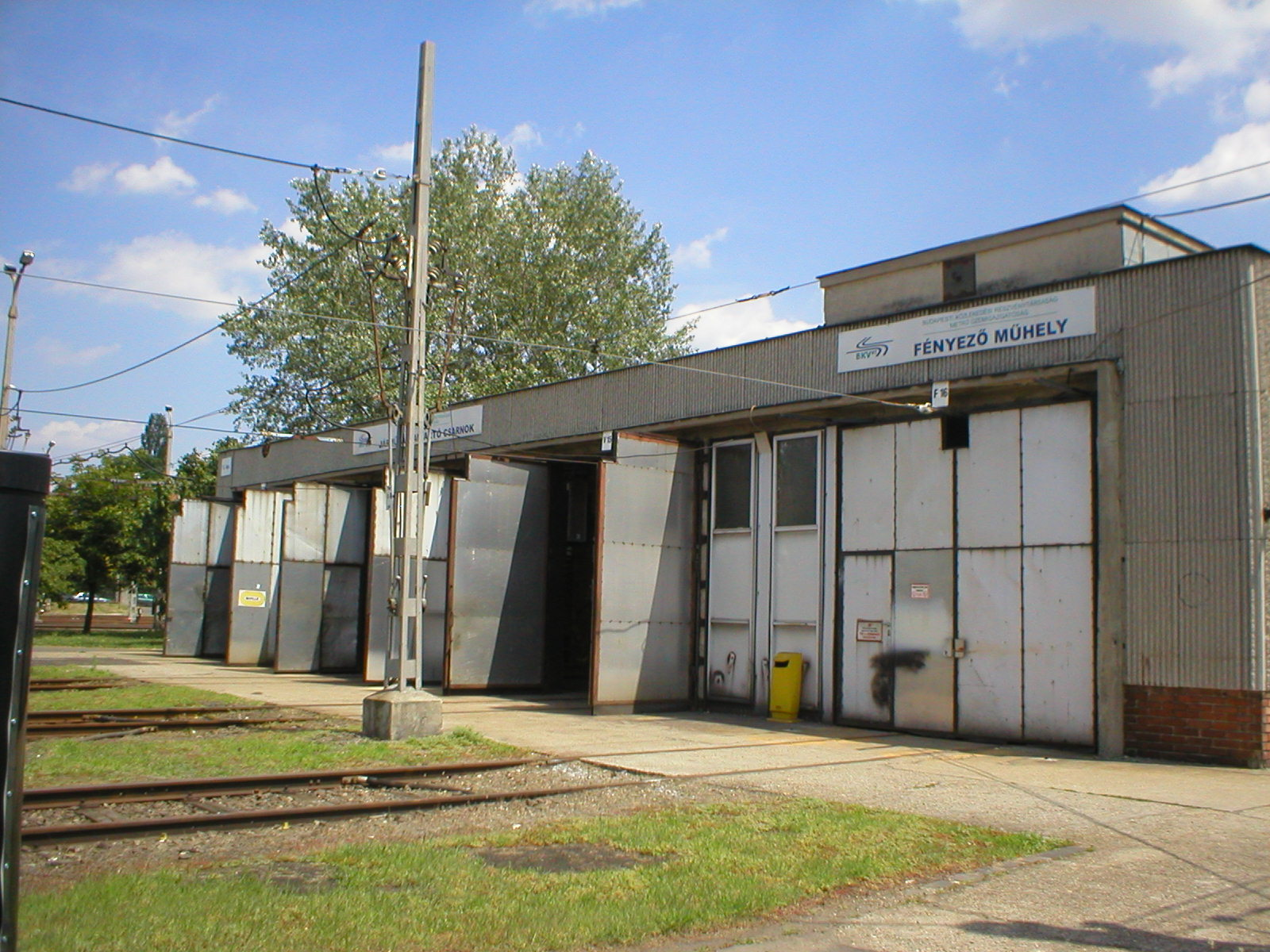
Die kleinere vierständige Wagenhalle des 1973 eröffneten Depots an der Mexikói út

Für die Anfang der 1970er Jahre neu beschafften Gelenktriebwagen musste die Kapazität des Betriebshofs erhöht werden, was jedoch am früheren Standort aufgrund der engen Bebauung dort nicht möglich war. Zudem beabsichtigte das benachbarte MÁV-Krankenhaus damals eine Erweiterung. Somit entfiel 1973 das erste Depot an der Dózsa György út vollständig. Stattdessen erhielt die Földalatti ein neues, wiederum oberirdisches, Depot auf den Grundstücken Mexikói út Nummer 70 sowie Erzsébet királyné útja Nummer 8, einem vormaligen MÁV-Gelände. Dieses ist etwa doppelt so groß als der frühere U-Bahn-Betriebshof und belegt das komplette Straßenviereck zwischen der Mexikói út, der Horvát Boldizsár utca, der Columbus utca und der Erzsébet királyné útja. Die Anlage verfügt über eine lange zwölfgleisige Abstellhalle, eine kürzere viergleisige mit Waschanlage sowie eine zweigleisige mit Räderdrehbank. Mit der stadtauswärtigen Endstation ist das Depot über eine Tunnelrampe verbunden, diese befindet sich bereits auf dem Betriebsgelände. In das Depotareal ist außerdem eine Wendeschleife integriert. Sie ermöglicht zum einen die Drehung der Züge und zum anderen Prüffahrten innerhalb des Betriebsgeländes.
Somit entfielen 1973 auch die Schleppfahrten der Földalatti-Züge von und zum Depot, die alte oberirdische Betriebsstrecke durch die Gundel Károly út war damit obsolet. Die Gleisverbindung mit dem Straßenbahnnetz wurde damals ebenfalls zum neuen U-Bahn-Depot verlegt. Sie befindet sich seither zwischen den Straßenbahnhaltestellen Mexikói út und Erzsébet királyné útja, aluljáró, wird aber nur noch für Überführungsfahrten von und zur Hauptwerkstatt benötigt. Sie ist aufgrund der unterschiedlichen Fahrdrahthöhen nicht elektrifiziert. Wie schon beim früheren oberirdischen Streckenabschnitt durch das Stadtwäldchen hängt die Oberleitung auch im Depotbereich etwas höher als im Tunnel. Dennoch ist die maximale Durchfahrtshöhe für, die Gleise querende, Dienstfahrzeuge auf dem Betriebshofgelände auf 2,30 Meter begrenzt.

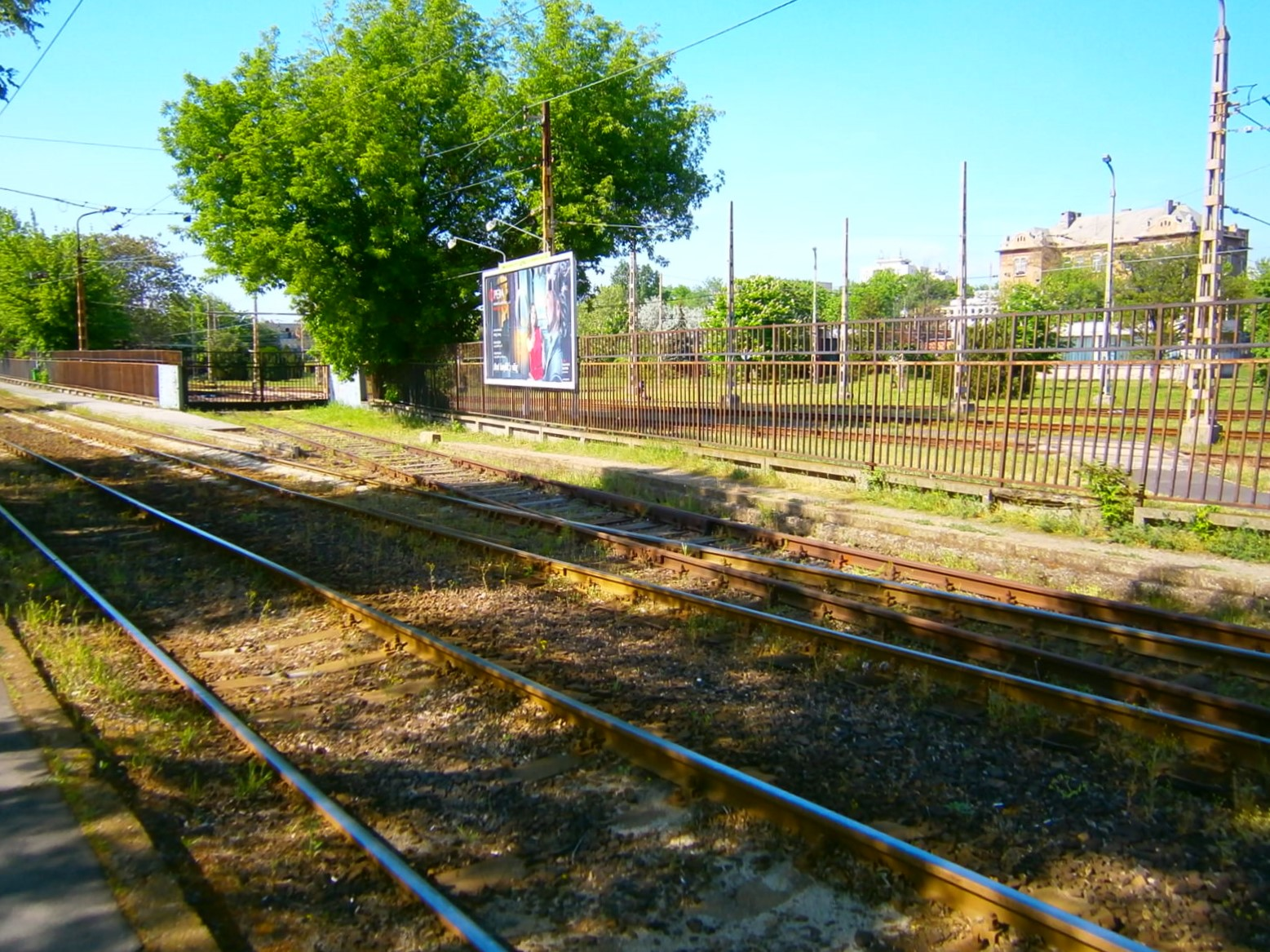
Die seit 1973 bestehende Gleisverbindung zwischen Straßenbahnnetz und Földalatti für Überführungen von und zur Hauptwerkstatt
Gleisplan des Depots Mexikói út samt Endstation, Wendeanlage, Tunnelrampe und Anschluss an das Straßenbahnnetz
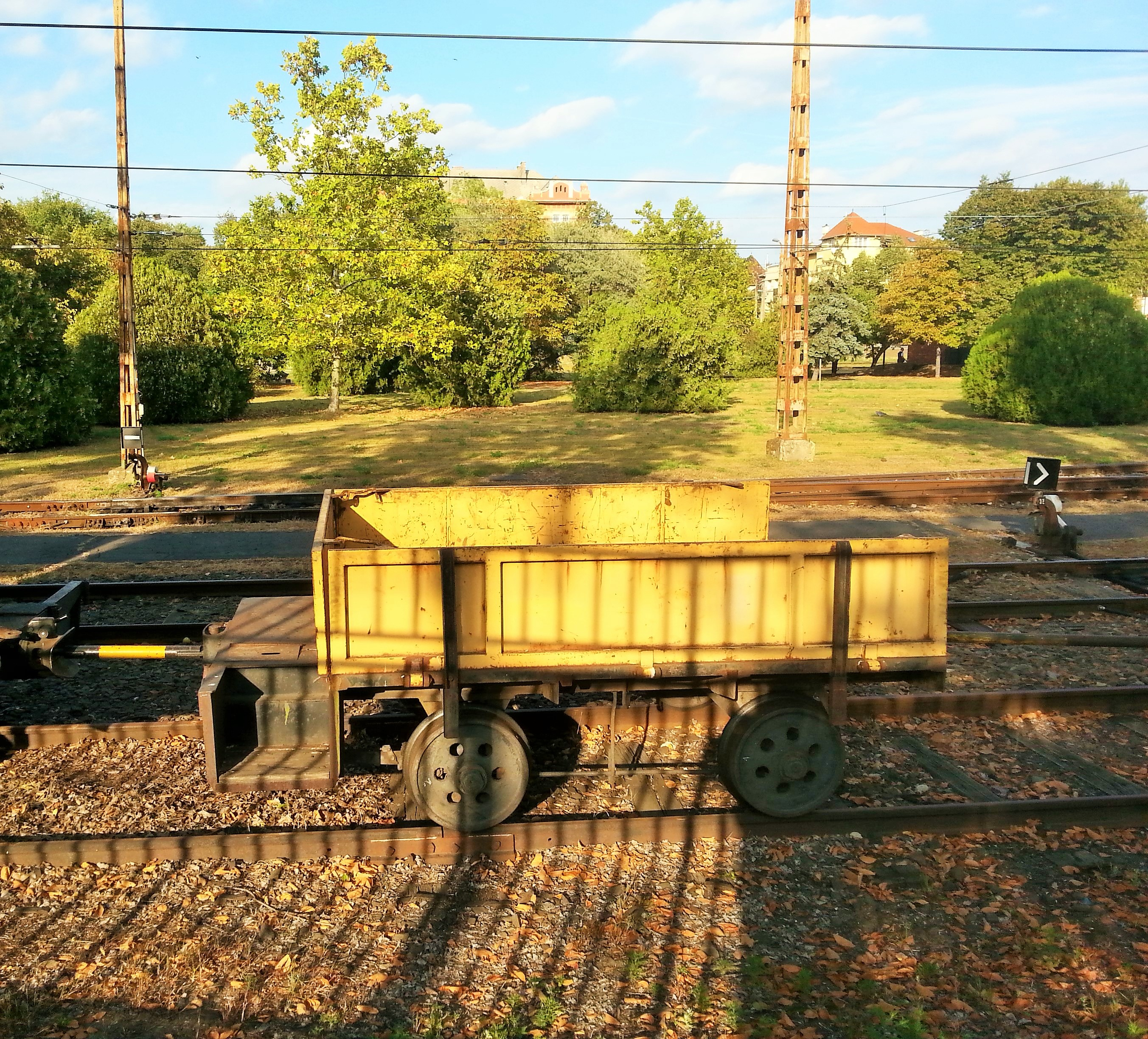
Arbeitslore für die M1
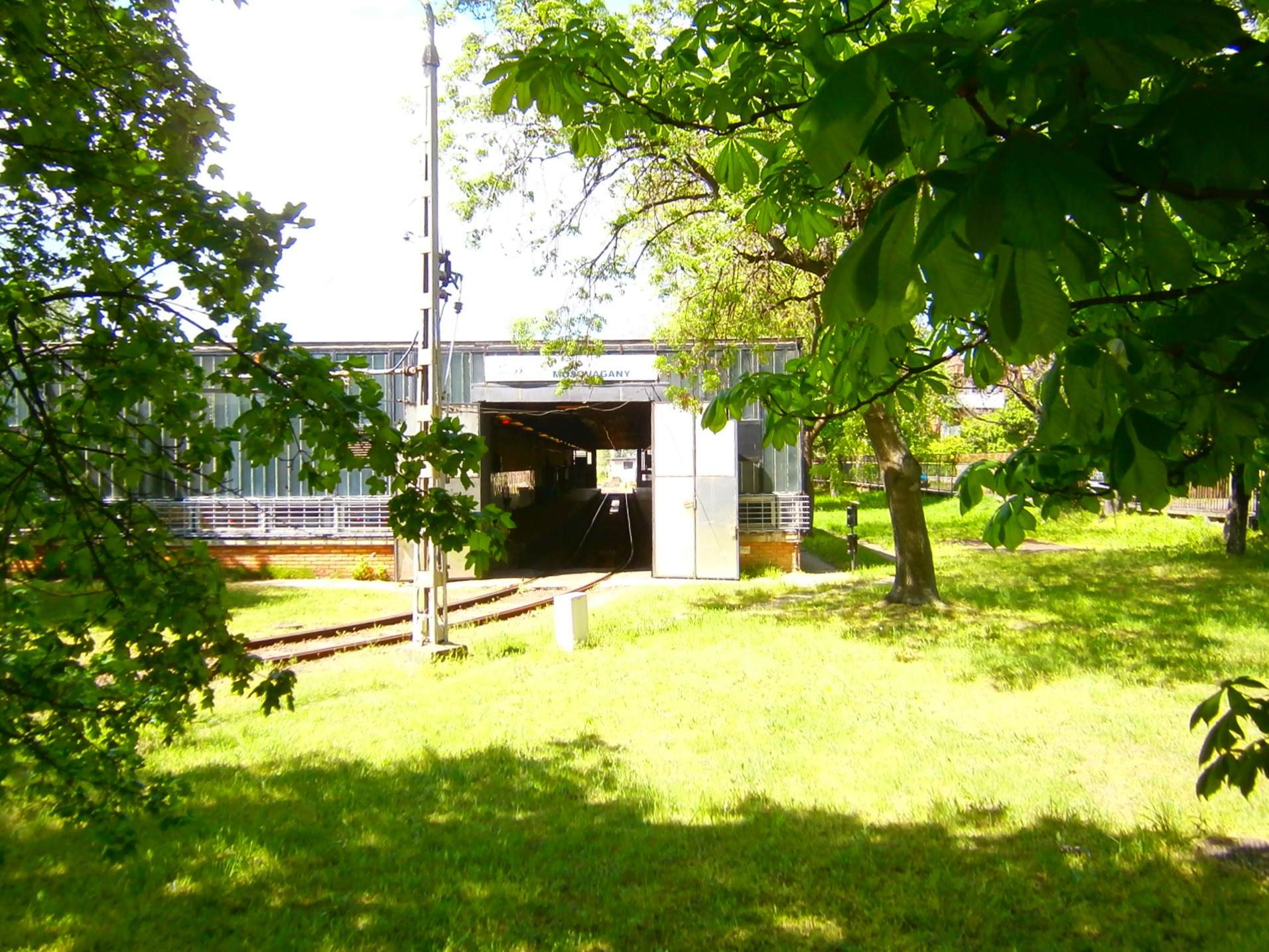
Blick in die große zwölfständige Wagenhalle

## Fahrbetriebsmittel

### Nicht realisierte Wagen

Ursprünglich geplanter Grundriss der ersten Wagen

Ursprünglich geplanter Längenschnitt der ersten Wagen

Ursprünglich geplanter Querschnitt der ersten Wagen

Die geringe Innenhöhe des Tunnels stellte auch die Konstrukteure der Fahrzeuge vor eine schwierige Aufgabe. Das Rollmaterial stand dabei in enger Wechselbeziehung zum begrenzten Lichtraumprofil, das es maximal ausnützen musste. Hierbei verblieb zur Tunneldecke nur noch ein Spielraum von 15 Zentimetern, zur Schienenoberkante waren es zehn Zentimeter, wobei im Normalprofil der Hauptbahnen hierfür damals nur fünf Zentimeter vorgeschrieben waren. Initial entschieden sich die Ingenieure daher für vierachsige Zweirichtungsfahrzeuge mit Drehgestellen, zwischen die das niederflurige Fahrgastabteil hineingehängt wurde.
Die ursprünglich geplanten Fahrzeuge sollten im Innenraum dreigeteilt sein. Vorgesehen war dabei ein großes Raucherabteil in der Mitte sowie je ein kleineres Nichtraucherabteil und Frauenabteil zu den Wagenenden hin. Nach einer anderen Quelle war hingegen das große Abteil in der Mitte für Nichtraucher und eines der beiden Endabteile für Raucher vorgesehen. Tatsächlich bestand ab Eröffnung sowohl für Fahrgäste als auch für Mitarbeiter Rauchverbot in den Wagen. Das große Abteil in der Mitte hätte dabei zwei doppelflügelige Schiebetüren je Seite haben sollen, um Fahrgastfluss mit getrennten Ein- und Ausstiegen zu ermöglichen. Die 85 Zentimeter breiten Ein- beziehungsweise Ausgänge hätten es dabei je zwei Personen gleichzeitig ermöglicht, den Wagen nebeneinander zu betreten oder zu verlassen. Die beiden, nur 1,45 Meter langen, Endabteile wären hingegen nur innen vom großen Abteil aus zugänglich gewesen. Insgesamt hätten dabei 30 Sitzplätze zur Verfügung gestanden, je sieben auf Quersitzbänken in den beiden kleinen Abteilen und 16 auf Längssitzbänken im großen Abteil, davon vier Klappsitze.
Der Türantrieb sollte nach den ersten Planungen automatisch erfolgen, ebenso die Bekanntgabe der Haltestellen im Wagen. Beides wäre notwendig gewesen, weil man in der Planungsphase noch beabsichtigte, den fahrerlosen Betrieb einzuführen, um die Betriebskosten zu senken. Hierzu waren, aus allen drei Abteilen sichtbare, Tafeln in den Zwischenwänden des Wagenkastens vorgesehen, auf denen bei Ausfahrt eines Wagens aus einer Haltestelle selbsttätig der Name der folgenden Station erscheinen sollte. Dies sollte die Fahrgäste dazu veranlassen, sich schon vor Einfahrt in die gewünschte Ausstiegsstation rechtzeitig zum Ausgang zu begeben. Einer anderen Quelle zufolge sollten sich die automatisch wechselnden Haltestellenschilder allerdings über den Türen befinden.
Die ersten Wagen sollten über Kupplung 11.000 Millimeter lang sein und mit ihrer Unterkante nur zehn Zentimeter über Schienenoberkante liegen. An den Enden, das heißt über den Drehgestellen – die über den Wagenkasten hinausgereicht hätten – wäre der Wagenkasten um 70 Zentimeter „aufgebogen“ gewesen. Die Oberkante der Längsträger des Wagenkastens hätte zugleich die Oberkante des Wagenfußbodens gebildet. Mit nur einer 15 Zentimeter hohen Stufe vom Bahnsteig aus sollte das Betreten und Verlassen der Wagen deutlich komfortabler sein als bei der Straßenbahn. Dies war um so wichtiger, weil nur dadurch die erwünschten kurzen Fahrgastwechselzeiten sowie eine geringe Gesamtreisezeit erreicht werden konnten. Trotz der beengten Verhältnisse gewährleisteten die Konstrukteure in ihrem ersten Entwurf eine lichte Innenraumhöhe von 2,25 Metern – mehr als bei den damaligen Straßenbahnwagen üblich. Die lichte Breite des Innenraums hätte 2,05 Meter betragen. Zusätzlich sah Siemens & Halske schon von Beginn an den Betrieb mit vierachsigen Beiwagen vor, die mit einem Bremser zu besetzen gewesen wären.

### Ursprungstriebwagen

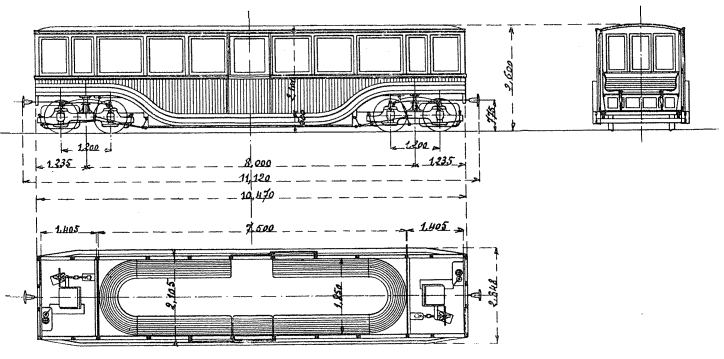
Skizze eines Wagens der BKVT, der abhängig von der Fahrtrichtung jeweils nicht benötigte Einstieg war innen durch eine wechselseitig verwendbare Sitzbank versperrt

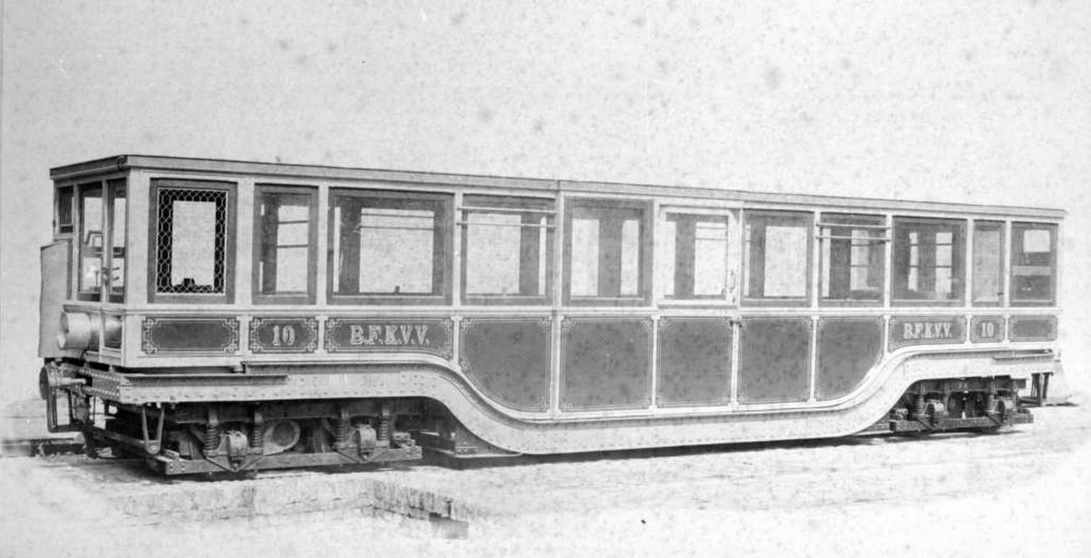
Triebwagen 10 im Ablieferungszustand, noch mit dem Kürzel BFKVV beschriftet. Das Drahtgeflecht auf je einer Seite des Führerraums gewährleistete eine gute Belüftung, es war notwendig weil die Anfahrwiderstände in den Fahrerkabinen untergebracht waren und entsprechend Hitze erzeugten

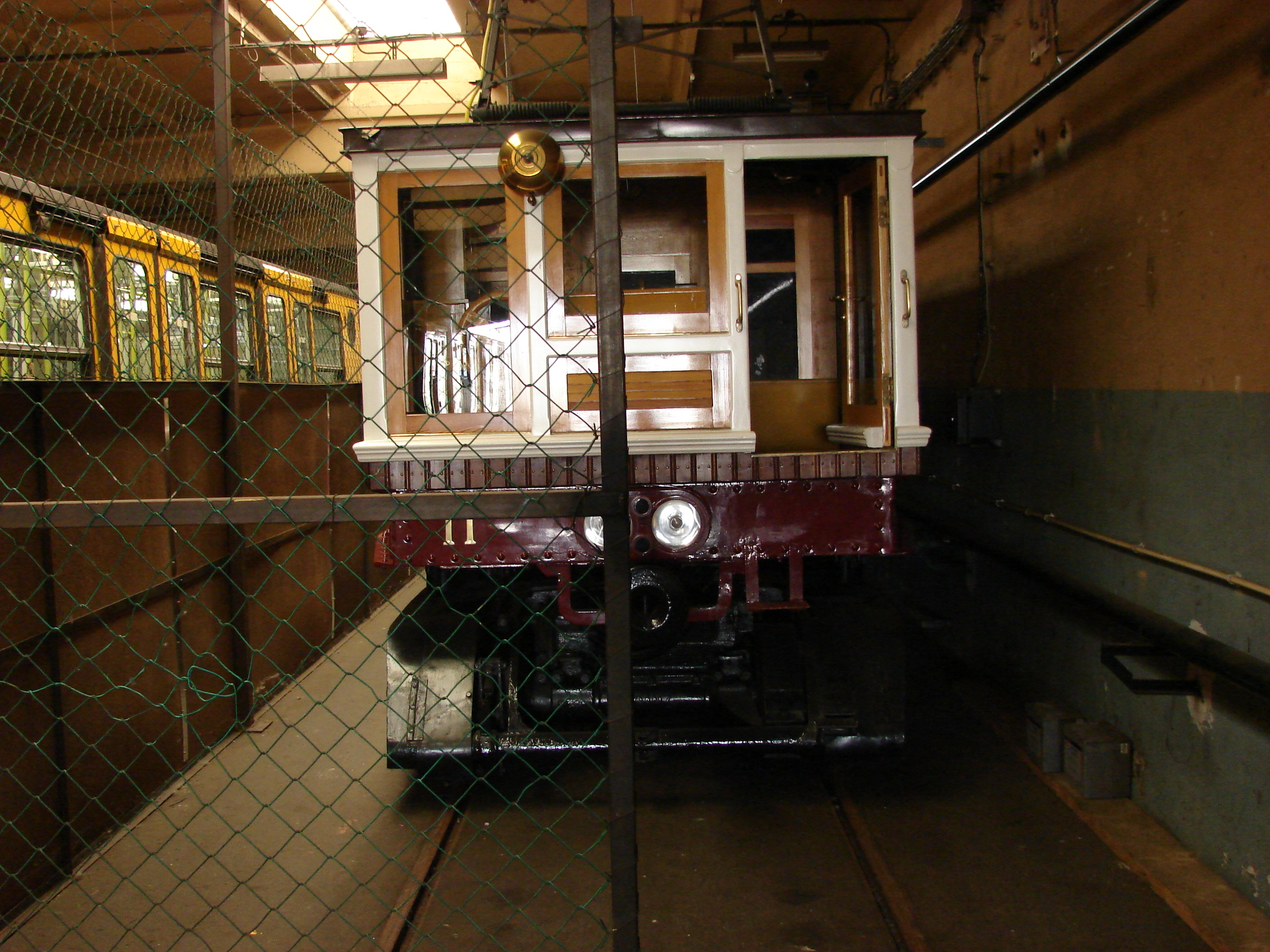
Der Zugang zum, innen nur 1,50 Meter hohen, Führerstand konnte nur über eines der Frontfenster erfolgen

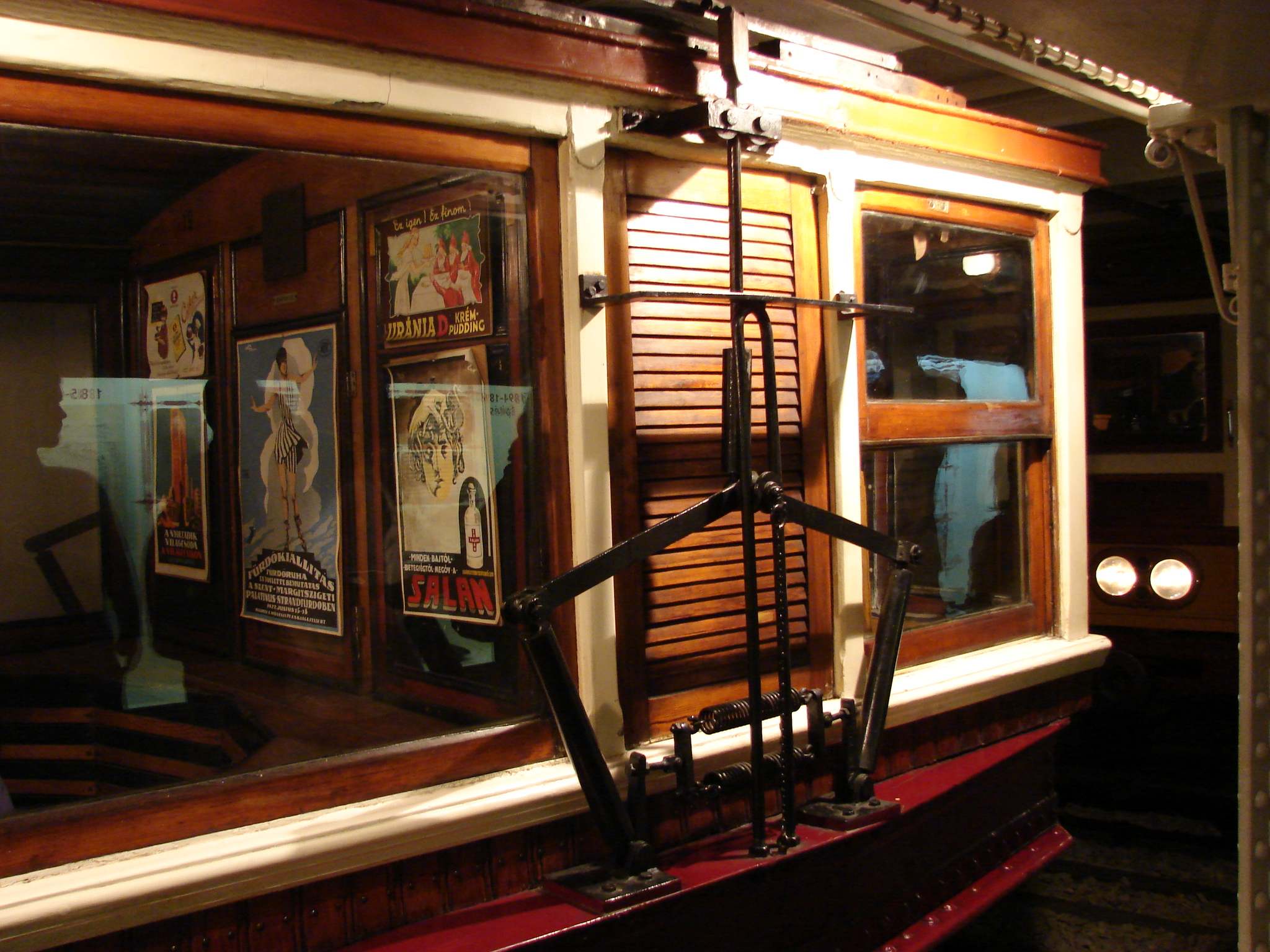
Detailansicht der seitlichen Scherenkonstruktion eines der beiden Stromabnehmer in ihrer ursprünglichen Bauform

Letztlich unterschieden sich die tatsächlich gebauten Ursprungstriebwagen, sowohl bezüglich Aufbau des Wagenkastens als auch hinsichtlich ihrer technischen Eigenschaften, deutlich von den ersten Entwürfen. Zum wichtigsten Charakteristikum des überarbeiteten Entwurfs wurden die gekröpften Fahrgestelle mit ihren Schwanenhals-förmigen Längsträgern, deren Krümmung bei den BVVV-Wagen etwas stärker ausfiel als bei denen der BKVT. Zur Eröffnung bestellten die beiden beteiligten Unternehmen zusammen 20 Triebwagen, wobei nur die zehn BVVV-Wagen sowie der königliche Salonwagen rechtzeitig zur Eröffnung betriebsbereit waren. Die übrigen neun Wagen folgten zwei Monate später im Juli 1896. Alle Wagen wurden von Schlick hergestellt, die elektrische Ausrüstung lieferte jeweils Siemens & Halske zu.
Obgleich alle Fahrzeuge einheitlich mit dem Eigentümerkürzel der gemeinsamen Tochtergesellschaft, das heißt BFKVV respektive ab August 1896 FJFVV, beschriftet waren, unterschieden sie sich optisch wie technisch voneinander. So waren die von der BVVV beschafften mit den Nummern 1 bis 10 mit einer gelb lackierten, 1,33 Millimeter dicken Eisenblech-Verkleidung versehen, die innen mit Segeltuch bespannt war, und hatten erbsengrüne Längsträger. Später erhielten sie rote Längsträger sowie, analog zu den Budapester Straßenbahnwagen, ein weißes Fensterband. Die BKVT-Wagen mit den Nummern 11 bis 19 waren hingegen mit rotbraun gefärbten amerikanischen Waldkiefer-Latten holzvertäfelt und wiesen rot lackierte Längsträger auf. Die Metallteile wurden dabei zunächst mit Minium, anschließend mit schwarzer Ölfarbe und zuletzt mit kräftigem Farblack gestrichen. Die Dächer aller Wagen waren mit einer wasserfesten Plane beschichtet. Bezüglich der Regenrinnen unterlagen die Hersteller der Vorgabe, dass das Wasser aus den Fallrohren nicht auf die Schienen fließen durfte. Die Fensterrahmen bestanden ebenfalls aus Kiefernholz, die aus poliertem belgischem Solin-Glas bestehenden Fensterscheiben waren mit einer Gummi- und Lamellenbefestigung versehen, damit sie während der Fahrt nicht wackeln konnten. Die Breite des Innenraums variierte geringfügig, sie betrug bei den BVVV-Wagen 2.130 Millimeter und bei den BKVT-Wagen 2.145 Millimeter.
- Stromabnehmer: Die ursprünglichen Pantografen der Triebwagen, einer vorne und einer hinten, waren ebenfalls eine Sonderkonstruktion. Ihre Scherenkonstruktionen waren jeweils seitlich über den Drehgestellen auf dem auskragenden Fahrgestell befestigt, so dass sich über dem Dach nur der Schleifbügel selbst befand, der die Form eines kopfstehenden U hatte.[107] Die BVVV-Bauart unterschied sich dabei leicht von der BKVT-Variante. In späteren Jahren wurde die Scherenkonstruktion aller 20 Triebwagen schließlich durch einen einfacheren Mechanismus in Form einer Federkonstruktion in einem senkrechten Rohr ersetzt, wodurch es auch keine Unterschiede mehr gab.

- Drehgestelle und Antrieb: Die Triebwagen besaßen jeweils zwei in Reihe geschaltete Motoren, welche die jeweils äußeren Achsen antrieben, das heißt die Achsfolge war (A1)(1A). Bezüglich der Art des Antriebs setzte die BVVV auf zweipolige Motoren und Doppelkettenantriebe, während sich die BKVT für vierpolige Motoren entschied, die als Achsmotoren ausgeführt waren.[27] Der Vorteil der zweipoligen Motoren lag in der geringeren Baugröße im Gegensatz zu den voluminösen Achsmotoren. Der Antrieb per Gallkette, wie er damals auch bei den BVVV-Straßenbahnwagen des Typs A anzutreffen war,[81] zeigte jedoch im täglichen U-Bahn-Betrieb zahlreiche Schwächen, wie etwa Kettenbrüche. Allerdings war durch diese Art der Übersetzung die Beschleunigung besser. Entsprechend der unterschiedlichen Motoren waren auch die Doppelachsdrehgestelle verschiedentlich ausgeführt, die BKVT-Wagen besaßen aufgrund der größeren Motoren einen relativ großen Raddurchmesser von 800 statt 600 Millimetern, auch der Radstand variierte.[81]

- Bremsen: Gebremst wurden alle Triebwagen anfangs über elektrische Widerstandsbremsen und auf die Laufräder wirkende Spindelhandbremsen,[81] wobei letztere sich bei den BVVV-Wagen außen am Wagenkasten befanden. Die Bremswiderstände wiederum waren bei allen Wagen unter den Fahrgastsitzen angeordnet. Nachdem Wagen 15 am 24. Juli 1896 wegen Überhitzung der Widerstände vollständig ausbrannte, erhielten diese metallene Schmelzsicherungen und wurden zudem sinnvoller platziert.[66] Ergänzend dazu rüstete Siemens & Halske die Wagen schon 1897 mit Parallelschaltungen sowie antriebsschonenden Magnetschienenbremsen nach, ebenfalls um Überhitzungen dauerhaft zu vermeiden.[76] 1936 erhielt Wagen Nummer 18,[73] analog zu den damaligen Straßenbahnwagen der Baureihe G,[81] probeweise regenerative Bremsen eingebaut, mit deren Hilfe es gelang, 30 bis 35 Prozent des Stroms zurückzugewinnen.[53] Daraufhin wurden in den Jahren 1937 bis 1939 auch die übrigen 18 Wagen derart umgebaut. Ein Nebeneffekt der Rekuperation war, dass sich die Aufheizung des Tunnels dadurch reduzierte.[81]

- Innenraum: Das 7.500 Millimeter lange Fahrgastabteil hatte, analog zu den damaligen Budapester Straßenbahn-Beiwagen mit Mitteleinstieg, zwei U-förmige Längssitzbänke mit jeweils 13 Sitzplätzen. Die im Innenraum verwendeten Paneele bestanden, wie die Wartebänke in den Stationen, aus polierter Ulme und Mahagoni,[3] das heißt aus einer hellen und einer dunklen Holzsorte. Die Beleuchtung des anspruchsvollen Interieurs erfolgte durch dekorative Glühlampen von Siemens & Halske,[23][32] zuzüglich einer Notbeleuchtung an beiden Enden des Fahrgastabteils. Die Haltestangen waren aus kupferbeschichtetem Eisen gefertigt, in den Türbereichen bestanden sie aus Massivkupfer, ergänzt um von der Decke hängende lederne Halteschlaufen. Über eine lederne Klingelleine im Deckenbereich konnten die Fahrgäste in Notfällen eine Signalglocke bedienen.[3] Elektrisch betriebene Ventilatoren in den Seitenwänden, die nur während der Stationsaufenthalte in Betrieb waren und sich automatisch ein- und ausschalteten, sorgten für einen Luftwechsel im Abteil.[42] Eine betriebliche Besonderheit der U-Bahn-Wagen von 1896 stellte die abnehmbare Sitzbank für zwei Personen dar, die immer auf der den Bahnsteigen abgewandten Seite des Wagens vor die Tür gehängt wurde. Dies war möglich weil sich, bis auf die Endstation im Stadtwäldchen, im Fahrtverlauf alle Perrons auf der gleichen Seite befanden. Abgesehen vom höheren Sitzplatzangebot verhinderte dieses Prinzip, dass Fahrgäste irrtümlich versuchten auf der falschen Seite auszusteigen.[16]

- Türen: Die einflügeligen und manuell zu bedienenden Schiebetüren liefen oben auf Rollen und unten auf Führungsschienen.[3] Sie waren während der Fahrt verriegelt und konnten nicht vor Stillstand des Wagens geöffnet werden. Umgekehrt konnte der Fahrer den Wagen erst in Bewegung setzen, wenn alle Türen geschlossen waren.[16] Das Ver- und Entriegeln erfolgte von außen durch den Stationsaufseher. Während der Fahrt waren die Fahrgäste somit eingeschlossen, es bestand aus Sicherheitsgründen keine Möglichkeit die Türen von innen zu öffnen.[108] Die Einstiege befanden sich 45 Zentimeter über Schienenoberkante,[109] das heißt die Einstiegshöhe ab Bahnsteig betrug letztlich 25 Zentimeter und nicht, wie ursprünglich geplant, 15 Zentimeter.

- Führerstände: Die beiden, jeweils 1.405 Millimeter langen, Führerstände befanden sich über den Drehgestellen und fielen deshalb konstruktionsbedingt mit einer Innenraumhöhe von nur 1,50 Metern sehr niedrig aus.[107] Somit konnte der Fahrer darin nicht – wie damals sowohl bei der Eisen- als auch bei der Straßenbahn üblich – stehen, sondern verübte seine Tätigkeit von Beginn an sitzend.[110] In seine vom Fahrgastabteil abgetrennte Kabine konnte er nur über Trittstufen sowie das Öffnen eines Frontfensters gelangen.[108] Während der Fahrt war dem Fahrer ein Einblick in die daruntergelegene Dynamomaschine möglich, so dass diese unter angemessener Beobachtung stand.[16] Auf je einer Seite des Führerraums gewährleistete ursprünglich, statt einer Fensterscheibe, ein Drahtgeflecht eine gute Belüftung. Dieses war notwendig, weil die Anfahrwiderstände in den Führerstandskabinen untergebracht waren und entsprechend Hitze erzeugten. In späteren Jahren wurde das Drahtgeflecht durch eine Fensterscheibe ersetzt.

- Fahrschalter: Die BVVV-Wagen hatten ursprünglich einen, horizontal eingebauten, sogenannten „Flachschalter“ mit jeweils sechs Fahr- und Bremsstufen. Hierbei erfolgte bei Rechtsdrehung die Beschleunigung und bei Gegendrehung der Bremsvorgang. Die Wagen der BKVT besaßen hingegen Fahrschalter des Typs S von Siemens & Halske, bestand aus einem Hebel und einem Widerstandsschaltrad. Mit ersterem konnten die Stufen „Parallel“, „Serie“, „Null“, „Elektrische Bremse“ und „Gegenstrom“ gewählt werden während letzteres die Deaktivierung der Widerstände erlaubte. Das Widerstandsrad ließ sich nur in eine Richtung drehen, eine Sperrklinke verhinderte die entgegengesetzte Drehung. Nach der letzten Stufe konnte auf „Parallel“ geschaltet werden. Dadurch löste sich die Sperrklinke, das Rad drehte sich zurück und schaltete alle Widerstände wieder in den Stromkreis. Dadurch konnten die Parallelstufen auf ähnliche Weise geschaltet werden. Der Bremsvorgang musste analog erfolgen. Der Schalter funktionierte dabei ohne Serienstufen.[81]

Die BKVT-Wagen waren mit der notwendigen Ausrüstung für den Betrieb in Doppeltraktion ausgestattet, dies war der weltweit erste Anwendungsfall dieser Technik überhaupt. Der Betrieb solcher Gespanne wurde von den Behörden am 8. August 1896 nachträglich genehmigt, kam jedoch über, am 2. Mai 1897 durchgeführte, Probefahrten nie hinaus. Ursächlich hierfür waren unter anderem die damit verbundenen hohen Personalkosten. So wäre ein solcher Zug mit zwei Wagenführern, zwei Schaffnern und im vorderen Führerstand zusätzlich mit einem Triebfahrzeugbegleiter zu besetzen gewesen. Letzterer hätte dabei dem Fahrer des geführten Triebwagens durch zweimaliges Betätigen der Glocke den Bremsbefehl erteilen müssen. 1916 prüfte der Betreiber erneut die Bildung von zehn Doppeltraktionen mit den vorhandenen 20 Wagen, damit hätte die Gesamtkapazität der U-Bahn um 50 Prozent gesteigert werden können. Jedoch hätte dies einen Austausch der – dafür nicht mehr geeigneten – ursprünglichen elektrischen Ausrüstung erfordert, was aufgrund der geschätzten Kosten von 500.000 Kronen nicht weiter verfolgt wurde.

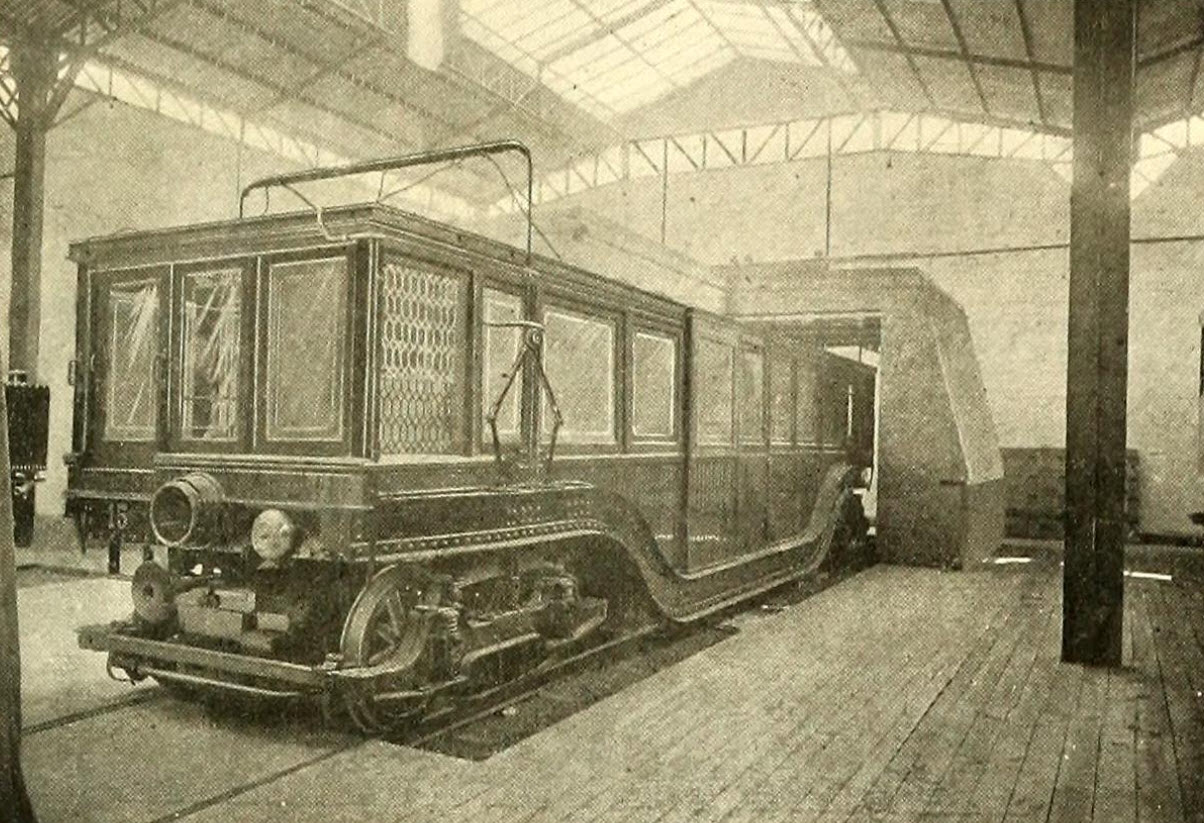
BKVT-Wagen 15 samt einer Nachbildung des Tunnelprofils auf der Pariser Weltausstellung des Jahres 1900

Der Wagen 15 der BKVT wurde im Jahr 1900 auf der Weltausstellung in Paris einem breiten Publikum präsentiert, wo auch ein Stück Tunnel sowie ein Segment einer Haltestelle samt Treppenabgang originalgetreu nachgebildet wurden. Aufgrund der für die damalige Zeit beispielgebenden Konzeption wurde der Budapester U-Bahn in Frankreich eine Goldmedaille zuerkannt.
Aufgrund des Pariser Metrounfalls im Bahnhof Couronnes am 10. August 1903 überprüfte die für die Fahrbetriebsmittel zuständige Aufsichtsbehörde, das heißt die Generalinspektion für Eisenbahnen und Schifffahrt, im Folgejahr auch die Budapester U-Bahn-Wagen unter brandschutztechnischen Gesichtspunkten. Die Inspektion fand am 18. Juli 1904 statt, aufgrund des anschließenden Erlasses des Handelsministers vom 30. November 1904 musste die BVVV bei ihren Wagen 1–10 die automatischen Schalter durch manuell zu bedienende ersetzen. Zudem wurden die elektrischen Leitungen und Schalter in den Fahrerkabinen mit Asbest beschichtet. Der Umbau erfolgte 1906, die neue Ausrüstung wurde von der Ungarischen Siemens Schuckert AG geliefert. Spätere Überprüfungen in den Jahren 1904 bis 1913, die im Halbjahresturnus stattfanden, führten zu keinerlei Beanstandungen an den Wagen. Es wurde lediglich in einigen Fällen angeordnet, die Lackierung zu verbessern und einige Wagen neu zu streichen.
Erst durch die starke Beanspruchung während des Ersten Weltkriegs verschlechterte sich der Zustand des ursprünglichen Rollmaterials von 1896 stark. Nachdem die 1917 bereits konkret geplante Fahrzeugerneuerung kriegsbedingt nicht realisiert werden konnte, begann die BSzKRt kurz nach der Übernahme der U-Bahn mit der Modernisierung der vorhandenen Fahrbetriebsmittel. So modifizierte sie zunächst bei den Wagen 11 bis 19 in den Jahren 1924 und 1925 Sicherungen, Notausschalter und Verkabelung. Infolge eines Unfalls im Jahr 1923, als ein Arbeiter im Tunnel während des laufenden Betriebs gegen die Vorschriften verstieß und dabei verunglückte, wurden 1928 die vorhandenen Frontscheinwerfer durch hellere Exemplare ersetzt sowie gleichzeitig auch die übrige Beleuchtung erneuert.
Um die Fahrgastwechselzeiten zu verkürzen, erhielten in den Jahren 1930 und 1931 alle 19 Regelwagen breitere Einstiege, weshalb sie fortan auf jeder Seite je eine zweiflügelige Schiebetür aufwiesen. Um die Beförderungskapazität zu erhöhen, entfernte der Betreiber damals außerdem einen Teil der Sitzplätze zugunsten von mehr Stehplätzen. 1932 erhielten sie wiederum neue Scheinwerfer, diesmal in doppelter Ausführung, um eine korrekte Entfernungsschätzung zu gewährleisten.
1934 und 1935 wurden die zwei bislang verwendeten Drehgestell-Typen gegen eine einheitliche Konstruktion mit Tatzlagerantrieb und 650 oder 670 Millimeter Raddurchmesser sowie verbesserter, zweistufiger Federung, das heißt einer Primärfederung mit Schraubenfedern und einer Sekundärfederung mit gebündelten Blattfedern, ausgetauscht. Außerdem erhielten die Wagen damals neue, Handrad-bediente, Fahrschalter der Bauart SS-907. Letztere stammten von Brown, Boveri & Cie., wurden aber von Ganz & Co. eingebaut. Den neuen Anforderungen entsprechend mussten beim Umbau auch die Fahrgestelle modifiziert werden. Hierdurch reduzierte sich auch der Drehzapfenabstand von 8.300 Millimeter auf 8.250 Millimeter, während sich der Radstand von 1.075 beziehungsweise 1.200 auf 1.500 Millimeter erhöhte. Die Modernisierung der Wagen erfolgte in den eigenen Werkstätten der BSzKRt, deren Ingenieure auch die neuen Drehgestelle entworfen hatten. Auf der FJFVV-Vorstandssitzung vom 20. März 1934 wurde berichtet, dass der Umbau einiger Wagen bereits abgeschlossen und bei den Probefahrten alles in Ordnung war. Mit den genannten Maßnahmen konnte die Geschwindigkeit der Fahrzeuge um 20 Prozent gesteigert werden, das heißt infolge der verkehrspolizeilichen Abnahmefahrt vom 18. September 1937 wurde ihre zulässige Höchstgeschwindigkeit auf 45 km/h angehoben. Die Gesamtkosten für den Umbau aller 19 Wagen beliefen sich auf 618.749,71 Pengő. Auf eine Anpassung der unterschiedlichen Außendesigns der beiden Wagenserien wurde hingegen bis zu ihrer Ausmusterung verzichtet. Die erste Fahrzeuggeneration schied wie folgt aus dem Bestand:
| 5. April 1963:      | 9 und 17                           |
| 5. November 1973:   | 1 und 19                           |
| 29. März 1974:      | 2, 3, 4, 5, 6, 7, 8, 10, 13 und 14 |
| 25. September 1973: | 16                                 |
| 7. September 1974:  | 15                                 |

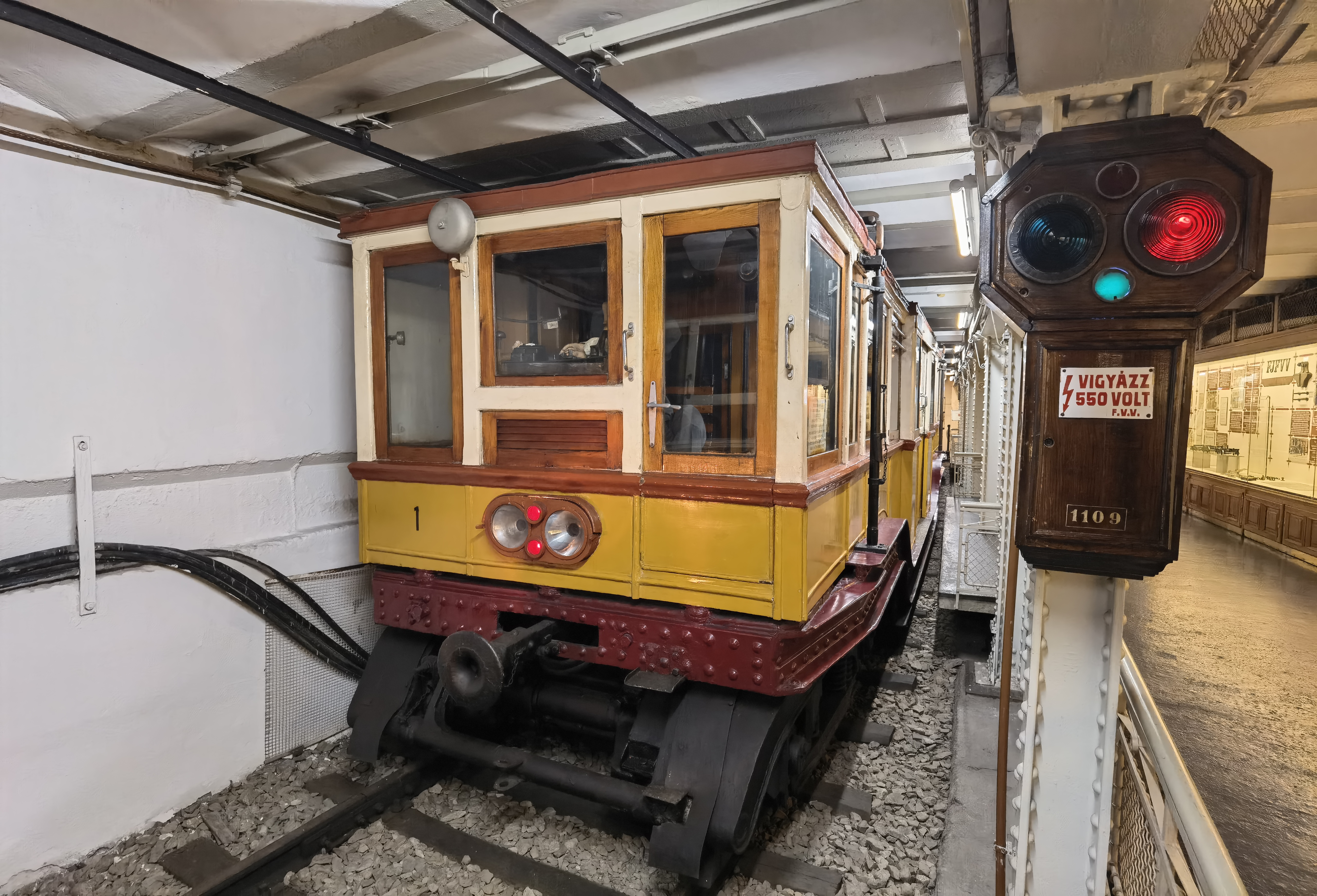
Wagen 1 im Zustand der Ausmusterung im Jahr 1973, unter anderem besitzt er bereits vereinfachte Stromabnehmer ohne Scherenkonstruktion sowie einen Doppelscheinwerfer

Neben den beiden seit 1975 im U-Bahn-Museum ausgestellten Wagen 1 und 19 blieben noch drei weitere komplett erhalten, zuzüglich einzelner Drehgestelle weiterer Wagen:
- Wagen 11, der nach seiner Außerdienststellung eine Zeit lang als batteriebetriebener Werkstattwagen fungierte, wurde 1995, bis auf die Türen, in den Originalzustand zurückversetzt und ist seither betriebsfähiges Museumsfahrzeug der BKV für Sonderfahrten. Der 1995 montierte Stromabnehmer entsprach dabei gleichfalls dem Original von 1896, wurde aber später durch ein einfacheres Modell ersetzt.
- Wagen 12 befindet sich seit 1981 im Hannoverschen Straßenbahn-Museum und wurde dort ebenfalls bis auf die Türen in den Originalzustand zurückversetzt, besitzt jedoch keinen Stromabnehmer mehr.
- Wagen 18 gelangte, nach Zwischenstationen im Technischen Nationalmuseum in Prag sowie im Technischen Museum in Brünn, 1991 zum Seashore Trolley Museum in den Vereinigten Staaten.

### Königlicher Salonwagen
Analog zu seinem Hofzug bei der Eisenbahn stand dem ungarischen Monarchen bei der U-Bahn der königliche Salonwagen Nummer 20 zur Verfügung, welcher der BKVT gehörte. Technisch und im Aussehen wich dieser deutlich von den Regelwagen ab und war auch etwas länger. So hatte er beispielsweise polierte Fensterscheiben sowie über den Wagenkasten hinausstehende Maximumdrehgestelle mit unterschiedlichen Raddurchmessern, das heißt die beiden äußeren Räder hatten einen Durchmesser von 800 Millimetern, während die beiden inneren Räder nur 600 Millimeter maßen. Entsprechend wich auch die Krümmung des Fahrgestells von beiden Serienbaureihen ab. Darüber hinaus verfügte der Sonderwagen über zwei getrennte Einstiege je Seite statt des sonst üblichen einfachen Einstiegs in der Wagenmitte, außerdem waren seine Führerstände nur vom Fahrgastraum aus zugänglich. Antrieb und Fahrschalter entsprachen hingegen den BKVT-Serienwagen.
Der Salonwagen kam, außer bei der königlichen Besichtigungsfahrt kurz nach Eröffnung, zur Zeit der Monarchie nur ein weiteres Mal zum Einsatz. Dies war am 20. September 1897, als der König ihn – zusammen mit dem deutschen Kaiser Wilhelm II. – erneut benutzte. Begleitet wurde diese zweite Fahrt von Ministerpräsident Dezső Bánffy und Bezirksvorsteher József Hűvös.
1934 gelangte der Sonderwagen ins Verkehrsmuseum, wurde aber aufgrund Fahrzeugmangels ab 1942 in einen normalen Personentriebwagen umgebaut. Hierbei versuchte die BSzKRt zunächst, ihn möglichst an die 19 Serienwagen anzupassen. Doch erwies sich deren Motortyp TR 4.5/14 als zu groß für die Drehgestelle des Salonwagens, weshalb er alternativ die Drehgestelle der, ab 1940 gebauten, Budapester Straßenbahn-Großraumwagen der Reihe 3600 erhielt. Diese hatten einen einheitlichen Raddurchmesser von 670 Millimetern. Darüber hinaus fanden neue Fahrschalter der Bauart SPK 5/IV, die ebenfalls der Reihe 3600 entsprachen, Solenoidbremsen sowie vier neue Motoren des Typs TA 1.12 mit einer Leistung von jeweils 31,1 kW Verwendung. Durch die abweichende Bauart des Wagens gestaltete sich der Umbau jedoch schwierig, so dass er, je nach Quelle, erst 1943 oder im Januar 1944 den regulären Fahrgasteinsatz aufnehmen konnte. Doch auch im laufenden Betrieb sorgte er für zahlreiche Probleme, dies galt speziell für die neuen Drehgestelle. Dadurch war ein geregelter Einsatz des Fahrzeuges nicht möglich und die Reparaturen häuften sich. Schon 1955 wurde er deshalb endgültig außer Betrieb genommen, einer anderen Quelle nach erfolgte die Abstellung jedoch erst im Juni 1959. 1966 gelangte Wagen 20 auf das Gelände des Autobusbetriebshofs Vágóhíd und wurde schließlich, trotz seiner historischen Bedeutung, 1975 verschrottet.

### Steuerwagen

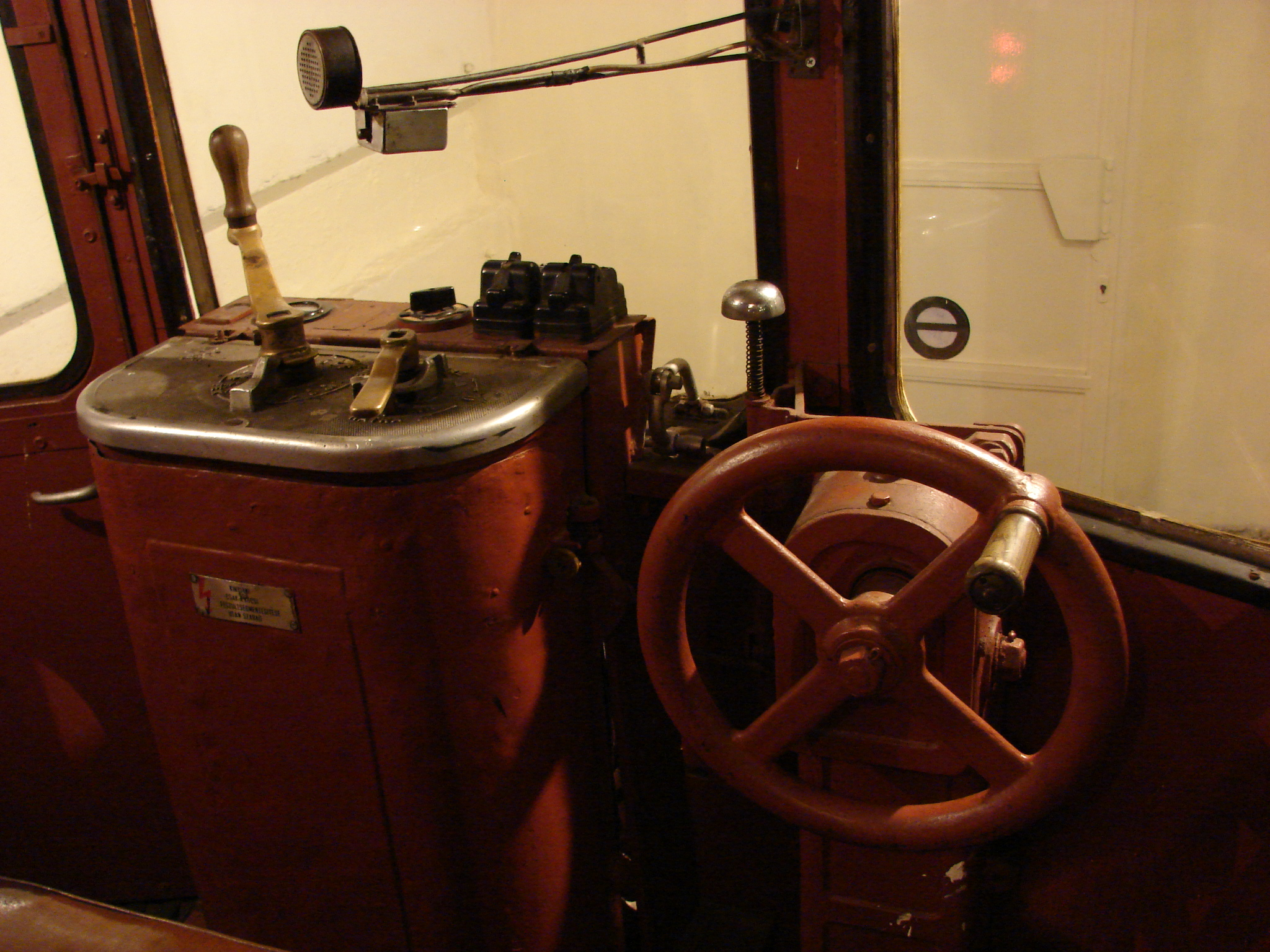
Aus dem Triebwagen gewonnene Führerstandseinrichtung im Steuerwagen

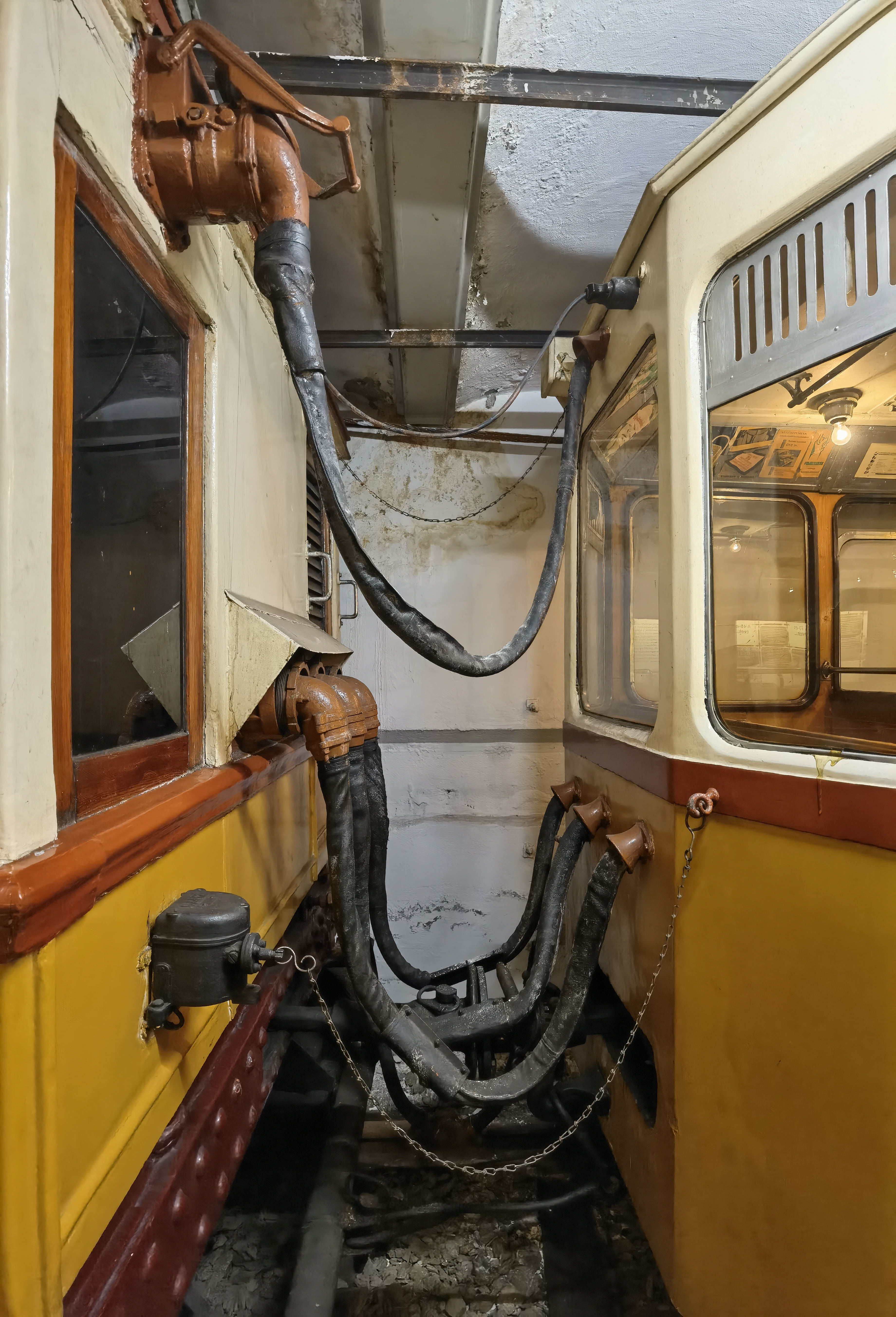
Starkstromkabel zwischen Triebwagen (links) und Steuerwagen (rechts)

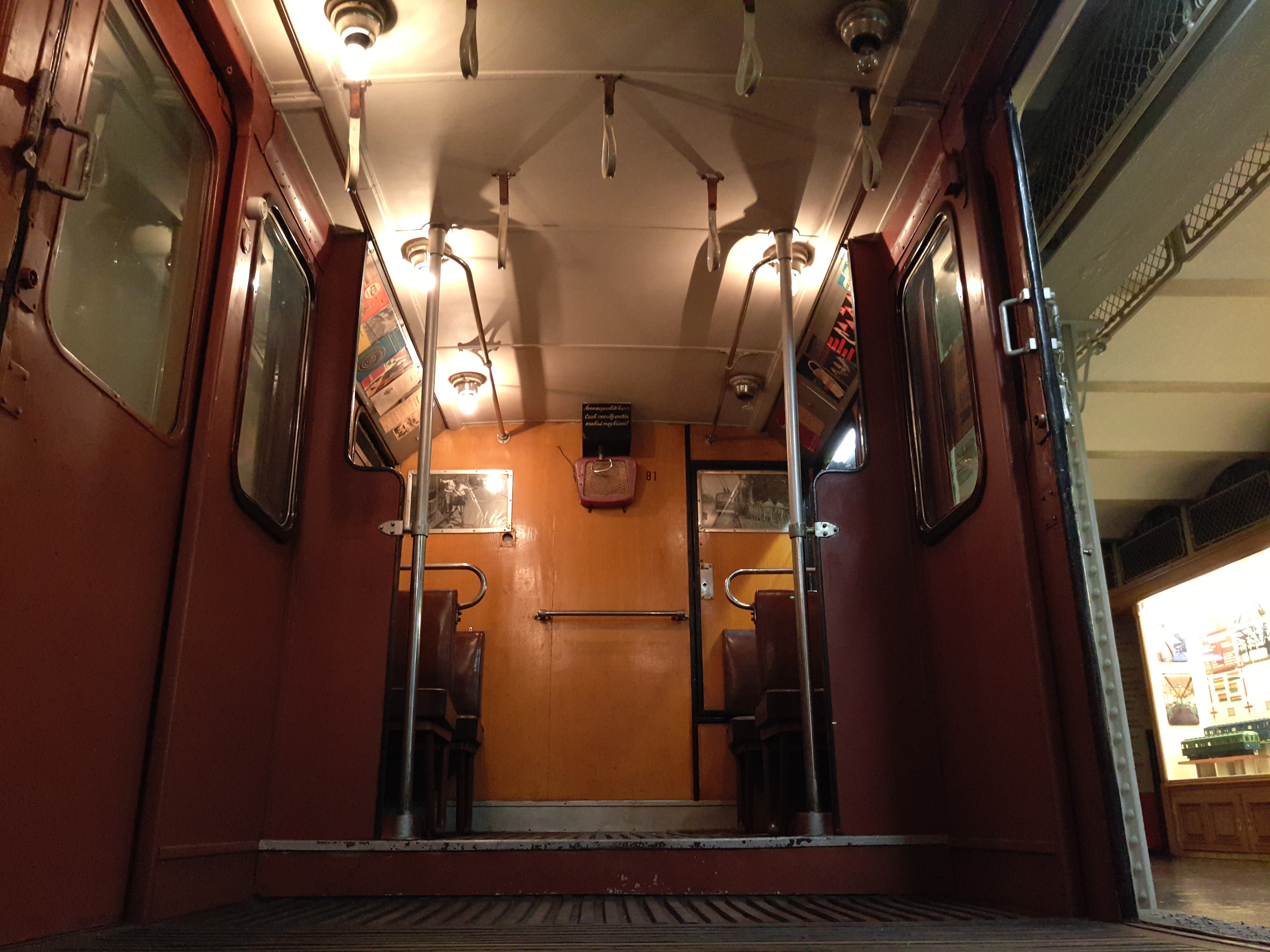
Stufe im Steuerwagen

In den 1950er Jahren reichten die Fahrbetriebsmittel der U-Bahn nicht mehr aus, um die gestiegene Nachfrage abzudecken, die Züge waren ständig überfüllt. Um mehr Fahrgäste befördern zu können, wurden daher 1960 16 von 19, der bis dahin einzeln fahrenden, Ursprungstriebwagen als Übergangslösung mit zweiachsigen Steuerwagen in Stahlbauweise gekuppelt. In diesem Zusammenhang wurden bei der Földalatti außerdem Druckluftbremsen eingeführt. Mit den neuen Gespannen konnten fortan 124 Fahrgäste befördert werden, wobei die Züge fest miteinander verbunden waren und nur im Depot getrennt werden konnten. Allerdings erhöhte sich durch den Steuerwagenbetrieb auch die Reisezeit über die Gesamtstrecke auf 16 Minuten.
Im Vergleich zu den Holzsitzen in den alten Triebwagen boten die Steuerwagen, die als Eigenbauten in der Straßenbahn-Hauptwerkstatt „Árpád Füzesi“ entstanden, den Fahrgästen komfortablere Polstersitze, die mit Kunstleder überzogen waren. Ihr mittig angeordneter Einstiegsbereich mit beidseitigen Doppelschiebetüren war zwar – analog zu den Triebwagen – ebenfalls niederflurig. Um einen der beiden Sitzbereiche an den Wagenenden zu betreten, mussten die Fahrgäste jedoch im Innenraum eine Stufe überwinden. Die Züge gingen wie folgt in Betrieb:
| 1960:              | 18–80                     |
| 24. Oktober 1960:  | 1–81, 2–82, 3–83 und 4–84 |
| 21. November 1960: | 5–85 und 6–86             |
| 28. November 1960: | 7–87                      |
| 10. Dezember 1960: | 8–88 und 9–89             |
| 1960:              | 11–90                     |
| 17. Dezember 1960: | 10–91                     |
| 1960:              | 12–92                     |
| 20. Dezember 1960: | 13–93                     |
| 22. Dezember 1960: | 14–94 und 15–95           |

Mit der Inbetriebnahme der Steuerwagen wurden die Triebwagen erneut modernisiert, wobei sie neue Motoren vom Typ TR 4.5/14 mit einer Stundenleistung von jeweils 46,7 kW erhielten. Die drei Triebwagen 16, 17 und 19 blieben hingegen auch nach 1960 solo im Einsatz. Nachdem zum 5. April 1963 Triebwagen 16 mit Steuerwagen 89 gekuppelt wurde, bei gleichzeitiger Ausmusterung der Triebwagen 9 und 17, war in den letzten Betriebsjahren der ersten Fahrzeuggeneration schließlich nur noch Triebwagen 19 als Einzelfahrer im Einsatz.
Die Fahrschalter der Steuerwagen, die jeweils stadteinwärts führten, wurden zuvor aus dem fortan ungenutzten Führerstand des Triebwagens gewonnen. Beide Fahrzeuge waren nun elektrisch verbunden, der Motorstrom floss nun vom Triebwagen durch Starkstromkabel in den Steuerwagen und nach dem Fahrschalter wieder in den Triebwagen retour. Auch im Steuerwagen mussten die Wagenführer ihren Arbeitsplatz wiederum über eine in die Frontseite integrierte Klapptüre betreten und verlassen. Gleichzeitig baute der Betreiber in alle Fahrzeuge außer Triebwagen 19 elektropneumatische Türantriebe ein, wodurch die Fahrgasttüren von den Führerständen aus geöffnet und geschlossen werden konnten. Die Steuerwagen waren, analog zu den ehemaligen BVVV-Wagen, alle gelb-weiß mit roter Zierlinie lackiert. Bei den sechs Zügen mit den ehemaligen BKVT-Triebwagen mit brauner Holzlattenverkleidung ergab sich dadurch ein uneinheitliches äußeres Bild.
Außer dem im U-Bahn-Museum befindlichen Fahrzeug Nummer 81 blieb nur noch der Steuerwagen Nummer 95, als dunkelbraun lackierter Werkstattwagen mit verblechten Fensteröffnungen, im Depot Mexikói út erhalten.

### Gelenkzüge
Im Zuge der Renovierung der Strecke Anfang der 1970er Jahre beschaffte die BKV bei Ganz-MÁVAG neuentwickelte achtachsige Gelenktriebwagen, deren elektrische Ausrüstung die Tochtergesellschaft Ganz Villamossági Művek zulieferte. Sie basieren in Teilen auf den ab 1970 gebauten hochflurigen Budapester Straßenbahnwagen des Typs CsMG-2. Die Züge können, unter Annahme von fünf Personen je Quadratmeter Stehplatzfläche, insgesamt 189 Personen befördern und stehen alle noch im Einsatz. Den Prototyp Nummer 21 stellte das Verkehrsunternehmen am 7. Dezember 1971 der Öffentlichkeit vor, seine reguläre Inbetriebnahme erfolgte am 24. März 1973, das heißt als der ursprüngliche oberirdische Streckenabschnitt noch in Betrieb war. Jedoch mussten zunächst probeweise 20.000 Kilometer ohne Fahrgäste zurückgelegt werden, was zunächst leer und später mit Bleirohren beladen erfolgte. Die übrigen 22 Wagen der Serie gingen wie folgt in Betrieb:
| 31. März 1973:     | 22            |
| 3. Oktober 1973:   | 23 und 24     |
| 8. Oktober 1973:   | 25 und 26     |
| 29. Oktober 1973:  | 28            |
| 30. Oktober 1973:  | 27, 29 und 30 |
| 2. November 1973:  | 31 und 32     |
| 23. November 1973: | 33 und 34     |
| 30. November 1973: | 35 und 36     |
| 12. Dezember 1973: | 37            |
| 17. Dezember 1973: | 38            |
| 22. Dezember 1973: | 39, 40 und 41 |
| 8. April 1987:     | 42 und 43     |

Die dreiteiligen Fahrzeuge haben zwei angetriebene Jakobsdrehgestelle, zwei antriebslose Enddrehgestelle und auf jeder Seite sechs doppelte, pneumatisch betriebene, Außenschiebetüren, um einen schnellen Fahrgastwechsel zu gewährleisten. Schaltschränke und sonstige Elektrik sind über den beiden Gelenken untergebracht, ein Übergang zwischen den Wagenteilen ist wegen des tiefliegenden Wagenbodens nicht möglich. Die Führerstände befinden sich, wie bei den Vorgängern, über den Enddrehgestellen, können allerdings seitlich betreten werden. Hierbei weist jede Kabine sowohl links als auch rechts je eine Tür auf. Die Gelenkwagen, die über eine Schalldämmung verfügen, ersetzten alle Altwagen auf einmal und erreichten ursprünglich eine Höchstgeschwindigkeit von 60 km/h. Sie verfügen über drei verschiedene Bremssysteme, darunter eine elektrische Bremse als Betriebsbremse, eine Druckluftbremse als Zusatzbremse und eine manuell bediente Feststellbremse.
Zu Erprobungszwecken waren die Gelenkzüge 21–24, hierfür mit einem Scherenstromabnehmer auf einem Podest ausgestattet, auch schon im Straßenbahnnetz im Einsatz, wozu sie vorübergehend in deren Betriebshof im Stadtteil Zugló beheimatet waren. Dabei beförderten sie Ende 1973 auch regulär Fahrgäste auf der Linie 62 zwischen Örs vezér tér und Bosnyák tér, wobei laut Vorschrift immer nur ein Fahrzeug auf der Strecke sein durfte. Für den regulären U-Bahn-Betrieb erhielten sie über beiden Führerständen speziell hierfür konstruierte Einholmstromabnehmer mit elektropneumatischem Antrieb, die eine besonders geringe Höhe aufweisen. Im Regelfall liegt dabei immer der hintere an, um im Fall eines Oberleitungsabrisses den Zug noch mit dem vorderen manövrieren zu können.
Parallel zur Streckensanierung im Jahr 1995 wurden auch die Gelenkwagen modernisiert. Sie erhielten damals neue gepolsterte Plastiksitze, feuer- und vandalismusbeständige Wand- und Deckenverkleidungen, einen Kunststoffboden, neue lederne Halteschlaufen, eine neue Innenbeleuchtung mit Leuchtstoffröhren – versorgt durch ebenfalls neu installierte statische Transformatoren, einen neuen – wiederum gelben – Außenanstrich, eine elektronische Fahrtenregistrierung, Innenlautsprecher für Fahrerdurchsagen, Übersetzfenster statt Schiebefenster sowie neue Drehgestelle. Zum Schutz der Motoren wurde damals ferner die zulässige Höchstgeschwindigkeit – analog zur gleichfalls reduzierten Streckenhöchstgeschwindigkeit – auf 50 km/h reduziert.

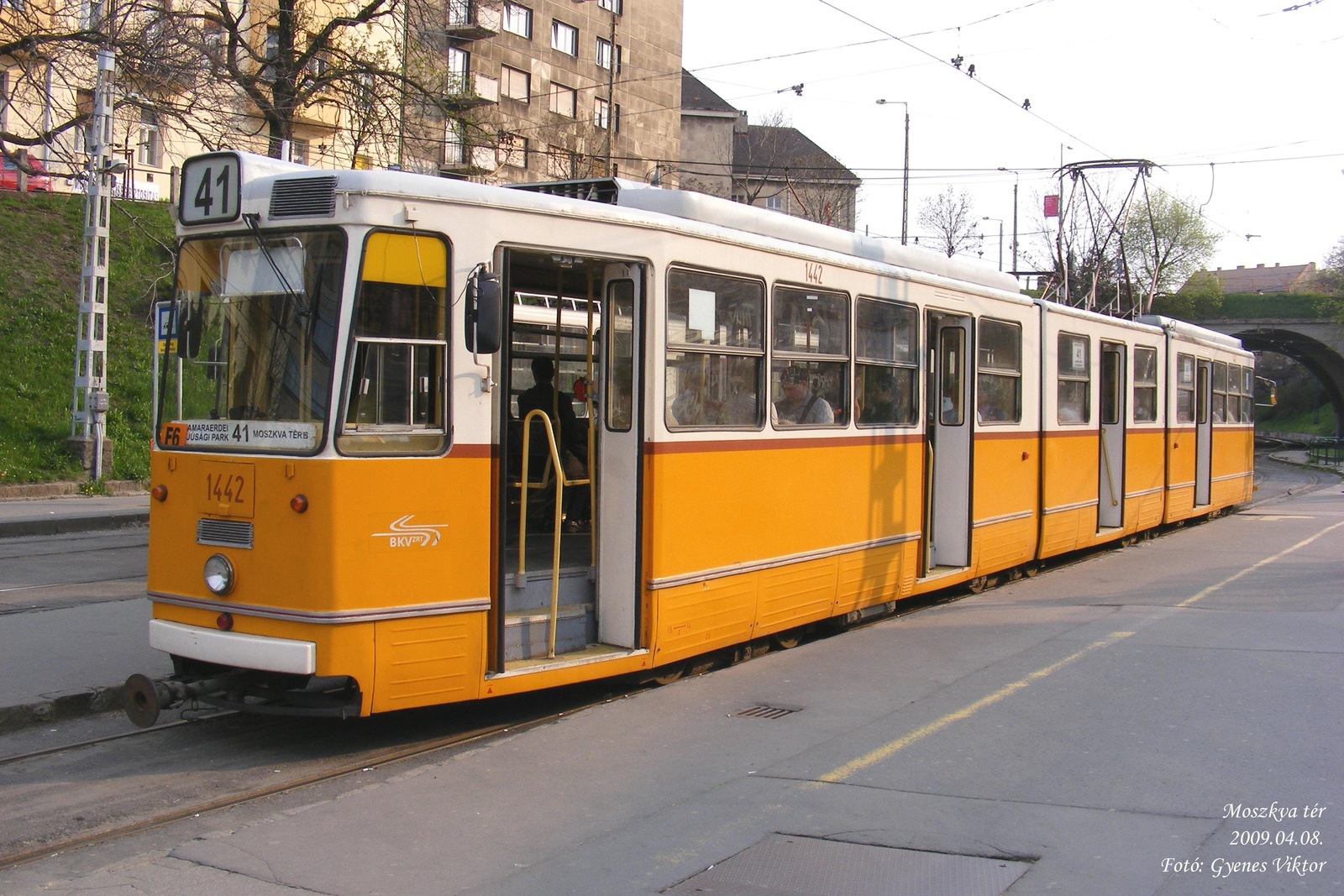
Auf diesen Gelenktriebwagen der Budapester Straßenbahn basieren die ab 1971 für die Földalatti beschafften Züge
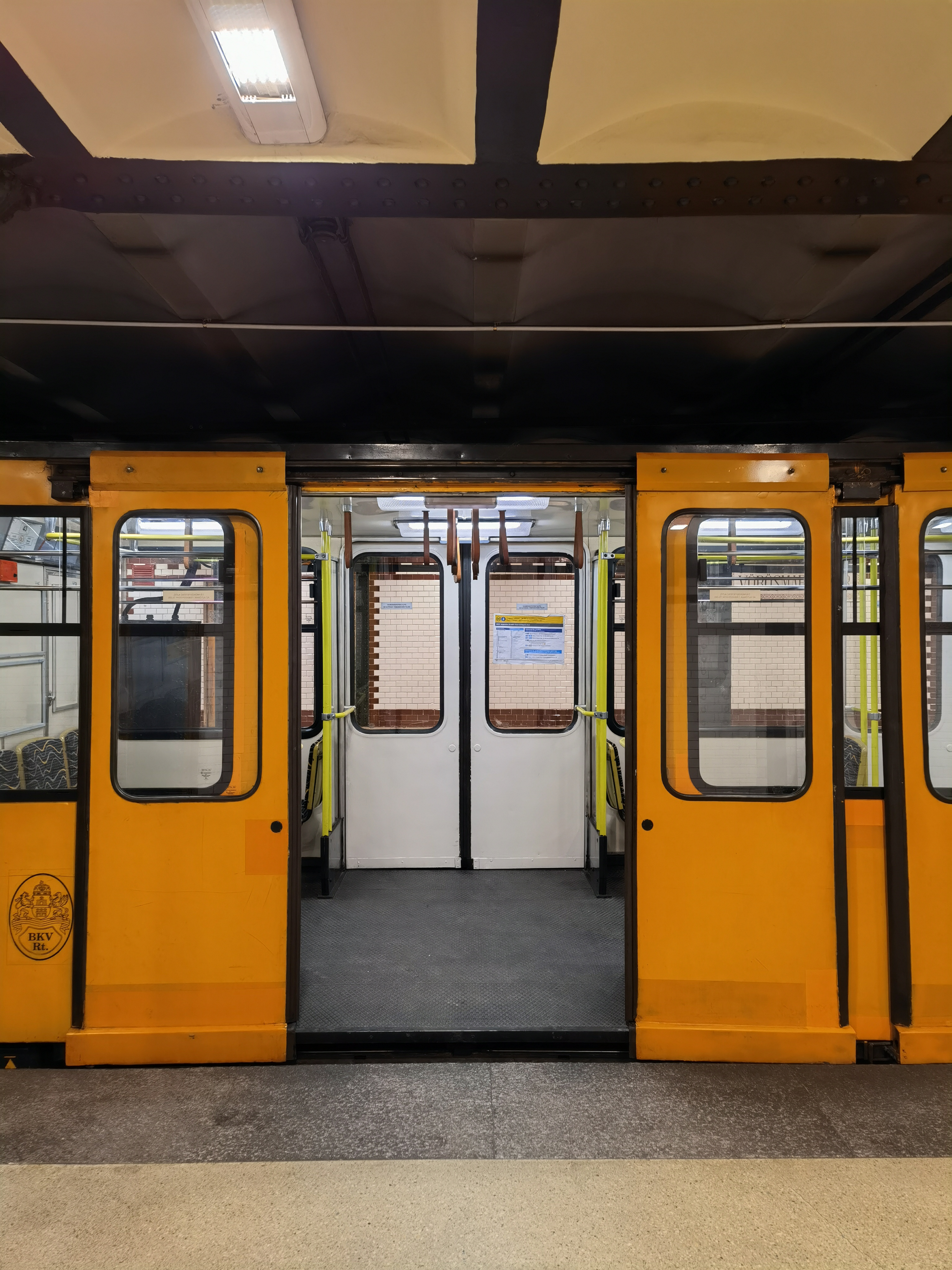
Einstiegsbereich von außen
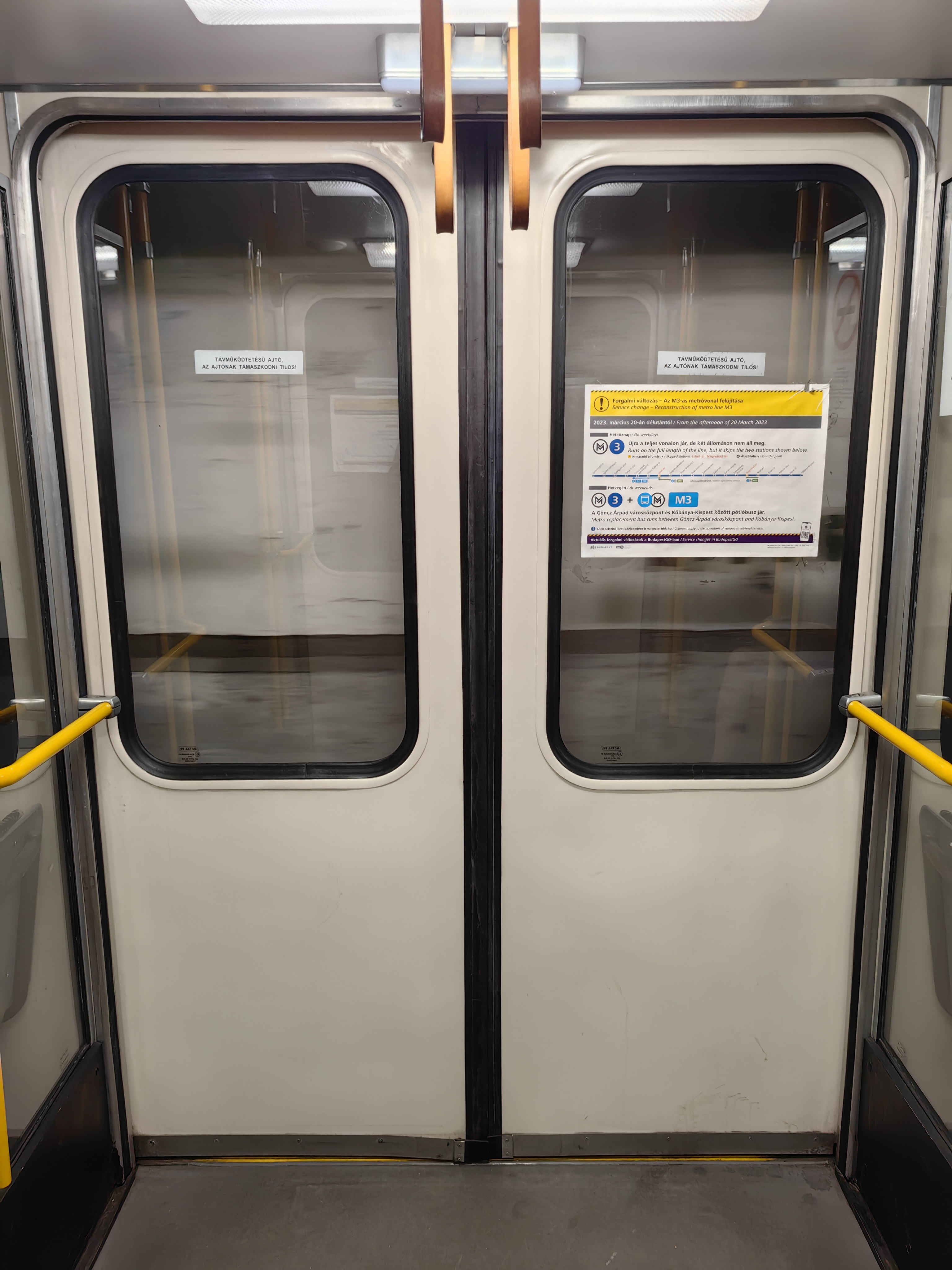
Einstiegsbereich von innen
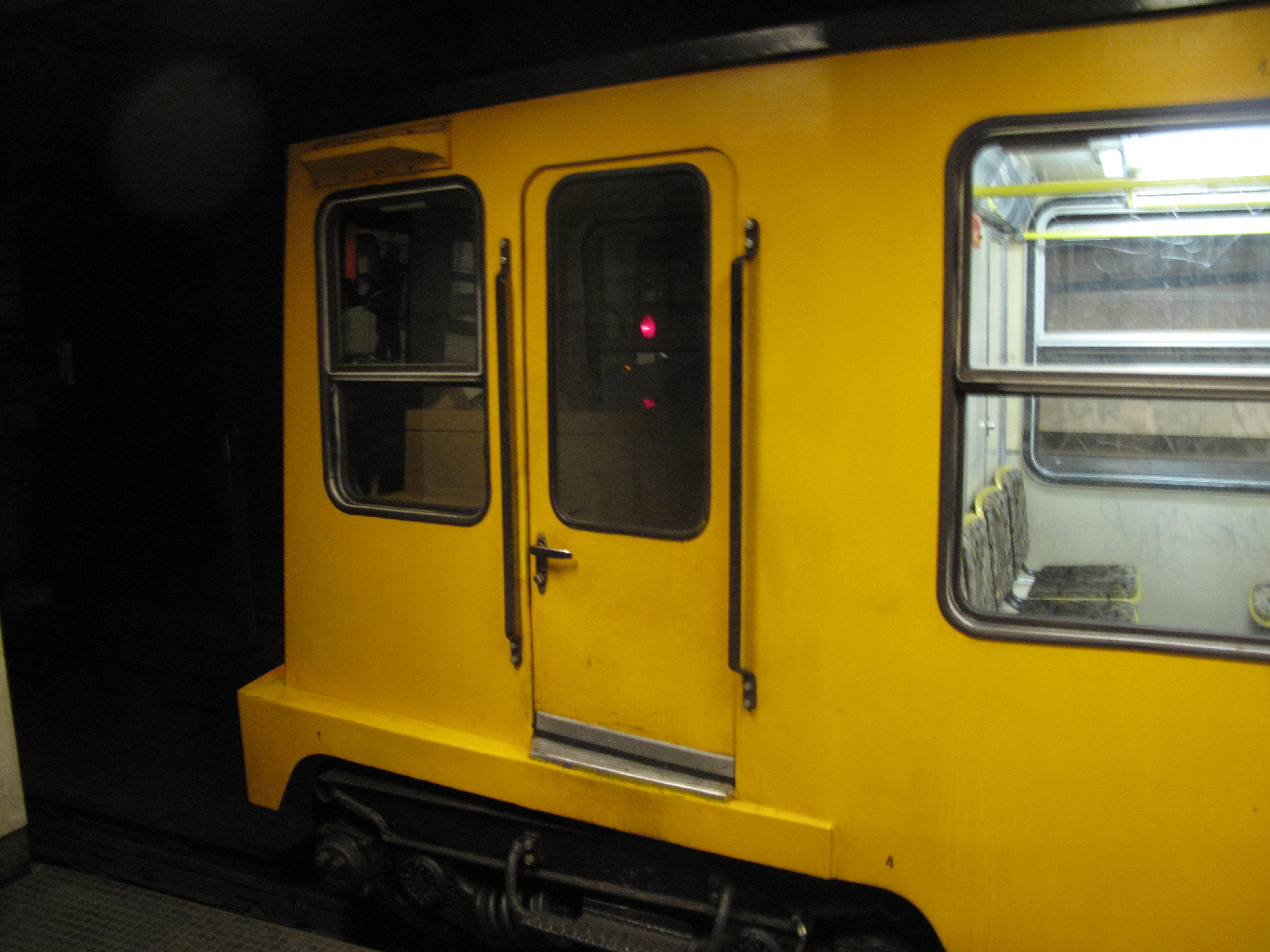
Zugang zum Führerstand
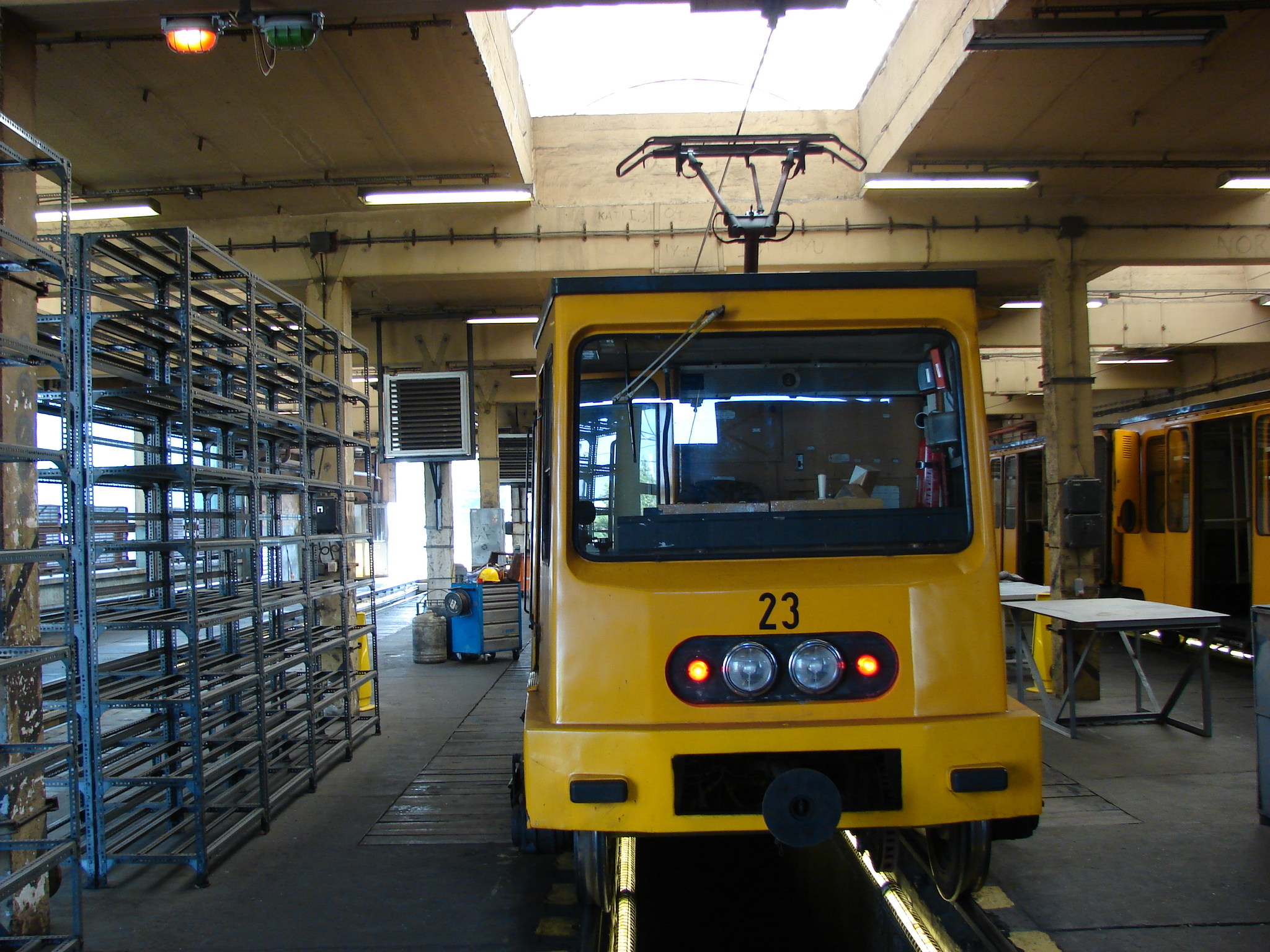
Frontalansicht im Depot mit dem speziell für diese Baureihe konstruierten Einholmstromabnehmer
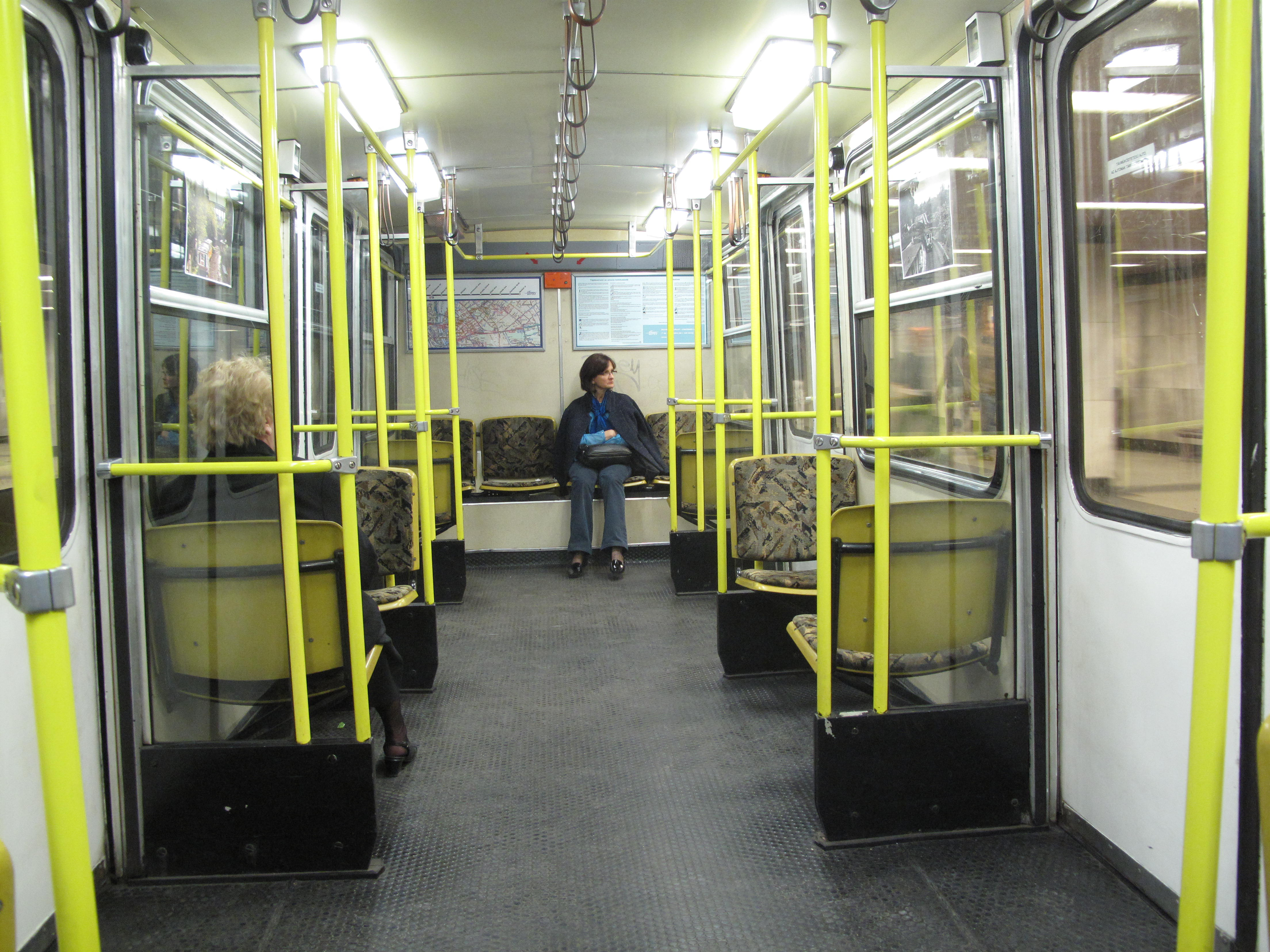
Innenraum im Zustand der Modernisierung des Jahres 1995, unter anderem noch mit Übersetzfenstern statt Schiebefenstern

### Fahrzeugdaten
|                                      | BVVV-Triebwagen                                     | BKVT-Triebwagen                                     | Salonwagen                                                | Steuerwagen             | Gelenktriebwagen                                                                       |
| ------------------------------------ | --------------------------------------------------- | --------------------------------------------------- | --------------------------------------------------------- | ----------------------- | -------------------------------------------------------------------------------------- |
|                                      |                                                     |                                                     |                                                           |                         |                                                                                        |
|                                      |                                                     |                                                     |                                                           |                         |                                                                                        |
|                                      |                                                     |                                                     |                                                           |                         |                                                                                        |
| Hersteller:                          | Schlick                                             | Schlick                                             | Schlick                                                   | Eigenbau Hauptwerkstatt | Ganz-MÁVAG                                                                             |
| Elektrische Ausrüstung:              | Siemens & Halske                                    | Siemens & Halske                                    | Siemens & Halske                                          | –                       | Ganz Villamossági Művek                                                                |
| Achsen:                              | 4                                                   | 4                                                   | 4                                                         | 2                       | 8                                                                                      |
| Motor:                               | vor Umbau: Siemens LDo nach Umbau: TR 4.5/14        | vor Umbau: B 22/30 nach Umbau: TR 4.5/14            | vor Umbau: B 22/30 nach Umbau: TA 1.12                    | –                       | TK 44A                                                                                 |
| Leistung:                            | vor Umbau: 2 × 11,77 kW nach Umbau: 2 × 46,7 kW     | vor Umbau: 2 × 14,71 kW nach Umbau: 2 × 46,7 kW     | vor Umbau: 2 × 14,71 kW nach Umbau: 2 × 31,1 kW           | –                       | 4 × 66 kW                                                                              |
| Aufbau:                              | Holz                                                | Holz                                                | Holz                                                      | Stahl                   | Stahl                                                                                  |
| Anzahl:                              | 10                                                  | 9                                                   | 1                                                         | 16                      | 23                                                                                     |
| Nummern:                             | 1–10                                                | 11–19                                               | 20                                                        | 80–95                   | 21–43                                                                                  |
| Baujahre:                            | 1895–1896                                           | 1895–1896                                           | 1896                                                      | 1959 (80) 1960 (81–95)  | 1971 (21–22) 1973 (23–41) 1987 (42–43)                                                 |
| in Betrieb:                          | 1896–1973                                           | 1896–1973                                           | 1896–1897 1942/1943–1959                                  | 1960–1973               | seit 1973                                                                              |
| Sitzplätze:                          | vor Umbau: 26+2 nach Umbau: 16                      | vor Umbau: 26+2 nach Umbau: 16                      | 26                                                        | 13                      | 48                                                                                     |
| Stehplätze:                          | vor Umbau: 14 nach Umbau: 60                        | vor Umbau: 14 nach Umbau: 60                        | 36                                                        | bei 5 Personen/m2: 51   | bei 4 Personen/m2: 113 bei 5 Personen/m2: 141                                          |
| Türen:                               | 1                                                   | 1                                                   | 2                                                         | 1                       | 6                                                                                      |
| Fußbodenhöhe über Schienenoberkante: | 450 mm                                              | 450 mm                                              | 450 mm                                                    | ?                       | 470 mm                                                                                 |
| Länge des Wagenkastens:              | 10.370 mm                                           | 10.470 mm                                           | 10.450 mm                                                 | 8.300 mm                | 29.560 mm                                                                              |
| Länge über Kupplung:                 | 11.100 mm                                           | 11.120 mm                                           | 12.370 mm                                                 | 9.600 mm                | 30.370 mm                                                                              |
| Radstand:                            | vor Umbau: 1.075 mm nach Umbau: 1.500 mm            | vor Umbau: 1.200 mm nach Umbau: 1.500 mm            | vor Umbau: 1.275 mm nach Umbau: 1.600 mm                  | 4.100 mm                | Laufgestelle: 1.600 mm Triebgestelle: 1.800 mm                                         |
| Raddurchmesser:                      | vor Umbau: 600 mm nach Umbau 650 mm oder 670 mm     | vor Umbau: 800 mm nach Umbau: 650 mm oder 670 mm    | vor Umbau: außen 800 mm / innen 600 mm nach Umbau: 670 mm | ?                       | 670 mm                                                                                 |
| Drehzapfenabstand:                   | vor Umbau: 7.900 oder 8.300 mm nach Umbau: 8.250 mm | vor Umbau: 8.000 oder 8.300 mm nach Umbau: 8.250 mm | 9.000 oder 8.000 mm                                       | –                       | 8.915 mm zwischen Lauf- und Triebgestell / 9.050 mm zwischen den beiden Triebgestellen |
| Breite:                              | 2.130 mm 2.250 mm 2.270 mm 2.350 mm                 | 2.145 mm 2.250 mm 2.270 mm 2.350 mm                 | 2.250 mm 2.270 mm 2.350 mm                                | 2.270 mm                | mit Trittstufen: 2.350 mm, ohne Trittstufen: 2.220 mm                                  |
| Höhe ohne Stromabnehmer:             | 2.600 mm                                            | 2.600 mm                                            | 2.600 mm                                                  | 2.620 mm                | 2.590 mm                                                                               |
| Höhe mit Stromabnehmer:              | 2.700 mm                                            | 2.700 mm                                            | 2.700 mm                                                  | –                       | 2.700 mm                                                                               |
| Gewicht:                             | 15.000 kg                                           | 15.000 kg                                           | 15.000 kg                                                 | ?                       | 34.800 oder 36.960 kg                                                                  |

## Rezeption

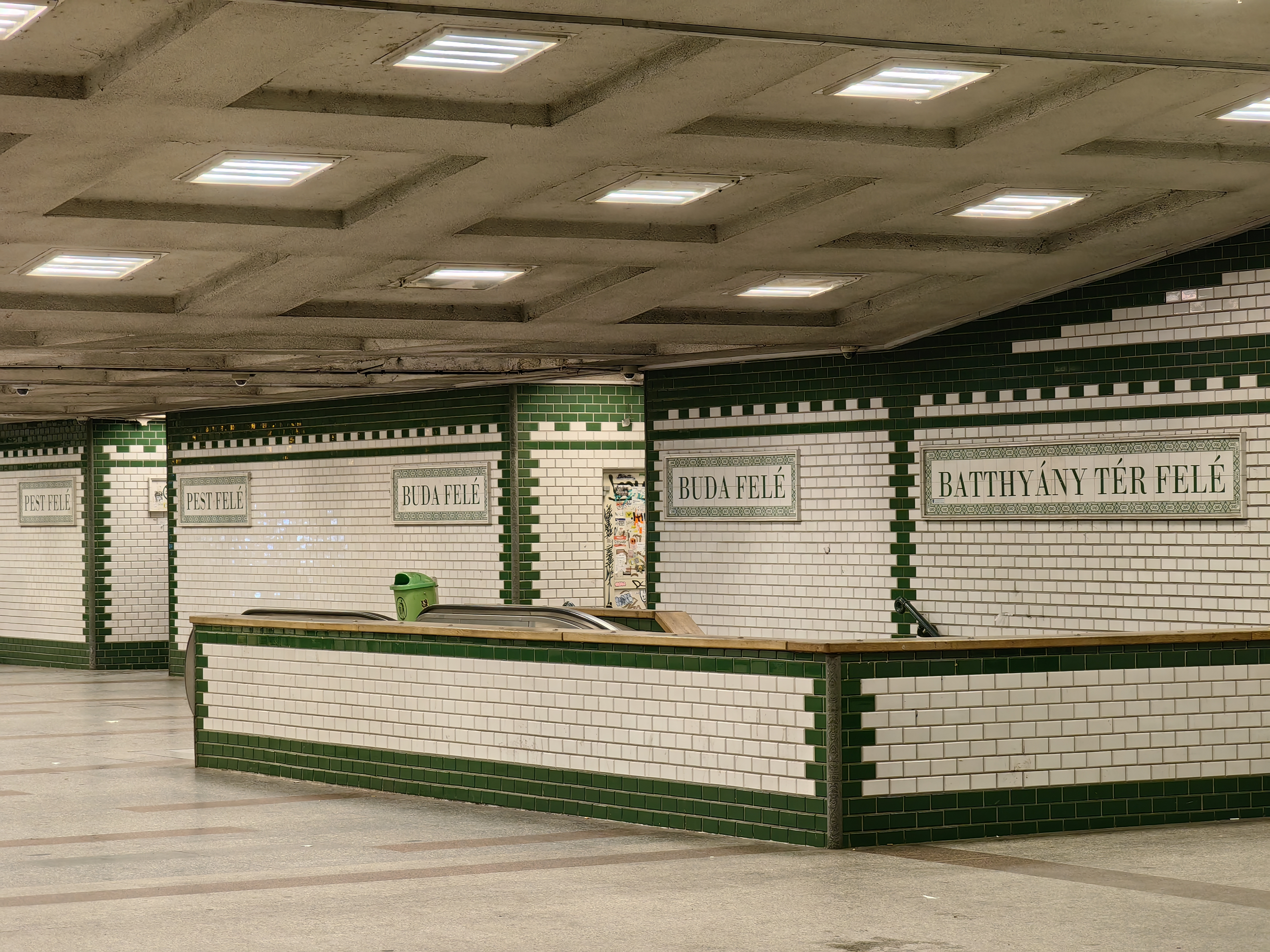
Haltestelle Batthyány tér der Budapesti Helyiérdekű Vasút

- Zum 100. Geburtstag der Földalatti im Jahr 1996 gab die Magyar Posta eine 24-Forint-Briefmarke aus,[118] zum 125. Geburtstag erschien am 30. April 2021 eine Gedenkmünze der Magyar Nemzeti Bank im Wert von 2000 Forint.[26]
- Die Wände im Zwischengeschoss der Haltestelle Batthyány tér, eine von nur zwei unterirdischen Stationen der Vorortbahn Budapesti Helyiérdekű Vasút (BHÉV), wurden im Zuge einer vorangegangenen Modernisierung ebenfalls mit Zsolnay-Keramikfliesen im Stil der M1-Stationen verkleidet. Entsprechend der Kennfarbe der Vorortbahn sind diese jedoch grün statt braun.